# عبد الله المأمون
أميرُ المُؤمِنين وخَليفَةُ المُسْلِمين الإمام العالِم والمُجَدِّد المُجاهِد أبُو العبَّاس عبد الله المأمُون بن هارون الرَّشيد بن مُحمَّد المِهدي بن عبد الله المَنْصُور بن مُحمَّد بن علي بن عبد الله القُرَشيُّ الهاشِميُّ العبَّاسيُّ (15 ربيع الأول 170 – 18 رجب 218هـ / 14 سبتمبر 786 – 9 أغسطس 833م)، المَعرُوف باسمه ولقبه عبد الله المأمُون أو المأمُون، هو سابع خُلَفاء بني العَبَّاس، والخليفة السَّادس والعشرون في ترتيب الخُلَفاء عن النبي مُحمَّد. حكم الدَّولة العبَّاسية (25 مُحرَّم 198 – 18 رجب 218هـ / 25 سبتمبر 813 – 9 أغسطس 833م)، ودام حكمه عشرين سنة وخمسة أشهر وثلاثة وعشرين يومًا حتى وفاته.
وُلد المأمُون في الياسريَّة من العاصِمة العبَّاسيَّة بغداد، وتلقَّى تعليمًا جيدًا مُنذ صغره، وعُرف بذكائه وثقافته ومُحبًا للعلم والأدب. ولَّاهُ أبوه هارُون الرَّشيد وِلاية العهد بعد أخيه غير الشقيق مُحمَّد الأمين بسبب تفضيل الهاشميين للأمين، بينما كان الرَّشيد يُفضل المأمُون عليه لحزمه ورجاحة عقله، فولَّاه خُراسان وكامل المشرق في خلافة أخيه وجعلهما يقسُمان على ذلك في البيت الحرام. إلا أنه وبعد وفاة الرَّشيد سنة 193 هـ / 809 م، لم يُحافظ الأمين على وُعوده لأبيه الرَّشيد بعد توليه الخلافة، إذ سُرعان ما بدأ يضغط على المأمُون ليعزل نفسُه بدعمٍ من حوله، حتى قرر خلعهُ من العهد لصالح ابنه مُوسى، مما أشعل حربٍ أهليَّة بينهُما استمرت لثلاثَةِ أعوام، وانتهت بوصول جيش المأمُون من خُراسان نحو العراق والسَّيطرة على بغداد بعد حصارٍ قاسٍ، ليظفروا بالأمين، ويُبايع المأمُون للخلافة سنة 198 هـ / 813 م دون مُنافس.
ورث المأمُون بِلادًا مُترامية الأطراف، فقد امتدَّ أرجاء حُكمه من بِلاد ما وراء النَّهر والسَّند شرقًا حتى إفريقية غربًا، ومن اليمن جَنوبًا، حتى أرَّان وبِلاد الكُرج شمالًا. ولم تكُن هذه الرُّقعة الواسعة من البلاد قد خضعت لهُ تمامًا في البداية، إذ واجه المأمُون خرُوج العديد من الثَّورات والاضطِّرابات التي عصفت في البلاد من مشرقها إلى مغربها، فقد ظهر الخُرَّمية بقيادة بابَك الخُرَّمي في بلاد أذَرُبَيجان، وثار أبُو السَّرايا الشيباني العلوي في الكُوفة، وانتفض البشموريُّون القُبط في مِصْر، كما خُلعت طاعتُه من أهالي بغداد لصالح عمه إبراهيم بن المهدي، وغيرها من القلاقل والتَّمرُّدات التي هدَّدت حُكمِه ونُفوذه وأنذرت بتقسيم البلاد، إلا أنه استطاع احتواء بعضها عبر سياساتٍ حكيمة، والقضاء على مُعظمها بالقُّوةِ العسكريَّة، فاستطاع بذلك إحكام سيطرته على مُعظم أنحاء البلاد مع وجود بعض الثَّورات التي كان لسلفهِ المُعتصم نصيبٌ في حسمها.
عَهد المأمُون بولاية العهد من بعده للإمام عليُّ الرضا حينما كان مُقيمًا في مَرُو، وبتشجيعٍ من وزيره المُقرَّب الفضل بن سهل سنة 201 هـ / 817 م، وهو ثامن الأئمة حسب الإمامِيَّة، وتبنَّى في نفس الوقت الرَّايات الخضراء بدلًا من السَّوداء، ما أسفر عن غضب عُموم بني العبَّاس وخلعهم لطاعته آنذاك لصالح إبراهيم بن المهدي. قرر المأمُون التخلُّص من وزيره الفضل حينما تنامى لهُ فسادُه وتشكيله عُقبة كبيرة لخلافته، وبعد مضي أربعة شُهورٍ تُوفي الرِّضا مسمُومًا واختلف المُؤرِّخون حول قاتله. عاد المأمُون إلى العاصمة بغداد بعد أن أمضى ستة أعوام في مرُو، وأعاد لباس ورايات بني العبَّاس المُعتادة والمُكوَّنة من السَّواد، ليبدأ حُكمهُ بنفسه دون أي تأثير عليه مثل الفضل وأسرته آل سهل الفُرس.
تميَّز عصر المأمُون بتشجيع مُطلق للعُلوم والتَّرجمة في سبيل زيادة المعرفة الإسلاميَّة العلميَّة من فلسفةٍ، وطب، ورياضيَّات، وفلك، وكان لهُ اهتِمامٌ خاص بعلوم الإغريق القديمة، وله اليدُ الطُّولى في دعم بيت الحكمة في بغداد وتوسيعها، والتي كانت تُعد من أكبر وأهم جامعات عصرها في العالم، كما طُوَّر الْأَسْطُرْلَاب في عهده، وحاول العُلماء بدعمه قياس مُحيط الأرض، والذي استُدل به على كُرَويَّتها من جهة، وتطوُّر المجال العلمي الجُغرافي من ناحيةٍ أُخرى. ولعلَّ حركة التَّرجمة التي قادها المأمُون من أبرز سِمات النَّهضة العلميَّة في عصره، إذ ازدادت وتيرة كمية النَّقل خلالها للعلوم والآداب السريانيَّة، والفارسيَّة، واليونانيَّة إلى العربيَّة، لتكتسب من خلالها اللُّغة العربيَّة مكانةً مرمُوقة، ليتوسع شأنها من لغةٍ كانت محصُورة في الدين والشِعر والأدب، لتُصبح أيضًا لغة علمٍ وطبٍ وفلسفةً. تعد خلافته تأسيسًا للعَصْر الذَّهَبيُّ للحضارة الإسلاميَّة، ففيها بلغت تلك الحضارة أوجها من التقدُّم العلمي، والثَّقافي الذي استمر من بعده طويلًا.
زار المأمُون عددًا من الوِلايات العبَّاسيَّة، مثل خُراسان، والجبال، والجزيرة الفُراتية، ومصر، وبلاد الشَّام في فترات عديدة مُختلفة، وشن ثلاث حملات جهاديَّة واسعة النطاق ضد مملكة الروم في أواخر عهده بنفسه. ولكونه قائدًا للأُمَّة الإسلاميَّة، رأى المأمُون أن من واجبه كخليفة تقريب المُسلمين على اختلافهم وتوحيد صُفوفهم، ويُنسب له تحقيق أول مُحاولة للإصلاح بين المذاهب الإسلاميَّة المُختلفة، فقد كان يجمع شتَّى العُلماء والفُقهاء من مُختلف الطوائف في مجلسه العِلمي، وأطلق بينهم المُناظرات الكلاميَّة ليُعرض كل فريقٍ حُججه، وذلك بهدف التقريب وإزالة الالتباس بينهم. كان المأمُون مُسلمًا مُتمذهبًا على مذهب أبُو حُنيفة النُّعمان، إلا أن هذا لم يمنع من اعتقاده ببعض مسائل الاعتزال واهتمامه بفلسفة العقل، وفي آخر سنةٍ من حياته فرض القول بخلق القُرآن في فترةٍ تُعرف بالمِحنة والتي أثارت الجدل في العالم الإسلامي آنذاك، إلا أن خلفهُ المُعتصم تولَّى مُهمة امتحان الفُقهاء من بعده، الأمر الذي جعل المُعتصم يصطدم بالعُلماء المُسلمين مثل الإمام أحمَد بن حَنْبَل.
أُصيب المأمُون بالتسمُّم في البذندُون نتيجةً لتناوله نوعًا من الرَّطب، وذلك أثناء تجهيزه لحملةٍ جِهاديَّة رابعة ضد الرُّوم من مدينة طرسُوس في شمال غربي بلاد الشَّام، وحينما عجز الأطُباء عن مُداواته، أولى بالعهد أثناء احتضاره لأخيه مُحمَّد المُعتصم بالله من بعده، وقد اختلفت الروايات حول وجود ابنه العبَّاس من عدمه. تُوفي المأمُون في 18 رجب 218 هـ / 8 أغسطس 833 م ودُفن في طرسُوس. استمر المُعْتصم على نهج أخيه إلى حدٍ ما، وذلك في جهاد الرُّوم، وإنهاء الخُرَّمية، ودعم الفكر المُعتزلي، إلا أنه استكثر من الجُنود الأتراك في سياسة مُغايرة عن أسلافِه، مما كان لهُ أثر خطير في منحى تاريخ البلاد لاحقًا.

## نشأته

### نسبه
هو عبد الله المأموُن بن هارُون الرَّشيد بن مُحمَّد المهدي بن عبد الله المنصُور بن مُحمَّد بن عليُّ بن عبد الله بن العبَّاس بن عبد المُطَّلب بن هاشم بن عبد مناف بن قُصي بن كِلاب بن مُرَّة بن كعب بن لؤي بن غالِب بن فهر بن مالك بن النَّضر بن كِنانة بن خُزَيمة بن مُدركة بن إلياس بن مضر بن نزار بن معد بن عدنان.
والده هو الخليفة العبَّاسي الخامس هارُون الرَّشيد، وكان قد نال منصب الخلافة بعد أخيه مُوسى الهادي في يوم ولادة المأمُون.
والدته هي مراجل بنت أستاذ سيس، جارية باذغيسيَّة، وقيل فارسيَّة، وعلى أية حال فهي من أصولٍ خُراسانيَّة. كان والد مراجل ثائرًا على الخلافة العبَّاسيَّة في زمن الخليفة أبُو جعفر المنصُور، وادَّعى النُبوَّة، حتى قضى على ثورته القائد خازم بن خُزَيمة التَّميمي سنة 150هـ / 767م، أي قبل تسعة عشر عامًا من ولادة المأمُون.

### ولادته
تأخَّر حمل زبيدة بنت جعفر من زوجها وابن عمها الأمير هارون الرَّشيد، فاشتكى الرَّشيد إلى بعض خواصه، ونُصح بالنظر إلى جواريه، فدخل الرشيد يومًا إلى المطبخ، ورأى مراجل، وكانت تعمل طابخة، فأعجبته وأسرَّها، وعلمت زبيدة بذلك ولم يكن لها الاعتراض، غير أن حمل مراجل قد أشعل في قلبها الغيرة، وما هي إلا بضعة شهورٍ حتى حبلت بابنهما محمد.
ولد عبد الله في ليلة الجمعة 15 ربيع الأول 170هـ / 14 من سبتمبر 786م، في قرية تدعى الياسرية، على ضفاف نهر عيسى، وبينها وبين العاصمة بغداد ميلان فقط، وذلك لإقامة والده الرشيد، إذ كان يواجه ضغوطا مستمرة من أخيه الخليفة الهادي، بهدف انتزاع حقه في الخلافة من بعده. ولد المأمون في نفس الليلة الذي مات فيه عمِّه الهادي، وهو اليوم ذاته حين استُخلف والده. سميت هذه الليلة التَّاريخيَّة بليلة الخلفاء، ففيه مات خليفة، وحكم خليفة، وولد خليفة. جاءت ولادة عبد الله بمنزلة بشرى خير لأبيه، فقد ولد في يوم انتهاء محنته مع أخيه الهادي، وهو أول ذكرٍ يولد له، غير أن السعادة لم تكتمل، إذ توفيت مراجل أم عبد الله في فترة نفاسها به، ما جعل عبد الله ينشأ يتيم الأم.

### طفولته
نشأ عبد الله ذكيًا ومؤدبًا منذ نعومة أظافره، فأحبه والده وقدَّمه على سائر إخوانه لذكائه ونباهته، ويعطف عليه لفقدانه أمه. كنَّى الرَّشيد ابنه عبد الله بأبي العبَّاس. امتلك عبد الله علاقة جيدة مع جميع إخوته بمن فيهم محمد، وعرف عنه محبته لأخيه أبي عيسى حُبًا شديدًا. تولَّى تأديب عبد الله وتعليمه العالم اللُّغوي يحيى بن المُبارك اليزيدي، فأعجب بذكاء عبد الله وقُوَّة شخصيته منذ صغره، فعلَّمه الأدب والعفَّة وحُسن الخُلُق، ولم يكُن يتورَّع عن تقويمه بالعصا إن لزم الأمر، وكان عبد الله، بالرُّغم من أنه ابنُ خليفة، لم يشتكي من تقويمه بالعصا إذ كان يُدرك مُخالفته ما ينبغي، بل ويدعو لتقويمه إذا تطلَّب الأمر.
يروي مؤدبه اليزيدي ما يدل على أدب عبد الله منذ طفولته، فقال: «كنت أؤدب المأمون، وهو في كفالة سعيد الجوهري، فجئت دار الخلافة، وسعيد قادم إليها، فوجهت إلى المأمون بعض خدمه يعلمه بمكاني، فأبطأ علي، ثم وجهت آخر فأبطأ، فقلت لسعيد: إن هذا الفتى ربما تشاغل بالبطالة وتأخر، فقال: أجل! ومع هذا فإنه اذا فارقك تعرم على خدمه، ولقوا منه أذى شديدًا، فقوَّمه بالأدب، فلما خرج (أي المأمون) تناولته ببعض التأديب، فإنه ليدلك عينيه من البكاء»، وفي تلك الأثناء، جاء نبأ بقدُوم جعفر البرمكي لزيارته، فلما علم عبد الله بذلك، أخذ منديلًا ومسح عينيه، وجمع ثيابه، وقام إلى فراشه وقعد متربعًا، ثم أذن لجعفرًا بالدخول، وفي أثناء المحادثة بينهما كان اليزيدي خائفًا في الركن الآخر، ومن خوفه من الشَّكوى، ذهب إلى عبد الله وحاول إضحاكه ببعض الطرائف حتى ضحك الأخير، ثم ترك المجلس واستأذن. بعد مغادرة جعفر، دعا عبد الله مُعلمه اليزيدي، وأشار له بإكمال تأديبه، فانصدم اليزيدي، وقال: «أيها الأمير، أطال الله بقاءك! لقد خِفتُ أن تشكوني إلى جعفر بن يِحيى، ولو فعلت تتنكَّر لي»، فأجابهُ عبد الله: «تراني يا أبا مُحمَّد كنت أطّلع الرَّشيد على هذه؟! فكيف بجعفر بن يحيى حتى أطلعه على أنني أحتاج إلى أدب؟! خذ في أمرك، عافاك الله! فقد خطر ببالك ما لا تراه أبدا، ولو عدت إلى تأديبي مائة مرة!».

### صباه
شعرت السيدة زبيدة بنت جعفر بحب زوجها الرشيد لعبد الله مع مرور السنين وبعطفه الزائد عليه أكثر مما كانت تراه اتجاه ابنهما محمد على الرُّغم من توليته ولاية العهد، فنالتها الغيرة من ذلك، وشكت شعورها إلى الرشيد، وعاتبته على إفراطه في حب عبد الله والميل إليه، فقال الرشيد: «تريدين أن أعرفك الفرق بين محمد وبين عبد الله؟» فأجابت: «الأمر لك»، فدعا بخادمين وقال لأحدهما: «امض إلى محمد واجلس عنده وانبسط في الحديث ثم قل له في أثناء كلامك: يا سيدي إذا أفضت الخلافة إليك ماذا تصنع معي؟» وقال للآخر:«امض إلى عبد الله واجلس عنده وتحدث معه وقل له في أثناء حديثك مثل هذا وأعد علي ما يكون في جوابه»، فمضيا ولبثا ساعة. عاد الخادم الأوَّل من عند مُحمد فقال له الرَّشيد وزُبَيدة حاضرة: «هات ما عندك» قال: «يا أمير المؤمنين، دخلت على محمد وعنده جماعة من المطربين والمساخر والصفاعنة... وهو يشرب وهم يتصافعون، ويتشاتمون، وهو يضحك، فجلست وتحدثت كما أمرتني، ثم قلت له في أثناء كلامي: يا سيدي إن أفضت الخلافة إليك ما تصنع بي؟ فقال لي: أعطيك كذا وكذا ألف دينار وأقطعك الضيعة الفلانية وأفعل معك وأصنع».
وبينما هم في الحديث، جاء الخادم الآخر من عند عبد الله، فقال الرَّشيد: «هات ما عندك»، فقال: «يا أمير المؤمنين، دخلت على عبد الله فرأيت مجلسه مغتصًا بالفقهاء، والشعراء، والقراء، و أصحاب الحديث، وهو يفاوضهم، فصبرت حتى تقوض المجلس ودنوت منه، ودعوت له، وقلت: يا سيدي، أرى والله مخايل النجابة عليك، وإني لأشم من أعطافك روائح الخلافة، فإن أفضت إليك، فماذا تصنع معي؟ فلما سمع هذا الكلام مني استشاط غضبًا وأخذ دواة كانت بين يديه فرماني بها، وقال: بل يطيل الله بقاء أمير المؤمنين، ويديم دولته، ويمد في عمره، ويجعلنا فداه، ويلك قد جئت تبشرني بموت أبي، وتطلب مني عند ذلك مراعاتي لك وإحساني إليك؟ لا أرانا الله يومه وقدمنا قبله» فلما انتهى الخادم من كلامه، التفت الرَّشيد إلى زُبَيدة وقال: «أتلومينني على الميل إلى عبد الله أكثر من محمد؟ والله ثم والله لولا مراقبتي لك، وإشفاقي على قلبك، لخلعت محمدًا من العهد، وقدمت عبد الله عليه». وقيل إن الرَّشيد في نهاية الحَديث قال: «كيف ترين؟ ما أقدم ابنك إلا متابعة لرأيك، وتركا للحزم». دخل الرَّشيد ذات مرَّة على عبد الله، فوجده يقرأ كتابًا، فسأله عنه، فرد عبد الله: «كتاب يشحذ الفكرة، ويُحسّنُ العشرة»، فقال الرَّشيد: «الحمدُ لله الذي رزقني من يرى بعين قلبه، أكثر مما يرى بعين جسمه».

### تعليمُه
تلقَّى عبد الله مع أخيه محمد دُروسًا في اللغة العربيَّة والأدب من إمام اللُّغة والنَّحو الكسائي، والذي علَّم الرَّشيد سابقًا. انكبَّ عبد الله على دراسة الحديث النبوي، وسمع من أبيه هارون الرَّشيد، وهشيم بن بشير، وعبَّاد بن العوَّام، ويُوسف بن عطيَّة، وأبا مُعاوية الضَّرير، وإسماعيل بن عليَّة، وحجَّاج الأعور موصولًا إلى النَّبي مُحمَّد. امتلك عبد الله ذاكرة قويَّة وحافظة، ويروى عن ابن إدريس الكُوفي أنه حدَّث بمائة حديث، فقال له عبد الله: «يا عم، أتأذن لي أن أُعيدها من حفظي؟» فوافق، فأعادهم عليه جميعها، فعجب من حفظه. تعلم عبد الله أصول الفقه الإسلامي على مذهب أبا حنيفة النعمان من شيخه الحسن بن زياد اللؤلؤي، ليبرع فيه ويحفظه. ساهم في تنشئة عبد الله جمعٌ من الفقهاء والأدباء، فبرع في علوم الأوائل، وسمع قصص الملوك، وحينما شب زاد اهتمامه بعلم الكلام، وجره ذلك إلى القول بخلق القرآن. يقول الباحث المصري أحمد فريد رفاعي، أن نجابة وذكاء المأمون قد يعود إلى أنه جمع بين الدم الآري والسامي حسب مذهب القائلين بذلك.

## ولاية العهد

### قبل تولية العهد
في البداية لم يسم الرشيد ولي عهده، غير أن ولادة عبد الله ثم محمد في السنة الهجريَّة نفسها، تردَّد أو تحرَّج في اختيار ولي عهده، فهو يحب عبد الله، ويثق في قدراته ويراه الأكفأ، غير أن ضغوط زوجته زبيدة ومعها عموم الهاشميين قد دفعوا الرَّشيد دفعًا لتسمية محمدًا ولي عهده خوفًا من انتقال الولاية إلى عبد الله لاهتمام الرَّشيد الواضح به. قرر الرَّشيد عقد ولاية العهد لابنه محمد في سنة 175هـ / 791م،البالغ من العُمر خمسة أعوام، ولقَّبهُ بالأمين، وأخذ لهُ البيعة، على الرُّغم أنه يصغر عبد الله بستة أشهر، غير أن الرَّشيد آثر إرضاء وجُوه بني هاشم وزوجته زبيدة بتعيين الأمين صاحب الدَّم العربي الهاشمي من كلا الأبوين، وقلَّ ذلك عند جميع الخُلفاء قبله سوى الحسن بن علي. كان لعيسى بن جعفر (خال الأمين) أثر واضح في ولايته، فقد أرسلته أخته زبيدة إلى الرَّشيد، والمُحاط بنُفوذ البرامكة الفرس، وطلب من الفضل البرمكي إقناع الخليفة في عقد الولاية للأمين، ولم يكُن البرمكيّ مُعارضًا لتعيين الأمين على الإطلاق، فهو من كفل الأمين بأمرٍ من الرَّشيد بهدف توجيهه وتعليمه أساسُ الحُكم، واستغلّ ولايتهُ على خُراسان لإعلان بيعة الأمين، ففرق الأموال، وأعطى الجُند والشُّعراء، لجمع الناس حوله وتأكيد البيعة له، ومن الطبيعي أن يكون له تأثير مستقبلًا في حياة الأمين بعد توليه الخلافة.

### تعيينه وليًا للعهد

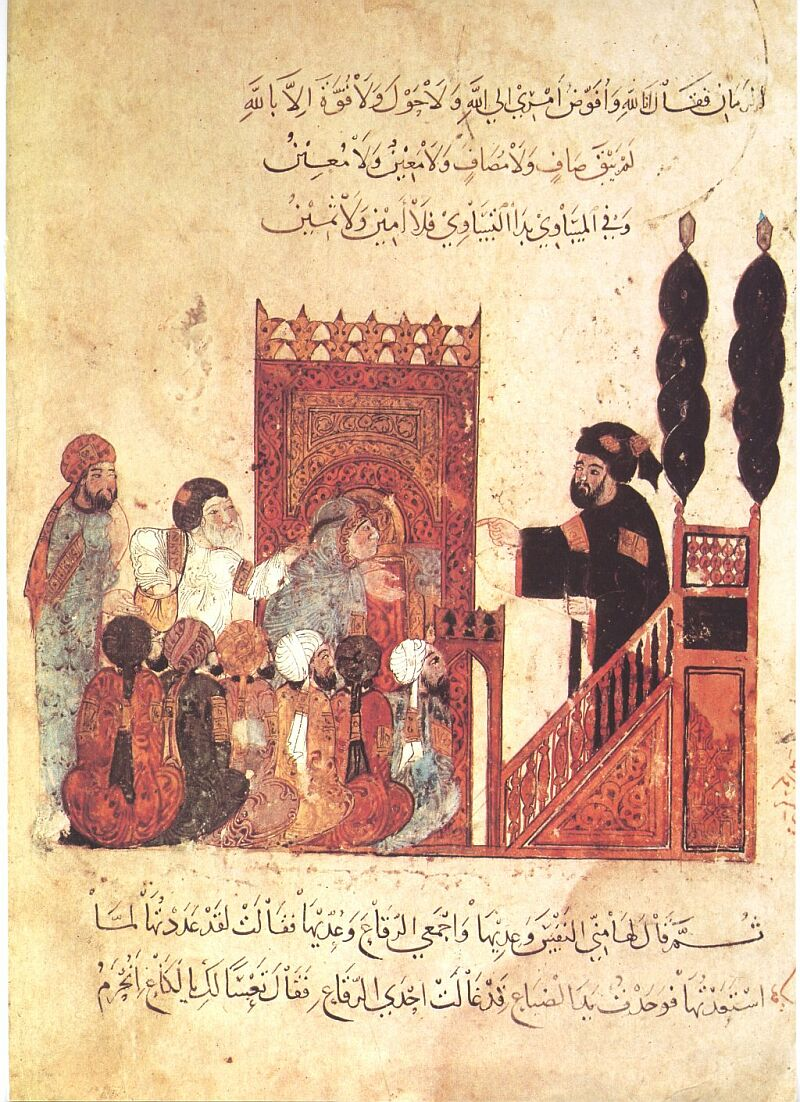
خطيب وإمام يوم الجُمعة يدعو ويعظ المُصلين من المنبر ويخطب بالدُّعاء للخليفة العبَّاسي، ويظهر اللباس والرَّايات السُّود كجزء من ثقافة العصر العبَّاسي.

حينما شعر الرَّشيد بسيطرة الفَضْل البَرمكي -كافِل الأمين- على خُراسان عزلهُ عن الولاية، وكان مهمُومًا لتقديمه ابنِهِ مُحمد الأمين دون أخيه عبد الله، وشعر أن ذلك القرار كان ضد إرادته بسبب إرادة من حوله من العَرب وبني هاشِم وزوجته زُبيدة، ولهذا بقي الرَّشيد فترةً طويلةً مُعذب الضَّمير، لا يدري ما يصنع حتى يُصحح هذا الخطأ الذي وقع فيه، فاستطاع وبرأي يحيى البرمكي أن يُقر بولايتين للعهد، رُغم أنه كان مُؤمنًا بفشل هذه التجربة من قبل.
وبعد مُرور أربعة أعوام من تعيين مُحَمَّد الأمين وليًا للعَهد قرر الخليفة الرَّشيد عقد ولاية العهد الثَّانية لابنِه عبد الله في سنة 182 هـ / 799 م، وكان يبلغ من العُمر ثلاثةَ عَشر عامًا، كما لقَّبهُ بالمأمُون، وكان الهدفُ من ذلك أن يتولَّى الخِلافة بعد أخيه الأمين، وأما سبب تقديم الأمين عليه في الوِلاية، فذلك راجع لكون والدته زُبَيْدة كانت امرأة حُرَّة، وهاشميَّة عربيَّة، ويُفضله وجوه بني هاشم والعرب، وأما الهدف من تعيين المأمُون في الوِلاية، فهو لأن الرَّشيد رأى مِنهُ صِفات القائد، والطُّموح، والبُعد عن اللهو بعكس أخيه الأمين والذي لم يكترث لحياة العِلم، ولم يعرف المسؤولية، وقد سلم الرَّشيد ابنه عبد الله المأمُون، إلى الوزير جعفر بن يحيى البرمكي، كي يُساعده ويُعلمه أصول الحُكم، ثم ولَّاهُ الرَّشيد كامل إقليم خُراسان، وما يتصل بها إلى هَمَذان، ومنحه بمقتضى ذلك صلاحيَّات شبه كاملة، مُشكلًا بذلك استقلالًا كبيرًا عن أخيه مُحَمَّد الأمين حين يتولَّى منصب الخِلافَة، والذي سلَّمهُ بالتالي إلى الفَضْل بن الرَّبيع.
وقد كان المأمُون مُستعدًا مُنذ نشأتِه على أن يكون رجُل جَماعة، إذ كان لهُ موهبة الخطابةِ والتبريزُ فيها. فحينما بلغ المأمُون مبلغ الرجال أمره الرَّشيد أن يُحضر نفسه لتأدية خُطبة الجُمعة، وقد أذهل الحاضرين آنذاك، فقد تحدَّث بخُطبٍة بليغة تصعُب على من في سنِّه، فكان جهير الصُّوت، حسِن اللَّهجة، ورقَّت لهُ قُلوب النَّاس، ومدحَهُ عليها مُؤدِّبهُ يِحيى اليَزيديّ، فقال قصيدةً طويلة تُثني عليه، فلمَّا سَمِعها الرَّشيد أمر لأبي مُحَمَّد اليَزيديّ بِخمسين ألف درهم ولابنِهِ مُحَمَّد مِثلها، وجاءَ مِن القصيدة:

### كتاب ولاية العهد
وفي سبيل تعزيز أواصر العلاقة بين الأمين والمأمُون، والتأكيد على احترامهما للبيعة والسير في خُطة والدهما، قرر الرَّشيد في سنة 186 هـ / 803 م أن يحجَّ ومعه اِبنِيهِ، وكان كُلٌّ منهما في حوالي السابِعَةَ عَشْرَ عامًاً، وفي البيت الحرام أخذ عليهما المواثيق المؤكدة بأن يُخلِصَ كل منهما لأخيه، وأن يترك الأمين للمأمون كل ما عهد إليه من بلاد المشرق، ثغورها، وكورها، وجندها، وخراجها، وبيوت أموالها، وصدقاتها، وعشورها، وبريدها، وفي المُقابل يتولَّى الأمين العراق والشام حتى آخر المغرب. كما عقد البيعة لأخيهما القاسِم ولقَّبهُ المُؤتمن من بعد خِلافة المأمُون، إلا أن أمر وِلاية المؤتمن للعهد موكلة إلى أخيه المأمُون بما يراه مُناسبًا، فإن شاء أبقاه وإن شاء خلعه، وسجَّل الرَّشيد هذه المواثيق على شكل مراسيمَ وعلقها في مبنى الكعبة لتزيد من قُدسيتها، ويُصبح تنفيذها واجبًا، كما كتب منشورًا عامًا بهذا المعنى للآفاق. وقد شعر النَّاس بالتشاؤُم من هذه المسألة، وقالوا بأن الرَّشيد قد أوقع بين أبنائه الشرّ والحرب، وعلى أيَّة حال كان الرَّشيد فيما يبدو مُتخوفًا من سُلوك الأمين بعد تولِّيه الخِلافة، وفعل ذلك كي يُهدئ ضميرَه، ويُريح نفسَه من حصر تولية العهد إلى الأمين دون المأمُون والذي كان يميلُ إليه في الأصل. وبذلك يكون العرب قد ضمنوا الخِلافَة لعربيّ النسب من جهة الأم، أما العجم بزعامة البرامكة، فقد ضمنوا الشرق -أيّ خُراسان- لرجل أخوالُه عجم.

### المسير مع والده إلى الرَّي

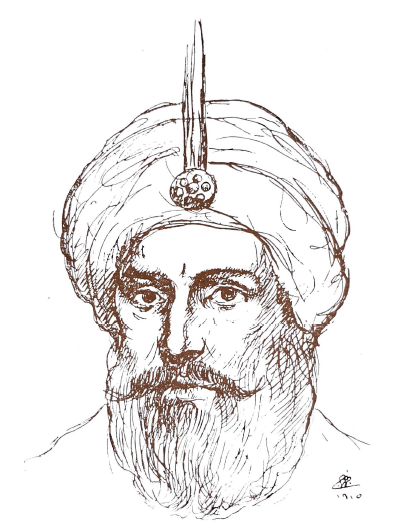
رسم تخيُّليّ للخليفة هارون الرَّشيد بريشة الأديب جُبران خليل جُبران.

وفي فترةٍ بعد نكبة البرامكة، توجَّه الخليفة الرَّشيد على رأس جيشٍ نحو الرَّي (الجزء الجُنوبي من طَهْران المُعاصِرة) في سنة 189 هـ / 805 م، وكان السَّببُ في ذلك أن عَلِيُّ بن عِيسى بن ماهان الوالي على خُراسان قد ظلم أهلها، وأساء السيرة فيهم، فكتب وجهاء أهلها، وأشرافها إلى الرَّشيد يشكون سوء سيرته، وظلمه، واستخفافه بوُجوه النَّاس، وأخذ أموالهم، حتى قيل للرشيد إن ابن ماهان قد أجمع على الخلاف، فسار إلى الرَّي في جُمادى الأولى / أبْرِيل ومعه ابنيه عبد الله المأمُون والقاسم المؤتمن، وأحضر القضاة والشهود وأشهدهم أن جميع ما في هذا الجيش من الأموال، والخزائن، والسلاح، والكراع، وغير ذلك للمأمون وأنه ليس لأحدٍ منها شيء. وكان هذا الإقرار من الرَّشيد للمأمون مُزعجًا بشدَّة لمُحَمَّد الأمين وذلك لأنها ستُضعف نُفوذه حينما يصبح الخليفة، ويكون للمأمُون القدرة على حشد جيش، وجبي الضَّرائب مُشكلًا بذلك أشبه بدولة داخل دولة في المَشْرِق. أقام الرَّشيد في الرَّي مدة أربعةَ أشهُر حتى أتاهُ ابن ماهان من خُراسان، فلما قدِم عليه، أهدى لهُ الهدايا الكثيرة والأموال العظيمة، وأهدى لجميع من معه من أهل بيته، وولده، وكُتَّابِه، وقُوَّاده من الطرف والجواهر، وغير ذلك، مُبينًا بذلك أنه على طاعته للرَّشيد وليس الأمر كما يظُن، ليُقرر الرَّشيد إعادة اعتباره واليًا مرةً أُخرى على وِلاية خُراسان، إلا أنَّهُ عزله مرةً أخرى بعد أن نقم عليه من سُوء سيرته، وعيَّن بدلًا منه هرثُمة بن أعيُن واليًا على خُراسان.

### استخلاف المأمُون على الرَّقة
وقبل التوجُّه إلى منطقة الثُّغُور للتحضير لحملةٍ جِهادِيَّة، قرَّر الرَّشيد استخلاف ابنِه المأمُون على الرَّقَّة في سنة 190 هـ / 806 م، وكان عمره عشْرين عامًا، وفوَّض إليه -بموجِب ذلك الاستخلاف- الأمور لفترة، وكتب إلى الآفاق بالسمع والطَّاعة له، ودفع إليه خاتم أبُو جَعْفَر المَنْصُور يتيمَّن به، وهو خاتمه الخاص، وكان نقشه: «الله ثقتي آمنت به»، ثم توجَّه الرَّشيد للغزو الموسميّ المعروف بالصَّائفة على الأناضُول مِن بلاد الرُّوم. وفي هذه الأثناء أسلم الفَضْل بْن سَهْل السَّرْخَسِي على يد المأمُون، وهو رجلٌ من أصُولٍ فارِسيَّة، وذلك بعد أن كان مجوسيًا، فاعتقَد بالتشيُّع وأصبح مُقربًا من المأمُون، وتضاربت الرَّوايات حول تاريخ إسلامه، فقيل أنه أسلم في وقتٍ سابق مع أخيه الحَسَن على يد الوزير يِحيى البَرْمَكِي في عهد الرَّشيد، ولهذا كان الفَضْل مُحبًا ومادحًا لآل برمُك حتى بعد نهايتهم.

### المسير الأخير مع والده إلى خُراسان ووفاة الرَّشيد

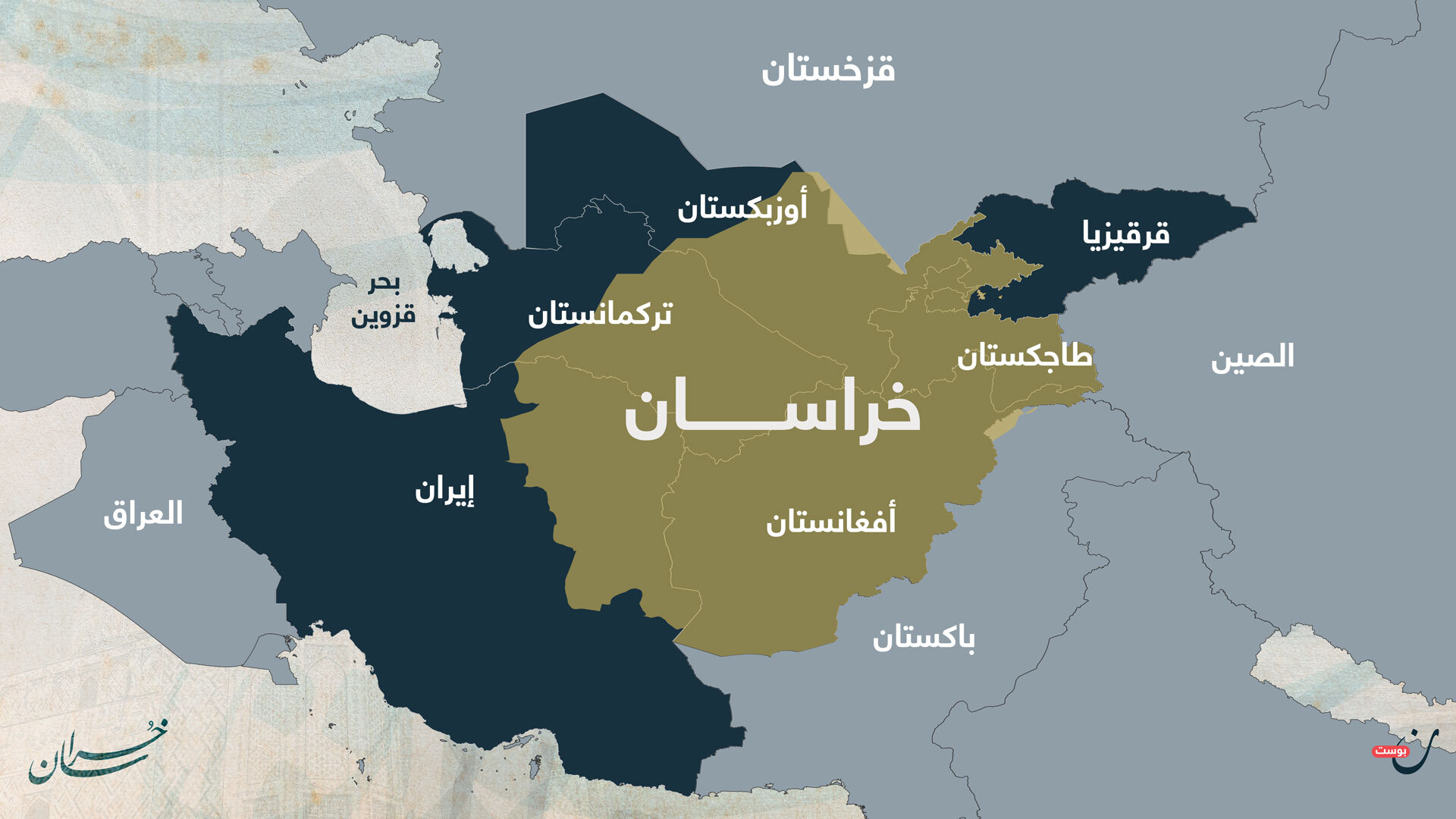
خريطة تُظهر إقليم خُراسان التَّاريخي بناءً على الحُدود السياسيَّة المُعاصرة.

توجَّه الرَّشيد إلى خُراسان في سنة 192هـ / 808م، وذلك بعد أن تمرَّد الوالي رافع بن الليث بن نصر بن سيَّار، وكان الرَّشيد مريضًا في هذه الأثناء ومُتعبًا، واستخلف على الرَّقَّة ابنه القاسم المؤتمن، وضم إليه خزيمة بن خازم، وسار من بَغْداد إلى النهروان عشيَّة الإثنين، في 25 شعبان / 27 يونيو مِن العام نفسه، مُستخلفًا على بغداد ابنهُ الأمين، وأمر المأمُون بالتزام البقاء في بغداد، إلا أن الفضل بن سهل أشار على المأمُون السير مع أبيه عاجلًا، فهو لا يعلم ما الذي سيحدث له، وخُراسان مِن المُفترض أنها ضمن ولايته، وأن أخيه الأمين مُقدَّم عليه بولاية العهد، وإن أفضل ما يصنع به، هو خلعه من الولاية أو يتمكَّن منه، فهو ابن زُبيدة وأخواله بنو هاشم ومُقيمًا بين من يعتبرهم أنصاره، ونصحهُ بإقناع والده الرَّشيد السير معه، فطلب المأمُون من أبيه السفر معه، فرفض الرَّشيد بدايةً، إلا أن المأمون ألح بذلك مُتعللًا بمرضه ويريد خدمته، وأنه لن يُكلفهُ شيئًا، فوافق الرَّشيد. بعد وصول الرَّشيد إلى جرجان في صفر 193هـ / ديسمبر 808م، شعر الرَّشيد بالتَّعب الشديد، فوجَّه ابنهُ المأمُون إلى مرو الشَّاهْجَان، المُعروفة اختصارًا بمرو، ومعهُ عددًا من القادة، ثم سار الرَّشيد إلى طوس، فاشتدَّ به الوجع وعجز عن الحركة، حتى وافتهُ المنيَّة في 3 جُمادى الآخرة 193هـ / 24 مارس 809م.

## حرب الخلافة

### الخلفية

#### بيعة الأمين

تخطيط باسم الخليفة مُحَمَّد الأمين

في صبيحة اليوم التَّالي مِن وفاة الخليفة هارون الرَّشيد، أيّ الرَّابع مِن جُمادى الآخِرة 193 هـ / الخامِس والعُشْرُون مِن مارس 809 م، بوُيَع مُحَمَّد الأمين بالخِلافَة في عسكر الرَّشيد، وعُمرهُ اِثنان وعُشْرُون عامًا، وكان المأمُون يُماثله في العُمر، ومُقيمًا آنذاك بِمَرُو، وقد بوُيع الأمين من أهل الحلَّ والعقد ووجوه بَغْداد، وكان يُملك الخاتم وبردة النبي وصلَّى بالناس الجُمعة ثم صعد المنبر فنعى الرَّشيد، وعزَّى نفسه والناس ووعدهم الخير، وأمَّن الأبيض والأسود، وفرَّق في الجند الذين ببَغْداد رزق أربعة وعشرين شهرًا، ودعا إلى بيعته، فبايعهُ جُلَّ أهلِ بيتِه، وأمرَ سُليمان بن المَنْصُور بأخذ البَيعَةَ على القُوَّاد وغيرهم، وأمر السِّنديّ أيضًا بمُبايعة من عَدَاهُم.
وقد فعل الأمين حيلة منذ مسير أبيه الرَّشيد إلى خُراسان بسبب مرضه وشكِّه لاقتراب أجلِه، فقام بدسّ كُتُب محفوظة ملبوسةً في جلود البقر بيد رسولِه بكر بن المعتمر، وأمرهُ أن لا يظهر الكُتُب أو الرَّسائل لأي أحد، سِواء لأبيه الرَّشيد أو أحدٍ من العَسكر، إلا إن مات والدهُ الرَّشيد، فيُظهر الكِتاب لكلّ رجُل منهم حتى يُبايعوه ويوالوه. وحينما وصل الكِتاب إلى جمع من القادة، ومنهم الفَضْل بن الرَّبيع، اختار اللحاق بالأمين، وأمر من معهُ بالرَّحيل، وتركوا العهود التي أُخذت عليهم للمأمون.

#### كتاب الأمين للمأمون
ومن جُملة ما كان مع رسول الأمين بكر بن المعتمر كِتاب مُوجه إلى عبد الله المأمُون، وكان هذا نصُّه:
إذا ورد عليك كتاب أخيك -أعاذه الله من فقدك- عند حلول ما لا مرد له، ولا مدفع مما قد اخلف، وتناسخ في الأمم الخالية، والقرون الماضيه، فعز نفسك بما عزاك الله به، واعلم أن الله جل ثناؤه، قد اختار لأمير المؤمنين، أفضل الدارين، وأجزل الحظين، فقبضه الله طاهرًا زاكيًا، قد شكر سعيه، وغفر ذنبه إن شاء الله، فقم في أمرك، قيام ذي الحزم والعزم، والناظر لأخيه، ونفسه، وسلطانه، وعامة المسلمين، وإياك أن يغلب عليك الجزع، فإنه يحبط الأجر، ويعقب الوزر وصلوات الله على أمير المؤمنين حيًا وميتًا، وإِنَّا لِلَّهِ وَإِنَّا إِلَيْهِ راجِعُونَ! وخذ البيعه عمن قبلك من قوادك، وجندك، وخاصتك، وعامتك لأخيك، ثم لنفسك، ثم للقاسم ابْن أمير المؤمنين، على الشريطة التي جعلها لك أمير المؤمنين من نسخها له وإثباتها، فإنك مقلد من ذاك ما قلدك الله وخليفته، وأعلم من قبلك رأيي في صلاحهم، وسد خلتهم والتوسعة عليهم، فمن أنكرته عند بيعته، أو اتهمته على طاعته، فابعث إلي برأسه مع خبره، وإياك وإقالته، فإن النار أولى به.

واكتب إلى عمال ثغورك، وأمراء أجنادك، بما طرقك من المصيبة بأمير المؤمنين، وأعلمهم أن الله لم يرض الدنيا له ثوابًا، حتى قبضه إلى روحه وراحته وجنته، مغبوطًا، محمودًا، قائدًا لجميع خلفائه إلى الجنة إن شاء الله، ومرهم أن يأخذوا البيعه على أجنادهم، وخواصهم، وعوامهم، على مثل ما أمرتك به من أخذها على من قبلك، وأوعز إليهم في ضبط ثغورهم، والقوة على عدوهم، واعلمهم إني متفقد حالاتهم، ولام شعثهم، وموسع عليهم، ولا تنسى في تقوية أجنادي، وأنصاري، ولتكن كتبك إليهم كتبًا عامة، لتقرأ عليهم، فإن في ذلك ما يسكنهم، ويبسط أملهم.

واعمل بما تأمر به لمن حضرك، أو نأى عنك من أجنادك، على حسب ما ترى وتشاهد، فإن أخاك يعرف حسن اختيارك، وصحة رأيك، وبُعد نظرك، وهو يستحفظ الله لك، ويسأله أن يشد بك عضده، ويجمع بك أمره، إنه لطيف لما يشاء، وكتب بكر بْن المعتمر بين يدي، وإملائي في شوال سنه ثنتين وتسعين ومائة.
فلما بلغ المأمُون ما جَرى من الفَضْل بن الرَّبيع، جمع من عنده من قوَّاد أبيه، وهم عبد الله بن مالك، ويحيى بن معاذ، وشبيب بن حميد بن قحطبة، وغيرهم، وأهمَّهم كان ذو الرَّياستين الفَضْلُ بنُ سَهْل، وكان رأيهم أن يلحقوهم في ألفي فارس، فيردُّوهم، فخلا الفَضْل بالمأمُون، وأخبره أنه إن فعلت ما أشاروا به، جعلوك هديَّةً إلى أخيك، ولكنّ الرأي أن تكتب إليهم كتابًا، وتوجّه رسولًا يذكّرهم بالبيعة، ويسألهم الوفاء، ويحذرهم الحنث في العهد وما فيه، دُنيا وآخرة.

#### أسباب خلع المأمُون

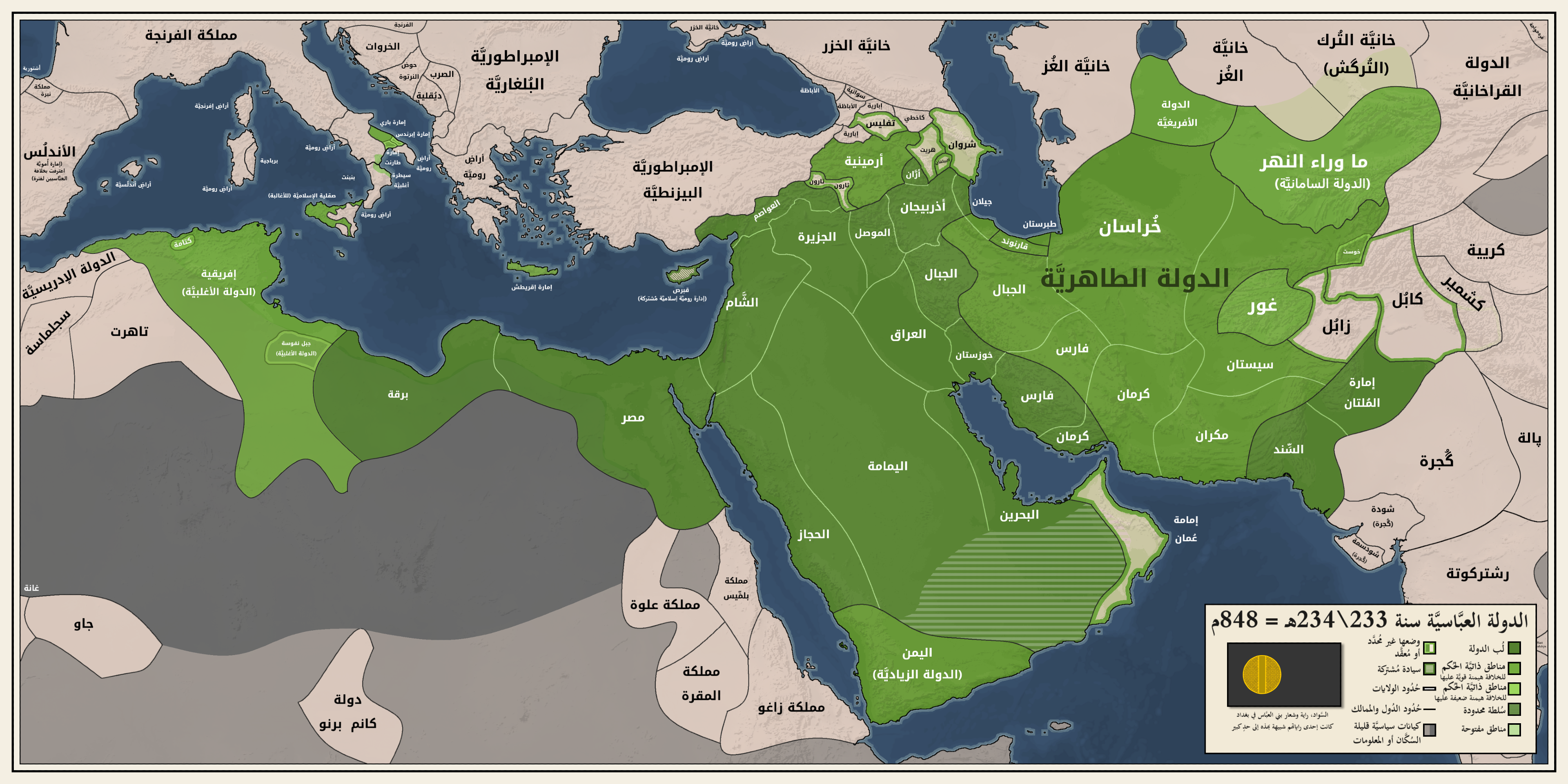
التقسيمات الإداريَّة للخِلافة العبَّاسيَّة، منذ عهد الخليفة هارون الرَّشيد حتى جعفر المتوكِّل.

بعد عودة الفَضْل بن الرَّبيع من طُوس إلى بَغْدَاد في سنة 194 هـ / 809 م، علِمَ أن المأمُون إن أفضت لهُ الخِلافَة، لن يُبقي عليه حيًا، فقد نكث عهده الذي قطعهُ للخليفة الراحل الرَّشيد، بأن يكون مُخلصًا وتابعًا للمأمون، فسعى في إغراء الخليفة الشاب، بحُكم أنهُ وزيرُه والحريص على مُلكِه، أن يُسارع في خلع المأمُون، والبيعة لابنه موسى، تردَّد الأمين في البِداية من هذا العرض الخطير، خوفًا من الغدر بوصيَّة والده، ومن قُوَّة المأمُون وتأثيرُه في بلاد خُراسان التي تواليه، إلا أن الفَضْل لم يزل يستصغر من شأن المأمُون في عين أخيه الخليفة، حتى قال له: «ما تنتظر بعبد الله والقاسم، فإن البيعة كانت لك قبلهما، وإنما أُدخلا فيها بعدك!»، وأيَّد هذه الخُطوة القائد العسكري ابن ماهان، والسِّنديّ بن شاهك وغيرهما، فاقتنع الأمين إلى قولِهم. وطلب الأمين الاجتماع مع القائد العسكريّ عبد الله بن خازم التميميّ، ولم يزل يُحدَّثهُ الخليفة الأمين ويُناظره حول خلع المأمُون حتى انقضى الليل، وكان مما قالهُ عبد الله: «أنشدك الله يا أمير المؤمنين، أن لا تكون أول الخلفاء نكث عهده، ونقض ميثاقه، ورد رأي الخليفة قبله»، فقال لهُ الأمين: «اسكُت! فعبد الملك كان أفضل مَلِك رأيًا، وأكملُ نظَرًا» وأورد له مقُولة عَبد المَلِك بن مُروان الشَّهيرة:«لا يَجتمِع فَحلان في أجِمَّة». ثم جمع الأمين، القادة العسكريين، وعرض عليهم مسألة خلع المأمُون، فأبوا ذلك، وحينما جاء دور القائد خزيمة بن خازم التميمي للرد، قال: «يا أمير المؤمنين، لم ينصحك من كذَّبك، ولم يغشَّك من صدَّقك، لا تُجرئ القادة على الخلعِ، فيخلعوك، ولا تُحمِّلهُم على نكث العهد، فينكثوا عهدك وبيعتك، فإن الغادر مخذول والناكث مغلول». فنظر الأمين مُتأثرًا بكلامه إلى قائده العسكريّ الكبير ابن ماهان فتبسَّم الأخير، وقال له في محاولة ليُطمئنُه: «لكن شيخ الدعوة ونائب هذه الدولة، لا يُخالف على إمامه ولا يُوهن طاعتِه»، ثم رفعه الأمين إلى موضع لم يرفعه إليه قبلها، لأنه كان هو والفَضْل بن الرَّبيع، يعينانه على الخلع، ونوى الأمين فعليًا في البدء بخطوات خلع المأمُون.

#### تعيين موسى بن الأمين وليًا للعهد

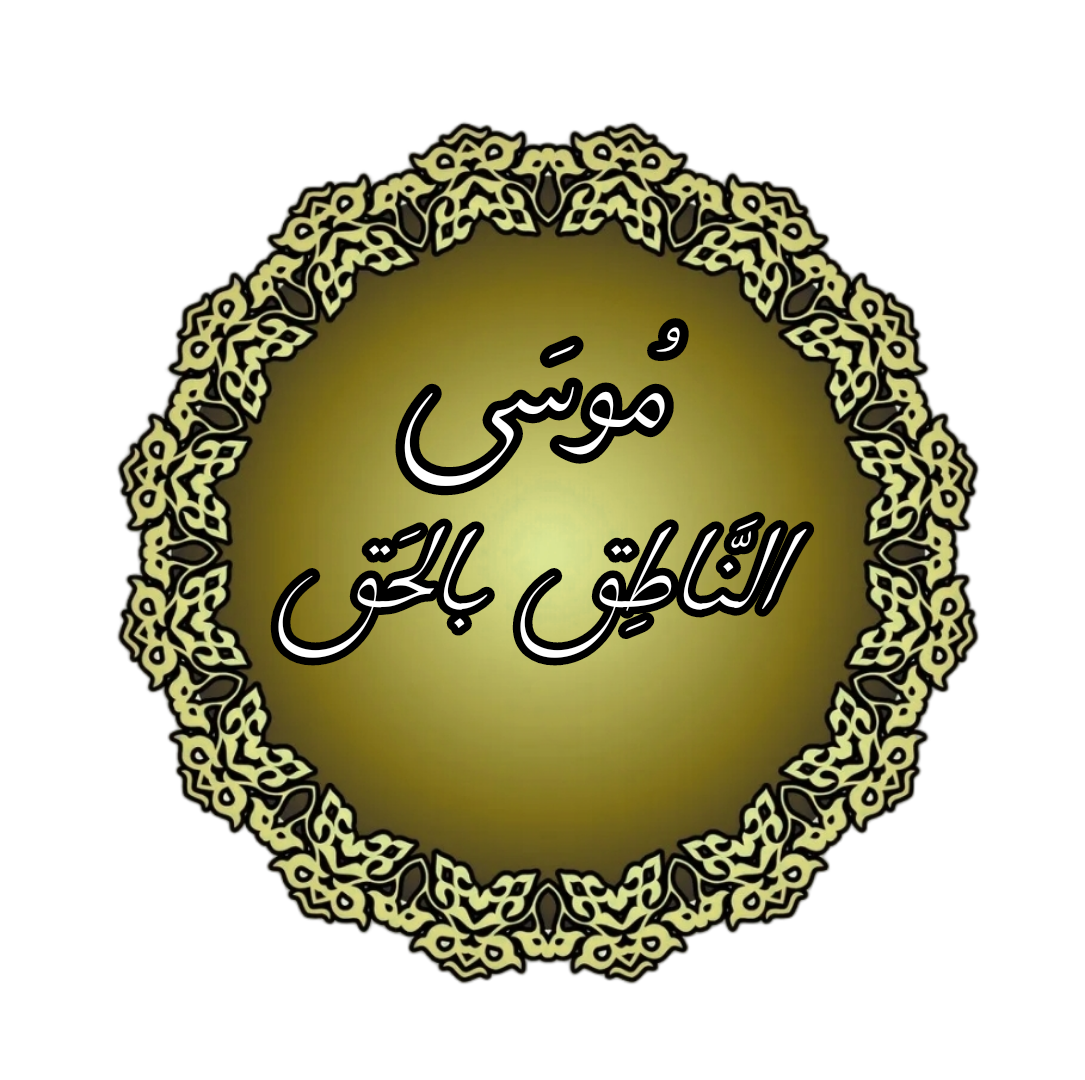
تخطيط باسم مُوسى بن مُحَمد الأمين متبوعة بلقبه النَّاطِق بالحَق

ومن ضمن أوَّل الخطوات الأمينيَّة لخلع المأمون، قرر الخليفة الأمين، أن يكتُب إلى جميع خُطباء المساجد، ووُلاة الأمصار، بالدُّعاء لابنه مُوسى بالإمرة، ولقَّبهُ النَّاطِق بالحَق، ومن بعده يكون الدعاء للمأمون وللمؤتمن، وكان ذلك في رَبيع الأوَّل 194 هـ / يَناير 810 م، فلما بلغ ذلك المأمُون الخبر، وكذلك وُرود الخبر عن عزل أخوه المُؤتَمِن عن ولاية الجزيرة قبل فترة بسيطة، وجعلهُ يُقيم عِنده في العاصمة بَغْداد، قرر المأمُون إسقاط اسم الأمين من الطرز وقطع البريد عنه. وكان رافع بن الليث، والذي كان مُتمردًا على الخليفة هارون الرَّشيد، لما بلغهُ حُسن سيرة المأمُون، طلب الأمان، فأجابه إلى ذلك، فحضر عند المأمُون، وأقام هرثمة بن أعين بمدينة سمرقند ومعه طاهِر بن الحُسَيْن، ثم جاء هرثمة على المأمُون، فأكرمه وولاه قيادة الجيش، فأنكر ذلك كله الخليفة الأمين، فكان مما يتواتر عنه، أنه كتب إلى العبَّاس بن عبد الله بن مالك، وهو حاكم نيابةً عن المأمُون على الرَّي، يأمره أن ينفذ بغرائب غروس الرَّي، يريد امتحانه إليه بما أمره، وكتم ذلك عن المأمُون والفَضْل بنُ سَهْل، فبلغ المأمُون خبَرُه، فعزلهُ وعيَّن مكانهُ، الحسن بن علي المأمُوني.
ثم وجَّه الأمين إلى المأمُون، وفدًا من أربعة أشخاص، وهم خالهُ عيسى بن جعفر الأكبر، والعبَّاس بن موسى العبَّاسي، وصالح صاحب المصلى ومُحَمَّد بن عيسى بن نهيك، من أجل أن يطلب من المأمُون أن يُقدَّم ابنه مُوسى على نفسه، ويحضر عنده إلى بَغْداد، فقد استوحش لبعده، فبلغ الخبر المأمُون، وكتب إلى عماله بالرَّي ونيسابور وغيرهما، يأمرهم فيه، بإظهار العدَّة والقُوَّة، ففعلوا ذلك، وجاء الوفد على المأمُون وأبلغوه الرسالة، وكان ابن ماهان أشار بذلك، وأخبر الأمين أن أهل خُراسان معه، فلما سمع المأمُون هذه الرسالة، وبعد استشارة الفَضْل بنُ سَهْل، وكان المأمُون قد عزم على الامتناع على الذهاب إلى بَغْداد. فأحضر العبَّاس بن مُوسى، وأعلمه أنه لن يحضر، وأنه لا يقدم موسى على نفسه،، فقال العبَّاس بن موسى: «ما عليك أيها الأمير من ذلك، فهذا جدي عيسى بن موسى قد خُلع، فما ضرُّه»، فصاح به الفَضْل بنُ سَهْل قائلًا: «اسكت!، إن جدك كان أسيرًا في أيديهم، وهذا بين أخواله وشيعته».
ثم قاموا وانتهى الاجتماع، فخلا الفَضْل بنُ سَهْل، بالعبَّاس بن موسى واستماله، ووعدَهُ بتولّي إمرة الموسم، ومواضع من مِصْر، فأجاب إلى بيعة المأمُون، وسُمي المأمُون ذلك الوقت بالإمام، فكان العبَّاس يكتب إليهم بالأخبار من بَغْداد، وعاد الرُسُل إلى الأمين، فأخبروه بامتناع المأمُون، وعلم أنه لن يتابعه على ما يُريد، وألحَّ كُلًا من الفَضْل بن الربيع وابن ماهان على الأمين في خلع المأمُون، والبيعة لابنه موسى، وكان الأمين قد كتب إلى المأمُون يطلب منه أن ينزل عن بعض كور خُراسان وأن يكون له عنده صاحب البريد يكاتبه بالأخبار، فاستشار المأمُون خواصه وقُوَّاده، فأشاروا باحتمال هذا الشرّ والإجابة إليه، خوفًا من شر هو أعظم منه، إلا أن الحسن بنُ سَهْل، أخبرهم أن الأمين يطلُب ما ليس له، كما كان رأي أخيه الفَضْل بنُ سَهْل، بعدم مُهادنة الأمين أو منحه أي شيء، وكان هذا الرأي هو الأصوب بالنسبة للمأمون، وامتنع عن التنازل عن أي كور من خُراسان، أو إنشاء بريد للأمين عليها، وعيَّن المأمُون، حرسًا على حدود خُراسان، فلا يعبُر أحدًا إلًاّ من كان ثِقة من ناحيته، وضبط الطُّرُق.
وقيل إن الخليفة الأمين، لما عزم على خلع المأمُون، وزين له ذلك الفَضْل بن الرَّبيع وابن ماهان، دعا يحيى بن سليم، وهو رجُل يُشهد لهُ بالخِبرة والحِنكة، وشاوره في ذلك، فقال: «يا أمير المؤمنين، كيف تفعل ذلك مع ما قد أكد الرَّشيد من بيعته، وأخذ الشرائط والأيمان في الكتاب الذي كتبه»، فتعلَّل الأمين أن رأي الرَّشيد كان فلتة، شبَّبها عليه جَعْفَر بن يحيى البرمَكيّ آنذاك، فلا ينفع المأمُون ما هو فيه إلا بخلعه، وقلعه، واحتشاشه، فقال يحيى في نصيحةٍ سياسيَّة واعية: «إذا كان رأي أمير المؤمنين خلعُه، فلا تُجاهره ليستنكر الناس ذلك، ولكن، تستدعي الجُند بعد الجُند، والقائد بعد القائد، وتؤنسهما بالألطاف والهدايا، وتُفرق ثقاته، ومن معه، وترغبهم بالأموال، فإذا وهنت قوته، واستفرغت رجاله، أمرته بالقدوم عليك، فإن قدم، صار الذي تريد منه، وإن أبى، كنت قد تناولته، وانقطع عزه»، إلا أن رد الأمين كان الاستهزاء به واتهمه بضعف الرأي قائلًا: «أنت مِهذارٌ خطيب، ولست بذي رأيٍ مُصيب، قُم فالحق بمدادك وأقلامك!».

#### خلع المأمُون
بعد أن فشلت المُفاوضات والمُراسلات بين الطَّرفين، قَرَّر الخليفة الأمين إيقاف الدعاء للمأمون ومعهُ المُؤتمن نهائيًا من على مَنابر المَساجد، وأعلن البيعة لابنه الأمير موسى النَّاطق بالحَق، وذلك في صَفَر 195 هـ / نُوفَمْبَر 810 م، وكان موسى صغيرًا، يكاد يبلغ خَمسةُ أعوامٍ، ومع ذَلك، بدأ بنقش اسمه على النُّقُود، كما أوقف ما ضُرب لأخيه المأمُون، من الدراهم والدنانير في خُراسان، وكان هذا بمثابة خلع رسميّ للمأمون مِن ولاية العهد، ثم بعث من يسرق الكتابين المُعلَّقين في الكَعْبة، ومزَّقهُما الفَضْل بن الرَّبيع بنفسه، ويكون بذلك قد نقض وصيَّة والدهُ الرَّشيد.

### ابتداء الحرب بين الأخوين

#### الحرب في بلاد فارس
أمام هذا الإعلان والإجراءات التي بيَّن فيها الأمين أنه قد أعلن الحرب على أخيه، رأى المأمُون ومُستشاروه وأهمَّهُم الفَضْل بن سهل، أنَّهُ لا مفرّ من القِتال، وأن الحرب قادِمة لا محالة، فجهَّز جيشًا صغير العدد من الخُراسانيين بسبب قلة الإمكانيَّات، إلا أن الفَضْل كان يُمنيه بالنَّصر ويستشهد بالآيات الكريمة. توجَّه الجيش نحو مدينة الرَّي، وقد ولّى المأمُون عليه قائدين من أتباعِهِ المُخلصين وهما طاهر بن الحُسين، والقائد المُخضرم هرثمة بن أعين. الذي يعود إليهما الفَضْل في إعداد جيش المأمُون، إعدادًا قويًا ومُنضبطًا على الرُّغم من أنَّهُ لم يتجاوز أربَعةِ آلاف حسب أفضل التقديرات.
أما الخليفة مُحَمَّد الأمين، فقد اختار علي بن عيسى بن ماهان، المعروف بابن ماهان، أحد كبار رجال الدولة، والذي كان واليًا على خُراسان في عهد الرَّشيد، وسبب اختيار ابن ماهان، أن وزير المأمُون الفَضْل بنُ سَهْل، لديه جاسوسًا، يعود الفَضْل بن الرَّبيع إلى قوله، ويثقُ برأيه، فكتب وزير المأمُون إليه، أن ينصح بتعيين ابن ماهان لحربهم، وكان هدفُه أن ابن ماهان لما كان واليًا على خُراسان أيام الرَّشيد، أساء السيرة في أهلها وظلمهم، فنفروا منه وأبغضوه، فأراد الفَضْل بنُ سَهْل، أن يزداد أهل خُراسان ضراوةً، وأكثر تصميمًا من أيّ وقتٍ مضى، غير مُترددين، في قِتال الأمين وأصحابه، وعلى أيَّة حال، فقد خرجت السيدة زُبَيْدة بنت جعفر الهاشِميَّة، أُمّ الخليفة الأمين، ووصَّت ابن ماهان، أنه إن استطاع القبض على المأمُون، أن يرأف بحاله، ولا يُجابهه في الكلام، فهو ليس لهُ بنظير، ولا يُعنِّفه أو يسُوقَهُ سوق العبيد، وإن شتمه أن يحتمل منه، وأن لا يمنع عنهُ جارية، ولا خادِمًا، وأن لا يركب قبلهُ، وأعطته قيدًا من فضة، حتى يتم قيده بمادَّة ثمينة بعض الشيء، بدلًا من الحديد، وأجابها بأنه سيفعل كما أمرت.

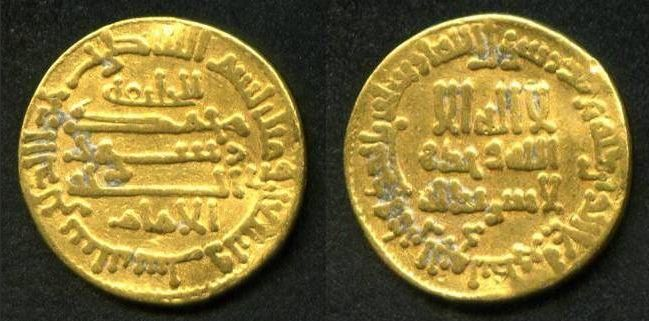
عُملة تم صكُّها باسم "الخليفة الإمام" أثناء الحرب بين المأمُون والأمين، في مدينة الفسطاط المِصريَّة، سنة 196 هـ / 811 م.

بعد تعيين ابن ماهان على رأس جيش الأمين، وكان أكثر عددًا وأفضل تجهيزًا، حتى بلغ عددهم أربعون ألفًا، وقيل خمسون ألفًا، لينطلق من العاصمة بغداد، في الخامِس عَشَر مِن جَمادى الآخِرة 195 هـ / الثَّامِن عَشَر مِن مارس 811 م، نحو مدينة الرَّي لقتال طاهِر بن الحُسَيْن، المُعين على رأس جيش المأمُون، بسبب استهانتِهِ بشأن طاهر، وخُبرته العسكريَّة لحداثة سِنِّه، فقد كان طاهِر يُدبر أمرهُ ويسير سير من يُريد مواقعة عدوّ أكثر منه عددًا وعِدَّة، واستقرَّ رأيهُ على أن يجعل مدينة الرَّي مِن خلفه، وقد انتَهت المعركة بانتصار ساحِق لجيش المأمُون، وقُتل ابن ماهان في الرَّابِع مِن شَوَّال 195 هـ / الثَّالِث مِن يُوليو 811 م، وأرسَلَ طاهِرًا رأسَهُ مع كٍتابِه إلى المأمُون، وكان خبر الانتصار مُفرحًا، فأمدَّ طاهرًا بالمزيد من الرِّجال والقُوَّاد، وسمَّى طاهرًا ذا اليمينين وصاحبُ حبل الدين، ولم تكُن أخبار الهزيمة إلا صادمة لأهالي بَغْداد وعلى رأسهم الخليفة الأمين، وقرر إرسال جيشًا ثانيًا يبلغ قوامُهُ عُشرُون ألفًا، تحت قيادة عبد الرَّحمن بن جبلة الأنباري، وأعطاه من الأموال والسلاح والخيل، كما أن الأمين قد أوصاه بأن يبتعد عن الاغترار والتضجُّع الذي كان بهِ ابن ماهان، فسار عبد الرَّحمن نحو هَمَذان وتحصَّن بهًا، والتقَى بجيش طاهِر بن الحُسَيْن إلى أن انهزم حتى انسحب إلى حُصن همذان كي يقوّي جُندُه وتندمل جِراحهم، وبعد أن خرج لهم مرةً أخرى، انهزم ثم عاد إلى الحُصن، وبعد فترة من الحصار، طلب الأمان لهُ ولمن معه، فأمَّنهُ طاهرًا، إلَّا أن عبد الرَّحمن بن جَبَلة قد غَدر بطاهِر وجُندُه، ولم يشعر الأخير بذلك، فاقتتلوا أشد اقتتال، حتى تقطَّعت السُيوف، وتكسَّرت الرِّماح، وانهزم عبد الرَّحمن قائد جيش الأمين، حتى أنَّبهُ أصحابُه بأنه كان يستطيع الهَرَب! وكان يخشى أن يراه الأمين مُنهزِماً، فما زال يُقاتل حتى قُتل.
واستطاع طاهر أن يطرُد عُمَّال الأمين من قُزوين، وصلت الأخبار إلى بَغْداد، وسبَّبت ارتباكاً حقيقيًا للأمين ووزيرُه الفَضْل، وحينما أراد توليَة أسد بن يزيد، رفض ونقَم عليه بسبب تهاونُه في أمر الرَّعية ولعبة الصَّيد في هذه الظروف الصعبة، فسجنه الأمين، وقد استنزفت هذه الجيوش موارد الخليفة الأمين، وخِزانة أمواله، فلم يستطع تحريك جيوش أخرى، ليبدأ الانعطاف الكبير في مجرى الحرب، للتحول من أطراف خُراسان، إلى أبواب بَغْداد.

#### وصول الجيش المأموني إلى العراق

خريطة أرض العراق وما جاورها، ويظهر منها المُدُن والتُّخوم الهامَّة في بداية القرن التَّاسع الميلادي.

وفي سنة 196 هـ / 812 م، وجَّه الأمين، أحمد بن مزيد على رأس عُشرون ألفًا، وعبد الله بن حميد بن قحطبة قائدًا على عُشرون ألفًا أيضًا، إلى مدينة حلوان على تخوم إقليم العراق، إلا أن طاهر تمكن من عمل حيلة أدت لإيقاع الفِرقة بين الأميرين، فاختلفا ورجعا ولم يُقاتلاه، ثم زحف جيش طاهر حتى وصل إلى مدينة خانقين ثم توجَّه هرثمة بن أعين بقرارٍ من المأمُون إلى الأهواز، وفي هذه الأثناء، رفع المأمُون منزلة الفَضْل وولَّاه أعمالًا كبيرة تقديرًا له، وسمَّاه ذا الرَّياسَتَيْن.
وفي هذه الأثناء، أطلق الأمين، عبد الله بن صالح بن علي العبَّاسي من سجنه والذي حُبس في عهد الرَّشيد، وولَّاهُ الشام والجزيرة، وبدأ عبد الله باستقدام جندًا من قبائل العرب، قد خاضوا الحرب وأدَّبتهم الشدائد، وأتاه الزعيم بعد الزعيم، والجماعة بعد الجماعة، فأتاه أهل الشَّام والأعراب واجتمعوا عنده، لكن حدث شيئًا غيَّر مجرى الأمور، فقد حصلت مشكلة بسيطة بين جُندي خُراساني، وجُندي من الشَّام، فتعصَّب كُل شخص لجماعته، فاقتتلوا فيما بينهم، وقد أرسل عبد الملك بن صالح العباسي، رسولًا يأمرهم بترك الاقتتال، فرموه بالحجارة، وحينما أُخبر بكثرة من قُتل من العرب، قال واذلاه، ستُضام العربُ في دارها ومحلها وبلادها، وكان ذلك بمثابة مُحفزاً على الفِرقة، وقرر أهل الشَّام الرَّحيل، وفي تِلك الأثناء قام بأمر الخُراسانيين من جُند الأمين، الحُسين بن ابن ماهان، ونادى عسكرهُ بالرَّحيل قاصدًا بَغْداد، وحينما وصلها، حرَّض على خلع الأمين، وتوجَّه بهم حيُث يُقيم، وذلك في الحادِية عَشْر مِن رَجَب 196 هـ / الأوَّل مِن أبْريِل 812 م، ونادوا بالبيعة إلى المأمُون، إلا أن رجال الأمين المُخلصين أمثال مُحَمَّد بن أبي خالد وأسد الحربي، استطاعوا أسر الحُسين بن ابن ماهان، وفكّوا قُيود الأمين وأقعدوه في مجلس الخِلافَة، وقد عفا عنه الأمين، إلا أنَّهُ حينما قرر الهرب من بَغْداد، أدركهُ حرس الأمين وقتلوه.
وفي أثناء هذا الصَّراع والاضطراب في جُند الأمين، كان جُند المأمُون على العكس تمامًا، فكانوا مُنظمين ويزدادون قوةً مع مرور الأيَّام، وقد انقسم إلى فريقين، فريق يقودهُ هرثمة بن أعين قاصدًا بَغْداد من جهة الشَّرق، وفريقًا يقودهُ طاهِر بن الحُسَيْن، يُريد بَغْداد من جهة الأهواز والبصرة، وقد استولى طاهر على إقليم فارس، وولَّى على اليمامة وإقليم البحرين وعُمان، وقد زحف باتجَّاه البصرة، والكوفة واستولى عليهما، وأنفذ كُتُب التولية إلى العُمال، وقد بُويع المأمُون من قبل عمَّهُ وأمير البصرة المنصور بن المهديّ، وكل هذه الأحداث تمَّت في رَجَب 196 هـ / أبْريِل 812 م، وقد جاءتهُ البيعة من والي مكة المُعيَّن من قبل الأمين، داوُد بن عيسى، حيث جمع الفُقُهاء والقُرشيين وحجبة الكعبة ومن شهد على ما في الكِتابين من الشهود، وذكَّرهُم بأن يكونوا مع المظلوم على الظالم من ولديه، وأن مُحَمَّدًا الأمين، قد ابتدأ بالظلم وخلع أخويه وبايع لإبنهِ الصغير، فأجابه أهل مكة ونادى داوُد في البيت الحرام بخلع الأمين، وبيعة المأموُن وذلك في السَّابِع والعُشرُون مِن رَجَب 196 هـ / السَّابِع عَشَر مِن أبْريِل 812 م، وقد فرح المأمُون كُل الفرح بذلك، وتيمَّن ببركة مكَّة والمدينة، وكتب إلى أهل الحجاز، يعدهم فيها خيرًا ويبسط أملهم، كما أقر داوُد على ولاية الحِجاز، كما بايعت اليمن المأمُون بعد أن وجَّه إليها يزيد بن جرير القسريّ واليًا عليها، وقد ازداد المأمُون في هذه الأحداث قوةً في موقفه، وبتقدُّم شأنُه، وكان هذا الموقف، بمثابة انحسارًا لنُفوذ وسُلطة الأمين انحسارًا كبيرًا.

#### حصار بَغْداد

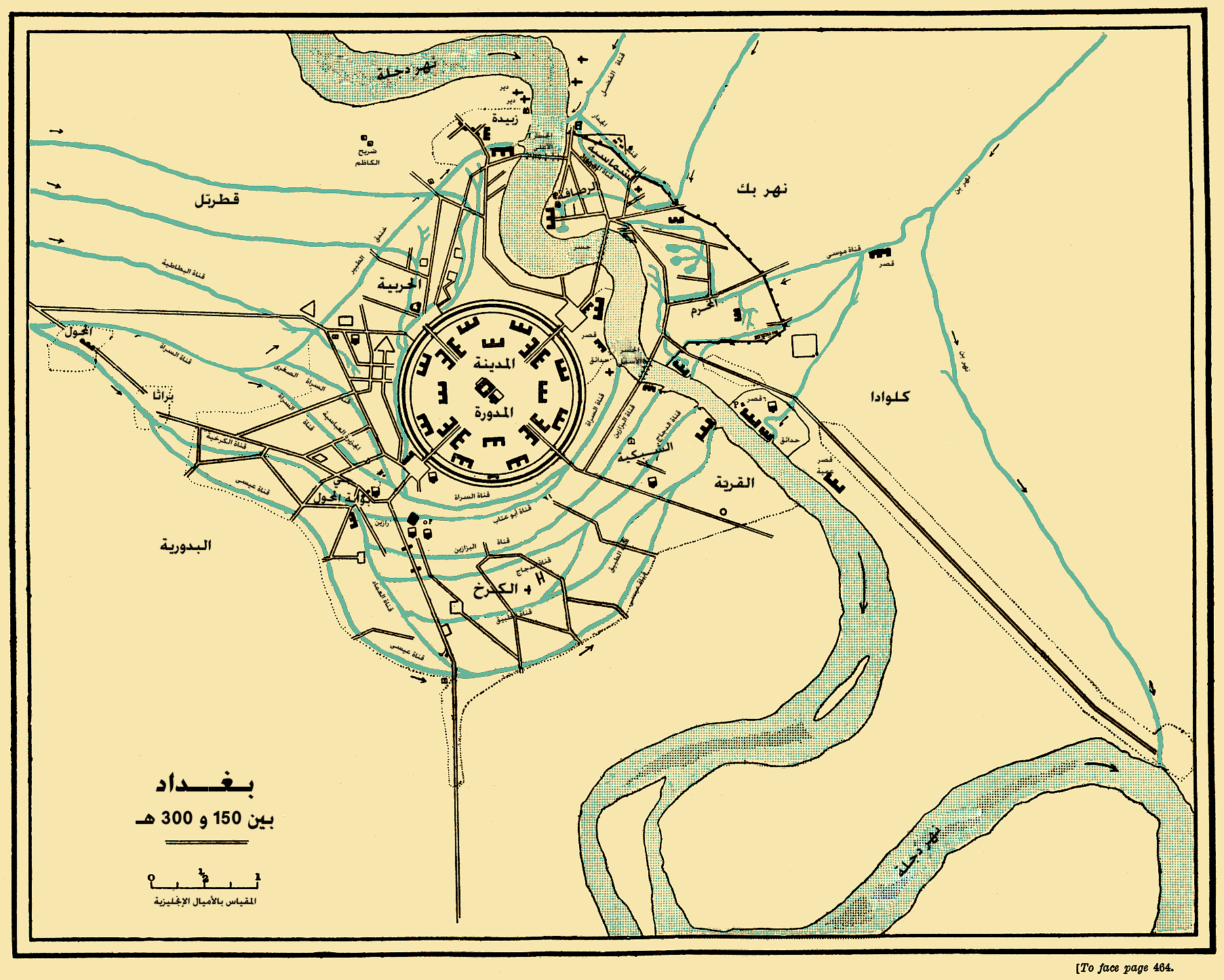
خريطة للعاصمة العبَّاسيَّة بَغْداد، بين 150 إلى 300 هـ المُوافِق من 767 إلى 912 م.

تقدَّم جيش المأمُون نحو عاصِمة الخِلافَة العبَّاسيَّة بَغْداد، حيث اتفق القائدين طاهِر بن الحُسَيْن، وهرثمة بن أعين، على أن يقوم طاهر بمهاجمة بَغْداد من جهة الغرب والجنوب، بينما يهاجمها هَرثمة من ناحية الشرق والشمال، وتقدم الجيشان حتى بلغا أبواب بَغْداد، حيث حدثت معارك مختلفة بين قوات الأمين وقوات المأمُون، ولم يكن جيش الأمين قويًا، كما لم يكن قاداتِه في حالة معنوية جيَّدة، وقد استمال جيش المأمُون بعضًا من قادة جيش الأمين بالهدايا والهِبات فانضموا إليه واحدًا تِلو الآخر، وقد نزل هرثُمة في نهربين، وأعدَّ المجانيق والعرادات، ونزل عبيد الله بن الوضَّاح منطقة الشمَّاسيَّة، وجاء طاهر في باب الأنبار، ونزل المسيب بن زهير قصر رقَّة كلواذي، ونصَّبوا المجانيق واحتفروا الخنادق، لتُقاسي العاصِمة بَغْداد الهدم والتحريق، وسفك الدماء، والجوع الشَّديد، نتيجةً للحصار الذي ضُرب على المدينة. أحس الأمين بالضّيق ومُنعت عنه الأموال، فباع كل ما في الخزائن من الأمتعة وضرب آنية الذهب والفضة وغيرها لجنوده في نفقاته. استعان الأمين لمساعدته بالعيَّارون أو الشُّطَّار، وهي مجموعة من مختلف الطوائف والمذاهب الإسلامية المختلفة يجمعهم الفقر واستباحة السرقة، فدافع العيارون عن بَغْداد ببسالة نادرة، بالرغم من أنهم كانوا يُقاتلون عُراةً في أوساطهم المآزر. ومع ذلك، فقد أصيبت المدينة من العيَّارون أكثر مما أصابها من العدوّ المُهاجم بالنسبة للأمين. بقي مُعظم بنو العبَّاس، سواءً أُمراء أم أفراد، يتَّخذون موقف الحياد آنذاك، لا ينحازون إلى فريق، غير أنه وبعد استمرار الفتنة لأكثر من عامين، لم يجدوا إلَّا بالميل نحو المأمُون في النَّهاية، وبايعوه بعد استتباب الأحوال لأمره. كانت والدة الأمِين، زُبَيْدة بنت جعفر، غاضبة من استمرار الصراع، ولم تُؤيد حرب الأمين مع المأمُون الذي تسبَّب في دمار بَغْدَاد.

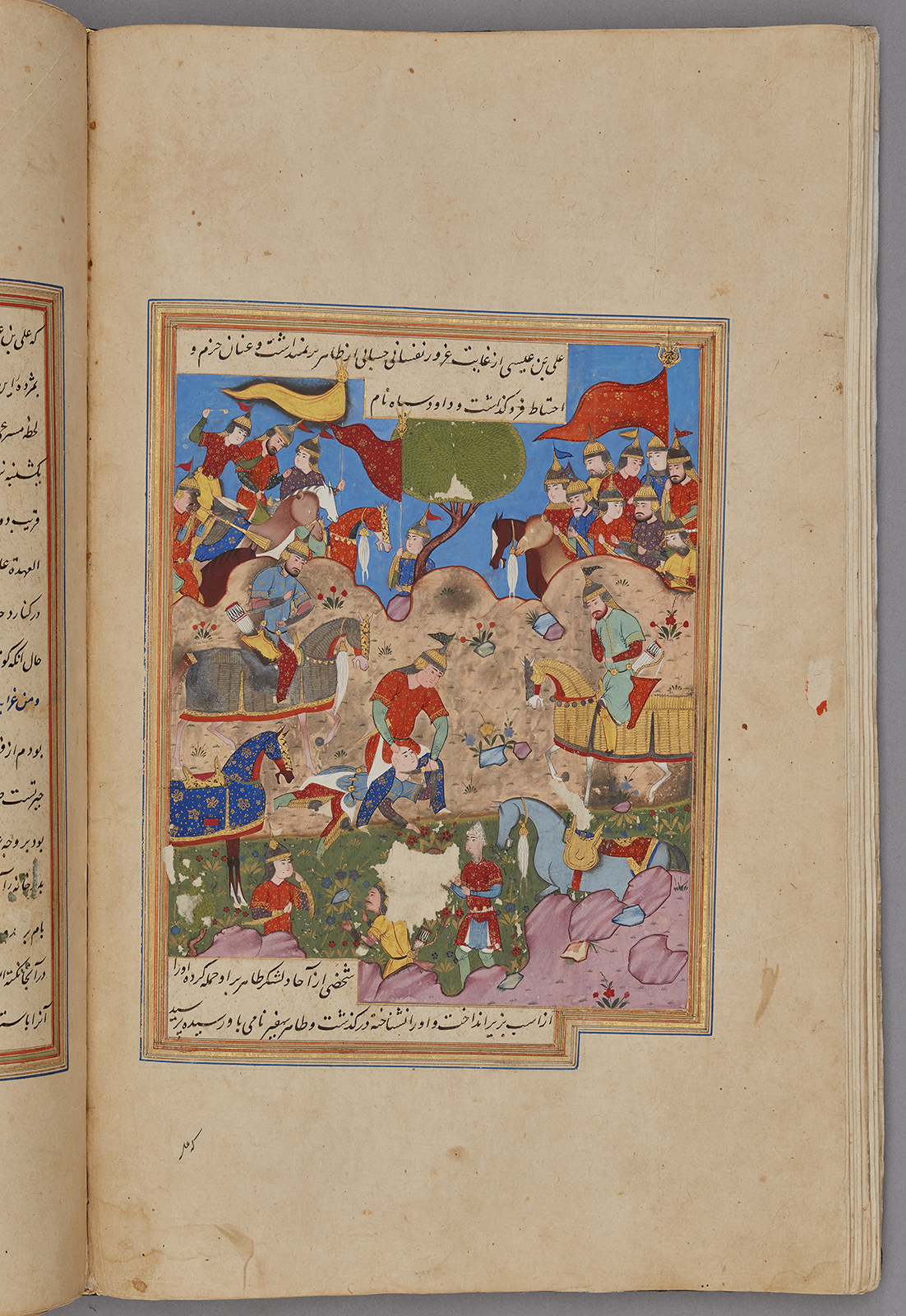
مُنَمْنِمة فارسِيَّة تُظهر انتِصار المأمُون على الأمين، تعود لعامي 1573 و1574 م

#### مقتل الأمين
استمرَّت هذه الشدائد على بَغْداد حتى استنفد الأمين كل وسائل الدفاع، فاستشار من بقي من قُوَّاده، وأشاروا عليه أن يطلب لنفسه الأمان من هرثُمة بن أعين، وكتب إلى هرثُمة بذلك، وأجابه بالقبول، وحلفَ لهُ أنَّهُ سيُقاتل دُونه حتى إن همَّ المأمُون بقَتْلِه، إلا أنَّ طاهِر بن الحُسَيْن، وبعد معرفتِه بذلك، رفض بشدَّة، وأبى إلا أن يكون خروج الأمين إليه إذا شاء أن يستسلم، ولأن الأمين فضَّل هرثُمة لكبر سنَّه، وأنَّهُ لم يقبل الخُروج إلى طاهر، بسبب قسوتِه. وذكر أحمد بن سلَّام، صاحب المظالم، أن الأمين خَرَج مع خاتم الخِلافَة والبردة، في قارب نحو هرثُمة، فاجتَمَع هرثُمة مع الأمين، وأبدى لهُ احترامًا كبيرًا يُليق بمكانتِه، فقد احتضنُه وقبَّل يداه، ثم ركبا قاربًا واحدًا، فلم يسر القارب إلا قليلًا، حتى خرج رجال طاهِر يرمون القارب بالسِّهام والحِجارة بأوامر مِن طاهِر، فدخل الماء إلى الحرَّاقة، وغَرَقت، واضطر هرثمة والأمين أن يسقطوا في النَّهْر، واستطاع الاثنان النجاة بالإبحار نحو الشاطئ، فأما هرثمة فعاد إلى جنوده سالماً، وأما الأمين، فقد قبض عليه جُنود طاهِر.

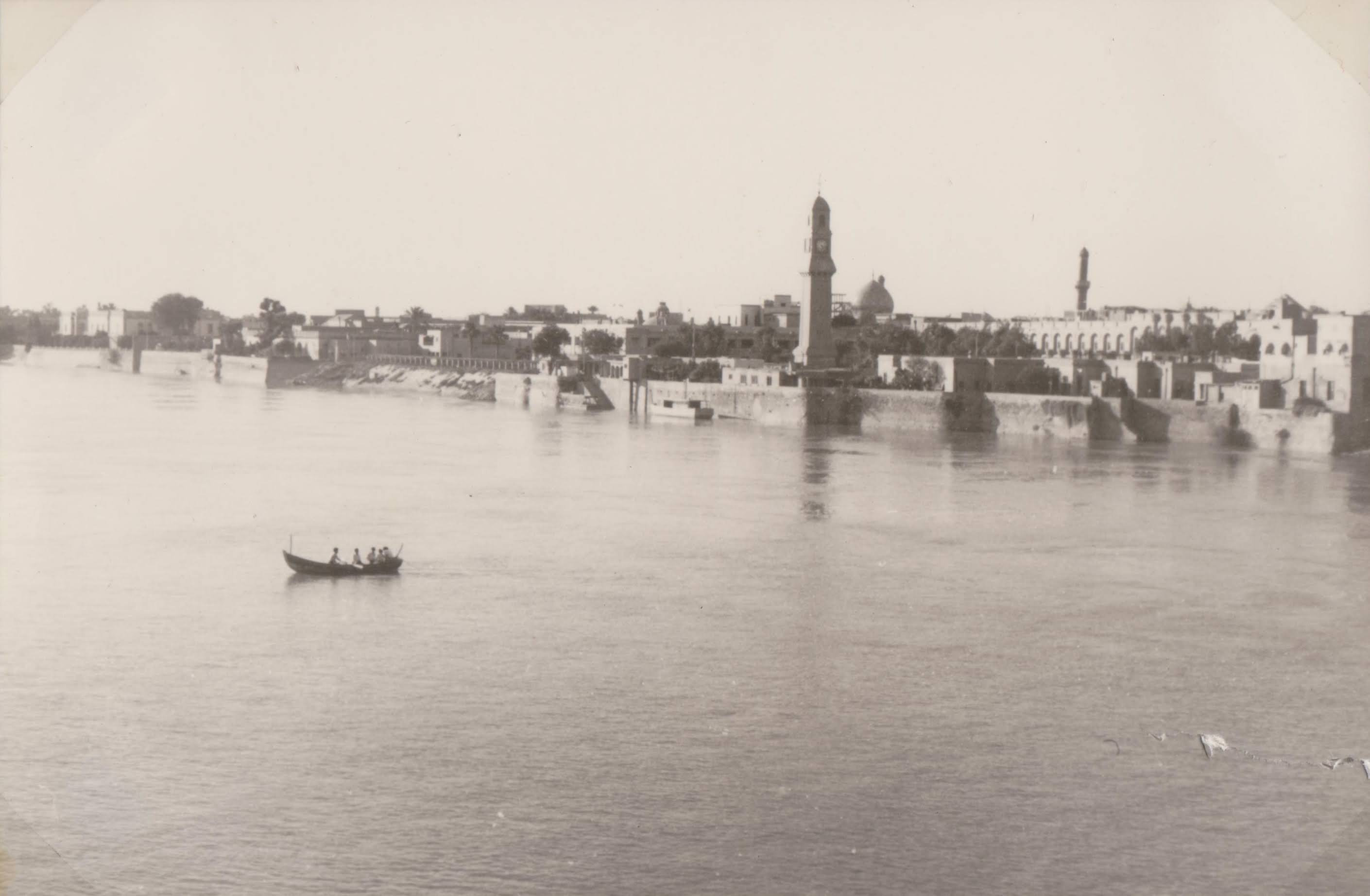
منظر مُطل على نهر دجلة في بغداد، صُورة تعود لعام 1377 هـ / 1958 م.

أبقى جُنود طاهر الخليفة الأمين في غُرفة مع أحمد بن سلَّام، وقد كان ابن سلَّام اشترى نفسُه بعشرة آلاف دَرْهم، وكان الأمين خائفًا، ومُضطَّرِبًا من هَول المَوْقِف ويُحاول ابن سلَّام تخفيف الأمر عليه. وحينما انتصفَ الليل، دخل جُنود خُراسانيُّون غاضِبُون وبيدهم السيُوف المسلولة، وكانوا يتكلمُون بلُغتِهم، فلما رآهم الأمين أيقن بموتِه، فقام واقفًا وتشهَّد، وبدأ يستغيث بقُربِهِ للنبيُّ مُحَمَّد، وبوالده هارُون، وبأخيه المأمُون، إلا أنهم تقدَّمُوا نحوه وقتلوه وحزُّوا رأسُه وكان ذلك فيما يبدو بأمرٍ من طاهِر بن الحُسَيْن، وذلك ليلةُ الأحد من 25 مُحرَّم 198هـ / 25 سبتمبر 813م. وقبل إتمام النَّصر على الأمين، أمَّن طاهر أهالي بَغْداد وهدَّأ النَّاس وخطب بهم خطبة بليغة حثَّ فيها على الطَّاعة ولزوم الجماعة قبل يومين من مقتل الأمين، لينتهي فصلًا دمويًا وحادثة فرَّقت بين شمل الأُمَّة، ويتم إعلان بيعة المأمُون للخِلافة دون مُنافِس.
وأرسَل طاهِرًا رأس الأمين، مع البَردة والقضيب والخاتِم إلى المأمُون، فلما رآه تألم وحَزَن عليه بِشدَّة، فكان يُود الإبقاء عليهِ حيًا لينظُر في أمرِه، وقيل، بل أنه حينما رآه سَجَد شُكرًا، وعلى أيَّةِ حال، فقد أرسل طاهِر أيضًا ابني الأمين، وهُما عبدُ الله، ومُوسى، وحينما وصلا إلى مدينة مَرُو حيثُ يُقيم عمَّهُما المأمُون، عانقَهُما وقبَّلهُما وأكرمهُما، وأحضَر جمعٌ من الفُقَهاء والقُضاة وأشهدهُم بأنه زوَّجهُما ابنتين له. كما أرسل اعتذارًا إلى أُمِّه زُبَيْدة من قتل أخيه مُحَمد، فقالت: «يا أميرُ المُؤمِنين، إنَّ لكُما يومًا تجْتِمعان فيه، وأرجو أن يغفِر اللهُ لكُما إن شاء الله»، وكان المأمُون يزيد في كرمِه عليها وعلى أُسرِتها، فكان يُعطيها كُل سنة مائة ألف دينار ومليون درهمًا.

## خلافته

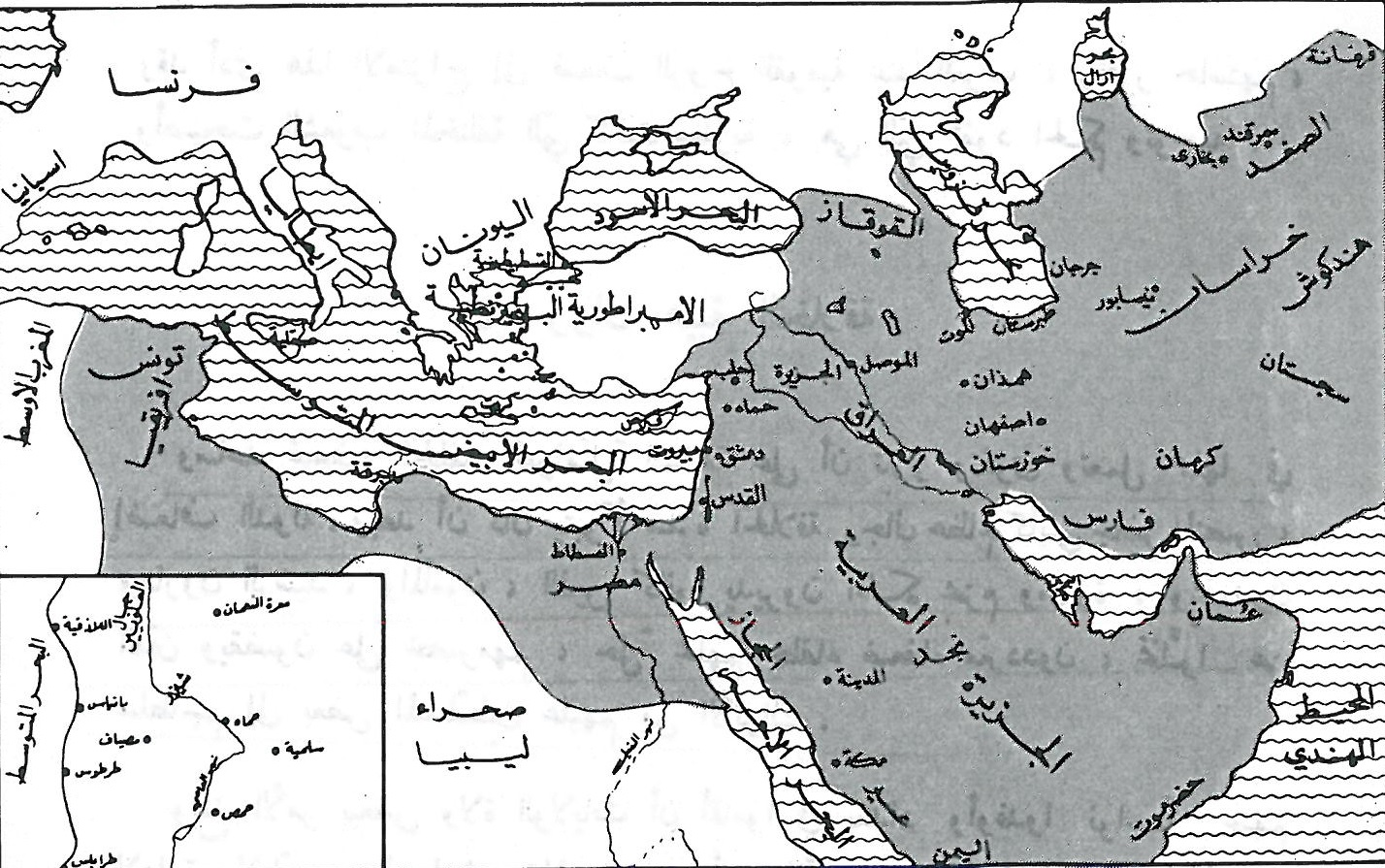
خريطة للخِلافَة العبَّاسِيَّة في زمن الخليفة المأمُون.

بوُيِعَ المأمُون بالخِلافَة أثناء وجوده في خُراسان بعد مقتل الأمين مُباشرةً، وذلك في الخامِس والعُشرون من مُحَرَّم 198 هـ / السَّابِع والعُشرُون مِن سَبْتَمْبَر 813 م، وكان يبلغُ من العُمر سبعةً وعُشْرُون عامًاً، وعشرةُ أشهُر، وسِتةُ أيَّام. بُويع المأمُون من قبل العامَّةِ والخاصَّة بخِلافتِه، إلا أنه لم يعُود إلى بَغْداد عاصِمَة الخِلافة كما هي عادةُ الخُلفاء، بل بقي مقيمًا في مدينة مَرُو.
وثق المأمُون بنديمهِ وصاحبهِ الفَضْل بن سَهْل، والذي كان يُشدُّ من همَّتِه ويرفع من شأنه، فمنحهُ المأمُون تفويضًا كامِلاً، وأجاز لهُ التصرُّف في شُؤون البِلاد، كما فعل أباهُ الرَّشيد مع البَرامِكة، وانشغل هو بالمسائل العِلميَّة والفلسفيَّة، فكان يجمع العُلماء والفُقهاء ويجلس معهم، ويتكلَّم معهم ويُحاورهُم في الفَقْه والأدب والحديث، حتى أحبُّوه ولا يُخفى ما لهذا من تأثير في قُلوب النَّاس، أن يكون الخليفة قريبًا من الجميع.
يُقسِّم المُؤرِّخُون عهد المأمُون إلى عَهْدِين، العَهدُ الأوَّل يبدأ من بداية خِلافتِه سنة 198 هـ / 813 م، حتى وفاة عَلِيُّ الرِّضا وَليُّ عَهْدِه سنة 204 هـ / 819 م، ويُمثِّل ابتعاد المأمُون عن شُؤون الخِلافة وجهلهِ عن الثَّورات والاضطَّرابات التي خرجت عليه آنذاك، حيث أن الفَضْل كان لهُ اليد المُطلقة في إدارة شُؤون البِلاد، وتصريف أمورها، واستأثر بالنُّفوذ والسُّلطان وعصب عَيني الخليفة عما كان يجري في أنحاء الخِلافة مثل ثَوْرة أبُو السَّرايا الشَّيْباني، وثَوْرة مُحَمَّد بن جَعْفَر الصَّادِق، وبذل الفَضْل جُهده لتعيين أقاربه وأصهاره وأعوانِه حُكامًا ووُلاة، وأطلق لهُم العَنان في جميع الشُؤون، كما أبعد طاهِر بن الحُسَيْن وهرثمة بن أعيُن من الواجِهة على الرُّغم من حُسن بلائهما وانتزاعهِما للخِلافة من الأمين بحدِّ سُيوفِهِما، حتى لا يتمكَّن أحد من النَّفاذ إلى المأمُون، وتبقى الأمور كما يُريدها الفَضْل، حيث كان أحد أسباب بيعة عَلِيُّ الرِّضا كوليُّ عَهد المأمُون، والذي تُوفي بعد أشهُرٍ من مَقْتَل الفَضْل لتنتهي مسألتين أرَّقت المأمُون وأخرجت من حُكمِه السَّواد لصالح عمِّه إبْراهِيم بن المِهْدِي.
وأما العَهْدُ الآخر فهُو يبدأ من وفاة الرِّضا حتى وفاة المأمُون سنة 218 هـ / 833 م، ويُمثِّل استعادة المأمُون لِزمام الأمور، ومُمارستهِ لسُلطة الخِلافة بنفسه، فعاد إلى بَغْدَاد، وأعاد لبس السَّواد بدل الخَضْرة التي تبنَّاها زمن الرِّضا، فبدأ مُلك المأمُون الحقيقي، وساس الأُمَّة سياسة لين لا يشوبهُ ضُعف، وقُوةٍ لا يشُوبها عُنف، وأخذت بَغْداد تستعيد نضرتِها، وعظِمت بها الحركة العلميَّة، كما أعاد طاهِر بن الحُسَيْن إلى الواجِهة وولَّاه خُراسان، وعفا عن عمِّه إبْراهِيم بن المِهْدِي وغيره، وواجه الثَّورات والاضطَّرابات ما بين حكمةٍ وسياسة، وقُوةٍ ورياسة حتى تُوفي مُجاهِدًا في أرض الرُّوم.

### ثورة أبو السرايا الشيباني

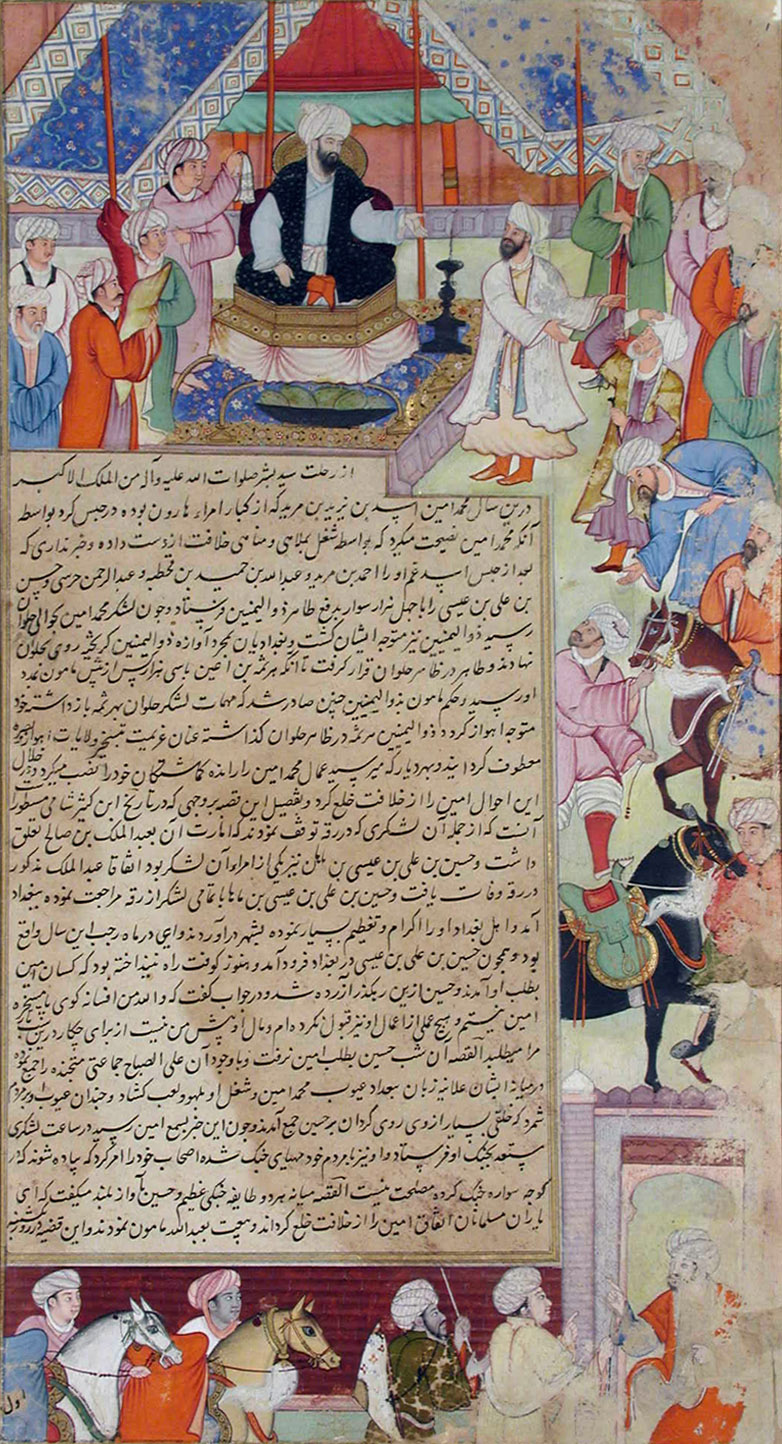
مُنمنمة مِنَ القرن السادِس عَشر تُصور مُبايعة الناس للخَليفة المأمُون سَنة 813.

تُعتبر ثورة أبو السَّرايا -وهو أحد القادة الكبار الذين تبعُوا القائد العسكري هرثمة بن أعين-، من أُولى الثورات التي بدأت في عهد المأمُون المُبكر كخليفة، فبعد أن بُويع بالخِلافَة في بَغْداد وكان المأمُون آنذاك في مَرُو، أصدر قرارًا بتغيير واليه طاهِر بنُ الحُسَين، وعيَّن بدلًا منه وزيرُه المُقرَّب مِنه، ذي الرّياسَتَيْن الفَضْل بن سَهْل وأسند إليه شُؤونِها، فشاع في أنحائِها، أن وزيرُهُ قد استحكم أمور الخِلافَة، وأثارت هذه التَّراكُمات والقَرارات، غَضَب أهل العِراق من بَني هاشِم ووجُوه العَرَب، فأشاعوا بأن بني سَهَل الفُرس، قد حَجبوا الخليفة واستبدُّوا بالرأي دونه، وتزعَّمُ الثَّورة السُّريّ بن مَنْصُور الشَّيْبانِيّ، المعرُوف باسم أبُو السَّرايا، والذي التقى مُحَمَّد بن إبراهيم طباطبا الحسنيّ العلويّ، المشهور بابن طباطبا، وبايعهُ كخليفة لإضفاء شرعيَّة على ثَورَتِه، فكان أبو السَّرايا رجلًا طمُوحًا وكان لهُ التأثير والسُلطة الأكبر في هذه الثَّورة.
خرَج أبو السَّرايا ثائرًا من مدينة الكُوفة، في العاشِر مِن جَمادى الآخِرة 199 هـ / التَّاسِع والعُشرون مِن يَناير 815 م، وقد انضمَّ إليهِ، عددٌ كبيرٌ من العَلويين النَّاقمين على بَني العبَّاس وتسيَّدهُم للخِلافَة المُمتدة من السَّنْد حتَّى إفريِقيَّة، وكان المأمُون لا يعرف شيئًا عن هذه الثَّورة أو الاضطَّرابات، بسبب أن الفَضْل حَرَص على أن ينتقي الأخبار التي تَذهبَ إليه، واضطَّر للتعامُل مع الأمر بمُفرده، فأرسل جيشًا من 10 آلاف مُقاتل بقيادة زُهير بن المُصيب لمحاربة أبو السَّرايا الذي سيطر على الكوفة من واليها سُليمان بن المَنْصُور، إلا أن قوَّات أبو السَّرايا استطاعت أن تهزم كتائب الفَضْل في الثَّلاثين مِن جُمادى الآخِرة 199 هـ / الثَّامِن عَشَر مِن فَبْرايِر 815 م، وفي اليوم التالي من المَعْركة، تُوفي ابنُ طباطبا وفاةً مُفاجئة، وتُشير الدلائِل أن أبو السَّرايا سمَّمُه، لأنهُ أحصى غنائِم المَعركة، ومنعَ أبو السَّرايا من التصرُّف بها، وكان الجُند مُطيعين له في هذا، فخشي أبو السَّرايا من نُفوذه، وعمل على التخلُّص مِنه بالسُّم، وقام على إثر وفاتُه، بتعيين مُحَمَّد بن زيد بن عليّ زَيْن العابِدين الحُسينيّ العلويّ مكانُه، وكان غُلامًا صَغيرًا، فكان أبو السَّرايا بذلك الآمِر النَّاهي، حيثُ يُولّي من يُريد ويعزُل من يَشاء.
أرسل الفضْل جيشًا آخر بقيادة عبُوس بن مُحَمَّد بن خالد، فتوجَّه إليه أبو السَّرايا وقاتلهُ حتى انتصر عليه وقتلهُ في السَّابِع عَشَر مِن رَجَب 199 هـ / السَّادِس مِن مارس 815 م واستباح عسكَرُه، وبعد المعركة وتوالي الانتِصارات، بدأ أبو السَّرايا صكَّ الدراهِم، ووجَّه وُلاةً عَنه، فأرسل العبَّاس بن مُحمَّد الجعفريّ إلى البصْرة، بينما ثبَّت الحُسين الأفْطَس بن الحَسَن بنُ عليّ زين العابِدين على مكَّة، وولَّى إبراهِيم بن مُوسى الكاظِم على اليَمَن، وبعثَ من العلويين مِن غيرهم إلى فارِس والبَصْرة والأهْواز مما زادُه قُوةً ونُفوذاً.
وأمام هذه الخسارات المُتتالية، شَعَر الفَضْل بالعَجزِ الحقيقيّ عن مُحاربة أبُو السَّرايا والذي زاد من قُوته بين أتباعه ومُناصريه، فأرسَل يستعين بالقائد العسكريّ هرثُمة بنُ أعيُن، مُفضلًا إيَّاه عن طاهِر بن الحُسين، فسار هَرثُمة على رأس الجيش العبَّاسيّ لمُلاقاته، ووقعت بينهُ وبين قُوات أبو السَّرايا عدة وقعات انهزم فيها أبو السَّرايا وقُتل الكثير من أصحابِه، وعندها، اضطر أبو السرايا للهرب من الكُوفة لعدم قدرته على مُواجهة جيش هرثُمة مُجددًا، وقد أمَّن هرثُمة أهالي الكُوفة، وكان معهُ منصُور بن المهدي، وذلك في يوم الأحد السَّادِس عَشَر مِن مُحرَّم 200 هـ / التَّاسِع والعُشرُون مِن أُغسْطُس 815 م، وتوجَّه بدايةً الى القادِسيَّة ثم فارقها الى واسِط فقاتل ضد الحسن بن علي الباذغيسيّ، وهو أقحد القادة العبَّاسِيين حتى انهزم أبو السَّرايا وانجرح بشدَّة، ثم لاذ الى جَلوْلاء، حيثُ أُلقي القبض عليه من قبل واليها، ومن ثُمَّ سلَّمهُ الى الحَسَن بنُ سَهْل أخُو الفضْل، ليأمر بضَرب عُنُقِه وإرسال رأسه إلى الخليفة المأمُون في مَرُو، حتى قال فيها أحد الشُّعراء:
وكان يوم مقتله مِن يوم الخَميس في العاشِر مِن رَبيع الأوَّل 200 هـ / الواحِد والعُشرون مِن أُكْتُوبَر 815 م، وكان بين خُروجه بالكوُفة ومقتله عشرة أشهر.

#### مقتل هرثمة بن أعين

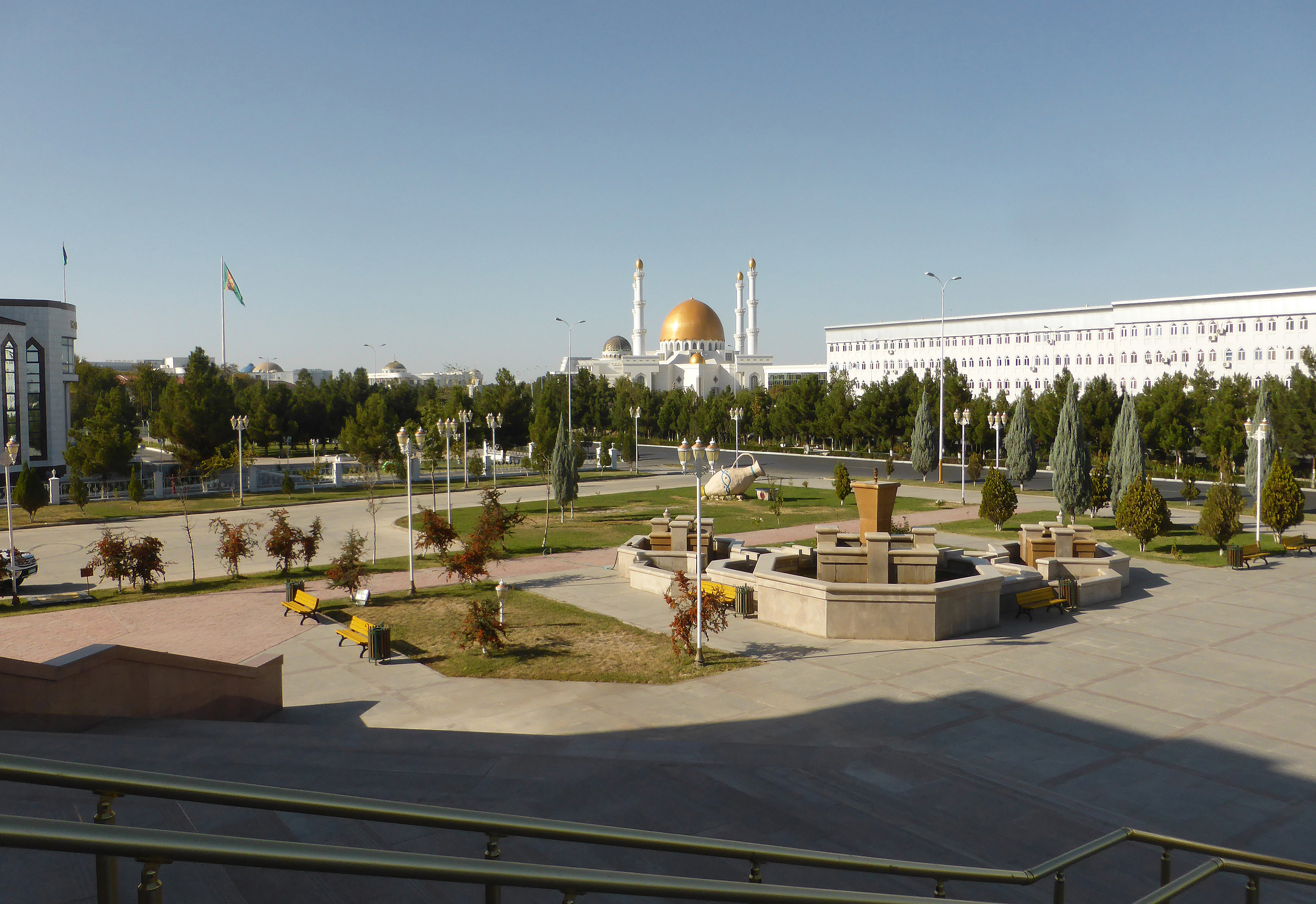
صُورة تُظهر مدينة مَرو (ماري حاليًا) في دولة تركمانستان المُعاصرة، ويبدو من خلالها مسجد الحاج قُوربان قولي صُورة تعود لعام 1439 هـ / 2018 م.

كان القائد العبَّاسي هرثمة بن أعين قد حاول أن يصل إلى الخَليفة المأمُون في مكان إقامته في مَرُو، ليُطلِعَهُ على حقيقة الأحوال والاضطَّرابات التي نَشَبَت بعد قضائِهِ على ثَورَة أبو السَّرايا، فأرسل لهُ كُتُبًا أن يذهب إلى الشَّام والحِجاز، وكان قد وصَل خُراسان، فرفَض هرثُمة وقال «لا أرجِعُ حَتَّى ألقى أميرُ المُؤمِنين» وكان هدفِهِ أن يُبيَّن لهُ ما يُدبِّر عليه الفَضْل وزيرُه، وما يكتمُ عنهُ من الأخبار، فعلِم الفَضْل بذلك، وبدأ بتحريض المأمُون عليه، فادَّعى أن هرثُمة هو من حثَّ أبو السَّرايا على الخُروج والثَّورة، فتغيَّر قلب المأمُون على هرثمة، وبعد أن اقترب الأخير من أبواب القصر في مرُو، لم يشأ أن يكتم قدومه عن الخَليفة، فأمر بالطُّبول لتُضرب كي يسمعها الخليفة المأمُون، وحينما علِمَ أنَّهُ هرثُمة، أمر بدخوله عليه في قصرِه، وكان قد قيل لهُ أنَّ هرثُمة قد أقبل يرعد ويَبرق، وقد زجرهُ المأمُون فاتَّهمهُ بأنَّهُ سالَمَ أهل الكُوفَة شيعةُ العَلويين، وسمح بهُروب أبو السَّرايا وأنَّهُ كان يستطيع أن يُنهي ثَوْرَتَهُم، فاعتذَر هرثمة، ولكن لم يقبل المأمُون اعتذاره، فأمر به الحرس، فهجموا عليه وداسوه في بطنِه وضُرب حتَّى سُحِب من بين يديه، ثُمَّ زُجَّ في السَّجن المُشدَّد بأوامر من الفَضْل، فمكث هرثُمة أيامًا في حبسه، ثم دسُّوا إليه سُمًا ليُقْتل، وقيل دُسَّ إليهِ مَن قَتلَه، وذلك في ذو القَعْدَة 200 هـ / يُونيو 816 م، وكانت أخبار وفاتُه كفيلة بإثارة ضجَّة في العِراق وأن الفَضْل بن سَهْل ومن ورائه الفرس قد احتجزوا المأمُون وأصبح الحاكِم النَّاهي.

### ثورة مُحَمَّد بن جعفر الصادق

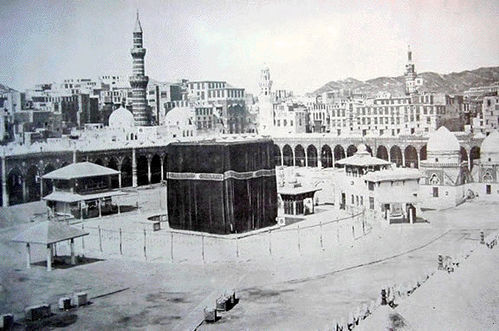
صُورة للكعبة المُشرَّفة تعود لعام 1297 هـ / 1880 م، وهي أحد أقدم الصُّور المُؤرخة للكعبة.

قبل خمسةِ أشهُر من بِداية ثوْرة أبو السَّرايا، سيطر الحُسين الأفْطَس بن الحَسَن بن عليّ زينَ العابِدين العلويّ على مدينة مَكَّة في الأوَّل مِن مُحرَّم 199 هـ / الخامِس والعُشْرُون مِن أُغسْطُس 814 م، وذلك بعد أن غادر والي مَكَّة الأمير داوُد بنُ عِيسى العَبَّاسِيّ ومعهُ بَنو العَبَّاس مدينة مَكَّة، رُغم مُطالبة مسرُور الكَبير، وذلك حِفظاً لبيت الله الحَرَام وقُدسيَّة المكان. قام الحُسَين الأفْطَس بخلع كَسْوَةِ الكَعْبة المُشرَّفة، وفرَّقها بين أصحابِه من بني عَمِّه وأتباعِهِ على مراتِبهُم عِنده، مُعتبِرًا أن هذه الكَسْوَة، هي كَسْوَةِ الظَّلَمة أيّ العَبَّاسِيّين، وطرح عليها كَسْوَة جديدة بعثها إليه أبو السَّرايا آنذاك، واستمرَّ الحُسين الأفْطَس مُسيطرًا على مَكَّة، وكُلما سَمِع بوجود وديعة لبني العَبَّاس عِند أحدٍ في المدينة، يهجم عليه في دارِه، فإن وجد عنده شيئًا أخذهُ وعاقبُه، وإن لم يجد عِنده شيئًا، حبسهُ وعذَّبُه حتى يفتدي نفسُه بِطُولِه، وكان لديهِ رجُل من أهل الكُوفة، يملُك دارًا تُدعى دار العَذاب، فأخافوا النَّاس، وهرب مِنهم الكثير من أصحاب النِّعَم والثَّراء، فتعقَّبهُم وهدم منازِلهُم، كما اقتلع الحديد الذي كان على شبابيك زَمْزَم، ليُباع بثمنٍ بخِس.
بعد أن بلغ الحُسين الأفْطَس ومَن معهُ من العَلويين أن النَّاس يكرهون سُوء سيرَتِه ومَن معه، إضافةً إلى وُصول خَبَر مَقْتل أبو السَّرايا في العاشِر مِن رَبيع الأوَّل 200 هـ / الواحِد والعُشْرُون مِن أُكْتُوبَر 815 م، وأنَّ العَبَّاسيين قرروا طرد العَلويين مِن العِراق وكُورِها على خلفيَّة وُقوفِهم إلى جانب أبو السَّرايا، اجتمع وُجُوه العَلويين في مَكَّة وعلى رأسهم الحُسين الأفْطَس مع مُحَمَّد الدِّيباجْ بن الإمام جَعْفَر الصَّادِق، وكان معروفًا بالدّيباج لحُسن وجهه، وكان شيخًا وادِعًا ومُحبَّبًا، ورغم أنه كان كارهًا لها، إلا أن الحُسين الأفْطَس جلب إليه جمعٌ من أهالي مَكَّة، وأرغَمَهُم على مُبايعة مُحَمَّد الدِّيباج، وذلك في الرَّابِع والعُشْرُون مِن رَبيع الآخِر 200 هـ / الرَّابِع مِن دِيسَمْبَر 815 م، فبايعوه طُوعًا وكُرهًا، وسمُّوه أمير المُؤمنين، على الرُّغم من أنَّهُ ليس لهُ من الأمر شيئًا، فالحُسين الأفْطَس هو الأمر النَّاهي.

وكان ولد مُحَمَّد الدّيباج ويُدعى عليّ ومعهُ الحُسين الأفْطَس، قد زادوا في بَغيهم وسُوء السيرة، وقد تعدّوا الأموال إلى الأعراض، وكان ذلك على مرأى ومَسمع من أهالي مَكَّة، فضاقوا ذرعًا لسوء سيرتهم وتعدَّياتهم، فقرروا إغلاق محلَّاتهم، واجتمعوا في المَسجِد الحَرام، وذهبُوا مع الطَّوَّافُون نحو دار مُحَمَّد الدّيباج مُحتجين على تصرُّفاتِهم، وهددوا بخلعِه وقَتلِه حتى يرد على مطالبِهم، فأجاب لبعض مطالبهم بما استطاع منه.

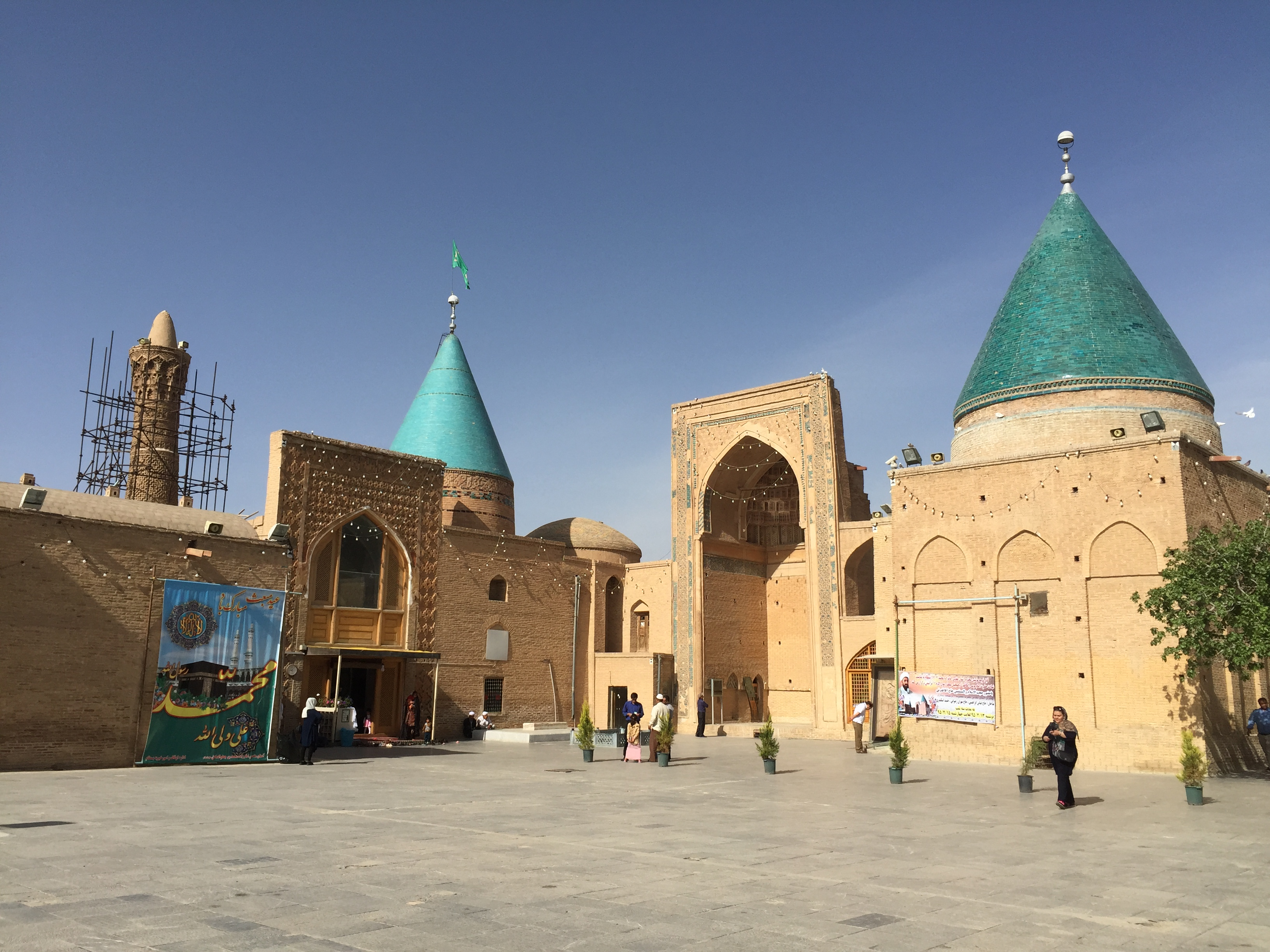
مسجد ومرقد مُحَمَّد الدِّيباج بن جَعْفَر الصَّادِق، في مدينة بَسْطام، الواقعة شِمال غرب إيران اليوم، في عام 2016 م.

وبعد أيَّام من هذه الحادثة واختلال الأمن في مَكَّة، جاء الأمير إسحاق بن مُوسَى العبَّاسي والي اليمن على رأس كتائب، فقاتلهم أيامًا، ولكنَّهُ كره القِتال والحَرب، إلا أن ورقاء بن جميل ومن معه أقنعوه بالبقاء، فدارت معركة ضد العَلويين وكان على رأسهم مُحَمَّد الدّيباج، فلما انهزم، طلب الأمان له ولمن معه حتى يخرجوا من مَكَّة، ويذهبوا حيث شاؤوا، فأجيبوا وأُمهلوا ثلاثة أيام، فخرجوا مِنها، ودخل الجيش العبَّاسي مكة وأمَّن أهلها، وذلك بحلول جَمادى الآخِرة 200 هـ / يَنايِر 816 م. وفي أثناء مسير مُحَمَّد الدّيباج ومن معه نحو جَدَّة، لقيُه رجُل يُدعى مُحَمَّد بن حكيم بن مُروان، وكان الحُسين الأفْطَس ومن معه، قد قاموا سابقًا باقتحام دارُه، وعذَّبوه عذابًا شديدًا، فلمَّا علم بخُروجهم، جمع عبيدًا وجمرًا غفيرًا مِنهم للحاق به، وكان من موالي بَنو العَبَّاس، فنهب قافلته وجرَّدهُ مِمَّا معه، وهمَّ بقتلِه، إلا أنَّهُ آثر ذلك وترك لهُ بعضًا من الدراهم والملابس، وقد وقعَ فيما بعد، بينه وبين هارون بن المسيب، والي المَدينة العَبَّاسي، قِتال، فانهزم مُحَمَّد الدّيباج، وفُقئت عينُه بنشَّابة، وقُتل من أصحابِه عدد كبير، وكان قد طلب الأمان من رَجاء، ابن عَم الفَضْل بنُ سَهْل، فدخل مَكَّة، يوم الأحد، الثَّاني عَشَر مِن ذو الحِجَّة / الخامِس عَشَر مِن يُوليو م مِن نفسِ العام، وأعلن خَلع نَفْسِه، أمام الحُجَّاج وجمعٌ من وُجوه قُريش، وبايعَ المأمُون، ثُمَّ سلَّمهُ الحَسَن بنُ سَهْل إلى الخليفة المأمُون، فعفى عنه، وأكرَمَه، وجعلهُ يُقيم عِندهُ في مَرُو حتَّى تُوفي مُحَمَّد الدّيباج في جَرْجان ودُفن على مقرُبة منها فيما يُعرف اليوم بمدينة بَسْطام سنة 203 هـ / 818 م، وصلَّى عليهِ المأمُون.

### الاضطرابات في بَغْداد
حينما بلغ العراقيين الشائعات أن الفَضْل بنُ سَهْل قد حجز الخليفة، وأنَّهُ يُبرم الأمور على هواه، وعيَّن أخاه واليًا على العراق، كما أنهم غضبوا وثاروا على الوالي الحسن بنُ سَهْل بسبب قتل هرثُمة، بدأت الاضطرابات تظهر في منطقة الحربيَّة، وعرضوا الثُّوار على عمَّه المنصور بن المهدي أن يُبايعوه خليفةً فرفض، ثم اقترحوا عليه أن يكون أميرهم ويدعو للمأمون، فوافق، فتغلَّبوا على الكوفة ومُعظم جُنوب العراق إلى بَغْداد،  إلا أنها كانت خالية من الجيش والشُّرطة، كما نتج عن ذلك حدوث فساد شديد وانتشار لعدم الاستقرار والأمان من قبل الشُّطَّار الذي كانوا في الحربيَّة والكرخ، فكانوا يأخذون الغُلمان والنَّساء علانيةً من الطريق، وكانوا يأخذون ما يستطيعون من متاع وأموال من النَّاس، فقام رجُل من ناحية طريق الأنْبَار، يُدعى خالد الدريوش، فدعا جيرانه وأهله أن يعاونوه على الأمر بالمعروف والنهي عن المُنكر، من دون أن يطلِبوا الحُكْم، فأجابوه والتفوا حوله، وبدأ يشد على الشُّطَّار، ومنعهم مما كانوا يصنعون، ثم قام من بعده رجُل يدعى سهل بن سلامة الأنصاريّ، ودعا للأمر بالمعروف، وعلَّق مُصحفًا في عُنُقه، وبدأ بأهل جيرانه ومحلَّه فأمرهم بالمعروف ونهاهم فقبلوا منه، وقد كثُر أتباع الرَّجُلين وإن لم يكونا على وِفاق، كل ذلك، والمأمُون في مَرُو، لا يعلم شيئًا عمَّا يحدث، فقد كان الفَضْل بنُ سَهْل يحجب الأخبار عنه، حتَّى بلغ خبرهُما مَنْصُور بن المِهْديّ، وعِيسى بن مُحَمَّد بن أبي خالِد، فرفضوا ذلك، فدخلوا بَغْدَاد بعد أن عُقد صلحًا مع الحَسَن بنُ سَهْل.

### تقربه من العلويين

الرَّاية الخَضْراء التي تبنَّاها المأمُون بعد بيعته لِعَلِيُّ الرِّضا، وفرضها على رايات الدولة، ولباس الوُزراء والمُقربين منه، يُشار إلى أن اللون الأخضر قد استخدمها الحُسينيُّون للتمييز عن لون السَّواد الذي غلب على بَني العبَّاس، والبياض الذي غَلَب على بَني أُمَيَّة.

في أثناء الاضطرابات في العراق، كان المأمُون يُميل نحو العلويين، فكانت نظرتُه إليهم تتسم بالعطف والتَّسامح، وقد قام المأمُون في خُطوة احتار المُفسّرون لغرابتِها وتضاربت الرِّوايات بشأن أسبابها، وهي أنه في يَوم الثُّلاثاء في الثَّاني من رَمَضان 201 هـ / الثَّالِث والعُشْرُون مِن مارس 817 م، أعلن المأمُون أن عليُّ بن موسى الكاظم الحُسيني الهاشِميّ وليَّاً للعَهْد مِن بَعدِه، والذي يُعد الإمام الثامن حسب الطائفة الإمامية الإثني عشرية، ولقَّبهُ بالرِّضا من آلِ مُحَمَّد، وأخذ العهد من كبار الشخصيَّات وقادة جيشه في مَرُو التي كان يُقيم بها، بالولاء للوريث الجديد، والذي كان يرتدي ملابس خضراء، وأمر جنوده بإزالة السَّواد شعار العبَّاسِيين، ولبس الثياب الخضراء شعار العلويين، كما زوَّجهُ ابنته أم الحَبيب، وكُل ذلك في وقتٍ واحد، وكتب بذلك إلى سائر أرضُ الخِلافة. وعلى الرُّغم من كل تلك التسهيلات، كان الرِّضا رافضًا لتولِّي ولاية العهد، واشترط أن لا يكون لهُ من الأمر إلا التسمية وكان لهُ ذلك. تُمثل خطوة التعيين لعَلويّ والمُصاهَرة معه، على المُصالحة بين العبَّاسيين والعَلويين أبناء العُموم من بَني هاشِم إلى أن توفَّى الرِّضا في الثلاثُون مِن صَفَر 202 هـ / السَّادِس مِن يُونيو 818 م.
أما الأسباب الحقيقيَّة فقد اختلفت وتعددت الرِّوايات، فتحدث المُؤرِّخ ابن الأثير بأنَّ المأمُون قد نظر في بَنو العَبَّاس، وفي بنو عَليّ، فلم يجِد أحدًا أفضل ولا أوْرَع ولا أعلمُ مِنه، بينما يرى الباحث عبد الزَّهرة الخفَّاجي أن المأمُون كان في خُراسان البعيدة عن العاصِمة العبَّاسِيَّة بَغْداد، وكان بأمس الحاجة لتعزيز ثقة الخُراسانيين، فهم من ناصرُوه وحاربوا حتى قتلوا الأمين، وأن تنكيل الخُلفاء العبَّاسِيين لشخصيَّات وعوائل خُراسانية مثل أبُو مُسلِم الخُراساني، والبَرامِكة لم يزل في نُفوس هذا الشَّعب، فوجد المأمُون ضالَّتُه في عليُّ الرِّضا ليُظهر من خلاله أنهُ مُحبٌّ للعلويين ومُتقرِّبًا لهم، فضلًا عن أنه قامت عليه ثورات علويَّة مثل ثورة أبو السَّرايا الشَّيبانيُّ، وثورة مُحَمد بن جَعْفَر الصَّادِق، ومهما كانت الأسباب الداعية لذلك، فإن المأمُون استطاع بهذه السياسة المُحنَّكة تحقيق ما أراد في نُفوس الخُراسانيين وليأمن جانبهُم، وهو المُقيم بينهم.

### ثورة إبراهيم بن المهدي
بعد أن جاء الخبر إلى بَغْدَاد أن المأمُون بايع لِعليُّ الرِّضا بالولاية من بعده، انقسمت الآراء بين وُجهائها مُجيبٍ مُبايع، ومن رافضٍ مانِع، إلا أن جمُهور بَني العبَّاس امتنعوا عن ذلك، واعتقدوا أن الفَضْل بنُ سَهْل قد احتجز الخليفة في مَرُو، وأنَّهُ الأمر الناهي في الأمر، حتى قيل بين الوُجهاء «لا تخرُج الخِلافَة من وُلد العبَّاس»، وفي يوم الجُمعة الخامِس من مُحرَّم 202 هـ / السَّابِع والعُشرُون من يُوليو 817 م، أعلن وُجهاء بَغْدَاد مُبايعة إبْراهِيم بن المِهْدِي، ولُقِّب بالمُبارك، كما يُعرف بابن شَكْلة نُسبةً لأمه، واختاروا من بعده إسْحاق بن مُوسى بن المِهْدي، وخلعوا بذلك الطاعة عن المأمُون.
وسُرعان ما سقطت كامل أرض السَّواد من العِراق تحت سُلطة ابن المِهْدي، إلا أن الجُند طلبوا أرزاقهم، وبعد ممُطالته لهُم، أمر بمائتي درهم لكُل واحد، كما كتب لهم تعويضًا من أرض السَّواد، فخرج الجُند غاضِبين لا يمرُون بشيء إلا انتهبوه، وبدأت الاضطِّرابات وتخلُّل الأمن في العِراق، فخرج أخٌ لأبُو السَّرايا في الكُوفة ثائرًا ومُستغلًا لاضطراب الأحوال، فأرسل إليه ابن المِهْدي بجيشٍ فقاتلوه حتى ظفروا بهِ وأرسلوا برأسه إلى ابن المِهْدي. واجه ابن المِهْدي تهديدًا آخرًا تمثَّل بوجود سَهْل بن سَلامة المُطوَّعي، وهو رجُلٌ دعا بالأمر بالمعرُوف والنهي عن المُنكر، إلا أنه وجماعته قد تجاوزا الحد، وأنكروا على السُلطان، ودعوا إلى القيام بالكِتاب والسُّنَّة، وأصبح دارُه مليئًا بالسِّلاح والرِّجال وغيرها من مظاهر المُلك، حتى قاتله ابن المِهْدي وسجنه سنةً كامِلة.

### فتح جِبال طبرستان والدَّيلم

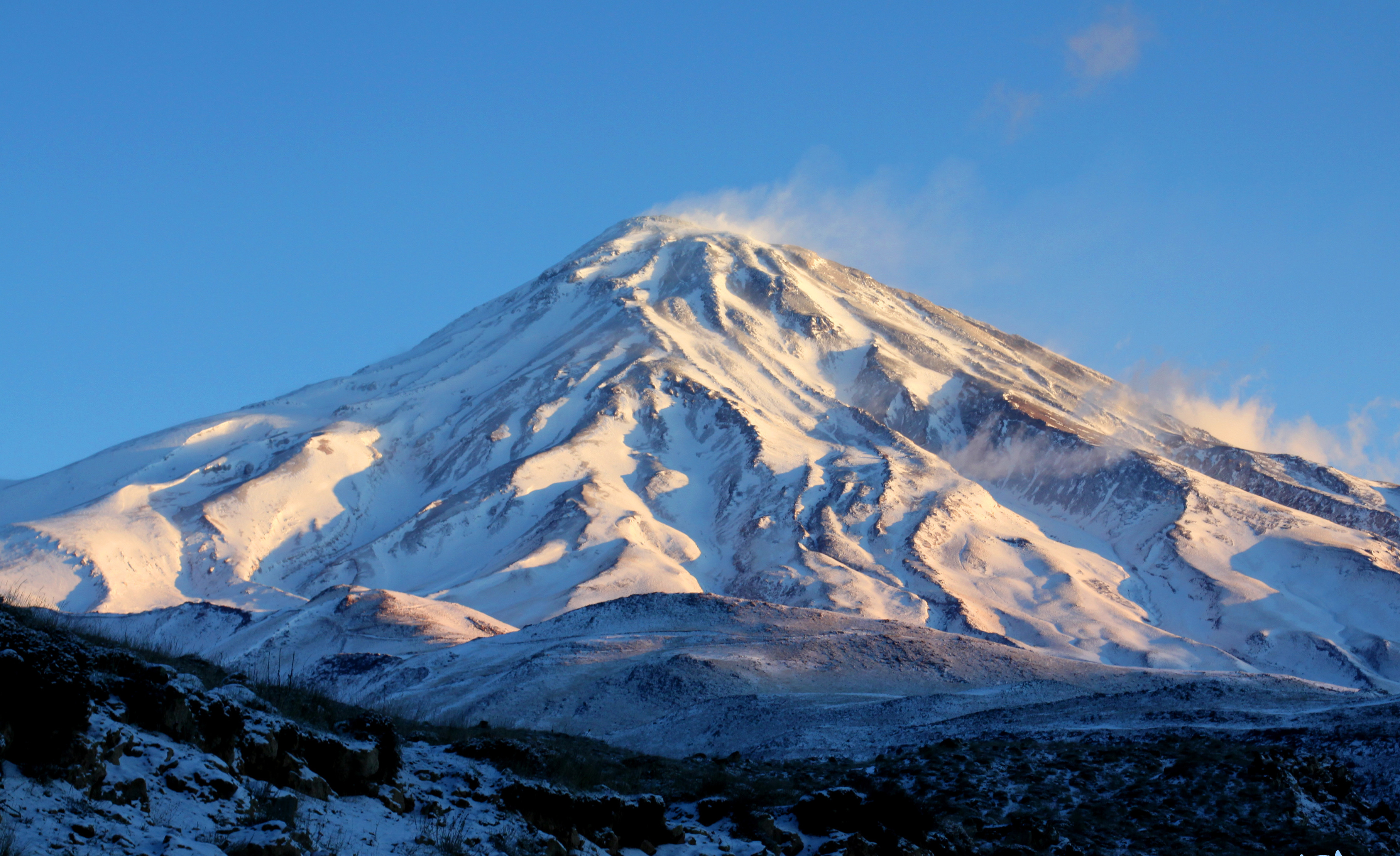
جبل دَماوند في الشِّتاء، والذي يقع وسط سلسلة جبال طبرستان (جِبال ألبرز حاليًا)، صورة تعُود إلى عام 2010.

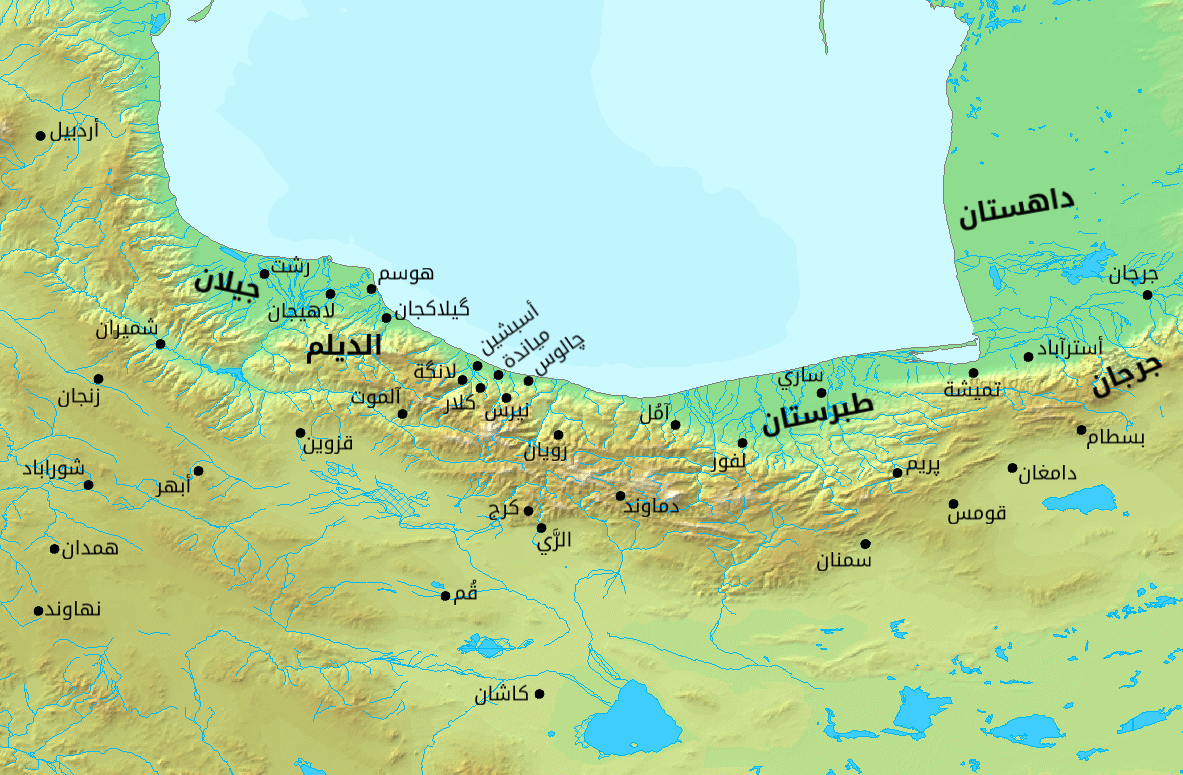
خريطة تُظهر منطقة جِبال طَبَرسْتان والدَّيْلَم، شمال إيران المُعاصِرة.

كانت منطقة طبَرسْتان من المناطق القليلة التي استعصت في فترة الفُتوحات الإسلامِيَّة على الخُلفاء المُسلمين، ومع أنها كانت تدفع الضَّرائب والخراج إلى الخُلفاء الأُمويّين والعباسيين، إلا أنها كانت تشهد تمرُّدات بين الفترة والأخرى، ويرفض ملكها وأهلُها دفعُها، وذلك بسبب مناعة حُصونها.
واستمرَّت على حالِها الذَّاتِيّ في الحُكم وبتبعيَّتها الاسميَّة بين الحين والآخر للخِلافة وذلك حتى سنة 201 هـ / 817 م، حيث أمر الخليفةُ المأمُون والي طَبرسْتان عَبدُ الله بن خُرداذُبة، فتح ما تبقى من المنطقة، وضمِّها إلى دولة الخِلافة بشكلٍ مُباشر، فافتتح ابن خُرداذُبة البلاذر، والشَّيْزَر، من بلاد الدَّيلم، وأنهى حُكم شهريار بن شروين، وأسر ملك الدَّيلم أبا ليلى، وأرسل مازيار بن قارن إلى الخليفة المأمُون بعد نجاح حملته.

### المسير نحو بغداد

#### افتضاح أمر الفَضْل وقتله

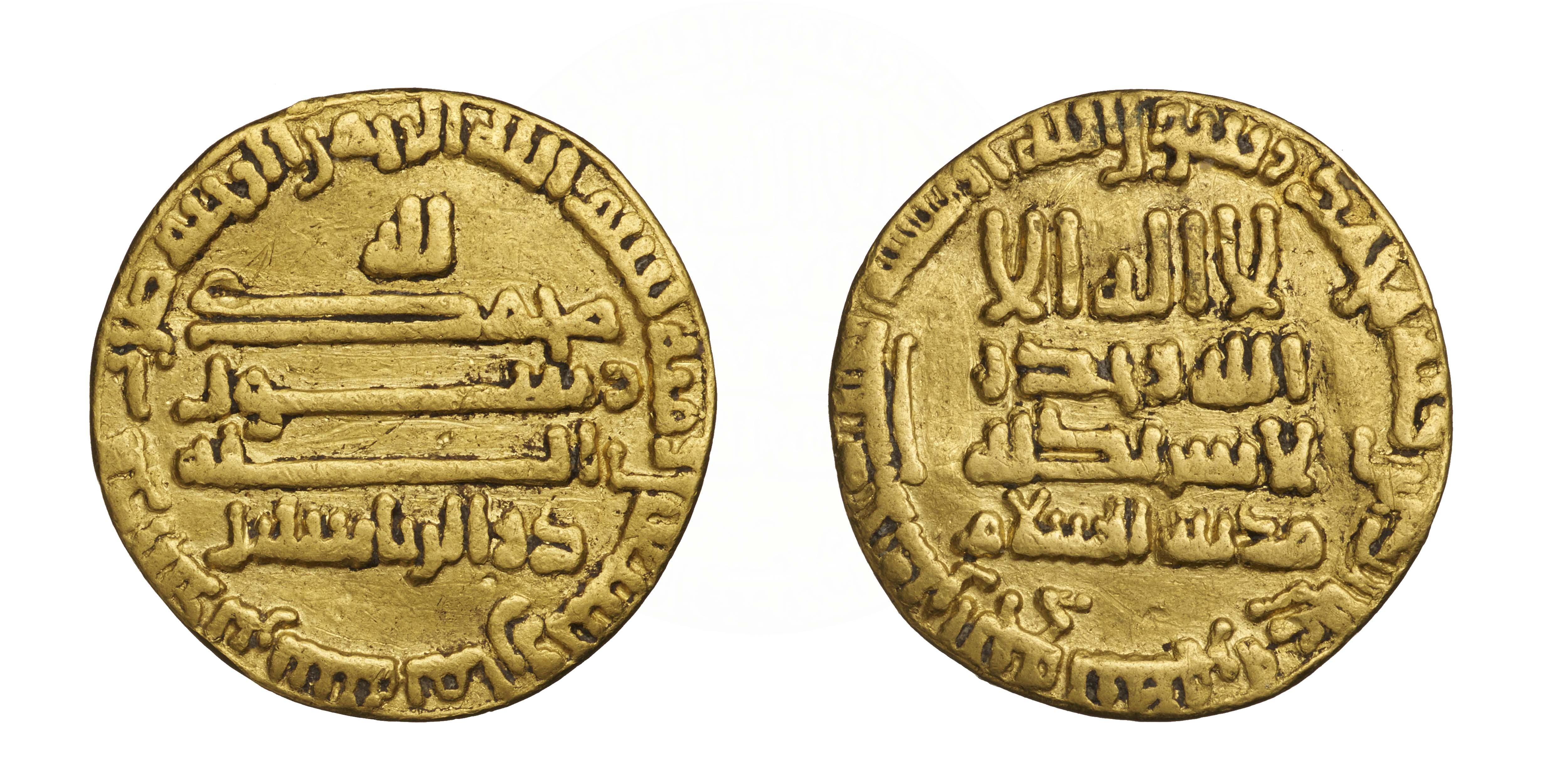
دينار عبَّاسي ذهبي صُكَّ في عهد المأمُون، ويظهر عليه كلمة ذو الرئاستين وهو لقب الفَضْل بن سَهْل السرخسي، وزير المأمُون.

في بداية الأمر، لم تصل أخبار ثَوْرة العراقيين وبيعتهم لإبراهيم بن المهدي إلى المأمُون، فقد كان وزيرُه الفَضْل يتعمَّد إخفائها عنه كما أخفى عنهُ ثورة أبو السَّرايا وفشله في مُحاربته، وكذلك تحريضهُ للمأمون على قَتل هرثُمة والذي حاول المجيء بنفسه وإخبار الخليفة بما وَجَد، وتعدَّدت الآراء حول أسباب الفَضْل في ذلك، وقيل أنَّهُ أراد نقل الخِلافَة إلى العَلويين، إلَّا أنَّ الشخص الوحيد الذي تجرَّأ على إخبار المأمُون بأخبار هذه الفتن، هو وليُّ عهده عليُّ الرضًا.

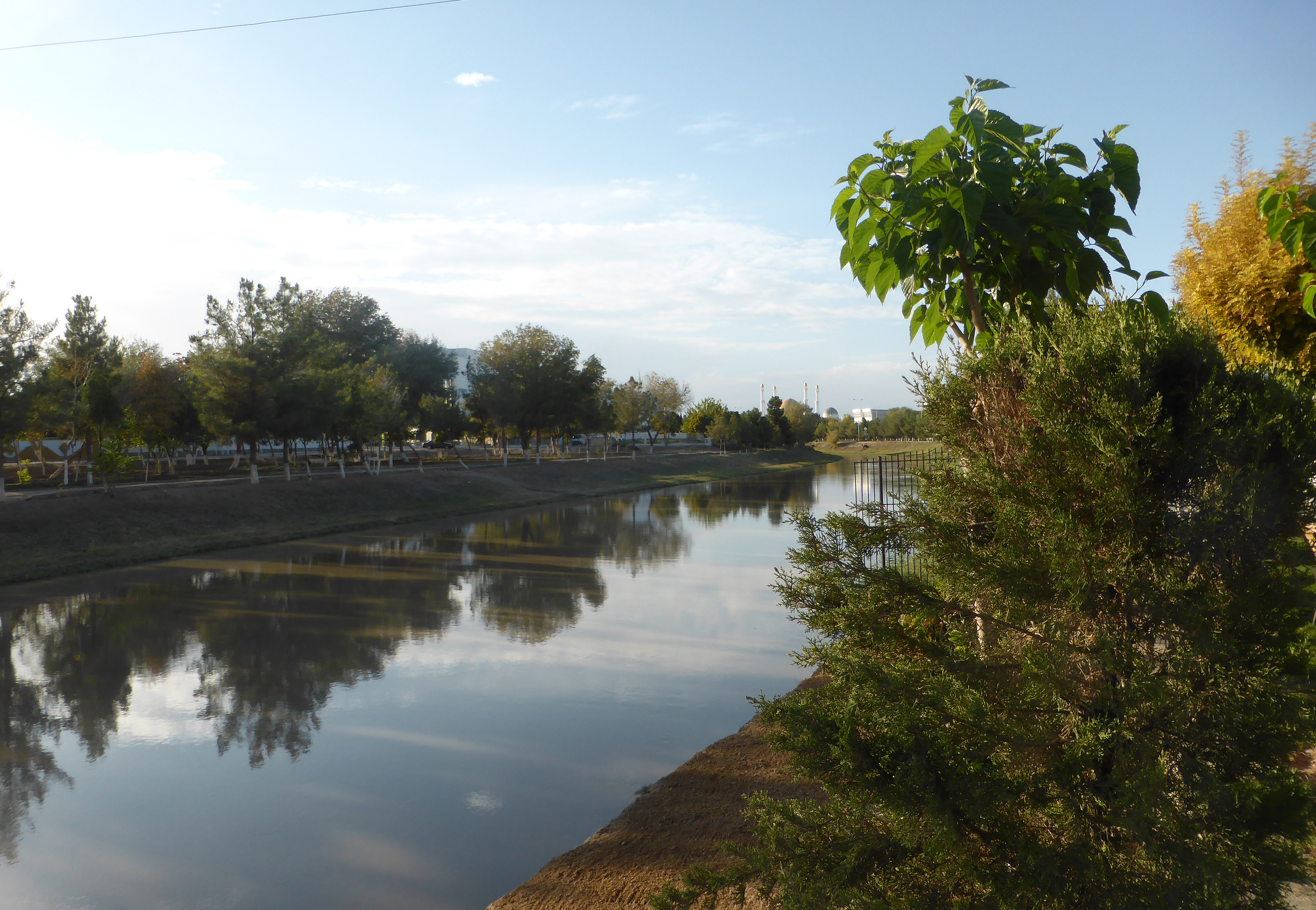
صُورةً حديثة لنَهْر المَرغاب، والذي يمُر في مدينة مَرُو الشَّاهجان، حيث أقام بها الخليفة المأمُون قُرابة ستة سنوات. تُدعى المدينة حاليًا ماري، وهي جزء من دولة تُركمانستان.

وقد أنكر المأمُون في البِداية المزاعم التي قيلت له بأن عَمَّهُ إبراهِيم قد بُويع بالخِلافَة، فأخبرهُ عليُّ الرِّضا أنَّ الفَضْل كَذَّب عليه، وأن الحرب قائمة بين الحَسَن بنُ سَهْل وبين الأمير إبراهِيم بن المهديّ، وأن النَّاس كارهون لولاية عَهْدِه مِن بعدِه، ويتحدثُّون بأن المأمُون أصابَهُ السَّحر أو الجُنون، فسأل المأمُون عمَّن يعلم غيرُه، فأخبرهُ الرِّضا أنَّ العديد من وُجُوهِ العَسْكَر يعلمون بالخَبَر، فأمر المأمُون بالوَفْدِ عليه، وبعد أن طلبوا منهُ الأمان من الفَضْل، أخبروه بصحَّة الأنباء، ومنها أنَّ أهل بَغْداد قد بايعوا عَمَّهُ إبراهِيم، وسمُّوه الخليفةُ السُّنِّي، بينما يتَّهمون المأمُون بالرَّفض لِمكان عليُّ الرِّضا مِنه، وأنَّ قائدهُ المُخلِص هرثُمة بن أعيُن حاول أن يأتي لينصحه، فقتله الفَضْل بالتَّحريض عليه، وأنَّ قائد الجُند طاهِر بنَ الحُسَيْن قد أبلى في طاعتِه ما يُعرف عنه، ثُمَّ أُخرج من الأمر كُلَّه، فعُزل عن تولّي العِراق لصالِح بنوُ سَهْل، وأنَّهُ جُعل في زاوية بعيدة في الرَّقَّة، لا يُستعان بِهِ على شيء، حتَّى ضُعِفَ أمرُه، وثارَ عليهِ جُنْدُه، وأنَّ طاهِرًا لو كان في بَغْداد لاستتابت الأمُور إلى الخليفة، وأنَّ الثَّورات قد عَصَفَت في أقطارِها، واقترح الرِّضا وبعض قادة الجيش على المأموُن العَودة إلى بَغْداد، فإنَّ أهلها إن رأوه، أطاعوه.
وقد علِم الفَضْل بما قام به هؤلاء الجُند من إخبار للمأمُون، فضَرب بعضهم، وحبس آخرون، فأخبر الرِّضا المأمُون بما حصل لهم، وأعلمهُ بما كان لهُم من ضَمانة آنذاك، فقال «أنا أُداري» أيّ أنَّهُ على عِلم وسيتصرَّف. وقد تداول بعض المُؤرِّخين حادثة تُبيَّن مدى وعي المأمُون لمُخططات الفَضْل، حيث أن أحد جُلسائه في مَرُو، وهو نعيم بن حازم العربيّ واجه الفَضْل أمام المأمُون: «إنك إنما تُريد أن تُزيل المُلك عن بَني العبَّاس ثم تحتال عليهم فتصير المُلك كسرويًا»، وتابع قائلًا: «ولولا أنك أردت ذلك لما عَدَلت عن لبسة عليٌّ وولده وهي البياض، إلى الخضرة، وهي لباس كُسرى والمَجُوس»، ثم التفت نعيم إلى المأمُون وقال: «الله الله يا أميرُ المُؤمِنين، لا يخدعنَّك عن دِينك ومُلكِك، فإن أهل خُراسان لا يُجيبون إلى بيعةِ رجُل تقطر سُيوفهم من دَمِه»، ومع قُوة تلك الكلمات، إلا أن المأمُون لم يُبدي غضبًا، واكتفى بأن قال لهُ «انصرف»، وهذا حسب الخفَّاجي دليل أنه لامَسَ ما في نفس المأمُون نحو الفَضْل.
وأمام جميع هذه الأحداث، قرر المأمُون شدَّ الرِّحال من جيشه ووُزرائه نحو بَغْدَاد، وذلك لوضع حدٍ للاضطَّرابات والفتن التي خرجت عليه، وقد رفض الفَضْل مُرافقته في البداية، وتعذَّر بكُره العبَّاسِيين له قائلًا: «يا أميرُ المُؤمنين إن ذنبي عظيمٌ عند أهل بيتك، وعند العامة والناس يلومونني بقتل أخيك المخلوع، وبيعة الرِّضا، ولا آمُن السُّعاة والحُسَّاد، والبغي أن يسمعوا بي فدعني أخلُفكَ بخُراسان»، ولم تُفلح مُحاولاته لإقناع المأمُون بتركه في مَرُو قائلًا: «لا نستغني عنك»، ولرُبما كان الفَضْلُ خائفًا من المأمُون، أو أن الأخير لا يُريد تركهُ بين قومِه وناسه فيخرُج عنه، فكانت نهايته قادِمة سريعًا في مدينته سَرْخَس.

##### مقتل الفَضْل بنُ سَهْل

الطريق القديم بين مدينة بُخارى والعاصمة بغداد، وهو المسار نفسهُ تقريبًا، الذي سار عليه المأمُون مع جيشه وحاشيته من مدينة مرو نحو بغداد، والذي استمر قُرابة عام ونصف، وتحديدًا منذ رجب 202 حتى صفر 204 هـ / فبراير 818 - أغسطس 819 م.

وفي أثناء ما كان الخليفة المأمُون قد شدَّ الرحال من مَرُو مُتجهًا إلى بَغْدَاد بشكلٍ بطيء ومُتمهل، ولإظهار قُربه من الخُراسانيين، أقام في مدينة سَرْخَس. وفي يوم الجمعة، الثَّاني من شعبان 202 هـ / السَّادس عشر من فبراير 818 م، هجم في هذا اليوم أربعة أشخاص على الفَضْل في الحمَّام حتى قتلوه، وكانوا القتلة هُم، غالب المسعوديُّ الأسود، وقِسْطَنْطين الرُّومي، وفرج الدَّيلمي، ومُوفَّق الصَّقلبي، وهربوا بعد الحادثة، ثم جعل المأمُون لمن يأتي بهم عشرة آلاف ديِنار، فجاء بهم العبَّاس بن الهيثم الدينوري، فوقفوا بين يدي الخليفة، وواجههم، ثم قال القتلة للمأمُون «أنت أمرتنا بقتلِه»، وكانت أصابع اتِّهام المُؤرِّخين تُشير إليه، فقد كان القتلة ينتمون لقوميَّات مُختلفة، وهكذا يضيعُ دمُه بين الجميع فلا يُطالب بِه الخُراسانيين، وعلى أية حال، فقد أُسدل السِّتار على أوَّلُ مشهدٍ مما هدد حُكم المأمُون، وفي خُطوةٍ لإظهار عدم مسؤوليته في مقتل الفَضْل، بعث برُؤوس القَتَلة مع كِتاب تعزية إلى الحَسَن بن سَهْل أخ الفَضْل وقائد جُيوش المأمُون في العِراق، كما أردفها بتعيينه وزيرًا مكان أخيه اسميًا، ثم عقد المأمُون في نَفس السَّنة قُرآنهُ على بوران ابنته لتقوية العِلاقة بينهُما وتخفيف الاتهامات نحو المأمُون حيث كانت الشَّائعات تحوم حولُه بأنه قتل الفَضْل.

#### وفاة عَلِيُّ الرِّضا

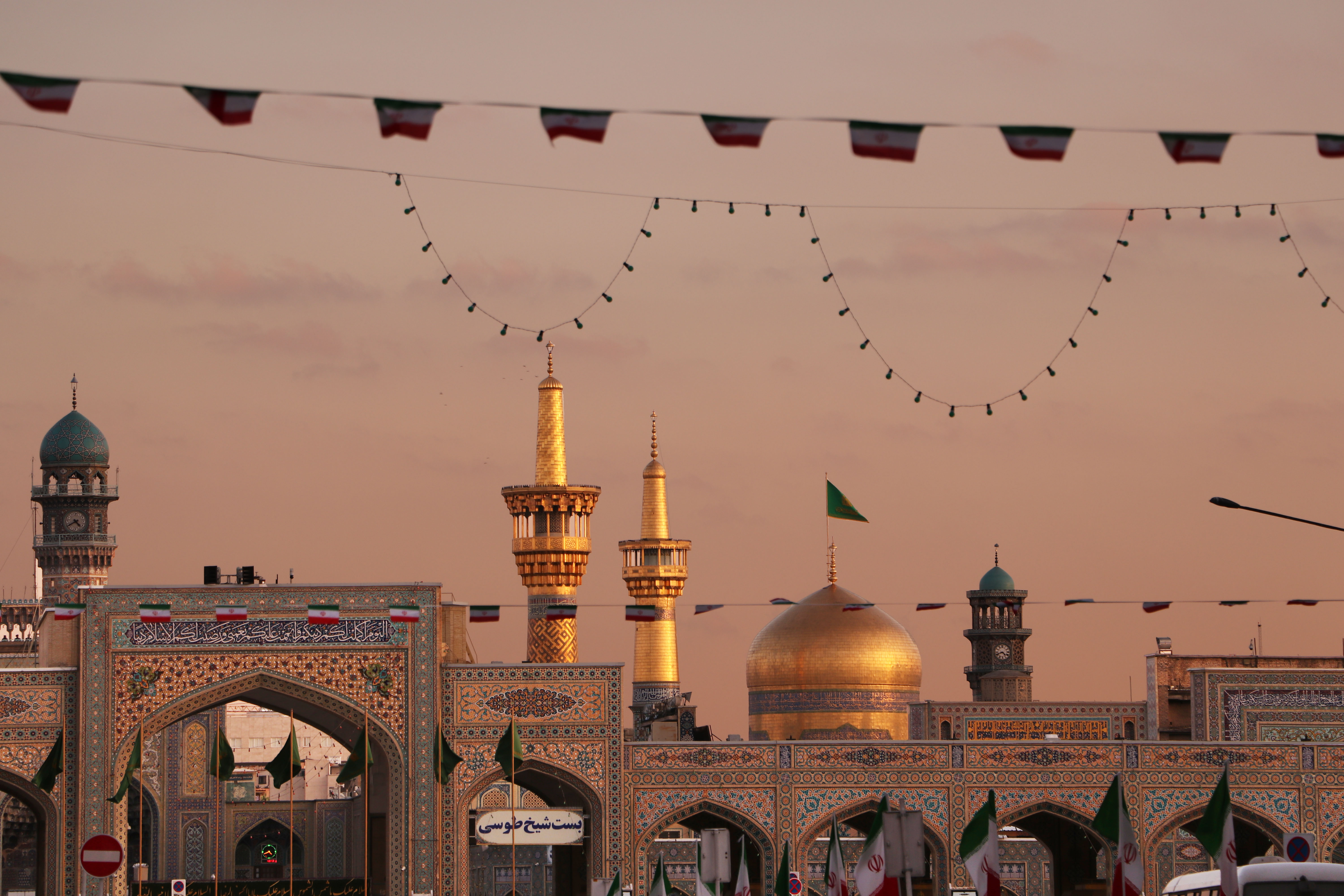
العَتَبة الرَّضَويَّة حيث مدفونٌ بها الإمام عليُّ الرِّضا والخليفة العَبَّاسِيّ هارُون الرَّشيد، تقع في مدينة مَشْهَد، شمال شرق إيران، الصورة تعود لعام 2020 م.

في فترةٍ أثناء توجُّه المأمُون إلى بَغْداد، تحرَّك من سَرْخَس نحو طُوس حيث أقام فيها لأيام، وكان وليُّ عَهْدِه عليُّ الرّضا فيما روتهُ المصادر أنه تَعِب من السفر واعتل، فكان المأمُون يعودهُ كُل يومٍ مرتين، وقد اشتدَّت عِلَّتُه، ثم تناول عنبًا مسمومًا، ليتوفَّى بعدها بأيام، وذلك في الثَّلاثُون مِن صَفَر 202 هـ / السَّادِس مِن يُونيو 818 م أيّ بعد قرابة أربَعةَ أشهُر من مَقْتَل الفَضْل، وقد تضاربت الرِّوايات التَّاريخيَّة، فقيل أن المأمُون وراء قتله، ورفض ذلك آخرُون، ومن الأقوال المُؤيدة والمعرُوفة لاتهام المأمُون: المُؤرِّخ السُّنِّي ابن حبَّان ومُعظم المُؤرخين والفُقهاء الشِّيعة وبعض الباحثين المُعاصرين، إذ حمَّلوا المأمُون مسؤولية قتله بالسُّم وأنَّهُ أراد التخلُّص منه لتخفيف كميَّة النقم الشَّعبي عليه في العِراق والتي خرجت من سُلطته لصالح إبراهيم بن المِهْدِيّ.
بينما المُستبعدين لمسؤولية المأمُون بقتل الرِّضا، هو المُؤرِّخ ابن الأثير، حيث يقول في كِتابِه الكامِل في التَّاريخ: «وقيل إن المأمُون سمَّهُ في عنب، وكان عليٌّ يُحب العنب، وهذا عندي بعيد»، كما رفضها المُؤرِّخ سَبَط ابن الجَوْزي، وذَكر أن المأمُون حزِن عليه، وبقي أيَّامًا لا يأكُلُ فيهِ طَعامًا ولا يشربُ شرابًا، وهَجَرَ اللَّذات، ويُطابقه في ذلك المُؤرِّخ ابن كَثِير في كِتابِه البِداية والنِّهاية قائلًا: «فلما كان في آخر الشهر من صَفَر، أكل عَلِيُّ بن مُوسى الرِّضا عِنبًا فمات فجأة، فصلَّى عليه المأمُون ودفنهُ إلى جانب أبيه الرَّشيد، وأسف عليه أسفًا كثيرًا فيما ظهر، واللهُ أعلم». وقد روى المُؤرِّخ المعرُوف بمُيوله الشِّيعية أبُو الفَرَج الأصْفَهاني أن المأمُون دخَل عِند الرِّضا يعودُه حيث كان يحْتَضِر، فبكى المأمُون، وقال: «أعزز عليَّ يا أخي بأن أعيش ليُومِك، وقد كان في بقائكَ أمَل، وأغلظ عليَّ مِن ذلِك وأشدُّ أن النَّاس يقولون إني سقيتُك سُماً، وأنا إلى الله مِن ذلِك بريء»، فردَّ عليه الرِّضا: «صدقتَ يا أمير المُؤمِنين، أنت والله بريء»، ثُمَّ خرج المأمُون مِن عِنده وتُوفي الرِّضا، وصلَّى المأمُون عليه وقبل أن يتم دفنِه، أمر المأمُون أن يُحفر قبره إلى جانب أبيه الرَّشيد. وقد روى المُؤرِّخ المعرُوف بتشيُّعِه اليَعْقُوبِيُّ حالة الحُزن ومدى تأثُّر المأمُون بوفاة الرِّضا، حيث كان يقول في جنازته: «إلى من أرُوح بعدك يا أبا الحَسَن»، وأقام عند قبرِه ثلاثة ليالٍ لا يأكُل إلا رغيف ومِلح، حتى انصرف في اليوم الرَّابِع. وبوفاة الرِّضا تنتهي ثاني وآخر مسألة بعد الفَضْل، أرَّقت العبَّاسِيّين ووُجوه بَغْدَاد على المأمُون وكانت من الأسباب التي جعلتهم يخلعون عمِّه إبراهيم بن المِهْدِي، وعلى أية حال لم تلبث أن قامت حول مقام الرِّضا مدينة جديدة وهي مدينة مَشْهَد، والتي بُنيت على أنقاض مدينة طُوس القديمة، وهي تعتبر اليوم من أهم الأماكن الشيعية المُقدَّسة بعد كَرْبَلاء.

#### دخول بَغْداد

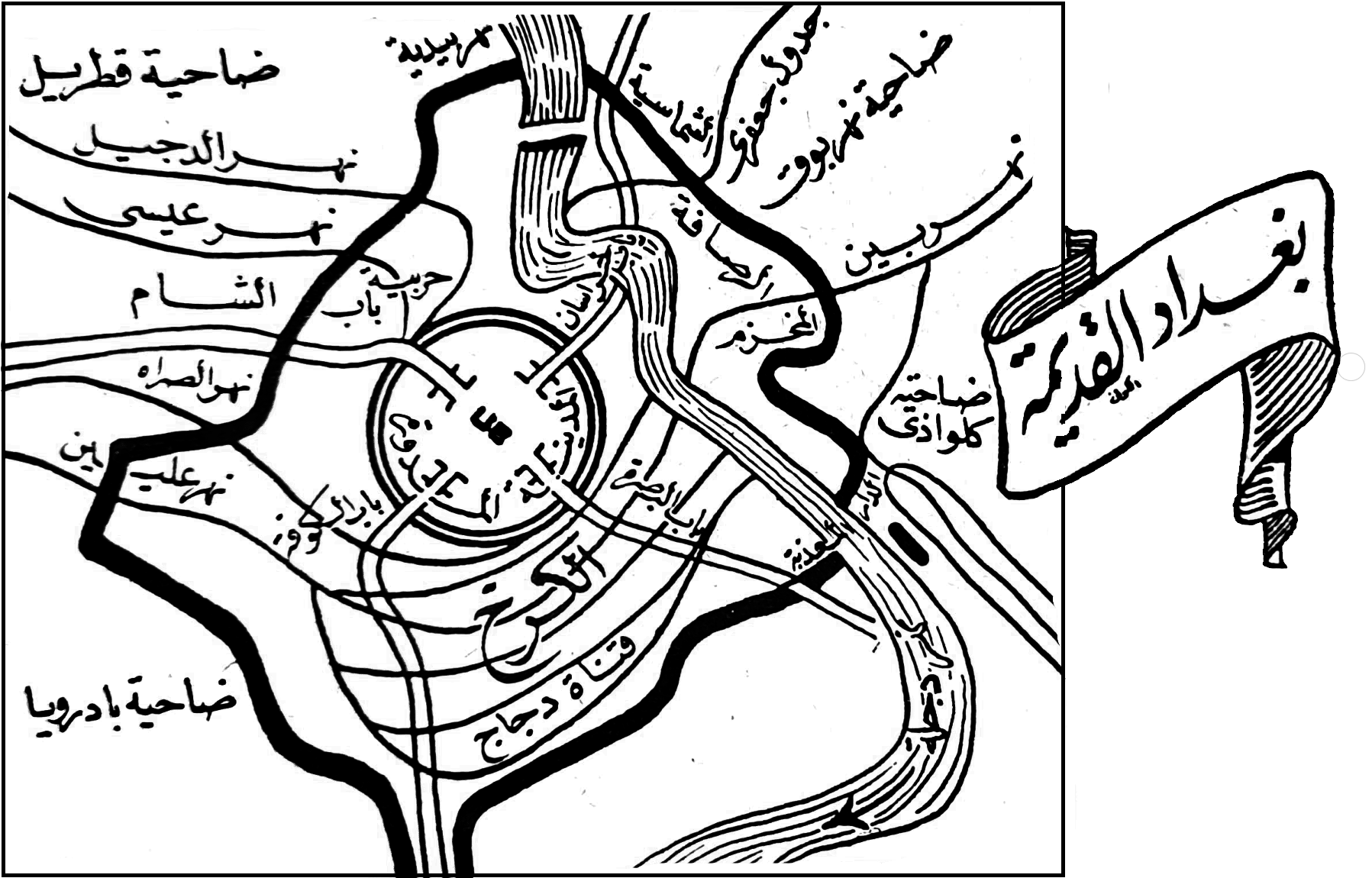
المناطق القديمة للعاصِمة العَبَّاسِيَّة بَغْدَاد

بعد وفاة عليُّ الرِّضا في طُوس، أرسل المأمُون بكِتاب إلى واليه على العِراق الحسن بن سهل، يُعلمه بوفاة الرِّضا، كما أرسل كتابًا إلى بني العبَّاس وأهل بغداد بالخبر، وطلب منهم الدخول على طاعته لأن أسباب نقمتهم عليه قد انتهت ولم يعُد لها من تبرير. وبعد أن زالت الأسباب التي دعت إلى غضب أهلها، ولاقتراب جيشٌ كبير يقودهُ المأمُون ومعهُ الفُقهاء والقُضاة، قرروا ترك إبراهيم بن المِهْدِي الذي بايعوه سابقًا لمصيره.
دخل الخليفة عبد الله المأمُون بَغْداد مِن باب خُراسان والحِربَة، يوم السَّبت في السَّادِس عَشَر مِن صَفَر 204 هـ / الخامِس عَشَر مِن أُغُسْطُس 819 م، في لِباسٍ أخضَر والألوان الخَضراء على الأقبية والقلانِس والأعلام، فقِدم الرَّصافة، ثُم مضى ونزل قصرُه على شاطئ دَجْلَة، وأمر القُوَّاد أن يلزموا مُعسكَرَهُم، وكانت عَودِته، هي المرَّة الأولى لهُ في العاصِمة منذ إحدى عشرة عامًا مضت، حيث أقبل أهل بيتِه من بَنُو العَبَّاس ووُجوه أهل بَغْداد، والقادة، ومِنهم طاهِر بنُ الحُسَيْن على السَّلام عليه ومُبايعته، فقد قرر أهالي بَغْدَاد والقُوَّاد الذين كانوا مع إبراهيم بن المِهْدِي بخلع طاعته، وتركوه وحيدًا يُواجه مصيره بعد علمِهم بأنباء اقتراب المأمُون نحو العاصِمة العبَّاسِيَّة بَغْدَاد ولانتفاء الأسباب التي دعتهُم للخُروج عليه.
ويُروى أنه بعد دخول المأمُون للعاصِمة بَغْدَاد، استقبلتهُ والدة الأمِين، زُبَيْدة بنتُ جَعْفَر، وقالت له: «أُهنيك بخِلافةٍ قد هنأتُ نفسي بها عنكَ قبل أن أراكَ، ولئن كنتُ قد فقدتُ ابنًا خليفةً، لقد عُوِّضتُ ابنًا خليفة لم ألِدُه، وما خسر من اعتاض مثلك، ولا ثكَلت أُم ملأت يدها منك، وأنا أسأل الله أجرًا على ما أخذ، وإمتاعًا بما عوَّض»، فلم يعلم المأمُون كيف يُرد على فصاحتِها وبلاغتِها، سوى أن قال: «ما تَلِد النِّساء مثل هذه، وماذا أبقت في هذا الكلام لبَلغاء الرِّجال ؟».

#### العَفُو عن إبراهيم بن المِهْدِي
كان أهلُ بَغْداد قد خلعوا إبْراهيم من الخِلافَة سابِقًا وخَطَبوا للمأمُون، بعد أن علموا أنه نزل في مدينة الرَّي، حتى القُوَّاد الذين دعموه للتقدُّم ومُبايعة نفسِه انفضُّوا عنه، الأمر الذي أجبر ابن المِهْدِي يضطَّر للاختِفاء منذُ ليلة الأربعاء السَّابع عشر مِن ذُو الحجَّة 203 هـ / الثَّامِن عَشَر مِن يُونيو 819 م، أيّ قبل أربع شُهورٍ من دخُول المأمُون إلى بَغْداد، حيث كان نازلًا في الرَّي. بقي ابن المِهْدِي مُتخفيًا في بَغْدَاد لمدة تُقارب سِتة أعوامٍ، ينتقلُ فيها من دارٍ إلى دار، حتى تعرَّف عليه أحد حُرَّاس المدينة، في ليلة الأحد الثَّالِث عَشَر من رَبيع الآخِر سنة 210 هـ / السَّادِس من أُغُسْطُس 825 م، حيث كان إبنُ المِهْدِي مُتخفيًا في زيّ امرأةٍ مُنقَّبة مع امرأتين، وجاء خبر العُثورِ عليه إلى المأمُون الذي أمر سريعًا بالاحتفاظ به وإدخاله إليه في قصرِه، فقال المأمُون أوَّل ما رآه: «هيه يا إبراهيم»، فرد ابن المِهْدِيُّ قائلًا: «يا أميرُ المُؤمِنين، ولي الثأر مُحكمٌ في القِصاص، والعفُو أقربُ للتقوى، ومن تناولهُ الاعتزاز بما مدَّهُ لهُ من أسباب الشِّقاء أمكن عادية الدهر من نفسِه، وقد جعلك الله فوق كُل ذنبٍ كما جعل كُل ذي ذنبٍ دونك، فإن تُعاقِب فبحقَّك، وإن تعفُ فبِفَضْلَك»، فرد المأمُون: «بل أعفُو يا إبراهيم»، فترجَّل إبراهيمُ بن المِهْدِيُّ بقصيدةٍ طويلة، جاء منها:

ثُم ردَّ على قصيدته المأمُون قائلًا: «أقولُ ما قال يُوسف لإخوته»، وتلا قولِ اللهِ تعالى: ﴿قَالَ لَا تَثْرِيبَ عَلَيْكُمُ الْيَوْمَ يَغْفِرُ اللَّهُ لَكُمْ وَهُوَ أَرْحَمُ الرَّاحِمِينَ ۝٩٢﴾ [يوسف:92].

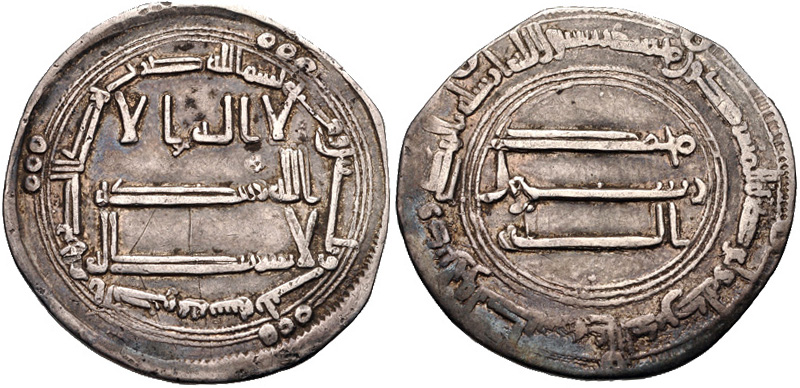
درهمٌ عبَّاسِيٌّ في عهد الخليفة المأمُون، صُكَّ في مدينة أصْبَهان من ولاية فارِس، سنة 205 هـ / 820 أو 821 م.

وفي روايةٍ أُخرى أن العَفُو عن إبراهيم بن المِهْدِي، كان بتدخَُل قريبهِما إسماعيل بن جَعْفَر بن سُليَمان العبَّاسِي، وبتفويض من ابن المِهْدِي طلبًا للعَفُو والصَّفح عنه من الخليفةِ المأمُون، وقد بيَّن إسماعيل بن جَعْفَر للخليفة أن عمَّهُ ارتكب في حقِّهِ خطأً كبيرًا بالخُروج عليه وأنه ما كان يُريدها في البداية، فقال المأمُون: «اللهم أنت شهيدي أني قد عفوتُ عن الأحمر والأسود، وأعطيتهُم أمانك وذمَّتك وخصَّصتُ بذلك إبراهيم بن المهدي، وإسماعيل بن جَعْفَر، وعمَّمتُ الناس كُلهم حتى ابن دحيم المدني، وسعيدًا الخطيب» وكان ابن دحيم الذي جاءهُ العفو، يصعد منبر المَدينة المُنَوَّرة ولا يدعُ من قول القبيح والعَيبِ شيئًا إلا ذكر بهِ المأمُون.
ومع حملة العَفُو والصَّفح عن شخصيَّاتٍ عديدة ومنها ابنُ المِهْدِي، فإن المأمُون في المُقابل، لم يعفُو عن رجالٍ آخرين حتى وإن كانوا من بني العبَّاس، فقد أمر بمُحاسبة من سعى في بيعة ابنُ المِهْدِي - قبل أن يقبُض عليه ويعفو عنه -، فقد أشارت عليهِ العُيون أن زعيمُ المُؤامرة ومُدبر بيعة ابن المِهْدِي، هو إبراهيم بن مُحَمد بن عَبد الوَهاب بن إبراهِيم الإمام، والمُلقَّب بابن عائشة، فغضِب منهُ المأمُون، وقرر أن ينتقم منهُ انتقامًا شديدًا، حيث أقامهُ تحت حرِّ الشَّمْس ثلاثة أيامٍ، ثُم ضُرب بالسِّياط حتى حُبس بعدها في سجن المطبق، ومع أن العُيون كتبت لهُ أسماء من دخل في بيعة ابن المِهْدِي من القُوَّادِ والجُند والنَّاس، إلا أنه لم يعترض لأحد، كما لم يأمن أن يكونوا قد اتهموهم وهم براء، إلا أن من حاسبهم كان قد ثبت أمرهُم ولعل أن آذاهُم كان أقوى من غيرهم، فصُلب ابن عائشة حتى مات، وهو أوَّلُ مصلوبٍ في الإسلام من بَني العبَّاس، كما قتل معه ثلاثة من رُؤوس المُتآمرين، وكان ذلك في الرَّابع عَشَر من جُمادى الآخر سنة 210 هـ / الخامِس من أُكْتُوبر 825 م. ثم عزل الحسن بن سهل من ولاية العِراق بعد فترةٍ من عقد زواجِه بابنته بُوران، وبهذا يكون المأمُون قد قطع صِلتهُ تمامًا عن بني سهل الفرس.

#### العودة إلى السَّواد

الخليفة المأمُون يأمر بإعادة السَّواد إلى رايات الدَّولة، ولِباس جيشِها، وخُلفائها المعهود، في 14 صَفَر 204 هـ / 23 أُغُسْطُس 819 م

كان النَّاس يدخلون قصر المأمُون في ثيابٍ خُضْر والذي استمرَّت سياسة المأمُون في تبنيه حتَّى مع وفاة وليُّ عِهْدِه عليُّ الرِّضا، ويبدو أنهم لم يعتادوا عليه، فكانوا مُنزعجين من ذلك وهُم من اعتادوا لِباس ورايات بني العبَّاس مُنذ تأسيس خِلافتِهم، فاستمر النَّاس على هذه الحال ثمانيةُ أيَّام مُنذُ عودة المأمُون إلى بَغْداد، فضاقوا وتململوا، حتَّى تكلَّم في ذلك بَنو هاشِم وابنِهِ العَبَّاس، وقالوا: «يا أميرُ المُؤمِنين، تَركْتَ لِباس آبائِكَ وأهلُ بَيْتِك ودَولَتِك، ولبست الخضْرة»، كما سألهُ طاهِر بن الحُسَيْن أن يعود لِلبس السَّواد، وكانت الأميرة العَبَّاسيَّة زيْنَب بنتُ سُليْمان - حسب المُؤرَّخ المَسْعُوديّ - هي السَّبب في إقناع المأمُون، فقد كان خُلفاء بني العبَّاس منذ السَّفَّاح يُجلُّونها ويُعظِّمونها، وشَهَدت تأسيس الخِلافَة العَبَّاسيَّة، وعلى كُلٍ حال فحينما رأى الخليفة المأمُون طاعة النَّاس لهُ في لِبس الخَضْرة مع كراهتِهِم لها قرر اعفاؤهم، فدعا بلباسٍ أسود فلبسُه، ثم أمر بجلب خلعة سَواد وألبسها بدايةً طاهِر بنُ الحُسَيْن كونه من كِبار القادة لديه، ثم دعا بعدُه من قُوَّادِه في الرُّتب، فألبسهم أقبية وقلانِس سودًا، وذلك في يَوم الأحَد الرَّابع والعُشْرُون مِن صَفَر 204 هـ / الثَّالِث والعُشْرُون مِن أُغُسْطُس 819 م، وبذلك تكُون خِلافة ومُلك المأمُون، قد بدأت فعليَّاً دون مُنافِس، أو صاحِب تأثير عالٍ على المأمُون كالفَضْل بن سَهْل على وجه التَّعبير، كما يصف ذلك المُؤرّخ الخُضْري بطريقته.

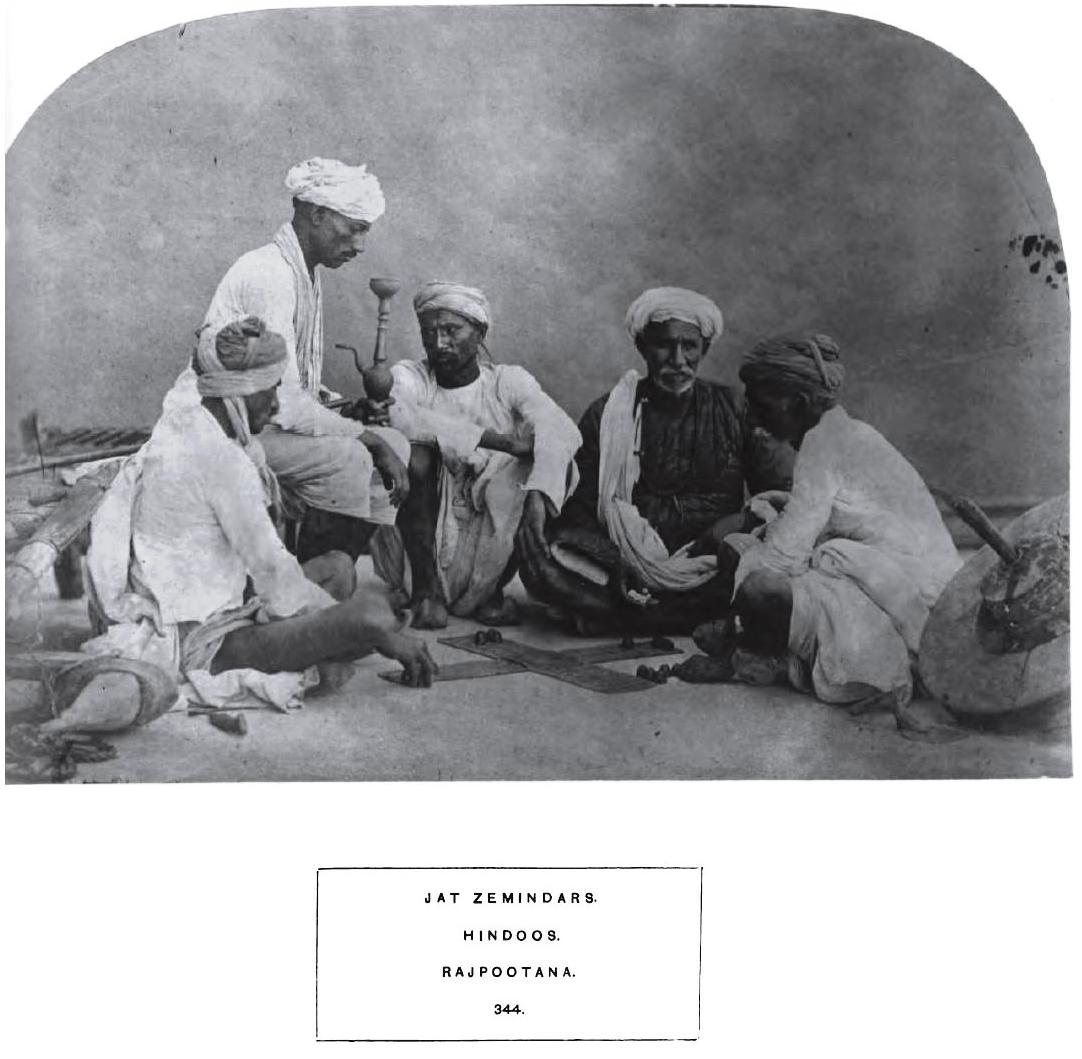
رجال من قوميَّة الزَّط في راجستان الهنديَّة، صُورة تعود لعام 1874 م.

### ثورة الزُّط
بعد أن استقرَّ المأمُون في بَغْدَاد، بدأ ينظُر إلى المخاطِر المُحدَّقة بالخِلافَة، وكان يبدو يتَّجِه لإخماد الثَّورات القريبة منه ثُم الأبعد، ومن بينها كان الزَّط، وهي شُعوب هنديَّة جاءت واستقرَّت في أرض السَّواد، وتحديدًا في منطقة البَطائِح، وسُميت بذلك لأن المياه تبطَّحت فيها، وسالت واتَّسعت في الأرض، وتقع حيث الأهْوار والمُستنقعات التي تُغذيها مياه نهري دَجْلَة والفُرات وتوابِعهما.
وجَّه المأمُون بضرُورة التخلُّص منهم بعد أن شعر بخطرهم، فأوكل مُهمة ذلك إلى عِيسى بن يَزيِد الجَلُوديُّ سنة 205 هـ / 820 م، غير أنهُ أخفق في القضاء عليهم، فعيَّن المأمُون داوُد بن ماسْجُور بعد سنة وِلاية البَصْرة، وكُور دَجْلَة، واليَمامة، والبَحْرَيْن، ووكَّلهُ بمُحاربة الزَّط، فتوجه إليهم وفشِل في القضاء على انتفاضاتِهم المُتلاحقة لعدم تمكنه من التوغُل وسط الأهوار والمُستنقعات والآجام من الأماكن التي كان يعتصِم بها الزُّط، على الرُّغم من قلة عددهم، كما سمُّوا بالضفادِع من قبل الثَّائر المُتغلِّب على الجزيرة الفُراتيَّة نَصْر بن شَبث العَقِيليُّ الذي استهزأ بكتائب المأمُون، لكونهم يعيشون في المُستنقعات المائية جُنوب العِراق. ومع فشل إنهاء انتفاضاتِهِم في عَهد المأمُون، كان لخلفِه المُعْتَصِم بِالله شأنٌ آخر معهم.

### ثورة عبد الرحمن الهاشمي
حدث أن الوُلاة على اليَمَن، قد أساؤوا السيرة إلى النَّاس، وبسبب ذلك، خَرَج عبد الرَّحمن بن أحمد بن عبد الله بن مُحَمَّد بن عُمر الأطْرَف بن عليُّ بن أبي طالِب الهاشِميّ، في بلاد عَكْ مِن اليَمَن، يدعو إلى الرَّضا مِن آل مُحَمَّد، وذلك في سنة 207 هـ / 823 م، فلما ظَهَر عبد الرَّحمن، بايعهُ جُل من النَّاس، فبلغ شأنُه الخليفةُ المأمُون، وقرر إرسال دِينار بنُ عبد الله على رأس جيشٍ كثيف، ومعهُ كِتاب أمان لعبد الرَّحمن إن أراد التسليم، فسمع عبد الرَّحمن بكِتاب الأمان، فوضع يدُه في يد القائد دينار، وسار معهُ إلى بَغْداد، فبايع المأمُون، ولبس السَّواد، بحلول يوم 29 ذُو القعدة 207 هـ / 18 أبريل 823 م.

### ثورة نصر بن شبث
بحلول عام 209 هـ / 824 م، وبعد أن كان المشهد في بعض أنحاء بلاد الشام والجزيرة يتَّجه للهدوء والاستقرار، كان ما يزال يضطَّرب في بعض أنحائها، فقد قامت ثورة بقيادة نَصْر بن شَبَث العُقَيْليّ، وكان ذلك منذ ثورة أبو السَّرايا، أيّ في سنة 198 هـ / 813 م، إلَّا أن ثورتُه لم تُحسم، فقد سيطر على كَيْسُوم حينها، وهي ناحية من شمال حَلَب، وكان نَصْر مُبايعًا للخليفة مُحَمَّد الأمين، ولهُ ميلٌ كبير إليه، فلمَّا قُتل الأمين، أظهر نَصْر الغضب، وتغلَّب على ما جاورها من البِلاد، وسيطر على سُمَيْساط، فاجتَمَع إليه عدد كبير من الأعراب، وقُويت نفسُه، فعبر الفُرات باتجاه الشَّرق، ونوى أن يُسيْطر عليها، وحينما رأى النَّاس ذلك، كثرُت جُموعُه، وزادت عما كانت، ولعلَّ ذلك بسبب سوء الأحوال المعيشيَّة ووجود العديد من الثَّورات والصِّراعات حول المنطقة.

خريطة توضح منطقة الجَزيرة الفُراتِيَّة بناءً على الحُدود السياسيَّة الحاليَّة.

استطاع نَصْر بن شَبَث مُحاصرة حرَّان، وقُويت شَوْكَتُه، وذلك سنة 199 هـ / 814 م، ويُروى، أنَّهُ جاء إليه جماعة من الشّيعة، وطلبوا منهُ أن يُبايع خليفةً من العَلَويين، فرَفَض قائلًا «أبايع بعض أولاد السوداوات فيقول إنه هو خلقني ورزقني؟»، وبعد أن وجدوه رافضًا، سألوه أن يُبايع لأحد من الأمَويين، على الرُّغم من العداء الشّيعي إلى بني أُميَّة، قال ابن شَبث «أولئك قد أدبر أمرهم، والمُدبر لا يُقبل أبداً، ولو سلَّم علي رجل مُدبر لأعداني إدباره، وإنما هواي في بني العبَّاس، وإنما حاربتُهم مُحاماة على العَرَب، لأنَّهُم يُقدمون عليهم العَجَم»، وفيها إشارة إلى طريقة تفكير نَصْر وإرادتهُ لخليفة عَبَّاسي عربيّ، وهو تأكيد على أن ثورتُه هي عربيَّة التوجُّه أمام النُّفوذ الفارسي الذي كان مُحيطًا بالخليفة المأمُون.
بعد أن قام الخليفة المأمُون بحسم العديد من الثَّورات والاضطرابات التي خرجت في حُكمه، وجَّه أنظاره نحو ثورة نَصْر، في سبيل مواجهة ثورته، عيَّن الخليفةُ المأمُون طاهِر بن الحُسَيْن واليًا على الشَّام، و مِصْر، وكان مركزُ وِلايته في مدينة الرَّقَّة، وأمرهُ بمُحاربة نَصْر، وذلك في سنة 206 هـ / 821 م، ولم يرِد أثر واضِح في كيفيَّة مُحاربته، فسُرعان ما تُوفي بعد سنة واحدة، فخلفهُ ابنهُ عَبدُ الله بن طاهِر في الوِلاية، وكان حازِمًا ومُخلصًا للمأمُون، وقد توجَّه القائد عبد الله بن طاهر على رأس جيشٍ لمُحاربة العُقيلي، فحاصرهُ، وضيَّق عليه حتى زاد الخِناق، وبسبب ذلك طلب العُقيلي في النَّهاية الأمان من الخليفة المأمُون، وبعث الوُفود لذلك، فمنحهُ الخليفة الأمان، وقدِم إلى بَغْداد، وعفا عنه، فانتهت الثورة في صَفَر 210 هـ / يُونيو 825 م، بعد أن استمرَّت خمسةُ أعوام، ولم يُعرف له خبر في المصادر التاريخيَّة بعد ذلك.

### ثورة قُم

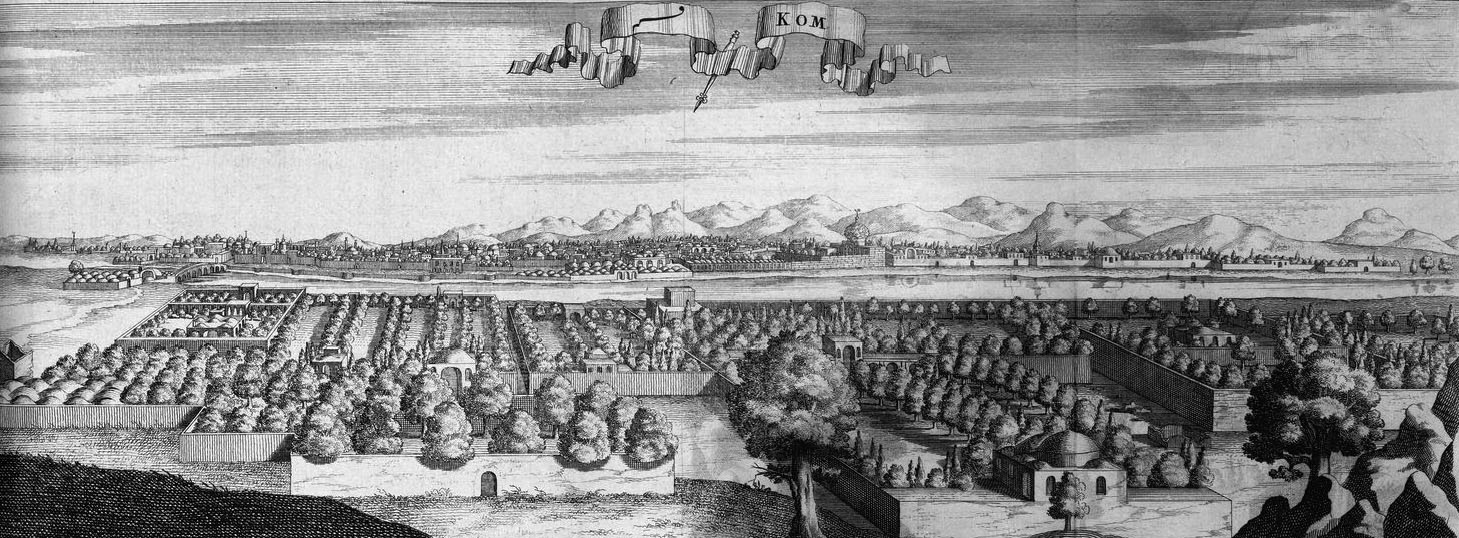
رسمٌ لمدينة قُم في سنة 1723 م.

لما سار المأمُون من خُراسان إلى العِراق، كان أقام في مدينة الرَّي لعدة أيام، وفي خطوةٍ للإحسان إلى أهاليها، قرر إسقاط عنها مبلغًا من خِراجهم لذلك العام، فطمِع أهالي قُم بأن يفعل لهُم ذلك مثل ما فعل مع أهالي الرَّي، فكتبوا إليه يسألونه الحطيطة، وكان خراجهم ألفي ألف درهم، فلم يجبهم المأمُون - المُستقر في بَغْداد - إلى ما سألوا، فغضبوا وامتنعوا عن دفع أي ضريبة له، وقرروا خلعه والثَّورةُ عليه، فوجه المأمُون إليهم عَليُّ بن هِشام، وعُجَيف بن عَنْبَسة، فحاربهم، وظفروا بهم، وقُتل مُتزعمهم يحيى بن عمران، وهدم سور المدينة عِقابًا لهُم، وقرر رفع الخِراج ردًا على تمرُّدهم، فجباها على سبعة آلاف ألف درهم، وكانوا يتظلمون من ألفي ألف، عِقابًا لخُروجهم وإنذارًا لهُم بعدم الطُّمع في تساهُل المأمُون، وكانت الثورة وإنهائها في سنة 210 هـ / 825 م.

### تمرد والي مصر

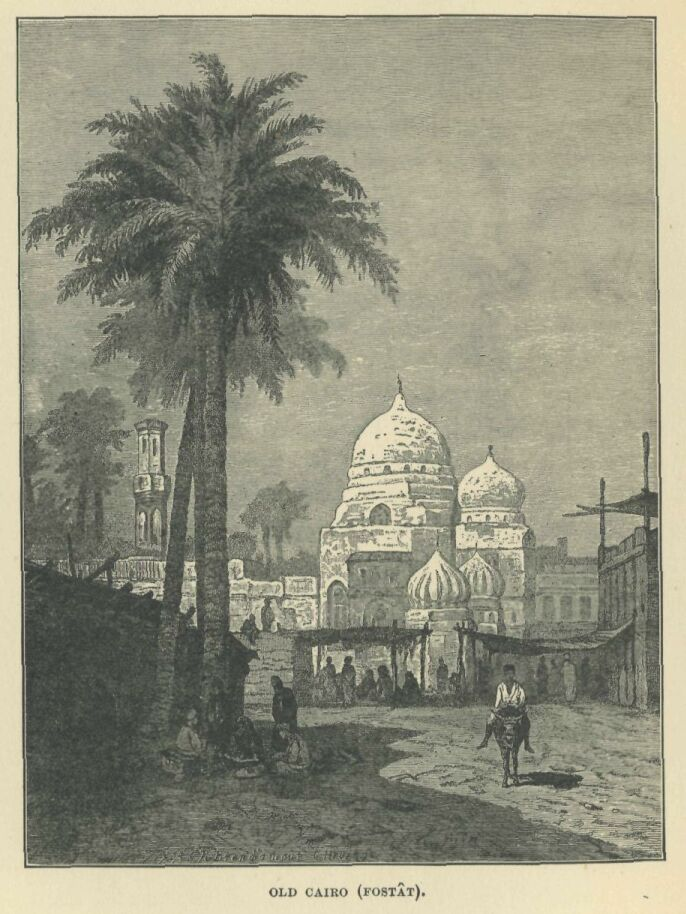
رسَم تَخيُّليّ للعاصِمة المِصْريَّة القديمة الفُسْطاط.

في أثناء الفِتنُة الرَّابِعة بين الأمين والمأمُون، كانت الأحداث في مِصْر مُضطربة، إذ انتقلت إليها عدوى الخلافات بين الأمين والمأمُون، ففريق كان يؤيد الأمين، وفريق آخر كان يؤيد المأمُون، وفريق ثالث بزعامة الوالي العبَّاسي السّريُّ بن الحَكم، واستمرَّت الأحوال كما هي، حتى تُوفي السَّريُّ في جُمادى الأولى 205 هـ / نُوفَمْبَر 820 م، ثم تولَّى ابنهُ عُبيد الله بن السُّريّ وِلاية مِصْر، إلَّا أنه تمرَّد وخلعَ الطَّاعة عن المأمُون، وتصادف في ذلك الوقت أن قامت وقعة الربض في الأندلس، ضد أميرها الحكم بن هشام الأمَويّّ، وقد عاقبهم الأمير بهدم ديارهم، وحرق حيهم، ونفاهم من الأندلس عِقابًا لتمرُّدهم، فعبر بعضهم إلى المغرب، أما البعض الآخر فقد واصلوا سيرهم في البحر شرقًا، حتى وصلوا إلى شواطئ الإسكندرية، فنزلوا عليها أوائل فترة حكم الخليفة المأمُون، وكانت الأحوال في مصر مُضطربة، فانتهز الأندلسيون هذهِ الفِتن، واستولوا على مدينة الإسكندريَّة، بمعاونة من أعراب البحيرة، وأسسوا فيها إمارة مُستقلة.

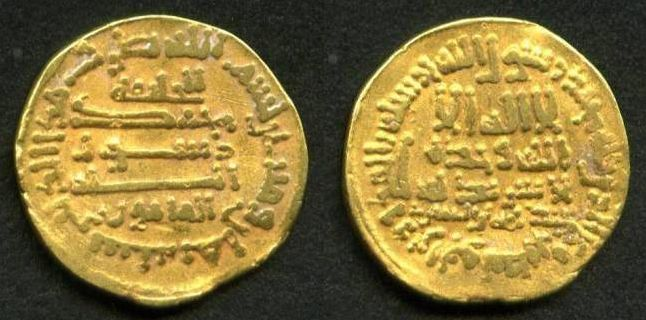
دينارٌ عبَّاسيٌ ضُرب عام 208 هـ \ 823 م، في مدينة الفُسْطاط المصريَّة، في عهد الخليفة المأمُون. كتب على وجه الدينار: للخليفة المأمُون، وكتب على ظهره: عبيد الله بن السري، وهو والي مصر.

سار عَبدُ الله بن طاهِر إلى مِصْر في سنة 210 هـ / 825 م وذلك بعد أن أنهى ثوْرة نصرُ بن شَبْث العقيلي، فلما اقترب مِنها، قدَّم أحد قُوَّادِه لينظُر مَوْضعًا يُعسكر فيه، وكان ابن السُّريّ مُخندقًا، فالتقى الطرفان بعد أن هَجَم ابن السُّريّ وجُندُه عليه، واقتتلا اقتتالًا شديدًا، وكان القائد الذي أرسلهُ عَبدُ الله في قِلَّة مِن رجِال، فسيَّر بريدًا مُستعجلًا إلى عَبدُ الله بخبرِه، فحمِل الأخير الرَّجال على البِغال، وتجنَّب الخيل، وأسرعوا السير، فلحقوا بالقائد وهو يُقاتل ابن السُّريّ، فلمَّا رأى عَبدُ الله الطَّاهِريّ قادِماً، لاذ بالفِرار وانهزَم عنهُم، وتساقط أصحابُه في الخَندق الذي أمر به، حتَّى قيل أن الكثير مِنهم هَلَك نتيجة السقوط في الخندق أكثر مما قُتل في المَعْركة.
دخل ابن السُّريّ العاصِمة المركزيَّة لوِلاية مِصْر مدينة الفُسْطَاط، وأغلق الباب عليه وعلى مُعاونيه، فحاصرهُ عَبدُ الله، وكطريقة للتآلف والاعتذار ورُبما الخُضوع، أرسل ابن السُّريّ، ألف وصيف ووصيفة، مع كُلّ واحد ألف دينار ليلًا، فردَّهُم عبدُ الله، وكَتَب إليه: «لو قبلتُ هديُّتك نهاراً لقبلتها ليلاً (بَلْ أَنتُم بِهَدِيَّتِكُمْ تَفْرَحُونَ، ارْجِعْ إِلَيْهِمْ فَلَنَأْتِيَنَّهُم بِجُنُودٍ لَّا قِبَلَ لَهُم بِهَا وَلَنُخْرِجَنَّهُم مِّنْهَا أَذِلَّةً وَهُمْ صَاغِرُونَ) النَّمَل 36-37»، وحينئذٍ طَلَب ابن السُّريّ الأمان، فقِبَل عَبدُ الله، وكان قد أرسلهُ إلى بَغْداد ودخلها بحلول سنة 211 هـ / 825 م، وعُيَّن عَبدُ الله بن طاهِر واليًا على مِصْر.

### تمرد الإسكندريَّة
بعدما استتبت الأحوال في الوجه القبلي وجزء من الوجه البحري، أرسل والي مِصْر عبد الله بن طاهر رسولًا إلى الأندلسيين الذين سيطروا على مدينة الإسْكَندَريَّة يهددهم بالحرب إن لم يدخلوا الطاعة، سنة 210 هـ / 825 م، وكان أميرُهُم يُدعى أبا حَفْص، فأجابهُ وقَبِل وسألهُ الأمان، على أن يرتحلوا إلى بعض أطراف الرُّوم، ثم اتجهوا في مراكبهم إلى جزيرة إقْريطش، وكانت تابعة للرُّوم، فاستولوا عليها بالقوَّة، وهناك استوطنوها وعاشوا بهًا، حيث أسسوا قاعِدة بَحريَّة إسلاميَّة ضد الرُّوم.

### تمرُّد زريق بن علي

خريطة تُظهر مناطق شِمال العِراق، في القرن التَّاسع المِلاديّ.

وجَّه الخليفة المأمُون القائد العسكري مُحَمَّد بنُ حَميد الطُّوسيّ إلى بابَك الخُرَّمي لمحاربته في سنة 211 هـ / 827 م، ولكنه أمره قبل أن يذهب إليه، أن يَعْرِج بطريقه على المَوْصِل ليُقاتل زُريق بن عليّ، بسبب قَتلِه لوالي المَوْصِل السيّد بن أنس الأزديّ، وكان المأمُون قد غَضِب لمقتَلِه، فسار الطُّوسيّ إلى المَوْصِل، ومعه جيشه وابن والي المَوْصِل المَقْتُول، مُحَمَّد بن السيَّد الأزديّ، وجمع ما فيها من الرّجال العَرَب من اليَمانيَّة ورُبَيعْة، وسار لحرب زريق، فبلغ الخبر إلى الأخير، فسار نحوهم، والتقوا في نَهْر الزَّاب، فراسله الطُّوسيّ يدعوه إلى الطاعة، فامتنع، فناجزه مُحَمَّد، واقتتلوا واشتد القتال، طلبًا للثأر بدم الأزديُّ، فانهزم زريق وأصحابه، ثم أرسل يطلب الأمان، فأمنه الطُّوسيّ، فنزل إليه، وسيَّرهُ إلى المأمُون.
وكتب المأمُون إلى مُحَمَّد الطُّوسيّ، يأمره بأخذ جميع مال زريق من قرى ورستاق، ومال، وغيره، فأخذ ذلك لنفسه، فجمع الطُّوسيّ أولاد زريق وأخوته، وأخبرهم بما أمر به المأمُون فأطاعوا لذلك فقال لهم: «إن أميرُ المُؤمِنين قد أمَرَني به، وقد قبلتُ ما حَباني مِنه، ورددته عليكم»، فشكروه على كَرَمِه وعَفوْه، واستخلَفَ على المَوْصِل مُحَمَّد بن السيَّد الأزديُّ، وانطَلَق نحو أذْرُبَيْجَان لِمُواجهة الخُرَّميَّة.

### ثورة بابك الخُرَّمي

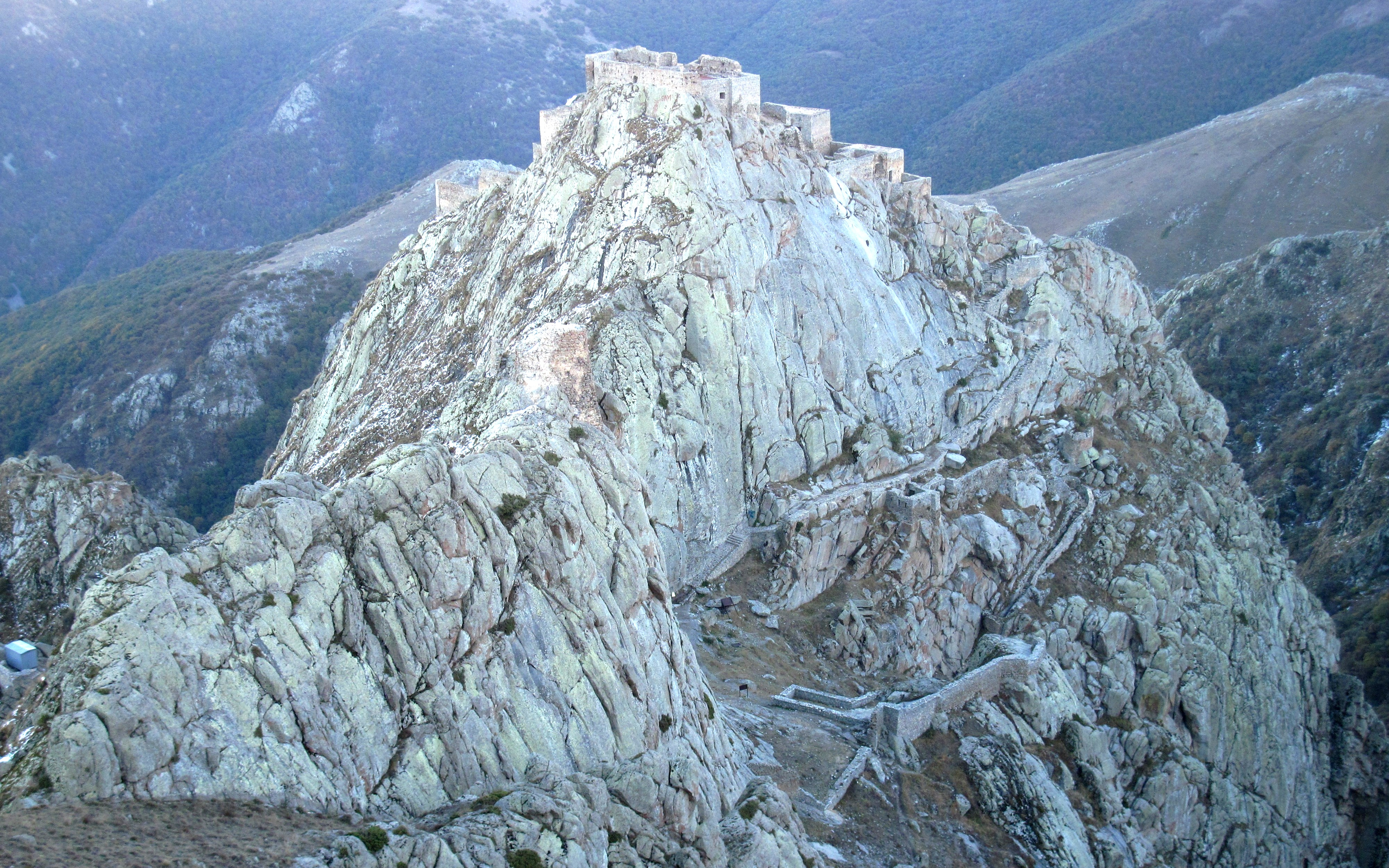
قَلعةُ بابِك الخُرَّمي على سفح جبل، حيث كان يعتصِم بها مع أتباعِه، تقع حاليًا في أذربيجان الشرقيَّة شمال غرب إيران.

ظهرت في بِلاد أذرُبيْجان فِتنةٍ كبيرة في بدايات عَهد المأمُون، حيث ظهر رجُلٌ فارِسيٌّ يُدعى بابَك الخُرَّمِيُّ (بالفارِسيَّة: بابک خرمدین)، وتزعَّم في البداية طائفة الخُرَّمِيَّة بعد أن أدَّعى أن رُوح جاويذان، وهو من أساتذة الطائفة قد حلَّت به، ومِما ساعدهُ في ازدياد أنصارِه أن زوجة جاويذان أوعزت بوجُوب طاعة بابَك وأكَّدت على أن روحهُ حُلَّت به، وأن جاويذان أخبرها بأن «بابَك سيبلُغ بنفسِه وبالخُرَّمِيَّة أمرًا لم يبلغهُ أحد، ولن يبلغهُ بعدهُ أحد، وأنه سيملِكُ الأرض، ويقتلُ الجَبابِرة، ويردُّ المُزْدَكِيَّة، ويعزُّ بهِ ذليلَهُم، ويرفع بهِ وضِيعَهُم» ما جعلتها تتزوَّجُه. وقد ادَّعت الخُرَّمِيَّة بأن الرُّسُل جميعهم من رُوحٍ واحدة، وأن الوحي لا ينقطعُ أبدًا، ويقُولون بالنُّور والظَّلمة مُستلهمين من المَجُوسِيَّة، كما استحدث بابَك أمُورًا لم تكُن موجودة فيها، فدعا إلى ترك الفرائض، وإسقاط الشرائع، وإباحة المُحرَّمات، والقول بتناسخ الأرواح. يرى بعض المُؤرِّخين أن بابَك ثار في وجه العَبَّاسِيين انتقامًا لأبي مُسْلِم الخُراسانِيُّ، وأن ثورتهُ امتدادًا لثورة المُقنَّع الخُراسانِيُّ، وحركة الرَّاوَنْدِيَّة.

استغل بابَك ضِعف الخِلافَة العبَّاسيَّة وخُروج الثَّورات والاضطرابات على المأمُون في بداية حُكمه، فأعلن ثورتُه على الخِلافة سنة 201 هـ / 816 م، أي بعد ثلاثة أعوام على خِلافة المأمُون، فتحرَّك ثائرًا ومُنطلقًا من البَذ، وقيل من الجاويدانيَّة، و تحرك نحو جِبال أذرُبَيْجان وأرَّان. سَلك بابَك سياسة حكيمة في استقطاب الأتباع والمُناصرين، مثل الدهَّاقين والأمراء الفُرس، حيث سيطر على عددٍ من المناطق في الجِبال بين أذْرُبَيْجان وأرمِينيَّة، حتى امتد نُفوذه بين هَمَذان وأصْبَهان، وشمل انتشارهُم طَبَرسْتان، وجُرجان، وبِلاد الدَّيلم، بعد أن دخل في دعوته جماعة من أكراد الجبل، وقسمٌ كبير من الدَّيلم، وباتت ثورتُه تُمثل حركةً فارسيَّة صرفة ضد العَرَب. أباح بابَك القتل والنَّهب والسَّرِقة لأتباعِه ونكَّل بأعدائه، وقد استغلَّ بابَك طبيعة البِلاد الجبليَّة الحصينة، مما جعل أمر القضاء عليهِ صَعِبًا. وعلى الرُغم أن الخليفة المأمُون قد أرسل عددًا من الحملات العسكريَّة، أبرزها حملة القائد يحيى بن مُعاذ بن مُسلم في سنة 204 هـ / 819 م، وحملة عِيسى بن مُحمد بن أبي خالِد في سنة 207 هـ / 822 م، وحملة عليُّ بن صدقة، المعرُوف بزُريق، إلا أن بابَك استطاع أن يتغلَّب عليها جميعُها، فقويت شوكتُه.

تمثال منصُوب للقائد الفارِسيّ بابَك الخُرَّمي، في مدينة بابك الأذرُيَّة، 2008 م.

وكان من بين الحملات المشهورة في زمن المأمُون، هي حملة القائد العبَّاسيُّ مُحمَّد الطُّوسي إلى أذْرُبَيْجَان، وذلك بعد أن استخلف على المَوْصِل مُحَمَّد بن السيّد، حيث سلَكَ المضائق، وكان كُلَّما جاوَزَ مضيقًا، تركَ حُراسًا لِحفظ المكان، حتى نزل بهشتادسر، وحفر خُندُقًا، وشاور القادة العسكريُّون معه، فأشاروا عليه بالدُّخول مِن مكانٍ مُعيَّن، فقبِل رأيهم، وجهَّز الكَتائب، وجعل على القلب أبي سَعيد الطَّائيّ، وعلى المَيْمَنة السَّعديُّ بن أصرم، وعلى المَيْسَرة العبَّاس بن عبد الجَبَّار اليَقْطينيّ، وكان الطُّوسيّ واقفًا خلفَهُم، ويأمرهُم بسد الخَلل إن رآه، وكان بابَك الخُرَّميّ يُشرِف على أتباعه من قَلعَتِه على سفَحِ الجَبَل، وكان قد وزَّعهم تحت كُل صَخْرة، فلمَّا تقدم الجيش العبَّاسيّ وصعد الجَبَل بِمقدار ثلاثةُ فَراسِخ، ظهر لهُم الخُرَّميَّة مِن بين الصُّخور، وهجموا على العباسيين، وقد نَزَل بابَك مِن مَوْقَعِه للقِتال مع أتباعِه، وكثُر القَتْل والهَرْج، وصَمَد أبو سَعيد الطَّائيّ والطُّوسيّ وأمروا المُقاتلين بالصَّبَر، ولكن انهَزَموا وانسحبوا، ولم يبقَ إلا القليل، ورأى الطُّوسيّ اقتِتال في مكانٍ ما، فقصَدَهُم، ورأى الخُلَّص من جُنده يُقاتلون الخُرَّميَّة، وحينما رأى الخُرَّمية الطُّوسيّ، هابَهُم منظره وحُسن هَيئتِه على فرس، وهَجَموا عليه، فقاتلهُم، وقاتلوه، حتى قتل وكسر تسعة سُيوف، وحينما يأسوا من قتاله وجهًا لوجه، ضرب أحدهُم فرسِه بمزراقٍ فسقط إلى الأرْض، وأكبُّوا عليهِ ليُقتل في المَعْركَة، وذلك في الخامِس والعُشْرُون مِن رَبيع الأوَّل 214 هـ / الخامِس مِن يُونيو 829 م.
عظم خبر مقتل الطُّوسي على الخليفة المأمُون، فحزن عليه ورثاه الشُّعراء. لم يتوقَّف المأمُون عن اهتِمامِه بالقضاء على بابَك، فعيَّن عَلِيُّ بن هِشام ولاية الجِبال، وأصْبَهان، وأذْرُبَيْجان في سنة 214 هـ / 829 م، إلا أن عَلِيُّ بن هِشام أساء السِّيرة في أهلها، وتمرَّد على المأمُون كما حاول الالتحاق بِبابَك، حتى تداركهُ عُجيف بن عَنْبَسة وظفر به وضُربت عُنقُه لدى المأمُون حينما كان يُجهِّز لحملته الثالثة على الرُّوم.
ويعُود سبب قُوة بابَك وفشل الحملات ضده إلى اتباعه سياسة عسكريَّة تقوم على هدم الحُصون وتخريبها حتى تضعف دِفاعات الجَيْش العبَّاسِي، كما ركز جُهوده على قطع خُطوط تموينهم، ونهبِ قوافلهم حتى يشلَّ هجماتهُم، وكان أتباعه على معرفة دقيقة بمعرفة الطُّرُق والمسالك الجبليَّة الصعبة، فنصَّب الكمائن، وحصر الجُنود العبَّاسيين في الممرات والمضائق وانقضَّ عليهم. استقطب بابَك بعض الدهَّاقين، والأمراء الفُرس مع السواد، وانضموا لهُ في الثَّورة ضد العباسيين، كما سعى لاستمالة الأرمن، والتَّعاون مع البيزَنْطِيين. ليستمر بابك في ثورَتِه حتَّى ما بعد وفاة المأمُون، حيث أوصى الأخير أخيه المُعْتَصِم بإنهاء تمرُّدِه بكُل حزمٍ وقُوة، وذلك مُن جُملَةِ ما وصَّاه، حيث يقول «والخُرَّميَّة، فاغزهم ذا جزامة وصرامة وجلد، واكنفهُ بالأموال والسلاح والجنود من الفُرسان والرجال، فإن طالت مدتهم فتجرَّد لهم بمن معك، من أنصارك، وأوليائك، واعمل في ذلك عمل مُقدِّم النيَّة فيه، راجياً ثواب الله عليه».

### الحملة المأمُونيَّة الأولى على الرُّوم

منطقة الثُّغور بين الخِلافَة العَبَّاسِيَّة والإمْبَراطُورِيَّة البِيزَنْطِيَّة، وتظهر بعض القِلاع والحُصون والمُدن، والتي فَتحها الخليفةُ المأمُون.

سار الخليفة المأمُون على رأس الجيش العبَّاسيّ، مُنطلقًا مِن مدينة السلام، للتوجُّه في أوَّل حملةٍ جِهاديَّة بقيادته ضد الرُّوم، وذلك في أواخر شهر مُحرَّم 215 هـ / أواخر مارس 830 م، وقد استخلف على المدينة، القائد إسحاق بن إبراهيم الخُزاعيّ، وولاه مع ذلك، أرض السواد، وحلوان، وكور دجلة، فلما صار المأمُون بتكريت قدم عليه مُحَمَّد بن علي، المعروف بالإمام مُحَمَّد الجواد، فلقيه بها، فأجاره، وأمره بالزواج بابنته أم الفَضْل، فتزوجها، وكان ذلك في الأوَّل مِن صَفَر 215 هـ / الثَّاني مِن أبْريل 830 م، وسار المأمُون على طريق المَوْصِل، حتى صار إلى منبج، ثم إلى دابق، ثم إلى أنطاكية، ثم إلى المصيصة وطرسُوس من ضمن أراضي الخِلافَة، ودخل منها إلى بلاد الرُّوم، في مُنتصف جمادَى الأولى / أوائل يوليو، ورحل العبَّاس بن المأمُون من ملطية، فأقام المأمُون على حصن قرة وحاصرها، حتى افتتحه عنوةً، وهدمه في السَّابِع والعُشْرُون مِن جمادى الأولى / الخامِس والعُشْرُون مِن يوليو، وقيل إن أهله طلبوا الأمان فأمنهم المأمُون. كما فتح قبله حصن ماجدة بالأمان، ووجَّه القائد أشناس التركي إلى حصن سندس، فأتاه برئيسه، ووجه القائدين عجيف بن عنبسة، وجعفر الخياط، إلى صاحب حصن سنان، فسمع وأطاع،  وفي هذه الأثناء، عاد أبُو إسحاق من مصر، فلقي الخليفةُ المأمُون قبل دخولِه المَوْصِل، وبعد نهاية الحملةُ العسكريَّة العبَّاسيَّة، عاد الخليفة المأمُون إلى دِمَشْق.

### الحملة المأمُونيَّة الثانية على الرُّوم
وُرد للمأمُون خبر قيام ملك الرُّوم، بقتل ألف وستمائة من أهل طرسُوس والمصيصة، فاستشاط غَضَبًا، وقرر العودة بنفسه لتأديب الرُّوم، فسار حتى دخل أراضيهم، وتوغَّل فيها بدءًا من التَّاسِع عَشَر مِن جُمادى الأولى 216 هـ / السَّابِع مِن يوليو 831 م، فأقام إلى الخامِس عَشَر مِن شَعْبان / الثَّلاثُون مِن سَبْتَمْبَر، وقيل كان سبب دخوله إليها، أن ملك الرُّوم توفيل، قد كتب إليه وبدأ بنفسه فلم يُتابع المأمُون قِراءة كِتابه، وكان ذلك يُعد استعلاء على الخليفة. فقرَّرَ المأمُون الخُروج بنفسه، والمسير إليه في حملة عسكريَّة ثانية، فلما دخل أرض الرُّوم، أغار على أنطيغوا، وسرعان ما خرج أهلُها على صلح، ثم سار إلى هرقلة، فصالحهُ أهلها، ووجه أخاهُ أبُو إسحاق، فافتتح ثلاثين حصنًا، ومطمورة، كما وجَّه القاضي يحيى بن أكثم من طوانة، فأغار، وقتل، وأحرق، وأصاب سبيًا، ثم سار المأمُون إلى كيسوم، فأقام بها يومين، ثم انتهت الحملة، وعاد إلى دِمَشْق، ولم يلبِث أن ظهر عبدُوس الفهريّ ثائرًا عليهِ في مِصْر، فقرر المأمُون التوجَّه إليها، وذلك في الخامِس عَشَر مِن ذُو الحجَّة 216 هـ / السَّادِس والعُشْرُون مِن يَنايِر 832 م.

### ثورة الأقباط
كانت الأوضاع في مصر قد بدأت بها بوادر ثورة، حيث أنها لم تستقر أو تنتهي أزمتها بعد حملة القائد العباسي عبد الله بن طاهر على الإسكندرية وجلاء الأندلسيين عنها، فقد حدث في منطقة الوَجْه البَحري من شِمال مصر، تعسف من عُمال أمير مِصْر عِيسى بن مَنْصُور العَبَّاسِي، ولارتفاع مقدار الجزية وكثرة الأعباء والضرائب المُلقاة على كاهل المصريين، فثار أهلُ الوجه البحريّ من الأقباط والمُسلمين المصريين وذلك في جُمادى الأولى سنة 216 هـ / يُوليو 831 م، فأعلنوا العِصيان وطردوا العُمال، ثم حشدوا أنفسهم وساروا لمُقاتلة الأمير عِيسى، والذي قام الأخير بجمع العساكر والجُند، إلا أنه هاب تجمهُرهم، فتقهقر بمن معه، فازداد الثَّائرين حماسةً، وتقدموا إلى عاصِمة مِصْر العبَّاسِيَّة المعرُوفة بالفُسْطاط، وأخرجوا الأمير عيسى مع صاحب الخراج عنها بأقبح صُورة.

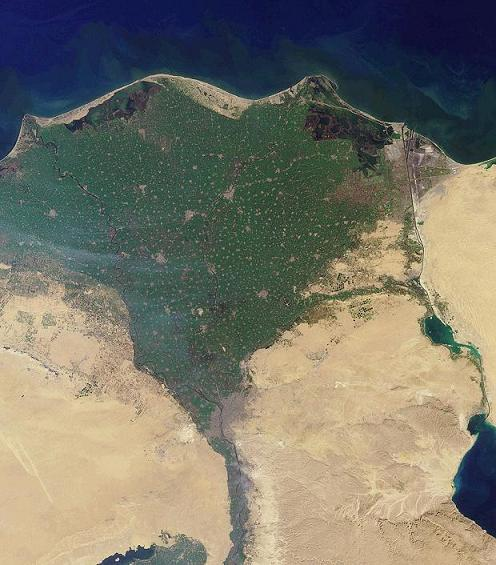
خريطة حديثة من وكالة ناسا تُظهر منطقة الوَجْه البَحري، والمعرُوفة باسم دِلتا النِّيل، والتي تقع في شِمال مِصْر.

وحينما بلغت الأنباء الخليفةُ المأمُون، أمر قائدهُ الأفْشِين حِيدر بن كاوُس المُتواجد في بُرقة، أن يزحف نحو الثَّائرون من الغرب، فأتى بعد شهرٍ في جُمادى الآخِرة 216 هـ / أُغُسْطُس 831 م، وأقام في مدينة الفُسْطاط لخُروج فيضان من النِّيل، والذي حال بينهُ وبين الثَّائرين، إلا أنه استغل هذا الوقت في تجميع قُواته وتجهيزهم للمعركة للتغلُّب على جميع المناطق الثائرة في مِصْر، كما انضم إليه الأمير عِيسى بن مَنْصُور، ثم خرج على رأس جيشٍ بعد أربعة شُهورٍ من حُضوره، أي في شوَّال 216 هـ / نُوفَمْبَر 831 م، وبدأ بقتال الثَّائرون في تَمي وتَنو، وكانوا مُجتمعين في أشْلِيم، فقتلهُم الأفشين وانتصر عليهم، وأسر أعدادًا كثيرة منهم، وطلب آنذاك الأفشين من الأمير عِيسى العودة إلى الفُسْطاط وإكمال شُؤون مِصْر، ثم مضى إلى أهل الحُوف وانتصَر عليهم، وأكمل سيره نحو شرقيُون من المَحَلة الكُبرى وقضى على الثَّائرين، وبحلول ذُو القُعدة 216 هـ / دِيسَمْبَر 831 م، كان قد انتصر على الثُّوار في دِميرة، وبعد شهرٍ تمكَّن من فتح الإسْكَنْدَرِيَّة وهزيمة الثَّائرين وأسر الكثير منهم.
ورُغم أن الأفشين خرج بعد ذلك لقتال أهل البَشْرُود أو البشمُوريين، إلا أنه وجد صُعوبة في ذلك، لكون المنطقة التي يسكنونها هي في الطرف الشِّمالي من الوجه البَحري، وهي كثيرة المياه والمُستنقعات والوحُول، كما لا يُعرف طُرُقها إلا من أهلِها وساكِنيها، فاستمرت آنذاك الحُروب بين الأفشين والبشمُوريين سِجالًا. وقد حاول البطرق أنبا يُوساب أن يتوسَّط بين الطرفين ويُعيد الهدوء بينهُما، وكان يكتُب للثائرين من الأقباط يوميًا كُتبًا مملوءة بالخوف عليهم، حتى قال لهُم نقلًا عن بُولس: «كُل من يُقاوم السُّلطان فهو مُقاوم حُدود الله، والذي يُقاومهُ يُدان»، وأرسل كُتُبه مع أساقفته، فما كان من البشمُوريين إلا أن وثبوا عليهم، ونهبوا كل ما معهُم وأهانوهم، فعاد القساوِسة إلى البطرق وعرَّفُوه ما جرى عليهم، فقال: «ما يُبطئ عن هؤلاء الهلاك بل يتم عليهم ما قالهُ النبي اشعيا: إليَّ أسلمكم للسيف، ويقعُ جميعكُم بالقتلِ لأني ناديتُكُم فلم تسمعوا كلامي، وخالفتُم وفعلتُم الشَّرَّ أمامي».
وكان يقف خلف الثَّورة رجُلٌ يدعى عبدوس الفهري، واستمرت الثورة ثمانية أشهر في الوجه لم تخمد، وبسبب عدم استطاعة الأفشين على حسمها، فقد اضطَّر الخليفة المأمُون، وكان في دِمَشْق وقتئذٍ، مُستريحًا من حملتِهِ الثَّانيَة على الرُّوم، أن يتوجَّه إلى مِصْر بنفسه على رأس جيشٍ جرار، فوصل إليها في مُحَرَّم 217 هـ / فَبْرايِر 832 م.، وبعد أن اضطَّلع المأمُون على مُجريات الأمور، بدأ يلوم واليه على مِصْر لتسبُّبه في هذه الأحداث قائلًا: «لم يكن هذا الحدثُ العظيم إلا من فِعلك وفِعل عُمَّالِك، حمَّلتُم الناس ما لا يُطيقون، وكَتَمْتُموني الخبر حتى تفاقم الأمر واضطَّربت البَلَد». وحينما علِم البطرق أنبا يوساب بوصُول الخليفة المأمُون ومعهُ بطرق أنطاكِيَّة، جمع الأساقِفة وسار إلى الفُسْطاط للسَّلام عليه كما يجب للمُلوك، فاستقبلهم الخليفة ثم عرَّفهُ أنبا ديونوسيوس أن أنبا يوساب لم يتأخر عن مُكاتبة البشمُوريين وإنذارهم وأن لا يُقاوموا الدولة الحاكمة، فسُرَّ المأمُون بهذا الكلام، ثم التفت إلى البطرق أنبا يُوساب قائلًا: «هو ذا أمرُك، أنت ورفيقُك البطرق دُيونوسيوس أن تمضيا إلى هؤلاء القوم وتردعوهما كما يجب في نامُوسكما، ليرجعوا عن خِلافِهم ويُطيعوا أمري، فإن أجابوا فأنا أفعلُ معهم الخير في كُل ما يطلبوه مني، وإن تمادوا على الخِلاف، فنحن بريئين من دِماهُم»، وكان مقصد المأمُون هو أخذ الثُّوار باللين، فإن أطاعوا نجوا وإن تمادوا فيحق عليهم الحرب آنذاك، وما كان من البطرقان إلا أن ساروا إلى البشمُوريين ونصحُوهُم ووبخُوهم على فِعالهم، فلم يُجيبوا ولم يقبلوا سُؤالهم، فعادوا وأعلما المأمُون بأنهم مُعاندين على حربه.
بعد أن علِم المأمُون أن الثَّائرين مُستمرين في تمرُّدِهم، قرر السير على رأس جيشه بنفسه، وأمر أن يحشدوا جميع من يعرف طُرُق البشموريين من أهل المُدُن والقُرى المُجاورة لهُم، فتمكن من تحديد أماكنهم وقام بالهُجوم عليهم، حتى استطاع القضاء عليهم في فترةٍ قصيرة، وجيئ بالثَّائر عبدوس الفهري إليه، ثم ضُرب عُنُقُه. وقد أراد المأمُون أن يرهب المصريين، ويبعد عنهم أي تفكير للثورة مُستقبًلا، فقسا أشد القسوة على الثَّائرين، حيث أمر بقتل الرِّجال، وبيع نساؤُهم وأطفالُهم، كما أحرق منازلهم، وهدم كنائسهم في منطقتهم، وبعد أن رأى المأمُون كثرة القتلى من الرِّجال، أمر برفع السيف في معسكره، ومن يبقى منهم فيُسترقّ من الرِّجال والنِّساء، وقيل أنهم بلغوا ثلاثةُ آلافٍ منهم، وباعهم في سوق بَغْداد، ثم ارتَحلَ إلى دِمَشْق. ويصف المُؤرِّخ المِصْري حُسين نصَّار، بأنه وبعد نهاية الثَّورة العارِمة التي شملت أنحاء مِصْر، واستنزفتها ماديًا، انتهت معها ثورات القُبط في مِصْر كُليًا.

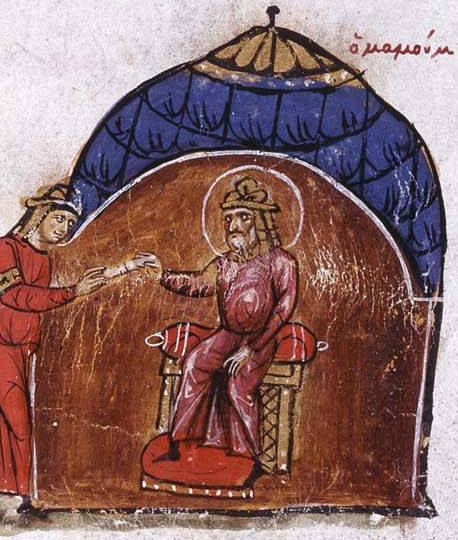
الخليفة المأمُون يستقبل مبعوثًا من الملك توفيل كما ظهر في المصادر البيزنطيَّة.

### الحملة المأمُونيَّة الثالثة على الرُّوم
بعد عودَتِه من مَصْر، وبقائه فترة قصيرة في دِمَشْق، ارتحل الخليفة المأمُون منها على رأس جيشٍ للإغارة على أراضي الرُّوم، وذلك قُرابة مُنتصف عام 217 هـ / مُنتصف عام 832 م، فأناخ الجيش العبَّاسِيّ على قلعة لُؤلُؤة، فأغار عليها 100 يوم، ثم رحل عنها، واستخلف عليها عجيف بن عنبسة، إلا أن أهالي لُؤلُؤة خدعوه بطريقةٍ ما، فأسروه، وبقي أسيرًا لديهم 8 أيام، ثم أخرجوه، وتوجه الملك توفيل إلى لُؤلُؤة، فأرسل المأمُون جيشًا إليه، وحينما سمع باقتراب الجيش، لاذ بالفِرار، وخرج أهل لُؤلُؤة إلى عُجيف بأمان وحصلوا عليه، ثم أرسل الملك توفيل إلى الخليفة المأمُون، كِتابًا يطلبُ فيه الصُّلح، راغبًا في المُهادنة، مع إعادة فتح طريق التَّجارة والمَتاجر، وفك المُستأسر، والتنسيق على تأمين الطُرُق، وإن رفض، فإنه سيستمر في الحرب، وقد ردَّ عليه المأمُون، بأنه قد خالط اللِّين بالشِّدَّة، وأنُّه لولا خِطابِه بفكّ الأُسرى وشرح المتاجر، لكان جواب المأمُون كِتابُهُ خيلًا تحمل رجالًا من أهل البأسِ والنَّجدةُ و البصيرة، ومع ذلك فقد ارتأى أن يدعوه إلى الإسلام، وأن يقبل مُهادنته بعد دفع فدية، إلا أن ذلك لم يتم، فبدأ المأمُون بإعداد الجيش وتجهيز حملةٍ رابعة من مكانه في الرَّقَّة.

### فتنة خلق القرآن

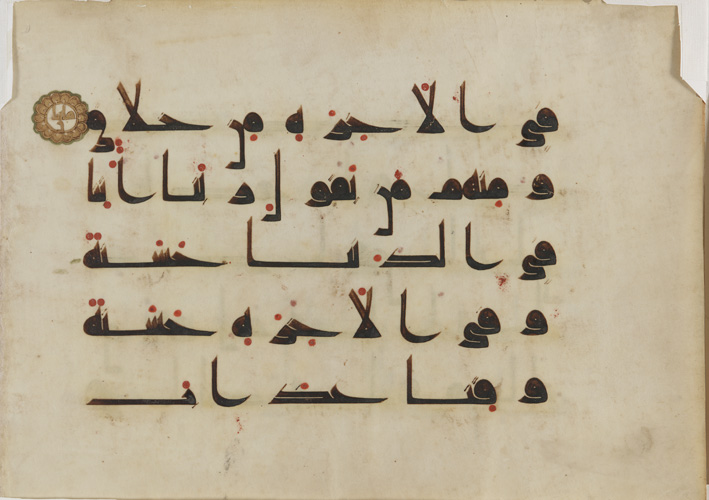
مخطُوطة قُرآنِيَّة من العَصْر العَبَّاسِيُّ، في القرن التَّاسِع أو العاشِر مِيلاديّ، حيث كُتبت بالخَطُّ الكُوفِيُّ:

كان المأمُون من أكثر الخُلفاء حُبًا للعِلم، وكان أكثرهُم شغفًا بالتيارات الفكريَّة التي تتصارع على أبواب مجلِسِه، وقد تأثر المأمُون بعددٍ من الشَّخصيات المُعتزليَّة، مثل بشْر المَريسِي، وأحْمَد بن أبي دُؤاد. ومن بين الأمور التي أثارت جدلًا في العالم الإسلامي هو اعتقاد المُعْتَزِلة بأن القُرآن الكريم مَخلوقٌ لهُ وليس بقديم، وأنه صفة غير قائمة بذاته كما هو الحال بالنسبة للنعمة، مع اعتقادهم بأنه المرجع الأساسي والوحيد على الأحكام في الحلال والحرام. وقد اختلفت الدوافع التي دعت المأمُون لفرض الرأي القائل بخَلْق القُرآن على الفُقهاء والعُلماء، فمنهم من قال أن هدفهُ نشر أفكار المُعْتَزِلة، ومنهم من قال أن المأمُون كان يهدُف إلى تأكيد سُلطة الخليفة بأنه الأعلى في الأمور، سواءً في الأمور السياسيَّة أو الدينيَّة، إلا أن المُتأمل لسيرة المأمُون لا يجدها تُقدم دليلًا مُقنِعًا، فهو لم يُحاول نشر أفكار المُعْتَزِلة أو فرضِها بالقُوة باستثناء قضيَّة خَلْق القُرآن، وأما الرأي الآخر فهو لم يكُن بحاجة لفرض سُلطته وهي كانت حقيقة بديهيَّة، كما يصف ذلك الدكتور في جامِعة المَلِك فَيْصَل مُحَمَّد الدُّوسَري، ويرى أن المأمُون كان يرى في نفسِه وريثًا للنُبُّوَّة وحاميًا للدين، ولأنه كان سيسمح له بالسيطرة على من يُنافِسون سُلطتهُ الدِّينيَّة كخليفة وأميرًا للمُؤمِنين.
وبدأت أحداثُ المِحْنَة في سنة 218 هـ / 833 م، حيث أصابت العالم الإسلامي وتحديدًا فئة العُلماء والفُقهاء، فقد كتب الخليفة المأمُون إلى إسحاق بن إبراهيم الخزاعي، وكان حينئذ على في مدينة الرَّقة يُجهز لحملة جِهاديَّة ضد الرُّوم، أن يقوم بامتحان القُضاة والشهود والمحدثين بالقرآن، فمن أقر أنه مخلوقٌ مُحدث، أُخلي سبيله، ومن رفض القول بذلك، أعلمه به، ليأمره فيه برأيه، وطول كتابه بإقامة الدليل على خلق القرآن وترك الاستعانة بمن امتنع عن القول بذلك، وكان الكتاب في ربيع الأول، وأمر بإرساله إلى سبعة أشخاص، هُم من كِبار المُحدَّثين والرواة في عصرهم منهم: مُحَمَّد بن سعد البَغْدادي كاتب الواقدي، ويزيد بن هارون، ويحيى بن معين، وأبو خيثمة زهير بن حرب، وغيرهم، فذهبوا إلى المأمُون والتقوا به، فسألهم، وامتحنهم عن القرآن، فأجابوا جميعًا إن القرآن مخلوق، خشيةً من بطشِه، فأعادهم إلى بَغْداد، فأحضرهم القائد العسكري إسحاق الخُزاعي داره، وأشهر قولهم بحضرة المشايخ من أهل الحديث، فأقروا بذلك، فخلى سبيلهم.

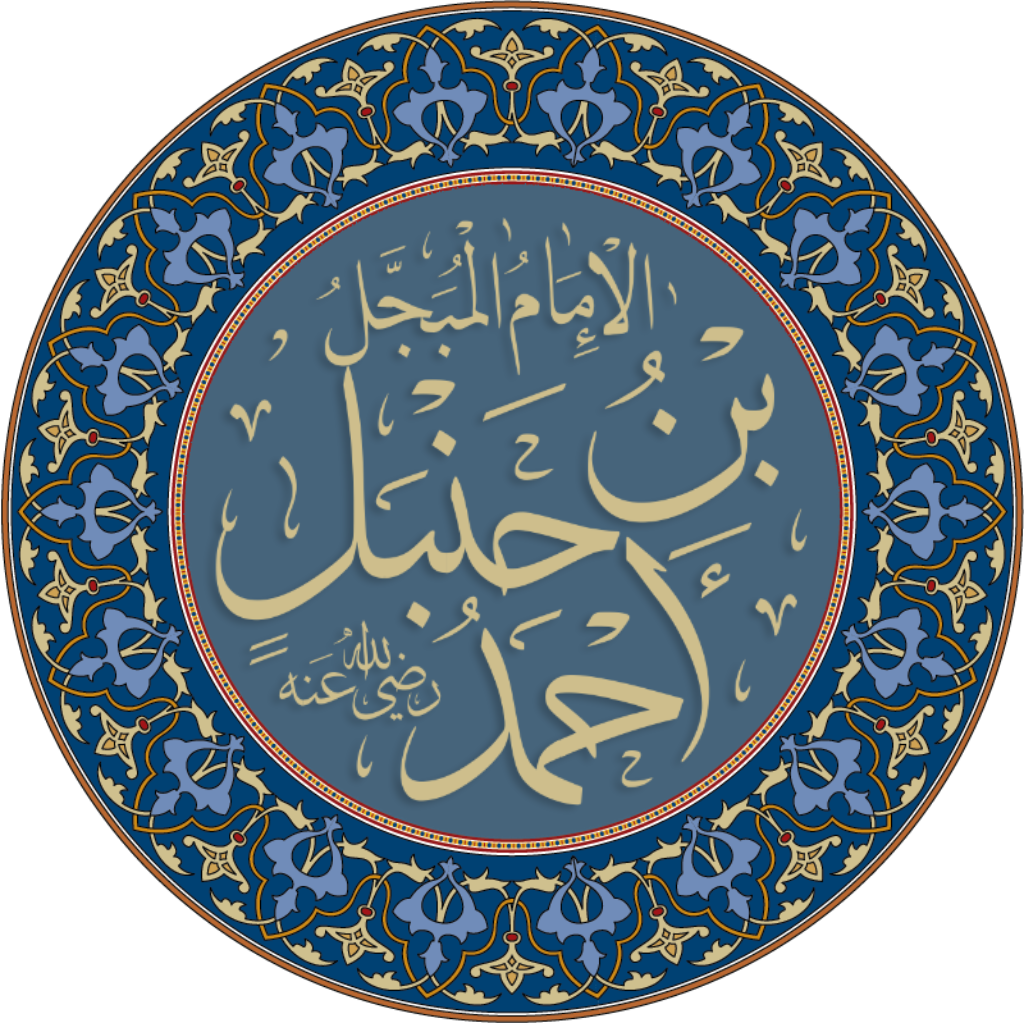
تَخطيط لاسم الإمام أحمَد بنُ حَنْبَل.

ورد كتاب المأمُون بعد ذلك إلى الخُزاعي بامتحان القضاة والفُقُهاء، فأحضر أبو حسان الزيادي، وبشر بن الوليد الكندي، والإمام أحمد بن حنبل، وقتيبة، وسعدويه الواسطي، والعديد من الفُقُهاء والقضاة، فأدخلوا جميعًا على إسحاق، فقرأ عليهم كتاب المأمُون مرتين، حتى فهموه، ثم قال لبشر بن الوليد: ما تقول في القرآن؟ فقال: قد عرَّفتُ مقالتي أمير المؤمنين غير مرة، قال: فقد تجدد من كتاب المؤمنين ما ترى؛ فقال: أقول القرآن كلام الله. قال: لم أسألك عن هذ، أمخلوق هو؟ قال: الله خالق كل شيء، قال: فالقرآن شيء؟ قال: نعم، قال: فمخلوق هو؟ قال: ليس بخالق قال: ليس أسألك عن هذ، أمخلوق هو؟ قال: ما أحسن غير ما قلت لك، وقد استعهدت أمير المؤمنين ألا أتكلم فيه، وليس عندي غير ما قلت لك.
فبقي يسأل ويستفسر الفُقُهاء، ويجيبوا عليه، فأجاب جميعهم أجوبة مُشابهة لبشر بن الوليد، إلا أربعة أشخاص، هم الإمام أحمد بن حنبل، وسجَّادة، والقواريري، ومُحَمَّد بن نوح الجنديسابوري، وأعلمهم بما أمر به الخليفة المأمُون، فأمر بهم إسحاق، فشدوا في الحديد، فلما كان الغد، دعاهم في الحديد، فأعاد عليهم السؤال لعلَّهُم يُغيرون من أقوالهم، فأجابه سجادة والقواريري بخلق القُرآن فأطلقهما، وأصر الإمام أحمد بن حنبل، وصاحِبَهُ مُحَمَّد بن نوح على قولهما، فشُدَّا في الحديد، ووجَّهَهُم نحو طرسُوس، ليقيموا بها إلى أن ينتهي أمير المؤمنين من تنفيذ حملته في بلاد الرُّوم، فأحضرهم إسحاق، وسيرهم جميعًا إلى العسكر، وهم زهاء عشرون شخصًا، وقد توفي مِنهم مُحَمَّد بن نوح حيث عاجلهُ المرض في الطريق، وحينما وصلوا إلى الرَّقَّة بلغهُم وفاة المأمُون، فرجعوا إلى بَغْداد. ويبدو مما سَبَق، أن المأمُون كان مُصِرًا على رأيه، وحريصًا على مُتابعة الأمر بنفسه، وبشكلٍ يبدو فيه رُوح التعصُّب، حتى أنهُ أوصَى أخيه المُعْتَصِم أثناء احتِضارِه بالاستمرار على هَدِيه في قضيَّة خَلْق القُرآن، وعلى الرُّغم ما يُوحي به ذلك من تعصُبه الفِكري، فإن ذلك لم يكُن دأب المأمُون، والذي كان يُعرف باتِّساع صدره لمُناقشات العُلماء والفُقهاء في مُناظراتهم مهما كانت تُعارض فِكرُه ورأيُه، ولعلَّهُ كان يعتقد نفسُهُ مُجتِهدًا على الحَق، وأن من واجبه كخليفة للنبيُّ مُحَمَّد أن يُحافظ على دين النَّاس وصحة عقيدتهم، إلا أن الرأي بخَلْق القُرآن كان حديثًا.

## وفاته في طرسوس

### مرضه
سار المأمُون من الرَّقَّة على رأس جيشِه الكبير حتى حط رحاله في البذندون شمال طرسُوس، وكان يتجهَّز لحملةٍ جِهاديَّة رابعة ضد الرُّوم، إلا أنه أُصيب بمرض الحمَّى، وكان سبب مَرَضِه فيما ذكره سعد بن العلاف القارئ، حيث قال: دعاني المأمُون يوماً، فوجدته جالسًا على جانب البذندون، والمُعْتَصِم بالله عن يمينه، وهما قد دلَّيا أرجَلهُما في الماء، فأمرني أن أضع رجلي في الماء، وقال ذقه، فهل رأيت أعذب منه أو أصفى صفاء أو أشد بردًا ؟ ففعلت، وقلت يا أمير المؤمنين ما رأيت مثله قط، فقال أي شيء يطيبُ أن يؤكل ويشرب عليه هذا الماء ؟ فقُلت أمير المؤمنين أعلم، فقال الرَّطب الآزاذ. فبينما هو يقولها، إذ سمع وقع لُجُم البريد، فالتفت فإذا بغال البريد عليها الحقائب فيها الألطاف، فقال لخادمٍ له: انظر إن كان في هذه الألطاف رطب آزاذ فأتِ به! فمضى، وعاد ومعه سلتان فيهما آزاذ كأنما جني تلك الساعة، فأظهر شكر الله تعالى، وتعجبنا جميعًا، وأكلنا، وشربنا من ذلك الماء، فما قام منا أحد إلا وهو محموم، وكانت منيَّة المأمُون من تلك العِلَّة، ولم يزل المُعْتَصِم مريضًا حتى دخل العراق، وبقيت أنا مريضًا مدة. وكان يوم مَرِض المأمُون في السَّابِع عَشَر مِن جُمادى الآخِرة 218 هـ / الثَّالِث عَشَر مِن يُوليو 833 م.

### وصيته
بعد أن أُصيب الخَليفة عبدُ الله المأمُون بالمَرَض وغَلب عليه، وشعر باقتراب أجَلِه، أمر أن يُكتب إلى الآفاق والولايات بوصيَّتِه، وكان إلى جانبه الفُقُهاء، والقضاة، والقادة، ومنهم أخيه المُعْتَصِم بالله، وابنهِ العبَّاس، وقيل أن العبَّاس لم يكُن موجودًا آنذاك، ما جعل المأمُون يبعث طلبًا لحُضور ابنهِ بحسب روايات أخرى، وعلى أية حال، فقد أنفذ وصيَّتُه إلى أخيه المُعْتَصِم بالله، وكانت وصيَّتُه بعد الشَّهادة والإقرار بالوحدانيَّة والبعث والجنَّة والنَّار والصَّلاة على النبي والأنبياء:

«إني مُقِرٌّ مُذنِب، أرجو وأخاف، إلا أني إذا ذكرت عفو الله رجوتُ، وإذا مت فوجَِّهوني وغمّضوني وأسبغوا وضوئي وطهوري وأجيدوا كفني، ثم أكثروا حمدًا لله على الإسلام ومعرفة حقه عليكم في محمد إذ جعلنا من أمته المرحومة ثم أضجعوني على سريري ثم عجِّلوا بي، وليُصلِّ عليَّ أقربُكم نَسَبًا وأكبركم سِنًا وليُكبر خمسًا، ثم احملوني وأبلغوا في حفرتي ولينزل أقربكم قرابةً وأودَّكُم محبة، وأكثروا من حمد الله وذِكره، ثم ضعوني على شقي الأيمن واستقبلوا بي القبلة، ثم حلوا كفَني عن رأسي ورجلي، ثم سدوا اللحد وأخرجوا عني وخلوني وعملي وكلكم لا يغني عني شيئًا ولا يدفع عني مكروهًا، ثم قفوا بأجمعكم فقولوا خير إن علِمتم، وأمسكوا عن ذكر شرٍ إن كنتم عرفتم، فإني مأخوذ من بينكم بما تقولون، ولا تدعوا باكية عندي فإن المعول عليه يُعذب، رحم الله عبدًا اتَّعظ وفكَّر في ما حتم الله على خلقه من الفناء، وقضى عليهم من الموت الذي لا بُد منه، الحمدُ لله الذي توحد بالبقاء وقضى على جميع خلقه الفناء، ثم لينظر ما كنت فيه من عِز الخِلافة، هل أغنى عني ذلك شيئًا؟ إذ جاء أمرُ الله، لا والله ولكن أضعف علي به السحاب، فياليت عبدُ الله بن هارون لم يكن بشر، بل ليته لم يكن خلقًا، يا أبا إسحاق ادنُ مني، واتعظ بما ترى، وخذ بسيرة أخيك في القرآن والإسلام واعمل في الخلافة إذا طوَّقكها الله عمل المريد لله، الخائف من عقابه وعذابه، ولا تغتر بالله ومهلته وكأن قد نزل بك الموت، ولا تغفل أمر الرعية والعوام فإن المُلك بهم وبتعهدك لهم، الله الله فيهم وفي غيرهم من المسلمين ولا ينتهين إليك أمر فيهِ صلاحٌ للمُسلمين ومنفعة إلا قدمته وآثرته على غيره من هواك، وخذ من أقويائهم لضعفائهم، ولا تحمل عليهم في شيء، وأنصف بعضهم من بعض بالحق بينهم وقربهم وتأن بهم وعجل الرحلة عني والقدوم إلى دار مُلكك بالعراق، وانظر هؤلاء القوم الذين أنت بساحتهم فلا تغفل عنهم في كل وقت، والخُرَّمِيَّة، فأغزهم ذا جزمةٍ وصرامة وجلد واكنفه بالأموال والجنود فإن طالت مدتهم فتجرَّد لهم فيمن معك من أنصارك وأوليائك، واعمل في ذلك، مقدِّم النِيَّة فيهِ راجيًا ثوابُ الله عليه»

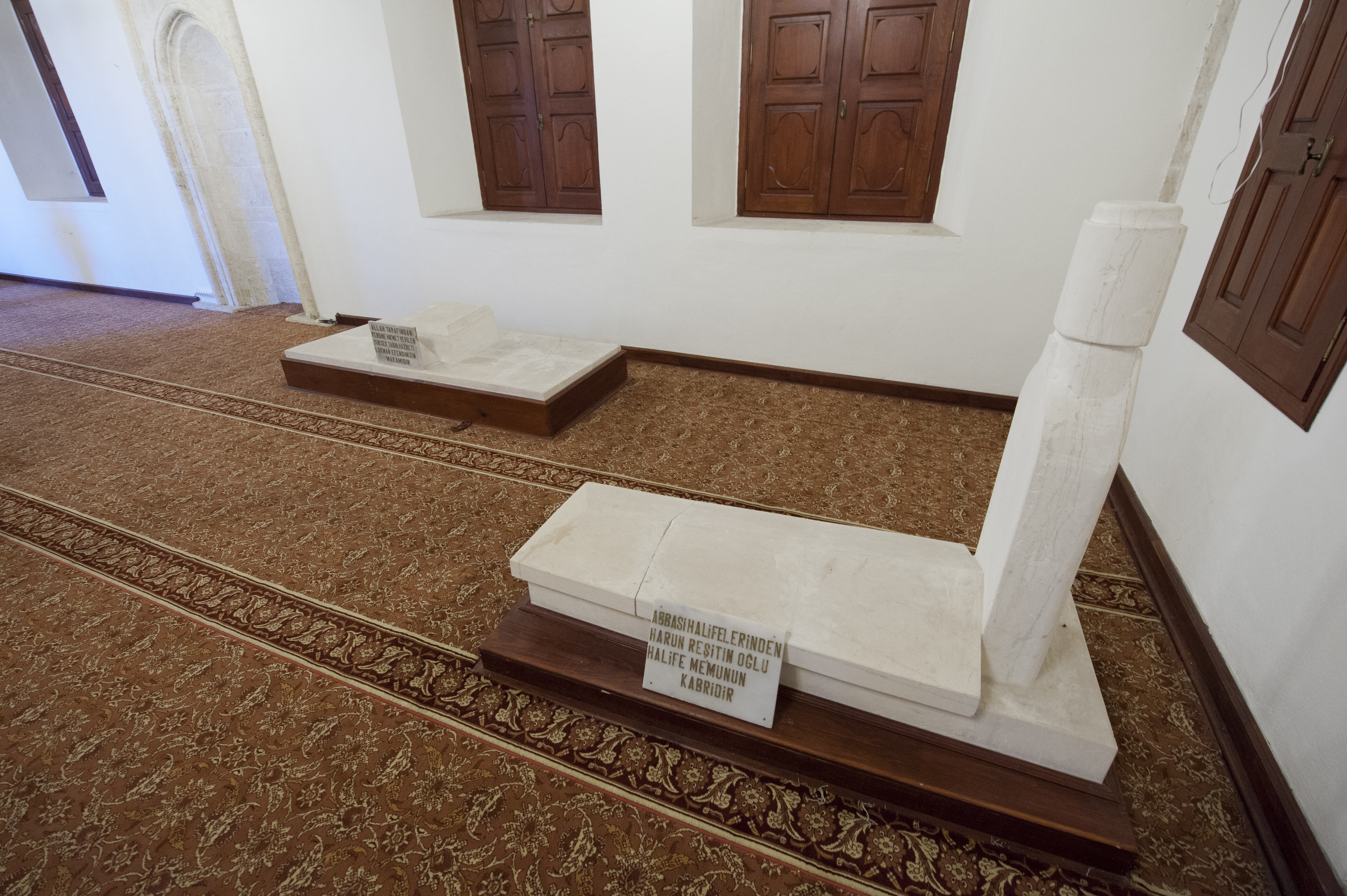
(على اليمين) صورة لضريح الخَليفةُ العَبَّاسي عَبدُ الله المأمُون، وبجانبه قبرٌ مزعوم للقمان الحكيم، مكتوبان في اللُّغة التُّركيَّة، يقع في مسجد طرسُوس الكَبير، تركيا. الصورة تعود لعام 2011.

وحينما اشتدّ عليه الألم، وأحس بالاحتِضار واقتراب أجلِه، أمر بتنفيذ وصيَّتُه لأخيه المُعْتَصِم بولاية العَهْد من بَعدِه بدلًا من العبَّاس، والذي حضر على وجهِ السَّرعة لرُؤيةِ والدِه لكنَّ بيعَة العَهد كانت قد نَفَذت للمُعْتَصِم، وقيل بأنَّهُ تمَّت كِتابة الوصيَّة وقتَ غَشي حَصَل للمأمُون، ومن جُملة ما أوصاه لأخيه المُعْتَصِم، أن يخاف الله في بني عمَّه من ذرية عَلِيُّ بن أبي طالِب، وأن يتجاوز عن مسيئهم، ويقبل من محسنهم، وأن لا يموت إلا وهو مُسلم، وأنه يتوب إلى الله من جميع ذنوبه الكثيرة. وكان المُعْتَصِم قد التفَت إلى الطَّبيبين ابن ماسويه، وبَخْتِيشُوع، وسألهما عمَّا يُدل عليه عِلم الطُّب مِن مَرض الخَليفة، وعن إمكانيَّة شِفاؤه، فتقدَّما ومسكا يديّ المأمُون، فالتصقت أيديهُما ببشرتِه لعَرَقٍ كان يظهر مِنه من سائر جسده، وكان كالزَّيت، فأنكرا معرفة المرض، وأنه يدلّ على انحلال الجَسَد، فأفاق المأمُون بصعُوبة على حديثهما، وطلب جلب أشخاصًا من الرُّوم، فسألهم عن الموضع، فقالوا أن اسمُه يعني "مُدَّ رجُليك"، فلما سمعها اضطَّرب من هذا الفأل وتطيَّر به، وحينما قال للمُترجم أن يسألهم عن معناه بالعربيَّة، فأجابوا بالرقَّة، وكان المأمُون كثيرًا ما يُحيد عن مدينة الرَّقَّة فرَقًا من المَوت كما سمعهُ من تنبؤ، فلمَّا ثقُل عليه، أمرهم بأن يخرجُوه مِن المَكان، ليُشرف على الخيم والجيش، وانتشاره، وكثرته، وما قد أوُقد من النّيران، فقال: «يا من لايزُول مُلكُه، اِرحم من قد زال مُلكُه»، ثُم أعادوه إلى سريره.
وحين بلغ ذروة الاحتضار وحانت ساعة الأجَل، كان المأمُون مُغمض العينين، وبالقُرب منه رجُل يُلقِّنه الشَّهادة، وكان يرفعُ مِن صوتِه لعلَّهُ يسمعُه فيَشْهد، فأشار الطَّبيب ابن ماسويه بأن لا يرفع صوتُه وبإجابة أقرب إلى نِهاية حياة المأمُون دون تأثُّر، حيث قال: «لا تصِح، فوالله ما يُفرِّق بين رَبِّه وبين ما بي في هذا الوقت»، ففتح المأمُون عَينيه مِن ساعته، وبهِما من العظَم والكِبَر والاحمرار ما لم يُرى مِثلُه، وحاول البطش بيديه على الطَّبيب، فعجِز عن ذلك، وأراد مُخاطبتُه فعجِز، وعِندها، رفعَ عينيهِ إلى السَّماء، وقد امتلأت عيناهُ دُموعًا، ونَطَق قائلًا: «يا مَن لا يَموُت، اِرحَم من يَموُت».

### دفنه
توفي عبدُ الله المأمُون في يَوم الخميس، بَعد وقتِ العَصْر، في 18 رجب 218هـ / 8 أغسطس 833م، وذلك عن عُمر ناهز ثَمانِية وأرْبَعُون عامًاً، وأربَعَةَ شُهور، وثلاثة أيام حَسَب التَّقويم الهِجْرِيّ، بينما كان عُمرُهُ في التَّقويم المِيلَاديّ، سِتة وأرْبَعُون عامًا، وعشرةُ شُهورٍ، وخمسةٌ وعشرون يومًا. حُمِل كَفَنُه من البَذَنْدُون إلى طَرْسُوس على يد ابنِهِ العَبَّاس وأخيه الخليفة الجديد المُعْتَصِم بالله، ودُفن في دار خاقان خادم الرَّشيد، وصلَّى عليه المُعْتَصِم ووكَّل به حرسًا من أبناء أهل طرسوس من 100 رجُل، وأُعطوا 90 درهمًا لكل رجلًا منهم. ويقع اليوم ضريحه في مَسجِد طَرسُوس الكَبير، الواقع في منطقة طَرْسُوس، محافظة مَرْسِين في تُرْكيَّا. وكانت مدة خلافته عُشرون عامًاً، وخمسةُ شُهورٍ، وثلاثَة وعُشرون يوماً.

### بعد وفاته

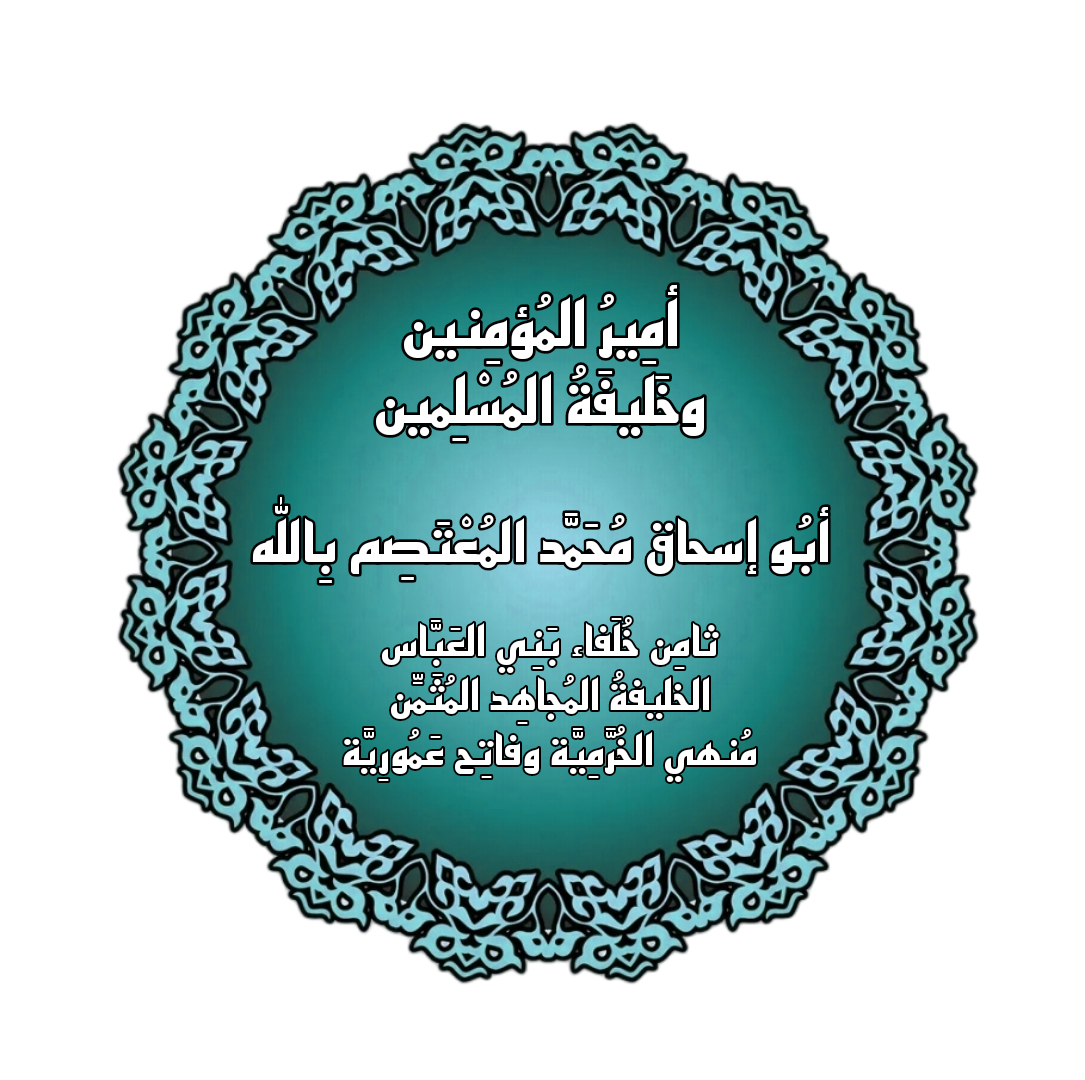
تخطيط باسم الخليفة مُحَمَّد المُعْتَصِم بالله

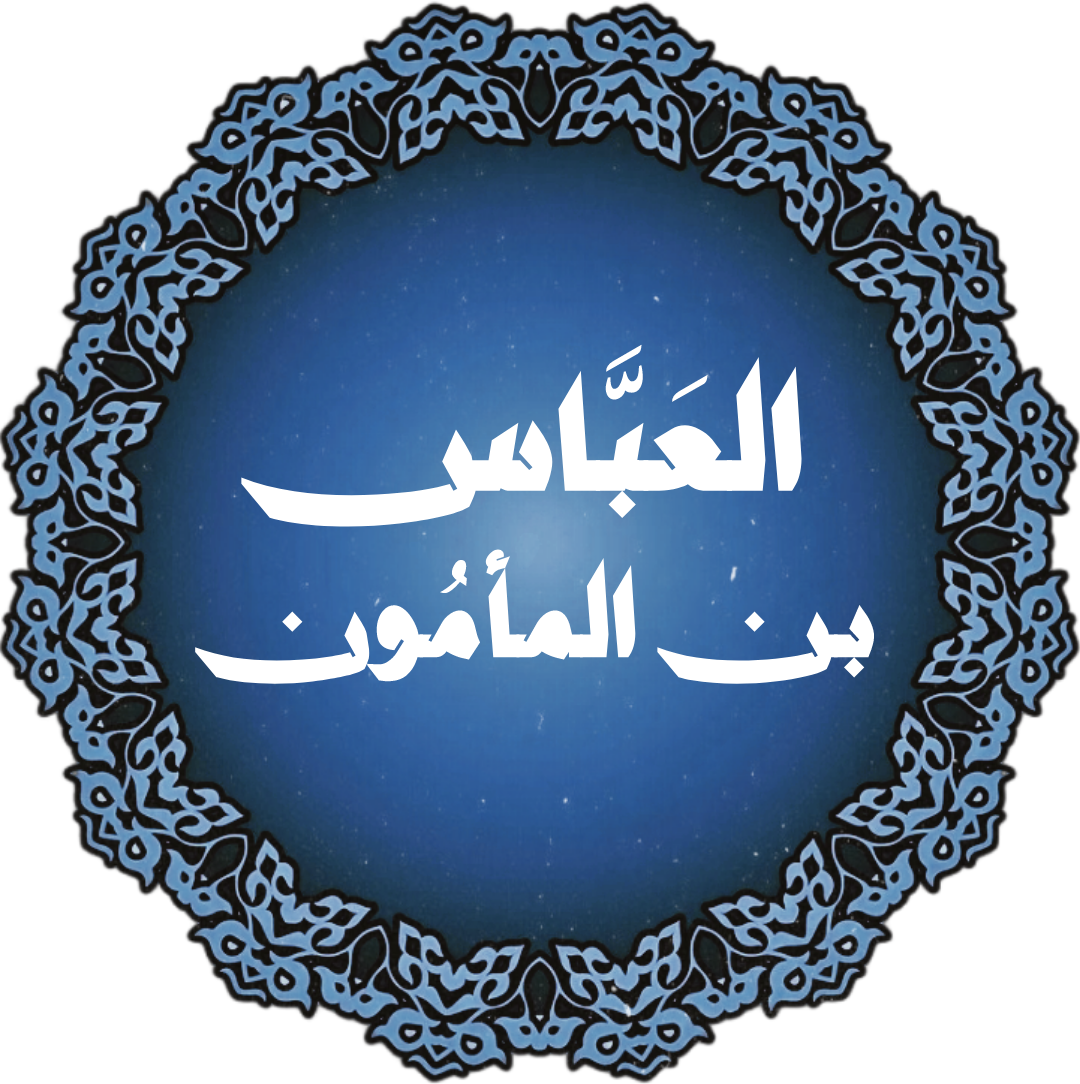
تخطيط باسم العبَّاس بن المأمُون

يرى الدكتور محمود زرازير في بحثٍ كامل له، أن المأمُون كان يرغب بتولية ابنه العبَّاس خليفةً من بعدِه، بل وأخذ لهُ البيعة في بَغْدَاد من بعده بناءً على رواية لأحد أكثر المُؤرخون قُربًا لعَصْر المأمُون، وهو ابن قُتيبة الدَّينوري (828 - 889م)، إذ صكّ المأمُون، عُملات باسم ابنه العبَّاس، وكان يصطحبه في مُعظم زياراته لولايات الخلافة، ويُؤمِّرهُ على رأس كتائب من الجيش في حملاته على الرُّوم، ويبيَّن المُؤرِّخ والعالِم ابن خَلْدُون فيما يعلم من الرِّوايات، أن الجُند قد حلَّ بهم الشَّغَب، وهتفوا مُنادين باسم العبَّاس بن المأمُون مُطالبين بتولَّيه الخِلافة، فقام المُعْتصم بإحضاره وجعلهُ يُبايع له أمامهُم، فهدأ الجُند.
وكانت الأحداث التاريخية تجمع بين العبَّاس والمُعْتَصِم في كُل حدث يُذكر لأحدٍ مِنهُما، ما يرفع من احتمالية وجود صراعٍ خفيّ على الخِلافَة من بعد المأمُون، وأنه قُتل مسمُومًا بالنظر إلى أن جميع الموجودين معه آنذاك في البَذنْدُون أصابتهُم الحُمَّى، ولكن لم يمُت منهم إلا الخليفة المأمُون، ويُشكك بكلام الطَّبيب يُوحنا ابن ماسويه على أنه لن ينجو من مرضِه بكلام يقيني، وأن المأمُون فتح عينيه بعظمة وأراد أن يبطُش به لأنه استشعر بوجود مُؤامرة لقتلِه إلا أن المنيَّة عاجلته. ومِمَّا يُقوي هذه المزاعم تشابُه الروايات في ذلك السياق، فقيل أن العبَّاس بن المأمُون تنازل عن الخِلافة لأجل عمِّه المُعْتَصِم بالله رُغم أن الناس أرادوا مُبايعته إلا أنه رفض وسلَّم الأمر إلى عمِّه احترامًا لوصيَّة أبيه.

## النهضة المأمونية

### بيت الحكمة

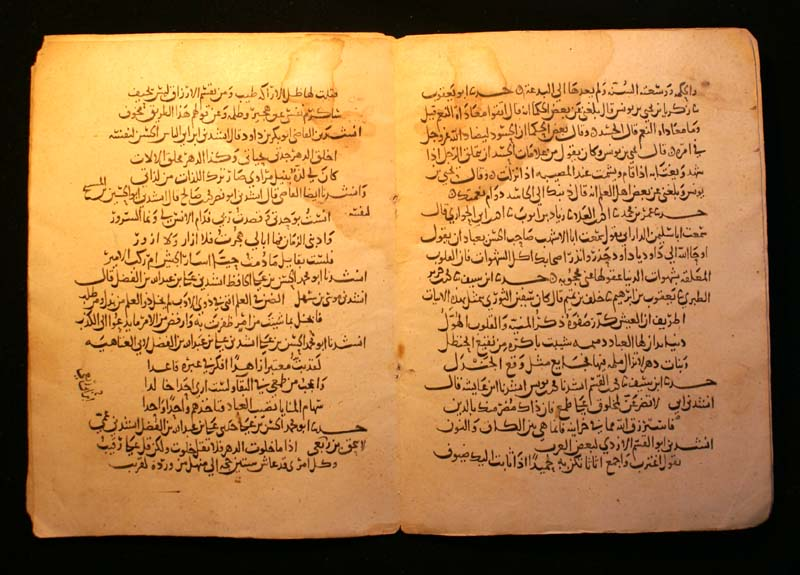
إحدى مخطوطات بيت الحكمة المترجمة إلى العربية.

وضع الخليفة المأمُون جُل اهتمامه في العناية ببيت الحكمة، وكان عصر جني ثمار حركة التأليف والتَّرجَمَة والبحث العلمي، كانت من أكبر الأسباب عند المأمُون لاستخراج الكُتُب ما رواه الطَّبيب والمُؤرِّخ ابن أبي أصيبعة: «قال يحيى بن عدي: قال المأمُون: «رأيت فيما يرى النائم كأن رجلاً على كُرسي، جالسًا في المجلس الذي أجلس فيه، فتعاظمته وتهايبته وسألتُ عنه، فقيل لي: هو أرسطوطاليس فقلت أسأله عن شيء، فسألته فقلت: ما الحسن، فقال: ما استحسنته العقول، فقلت ثم ماذا، قال: ما استحسنته الشريعة، قلت ثم ماذا، قال: ما استحسنه الجمهور، قلت ثم ماذا، قال: ثم لا ثم»، فكان هذا المنام أحد أكبر الأسباب التي شجَّعتهُ على التحرُّك نحو العِلم، فكان يتردد إلى بيت الحكمة بانتظام للتباحث مباشرة مع الخبراء والمستشارين، في آخر ما انتهت إليه البحوث وفي مسائل التمويل، وسوى ذلك من مسائل ذات صلة، وشدد على الاستزادة من دراسة الرياضيات وعِلم الفَلَك، وكان بحثه هو، بمثابة فضولًا صحيًا لمعرفة العالم من حوله، وتشجيع إلى البحث والمنهج العلمي.

### حركة التَّرجَمَة
اتجَّه الخليفة المأمُون لطريقة جديدة في جلب الكتب الإغريقيَّة من البيزنطيين الرُّوم، فكان بينه وبين ملِكَهُم مراسلات، وقد استظهَر عليه الخليفة، فكتب إلى ملك الرُّوم، يسأله الإذن في إنفاذ ما يختار من العلوم القديمة المُخزَّنة في بلدهم، فأجاب إلى ذلك بعد امتناع، فأخرج المأمُون لذلك جماعة منهم الحجاج بن مطر ويحيى بن البطريق، وسُلِّمت الكُتُب إلى بيت الحكمة وغيره، وأمرهم المأمُون بنقل الكُتُب فنقلت إلى العربية، وكان الطَّبيبُ الشَّخصي للمأمُون يوحنا بن ماسْويه ممن نفذ إلى بلاد الرُّوم، وأحضر المأمُون لمُهمة التَّرجَمَة حنين بن إسحاق، وكان فتيُّ السن، وأمرهُ بنقل ما يقدر عليه من كُتُب الحُكماء اليونانيين إلى العربية، وإصلاح ما نقل غيره. كما روى ابن نباته عند الكلام عن المأمُون و المُترجِم سهل بن هارون قال: «وجعله كاتبًا على خزائن بيت الحكمة، وهي كتب الفلاسفة التي نقلت للمأمون من جزيرة قُبْرُص، وذلك أن المأمُون لمَّا هادَن صاحب هذه الجزيرة، أرسل إليه يطلب خزانة كتب اليونان، وكانت مجموعة عندهم في بيت، لا يهتمُّ لها أحد، فأرسلها واستحسنها المأمُون، وجعل سهل بن هارون خازنًا لها»، وبلغ شغف المأمُون بكتب الحكمة والفلسفة أنه إذا ما عقد معاهدة مع بعض ملوك الرُّوم، فإنه يشترط عليه أن يرسل إليه من نفائس كُتُب الحِكمة في بلاده، ومن ذلك أنه جعل أحد شروط معاهدة الصلح بينه وبين القيصر ميخائيل الثالث، أن ينزل الثاني للأول عن إحدى المكتبات الشهيرة في القسطنطينية، كان بين ذخائرها الثمينة كتاب بَطْلِيمُوس في الفلك، فأمر المأمُون بنقله للعربية وسماه المجسطي، ويروى عن المأمُون أنه كان يطلب من المغلوبين والمهزومين الروم المخطوطات الإغريقية في مقابل توقيع معاهدات سلام أو الإفراج عن الأسرى.

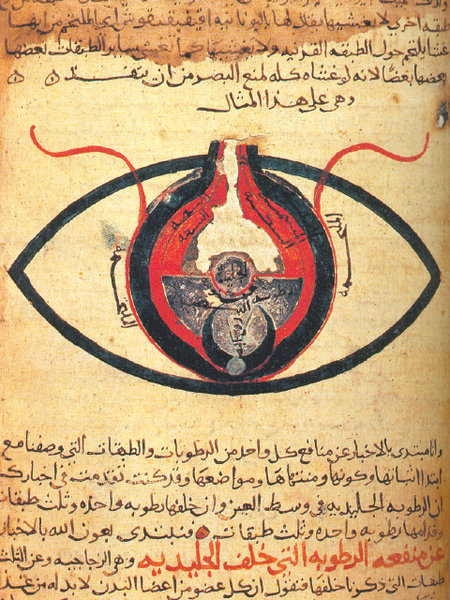
مخطوطة لتشريح العين، ألفها العالِم حنين بن إسحاق، مأخوذة من كتابه المسائل في العين.

كان من تشجيع الخليفة المأمُون للترجمة أنه كان يعطي المترجم زِنة ما ينقله من الكتب إلى العربية مثلًا بمثل، فكان بني شاكر، وهم مُحَمَّد وأحمَد والحَسَن، يمنحون جماعة من النقلة منهم حنين بن إسحاق، وحبيش بن الحسن، وثابت بن قرة، وغيرهم، خَمسُمِئة دينار في الشهر، وذلك للنقل والملازمة، وهو ما كان يُعد مبلغًا باهظاً، ولا يدفعهُ إلا المُلوك، وما يُدل على دعم الخَليفة. وقد برز في عهد المأمُون أسماء كبيرة في حركة النهضة العلمية سواءً في عِلم الفَلَك أم الطب أم الفلسفة ترجمة وتأليفًا ومنهم: أحمد بن مُحَمَّد بن كثير الفرغاني أحد منجمي المأمُون، وجبريل بن بختيشوع، وجبرائيل الكحال، والحارك المنجم، والحسن بنُ سَهْل بن نوبخت، وزكريا الطيفوري، وسهل بن سابور بنُ سَهْل المعروف بالكوسج، وجورجيس بن يختيشوع، وعيسى بن الحكم، وزكريا الطيفوري، وسند بن علي المنجم، وسلمويه بن بنان، وصالح بن بهلة الهندي، والعبَّاس بن سعيد الجوهري، وعبد الله بنُ سَهْل بن نوبخت، وأبو حفص عمر بن الفرخان الطبري أحد رؤساء التراجمة والمتحققين بعلم النجوم، وموسى بن شاكر وأبنائه الثلاثة: مُحَمَّد وأحمد والحسن وهم من مُنجَّمي المأمُون، وكانوا من أبصر الناس بالهندسة وعلم الحيل، وموسى بن إسرائيل، وميخائيل بن ماسويه، ويحيى بن أبي منصور، ويعقوب بن إسحاق الكندي وتلاميذه حسنويه ونفطويه وسلمويه ورحمويه وأحمد بن الطيب، ويحيى بن البطريق الترجُمان مولى المأمُون، ويوحنا بن ماسويه، وأبو قريش المعروف بعيسى الصيدلاني، وابن دهن الهندي، كما تولى سهل بن هارون في عهد المأمُون إدارة بيت الحكمة، بالإضافة لتوليه خزانة المأمُون، أما يحيى بن أبي منصور الموصلي المنجم أحد أصحاب الأرصاد ومُحَمَّد بن موسى الخوارزمي فقد كانا من خزنة بيت الحكمة، وكان من أكثر من يتردد على الدار أبو بكر الصنوبري والفَضْل بن نوبخت وأولاد شاكر، وكان عملهم يهدف بصفة رسمية للمطالعة أو النسخ أو التَّرجَمَة أو التأليف، كما أنشأ المأمُون ديوانًا خاصًا بالتَّرجَمَة في بيت الحكمة.

### المراصد الفلكيَّة
عندما كان يحصل خطأ ما، كان المأمُون يسارع إلى التدخل، وقد استغل ذات مرة زيارة له إلى دِمَشْق، في زمن الحرب، لقيادة بعثة لتقصي الحقائق، بعدما تبين له أن نتائج المحاولات الأولى لتتبع منازل الشمس والقمر في السماء من مرصد بَغْداد، لم تكن دقيقة، فطلب الخليفة من مستشاريه، إيجاد فلكي مؤهل لتحسين نتائج بَغْداد، يقول العالِم الفلكي حبش الحاسب: «أمرني المأمُون بتجهيز أصح ما يمكن من آلات، ومراقبة الأجرام السماوية، طوال العام» ثم جمعت الحصيلة الضخمة للقياسات الفلكية، ورتبت بأمر من الخليفة المأمُون، ونشرت لمن يرغب في تعلم ذلك العلم.

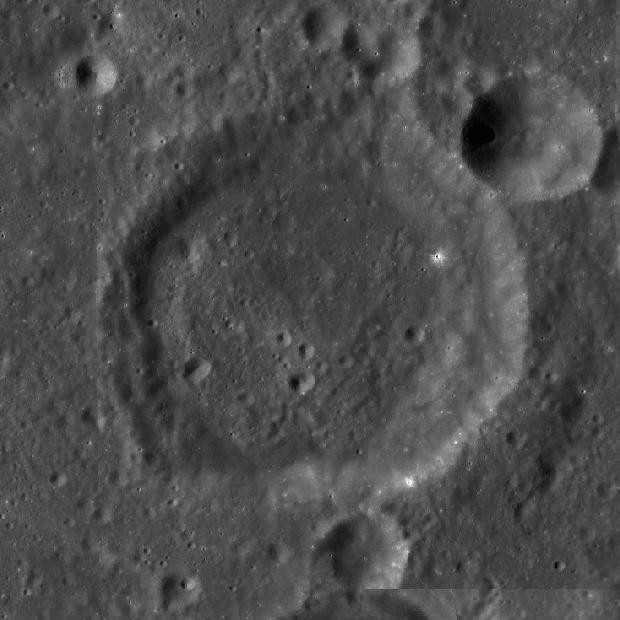
فَوهَةُ المأمُون، فوهة قمرية صدمية سُميت تيمُنًا به.

من أهم علماء الفلك الذين عاصروا المأمُون، هو عالم الرياضيَّات الشهير مُحَمَّد بن موسى الخوارزمي، الذي وضع سنة 209 هـ / 825 م، نسخة مختصرة من عمل السندهند بطلب من المأمُون، وجداول شهيرة للنجوم، حيث بقيت السندهند تستخدم قرونًا في العالم الإسلامي ثم في أوروبا المسيحية، كما ساعد نجاح وانتشار زيج الخوارزمي، على تكريس جداول النجوم، كعنصر أساس من الترسانة العلمية الإسلامية، ليشهد بذلك شيوع استخدامه، وطول بقائه الملفت، وقد وُضع أكثر من 225 جدولًا من هذا النوع في العالم الإسلامي، في فترة ما بين القرنين الثامن والتاسع المِيلاديّ، وكان هذا الزيج الدقيق، يُزوِّد مستخدمه بكل ما يحتاج إليه من أدوات لتحديد منازل الشمس والقمر والكواكب المرئية الخمسة، وكذلك، تعيين الوقت من النهار أو الليل، استنادًا إلى الأرصاد النجمية أو الشمسية، وكانت مفيدة خاصة لضبط أوقات الصلوات الخمس في الإسلام، وتحري الهلال، بهدف تحديد بداية الشهر القمري، لتفيد المسلمين في معرفة دخول شهر رَمَضان، كما كان في الإمكان استخدام الزيج، مع بعض الآلات الفلكية غالبًا، لحل المسائل المعقدة في الهندسة الكروية وتعيين الوقت. كما أهدى الخوارزميُّ كتاب المختصر في حساب الجبر والمقابلة إلى الخليفة المأمُون، والذي يتناول فيه حلولًا رياضية، للقضايا الدينية والعملية، ويقول الخوارزمي: «"وقد شجعني ما فضل الله به الامام المأمون على أن ألفت من حساب الجبر والمقابلة كتابا مختصرا حاصرا للطيف الحساب، وجليله لما يلزم الناس من الحاجة اليه موارثهم ووصاياهم وفي مقاسمتهم وأحكامهم وتجاراتهم وفي جميع ما يتعاملون به بينهم من مساحة الأرضين وكري الأنهار والهندسة وغير ذلك من وجوهه وفنونه"».

### استكشاف مصر القديمة
خلال زيارة له إلى مِصْر سنة 216 هـ / 832 م، وبعد القضاء على ثورة البشموريين الأقباط، استقر المأمُون في مِصْر لمدة شهرين، وحاول تعلُّم اللُّغة الهيروغليفيَّة، كما استطاع دخول هرم الجيزة الأكبر، بعد حفره لمدخل يُعرف اليوم، بمدخل المأمُون، فوجد القبر الملكي فارغًا، قد نهبه اللصوص.

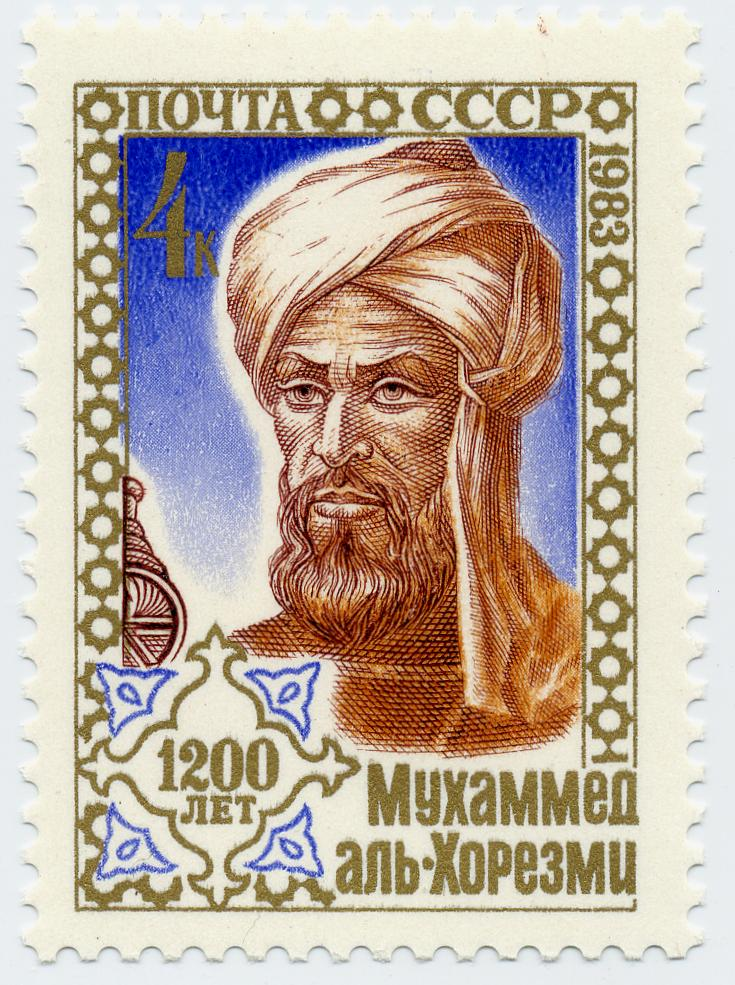
مُحَمَّد بن موسى الخوارزمي وضع نسخة مختصرة عن زيج السندهند بطلبٍ من المأموُن، والذي بقي يستخدم قرونا في العالم الإسلامي وأوروبا.

### علم الجغرافيا

#### بعثة المأمُون لقياس محيط الأرض
بالرغم من كتيبة العلماء الكبار الذين كانوا تحت تصرف المأمُون، لم يكن يحصل الخليفة دومًا على الأجوبة التي يريدها، ويروي حبش الحاسب أحد أرفع عُلماء الفلك لدى الخليفة عنه، أنه ««سأل التراجمة عن معنى كلمة (Stades)، وهي وحدات طول يونانية، أعطوه ترجمات مختلفة». ولما عجز خبراؤه عن الإجابة، قرر المأمُون إيجاد طول الدرجة الواحدة من الدائرة الكبرى للأرض بالقياس من خلال نخبة العُلماء، واضعًا خطة مفصلة لتجربة علمية لحل المعضلة، في توسعة لتجربة الرياضي اليوناني القديم إراتوستينس. أرسل المأمُون فريقًا من عُلماء الفلك والمساحين وصانعي الآلات، وعُيَّن أبناء مُوسى بن شاكر الثَّلاث على رأس البِعثة، إلى سهل سنجار الصحراوي، بالقرب من الموصل، حيث أخذوا القراءات لارتفاع الشمس، قبل أن ينقسموا فريقين، أما الفريق الأول، فاتجه إلى ناحية الشمال، والفريق الآخر، نحو الجنوب، ومع تحركهم كانوا يسجلون بِدِقَّة ما قطعوا من مسافة، واضعين في الأرض علامات خاصة على الدرب، وعندما كانت مجموعة ثانية من القراءات الشمسية تشير أنهم قطعوا درجة على دائرة خط الطول، يتوقفون ويعودون أدراجهم للتثبت من المسافة التي قطعوها، ثم تحلل المجموعتان المستقلتان النتائج، وتقارن الواحدة بالأخرى لتعطيا رقمًا نهائيًا دقيقًا إلى حد لافت، وبعد حساب طويل مضنٍ ودقيق توصلت بعثة موسى بن شاكر، أن المدن تفصل بينها درجة واحدة من خطوط العرض ومسافة قوس الزوال المُقابلة تبلغ 66⅔ ميلًا عربيًا، وهو ما يُعادل 47,356 كم، كان حساب بحّاثة المأمُون قريبًا جدًا مما يعرف اليوم، حيث أنَّ مدار الأرض الفعليّ يُعادل 40,000 كم.

#### قياس خطوط الطول والعرض

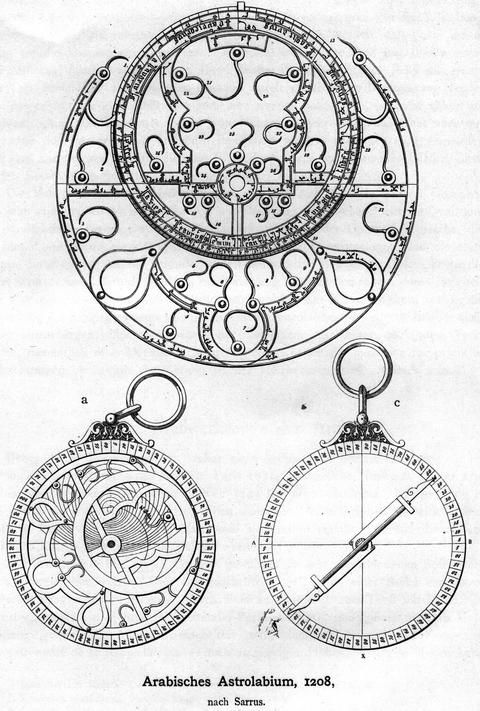
اَلْأَسْطُرْلَابُ الذي طُوِّر تطويرًا كبيرًا في عهد الخليفة المأمُون.

كان المأمُون مسؤولًا عن الصالح الديني لمُجتمع المسلمين الواسع في خِلافَتِه، وبسبب ذلك، فقد لجأ الخليفة إلى عُلماء بيت الحكمة طلبًا للعون على شؤون الدّينِ والدُنيا، حيث طلب من هؤلاء الخبراء، تحديد المكان الدقيق لبَغْداد ومكة المُكرَّمة، وذلك بهدف معرفة اتِّجاه القبلة الشرعيَّة معرفةً دقيقةً، كما أراد الخليفة صورة دقيقة لطول وعرض العالم الذي يحكمه عند فلكيي بيت الحكمة الآخرين، كان كل ذلك يؤول إلى حل مسائل أساسية في الهندسة الكروية، وكانوا قد حذقوا بالاستعانة بالقدماء، لتحديد نظام الإحداثيات الجغرافية، أي استخدام خطوط الطول ودوائر العرض التخيلية، التي تعطي كل نقطة منها موقعًا فريدًا يمكن تحديده بهذه الدوائر.
طبَّق العُلماء العرب بسهولة الرياضيات الكروية على مسائل الجغرافيا من البداية، وكان هؤلاء العلماء قد تعلموا من بَطْلِيمُوس صاحب كتاب 'المجسطي' وكتاب 'جغرافيا'، المسح الجيوديزي، الذي أمر بإجرائه الخليفة المأمُون في برّ سنجار الصحراوية، قد أعطى طول الدرجة الواحدة من مُحيط الأرض بوحدات قياس عربيَّة، فكان 56 ميلًا، والميل العربي 4 آلاف ذراع، والذراع التي وضعها المأمُون 120 اصبعًا، حسب المسعودي في المروج، بينما قدمت تصحيحات المسلمين لجداول بَطْلِيمُوس التي تحدد إحداثيَّات 8 آلاف مدينة ومكان، وما أضافوا إليه من بيانات جديدة أكثر دقة، للفلكيين والجغرافيين على حدٍ سواء.
كانت المعلومات والتقنيات التي طورها خبراء الخليفة المأمُون وأمثالهم، تستطيع تحديد القبلة بدقة، من خِلال خط الطول المحلي للدائرة الكبرى للكرة الأرضية، كانت الجغرافيا التي تعرف القبلة بأنها الخط المستقيم الذي يصل المؤمن بمكة، لكن فلكيي ورياضيي بيت الحكمة علموا أن الشكل الكروي للأرض، يعني أن القبلة الفعلية كانت في الحقيقة خطًا مائلًا، بزاوية محددة من نقطة الصلاة، لا تزال تعرف اليوم باسم السمت، ويستخدم هذا النظام في الحسابات الجغرافية المعاصرة للمسافة والاتجاه، وأعظم إنجاز للمأمون هو وضع خريطة للعالم، وقد عثر على شاخصات تعود للعصر العبَّاسي تبين المسافة من بَغْداد حتى فلسطين والكرج.

#### الخريطة المأمُونية
جَمَع المأمُون فريقًا من عشرات العُلماء لصنع أعظم خريطة في العالم حينها، فقد قال المَسْعُودي في كتابه التنبيه والإشراف: «رأيت هذه الأقاليم مصورة في غير كتاب بأنواع الأصباغ، وأحسن ما رأيت من ذلك في كتاب جغرافيا مارينوس، وتفسير جغرافيا قطع الأرض، وهي الصورة المأمُونية التي عملت للمأمون واجتمع على صنعتها عدة من حكماء أهل عصره صور فيها العالم بأفلاكه ونجومه، وبره وبحره وعامره وغامره، ومساكن الأمم والمدن وغير ذلك، وهي أحسن مما تقدم من جغرافيا أبَطْلِيمُوس وجغرافيا مارينوس وغيرهما». جاء في خريطة المأمُون ومسحِه وصف 530 مدينة وبلدة، وخمسة أبحر، و290 نهرًا، و200 جبلًا، ومقدارها وما فيها من معادن وجواهر، كما صحح جغرافيو المأمُون تمثيل بَطْلِيمُوس التقليدي للمُحيط الهندي كبحر محاط باليابسة وأوضحوا لأول مرة أنه كتلة كروية من الماء تحيط بالعالم المسكون وهو ما فتح الطريق لما يعرف بعصر الاكتشافات الجغرافية بأوروبا.

### علم الموسيقى
بسبب اهتِمام المأمُون بالمُوسيقى كبعض أسلافِهِ من الخُلفاء، وباعتِباره الشخصيَّة الرئيسيَّة التي لعبت دَورًا في الرَّفع من مُعدَّل عمليَّة التَّرجمة من اليونانيَّة إلى العربيَّة، التي جرت في قسم مِن بيت الحكمة، عشق الخليفةُ المأمُون المُوسيقى ذات الطَّابع الإغريقيِّ، وشجَّع على تعلُّمها، فكان مُحبًا للألحان الإغريقيَّة، واستدعى المُؤلِّفين المُوسيقيين إلى تعلَّم هذا النَّوع مِن الغِناء خِلال عصر خِلافَتِه، واشتهر في عصرِه العالِم المُسلم الكِنديّ، الذي وضع أُسس القواعد الموسيقيَّة، و المُغنّي إبراهيم الموصلي -نديم الرَّشيد-، وابنِهِ إسحاق، الذي كان نديمًا للمأمون، كما كان عمّّ المأمُون إبراهيم بن المهدي، من أمهر العازِفين على الآلات الموسيقيَّة، ومن عُلماء عصرِه في مجال الغِناء والموسيقى.

## سياسته الداخلية

### وُزرائه

#### الفَضْل بن سهل
أول وزير عيَّنهُ الخليفة المأمُون، هو الفَضْل بنُ سَهْل السرخسيّ، الفارسيّ الأصل، وكان يُلقب ذو الريَّاستين، وجعل لهُ علمًا من سِنان ذي شُعبتين، وكتب على سيفه من جانب رياسة الحرب ومن جانبٍ آخر، رياسة التدبير، وقد أولاه في سنة 196 هـ / 811-812 كامِل ولاية خُراسان وفارس، وجعل معاشَهُ ثلاثة آلاف ألف درهم. وكان الفَضْل قد انضمَّ في خِدمة المأمُون مُنذ عهد أواخر البَرامِكَة، حينما كان مُوكلًا بِهِ جَعْفَر، حيث كان الفَضْل رجُلًا طمُوحًا، وذو عزيمة مُرهفة، ومطالع واسِعة، وقد قال لهُ مُؤدب المأمُون في أيَّام الرَّشيد: «إن المأمون لجميلُ الرأي فيك، وإني لا أستبعِد أن يحصُل لك من جِهتِه، ألف ألف درهم»، فانزعج لذلك الفَضْل واغتاظ، وردَّ عليه: «ألك عليَّ حِقد! ألي إليك إساءة!»، فقال المُؤدب: «لا والله! ما قُلتُ هذا إلا محبةً لك!»، فقال الفَضْل: «والله ما صَحِبتُه لأكتسب مالا قلّ أو جلّ، ولكن صُحبَتُه يمضي حكُم خاتَمي هذا في الشَّرق والغَرب!». ويُقال أن سبب ذلك، هو أن الفَضْل كان خبيرًا بعِلم النُّجوم، فدلَّتهُ النُّجوم على أنه سيُصبِح الخَليفة يوماً، فلزمهُ وخدَمهُ ودبَّر أُموره، وكان لهُ ما أراد حينما استتب للمأمون الخِلافَة، وبات وزيرُه.

#### أحمد الأحول
وبعد أن قُتل الفَضْل في 202 هـ / 818 م، تولَّى الوِزارة أحمَد بن أبي خالد الأحوَل، مولَى شاميّ الأصل، وكان أبوه كاتبًا لعبيد الله، كاتب الخليفة أبي عبد الله المهديّ، وقد قال لهُ المأمُون: «إني كنت عزمت ألَّا أستوزر أحداً بعد ذي الرياستين، وقد رأيت أن أستوزرك»، فقال أحمد: «يا أمير المُؤمنين، اجعل بيني وبين الغاية منزلة، يأتملها صديقي، فيرجوها لي، ولا يقول عدوّي قد بلغ الغاية، وليس إلا الإنحطاط»، فاستحسن المأمُون كَلامُه واستوزره. وكان أحمد من خيار الوُزراء وله أخبار وسير في سيرته، حتى توفي في ذو القعدة 211 هـ / فبراير 827 م.

#### أحمد بن يوسف
ثم استوزر أحمد بن يوسف الكاتب، وكان من من خيرة الكُتَّاب، وأجودهم خطًا، حتى قال لهُ المأمُون يوماً: «يا أحمد، لوددتُ أني أخطُّ مِثل خَطِّك وعليَّ صدقةُ ألف ألف درهم»، إلا أن بعض المُقرَّبين من المأمُون قد حقد عليه، ولم يجدوا عيبًا من جِهة عملِه، فوصل المأمُون كلامًا بأن أحمد بن يوسف قال لغُلامه: «ما رأيت أحدًا قط أبخل ولا أعجب من المأمُون، دخلت عليه اليوم وهو يتبخَّر، فلم تتسع نفسه أن يدعو لي بقطعة بخُور حتى أخرج القتار الذي كان تحته فبخرني به»، فجافاه المأمُون وعزلهُ عن الوِزارة.

#### يحيى بن أكثم
استَوزر المأمُون بعدُه القاضي المُسلم يِحيى بنُ أكثَم التَّميميّ، وكان من جُلَّة العُلماء الفُقهاء من أهلُ السُّنَّةِ والجمَاعة، تولَّى قضاء البصرة وسنُّهُ 20 عامًاً، وقد كان ذلك بواسطة من العالم المُتكلِّم ثمامة بن الأشرس بعد أن امتنع عن تولّي الوزارة رغم ثقة المأمُون له، ومع ذلك، فقد اجتمع ليحيى تدبير شؤون الخِلافَة والقضاء معًا، وكان ينصح المأمُون، ويُروى أن المأمُون حينما أراد حلّ زواجُ المُتعة حسب اجتِهادِه، دخل عليه يحيى وهو مُتغيَّرٌ عليه، فسأله المأمُون عن السبب، فقال: غمٌ يا أميرُ المُؤمِنين، حدث في الإسلام وهو النداء بتحليل الزنا، قال المأمُون مُستعجبًا: الزنا! قال: نعم، المتعةُ زنا، قال: من أين؟ قال: من كتاب الله وحديث نبيَّه، ثم عرض عليه حِجَّتهُ وبيانُه، وبعد أن أدركَ المأمُون ثُبوت الدلائل على حُرمته، استغفَر الله ونُودي بتحريم المُتعة، وكان لهُ قصص وحِكايات، وقد فترت العلاقة بينهُما، فقد أوصَى لأخيه المُعْتَصِم بالله، أن لا يتَّخذ من بعده وزيرًا يُلقي إليه شيئًا، وأنه نكَّبهُ في مُعاملة الناس وخُبث سيرته، وأنَّهُ سيُفارقهُ غير راضٍ بما صنع في أموال الله وصدقاتِه.

#### آخرون
ومن وُزراء المأمُون، أبو عبَّاد الثَّابت بنُ يحيى الرَّازيّ، وأبُو عبدِ الله مُحَمَّد بنُ داوُد بنُ سويد، وهو آخر وُزرائِه، خُراسانيّ الأصل، فمات المأمُون وهو وزيرُه، والشَّاهد أن المأمُون لم يكُن يمنح للوزراء قيمة كبيرة، أو تصل صلاحيَّاتهم للاستبداد بمصالح الدَّولة، ويظهر أنَّهُ تأثَّر وتعلَّم من عهد والدهُ هارُون الرَّشيد بعدم الثِّقة بالوُزراء مثل البرَامِكة، لئلَّا يستفحل خطرهُم، ويتكرَّر أمر الفَضْل بنُ سَهْل، وجعفر البرمكي.

### الضرائب
تميَّز عهد المأمُون بوجود أثر تاريخي يُوضِّح مِقدار الجباية الخراجيَّة والضَّرائب من جميع الأقاليم التي كانت تحت سُلطة الخِلافَة العبَّاسيَّة.
وقد نقلهُ العالم المُسلم اِبنَ خَلدُون في مُقدمة كِتابه:
| الأقاليم       | مقدار الجباية          | الجباية من العروض                                                             |
| -------------- | ---------------------- | ----------------------------------------------------------------------------- |
| خُراسان         | 28,000,000             | 20 ألف ثوب مُتاع                                                               |
| فارس           | 27,000,000             | 30 ألف قارورة ماء ورد 20,2 ألف رطل زيت أسود 500 ثوب متاع يماني 20 ألف رطل تمر |
| حلوان          | 4,800,000              |                                                                               |
| كرمان          | 4,200,000              |                                                                               |
| مكران          | 400,000                | 150 رطل عود هندي                                                              |
| السند          | 12,500,000             | 200 ثوب مُعيَّن                                                                  |
| سجستان         | 4,000,000              | 20 رطل فانيذ 2 ألفي نقرة فضَّة 40 ألف برذون 1 ألف رأس رقيق                      |
| جرجان          | 12,000,000             | 30 ألف رطل أهليلج                                                             |
| قومس           | 1,000,000              | 1 ألف شقة ابريسم                                                              |
| طبرستان        |                        | 1 ألف نقرة فضَّة                                                                |
| الرويان        | 6,300,000              | 600 قطعة فرش طبري                                                             |
| دنباوند        |                        | 250 كساء 500 ثوب 300 منديل 3 آلاف جام                                         |
| الرَّي           | 12,000,000             | 20 ألف رطل عسل                                                                |
| همذان          | 11,300,000             | 1 ألف رطل رب الرَّمانين 12 ألف رطل عسل                                          |
| ماسبذان        | 4,000,000              |                                                                               |
| شهرزور         | 6,700,000              |                                                                               |
| أذربيجان       | 4,000,000              |                                                                               |
| أرمينيَّة        | 13,000,000             | 10 آلاف رطل من مسايح السور ماهي                                               |
| الأهواز        | 25,000,000             | 30 ألف رطل سكر                                                                |
| السَّواد         | 27,800,000             | 200 حلة بخرانية                                                               |
| كسكر           | 11,600,000             | 240 رطلًا من تين الختم                                                         |
| كور دجلة       | 20,800,000             |                                                                               |
| الكوفة والبصرة | 10,700,000             |                                                                               |
| الموصل         | 24,000,000             | 20 ألف رطل عسل                                                                |
| الجزيرة        | 34,000,000             | 1 ألف رأس رقيق 12 ألف زق عسل 10 بزاة 20 كساء 20 قسطًا محفورًا                   |
| برقة           | 1,000,000              | 10 آلاف رطل سونج 200 بغل 30 مهرًا 120 بساطًا                                    |
| إفريقية        | 13,000,0000            |                                                                               |
| المجموع        | 319,100,000 مليون درهم |                                                                               |

| الأقاليم | مقدار الجباية         | الجباية من العروض |
| -------- | --------------------- | ----------------- |
| قنسرين   | 400,000               |                   |
| دِمَشْق     | 420,000               |                   |
| الأردن   | 97,000                |                   |
| فلسطين   | 310,000               | 30 ألف رطل زيت    |
| الحجاز   | 300,000               |                   |
| اليمن    | 370,000               |                   |
| مصر      | 1,920,000             |                   |
| المجموع  | 3,817,000 مليون دينار |                   |

وكانت جميع هذه الأخراج والجَبى، تعُود إلى بَغْداد حاضِرةُ الخِلافَة، ويتصرَّف فيهِ الخليفة، فيدفع مِنها أرزاق وُزرائه وعُمَّاله وحاشيته، ويُصرف منهُ في الحوادث التي تتعرَّض لها الدَّولة، وتجهيز الجيش العبَّاسي، والباقي بعد ذلك، يهب منهُ لمن شاء ما شاء، وذلك مقدار وافر، يدور معظمهُ في الحاضرة الكُبرى، فيزيدها سعةً، ورخاءً، وترفًا، ويُروى، أنه وُرد على المأمُون وهو في الشَّام، 30 مليون درهماً، حملهُ إليه أخوه أبو إسحاق مُحَمَّد، من خراج ما يتولَّاه، فخرج المأمُون وأصحابُه ينظرون إلى هذا المال، فقال للقاضي ووزيرُه يحيى بن أكثم: «يا أبا مُحَمَّد، ينصرف أصحابنا هؤلاء الذين تراهم الساعة إلى منازلهم خائبين، وننصرف نحنُ بهذه الأموال قد ملكناها دونهم، إنا إذاً للئام» ثُمَّ دعا أحد كُتَّابه مُحَمَّد بن يزداد، فقال له:«وقع لآل فلان بألف ألف ولآل فلان بمثلها ..» وما زال كذلك حتى فرَّق المبلغ كاملًا، ومع أن العطاء كان كثيرًا، إلا أن الوارد كان أكثر.

### الجيش
كان لظهور الخِلافَة العَبَّاسيَّة في أوائل شأنها عام 750، اعتمادًا على أهل خُراسان، فأصبحوا يُشاركون العرب في الدَّولة، فكان القادة الكبار من الفُرس والعرب، إلا أنَّهُ في عهد المأمُون، كان الميل قد زاد باتجاه الخُراسانيين، كونه استند عليهم في حربِه ضد أخيه مُحَمَّد الأمين، حتى لم يعُد من العرب قائدًا معروفًا كما كان في عهد أسلافِه المَنْصُور، والمَهديّ، والرَّشيد، فقد ظهرت أسماء قادة من عناصر قوميَّة أُخرى، من أتراك ما وراء النَّهر.
ويُروى، أنَّهُ تعرَّض رجُل للخليفة المأمُون في الشَّام، فقال:«يا أمير المُؤمِنين، انظر لعرب الشَّام كما نظرت إلى عجَم خُراسان» وجعل يُرددها مِرارًا، حينها التفت إليه المأموُن قائلًا:«أكثرت عليَّ يا أخا الشَّام، والله ما نزلت قيسًا عن ظُهور الخيل إلا وأنا أرى أنَّهُ لم يبق في بيت مالي درهمٌ واحد، وأما اليَمَن فو الله ما أحببتُها ولا أحبَّتني قط، وأما قُضاعة فساداتُها تنتظر السُّفيانيّ وخُروجِه، فتكون من أشياعه، وأمَّا رُبَيعة، فساخِطة على الله مُذ بعث اللهُ عزَّ وجلّ نبيَّهُ صلَّ الله عليه وسلَّم من مَضَر، ولم يخرُج اِثنان إلا خرَجَ أحدهُما شاربًا». ويُبين المُؤرخ السُّوري محمُود شاكر، أن المأمُون قد استشعر ما آل إليه العرب من رفاهيةٍ فركنوا إليها وتركوا القتال، وأن روح الجهاد قد ضعف لديهم، وكذلك كان أمر الفُرس فقد كانت العصبيَّة القوميَّة وأمجاد الدولة الفارسيَّة القديمة تراودهم، ولذلك طلب المأمُون من أخيه المُعتصم أن يجلب الجُند الأتراك إذ كانوا على درجةٍ من القُوَّة التي لم تُفسد الرفاهية نُفوسهم بعد، ولم يكونوا على خلافات حتى ذلك الحين.
وكان من أشهَر القادة الأساسيين في عَصرِ خِلافَتِه والذين حققوا انتصارات ملحُوظة واعتمد عليهم في حملات عسكريَّة كبيرة:
- هرثُمة بنُ أعيُن
- طاهر بن الحُسَين
- عبدُ الله بن طاهر
- مُحَمَّد المُعْتَصِم
- العبَّاس بن المأمُون
- مُحَمَّد الطُّوسيّ

وهُنالك قادة آخرون، إما عملوا تحت أحد القادة الكِبار، وإما في حملات عسكرية محدودة، منهم:

## سياسته الخارجية

رسم لخريطة العالم عام 204 هـ / 820 م وتظهر دولة الخِلافَة العبَّاسيَّة في مُنتصف الخريطة باللَّون الأخضر الفاتِح، في عهد المأمُون.

### العلاقة مع الإمبراطورية الرومانية المقدسة
كانت سياسة المأمُون نحو الإمبراطوريَّة الرُّومانِيَّة المُقدَّسَة، استمرارًا لسياسة والده هارون الرَّشيد، والتي تقوم على مصادقة هذه الدولة الأوروبية الغربية، وعلى الرغم من أن وفاة شارلمان قد حدثت في العام التالي من خلافة المأمُون سنة 209 هـ / 814 م، إلا أن ذلك، لم يحل دون استمرار سياسة التفاهم مع ولده لويس الأول، إذ تشير المصادر الأوروبية، إلى أن الملك لويس، أرسل سفارة رسميَّة إلى البلاط العبَّاسِي في بَغْداد، في عهد المأمُون، سنة 215 هـ / 831 م.

### العلاقة مع الإمبراطورية البيزنطية
ورِث المأمُون عن أبيهِ وأسلافِه حِملًا ثقيلًا في مُواجهة العدُو التَّارِيخي المُتمثل بالإمْبَراطُورِيَّة البِيزَنْطِيَّة والواقعة على حُدود بِلاده من شِمال الشَّام وغربي أرمينيَّة، حيث أن الرُّوم البِيزَنْطيُّون كانوا قادرين على استغلال صراعهُ الدَّمَويّ مع أخيه الأمين، والثَّورات التي خرجت في بداية عهدِه، من خلال مُهاجمة الثُّغور العبَّاسِيَّة، إلا أن الأقدار كانت رحيمة بالمأمُون، حيث أنهم كانوا مُنشغلين في بُحورٍ عميقة من الخِلافات الداخليَّة شغلتها عن التفرُّغ لجارتها اللدود.

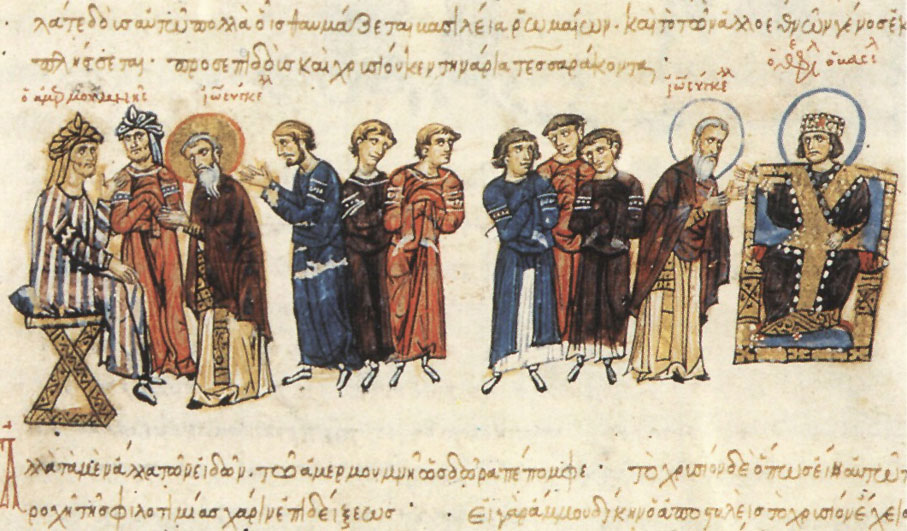
السفير البيزنطيّ والبطرق يوحنا الرابع القسطنطيني النحويّ، يقف بين إمبراطور الرُّوم ثيوفيلوس (في اليمين)، والخليفة العباسي المأمُون (في اليسار)، سنة 213هـ / 829 م.

وقد دامت عِلاقة هادِئة بينهُما لأكثر من عشرة أعوام في البداية، إلا أنها بدأت تتجه لسياسة عدائية شيئًا فشيئًا، ويشير المؤرِّخُون، أن المأمُون استغل فرصة الفتنة الداخلية التي يُمرُّ بها الرُّوم البِيزَنْطِيُّون، من خلال دعم توماس الصَّقْلُبِي، ضد ملك الرُّوم ميخائيل الثاني في سنة 205 هـ / 821 م، وأخذ يمده بالسلاح والمال كي يعينه على فتح القسطنطينية والاستيلاء على الحكم، كما أوعز إلى بطريق القسطنطينية أن يتوج هذا الثائر إمبراطورًا ليُصبغ حركته بصبغة شرعية، إلا أن السُّلطة البيزنطيَّة كشفت أخبار هذه الاتصالات، وانتهي الأمر بهزيمة توماس الصَّقْلُبِي وإعدامِه على أبواب القسطنطينية سنة 208 هـ / 823 م. وقد قام المَلك تُوفيل بإيواء بعض الخارجين على المأمُون من جِهة، ودعم الثَّائر بَابَك الخُرَّمِيُّ الذي سيطر على بِلاد أذْرُبَيْجَان من الخِلافَة، انتِقامًا من المأمُون لموقفِهِ في دعم تُوماس الصَّقْلُبِيُّ، ولإيوائه رجُلًا لاجئًا من الرُّوم يُدعى مانويل، والذي وصل إلى بَغْدَاد عارِضًا خدماته على المأمُون ضد الإمبراطور البيزنطي في مُقابل منحهِ حُكم بعض المناطق.
ولم يتردد المأمُون في السنوات الأخيرة من حياته، من قيادة جيش الخِلافَة العباسيَّة بنفسه، ومن ثم التوغل في منطقة آسيا الصُّغرى، من ضمن أراضي الرُّوم، إذ قاد ثلاثة حملاتٍ جِهاديَّة بنفسه. وفي جُمادى الأوَّل من عام 214 هـ / يُوليو 830 م، فتح حصن قرة عنوة، وأمر بهدمه واشترى السبي بـ 56 ألف دينار، ثم خلَّى سبيلهم وأعطاهم دينارًا دينارًا، ثم توجه المأمُون إلى الشام، وهناك، وردته الأخبار أن الملك البيزنطي، قتل عددًا من سكان طرسوس والمصيصة، فأعاد المأمُون الكَرَّة على الأراضي البيزنطيَّة، فسار حتى وصل أنطيفوا، فخرج أهلها على الصلح، ثم توجه إلى مدينة هرقلة، فخرج أهلها على صلح أيضًا خوفًا من الجيش العباسي، ثم وجه حملات عسكريَّة عديدة داخل الأراضي البيزنطية، وفتح ثلاثون حصنًا بقيادة أحد إخوته، وقد أعاد المأمُون التوغل في الأراضي البيزنطيَّة للمرة الثالثة، وأغار على مدينة لؤلؤة، لمدة مائة يوم، ثم رحل عنها، واستخلف عليها قائده العسكري عجيف بن عنبسة، لكن أهل المدينة خدعوه، وأسروه، فأرسل المأمُون وفدًا لإنقاذه، فأخلي سبيله عبر التفاوض مع الملك تُوفيل. وحاول المأمُون، القيام بحملة جهاديَّة رابِعة ضد الرُّوم عام 211 هـ / 833 م، فدخل أراضيهم وتوغَّل، عن طريق طرسُوس، غير أن المنيَّة أدركته، إثر إصابته بالحِمَّى، ودفن بطرسُوس، بالقرب من أضَنَة الواقعة في تركيا المعاصرة.

### العلاقة مع الأغالبة

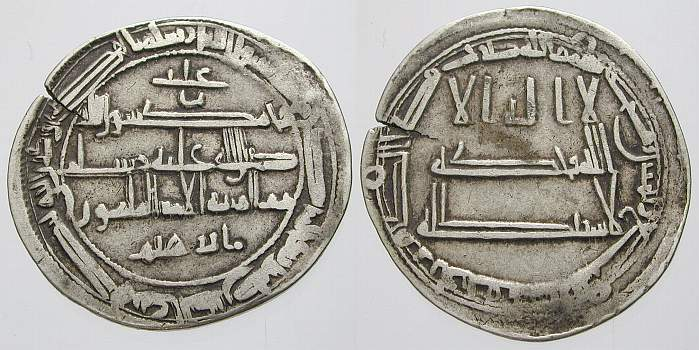
درهمٌ فضيٌّ صُك في مدينة القَيْروان صُك في سنة 198 هـ / 814 م، ويُظهر اسم مُؤسس دولة الأغالبة إبراهيم بن الأغلب التَّميميُّ، وكذلك اسم الخليفة المأمُون. يُعتبر إجراء تقليدي لإيضاح ارتباط الأغالبة وتبعيتهُم للخلافة العبَّاسيَّة.

كانت علاقة الخليفة المأمُون بدولة الأغالبة في إفريقيَّة، استمرارًا لسياسة والده الرَّشيد، والتي تقوم على مبدأ الاعتراف بحكم أسرة الأغالبة، على أساس استِقلالها الدَّاخِلي مع التبعية للخِلافة العبَّاسِيَّة، وكان من أسباب حِفاظ المأمُون على مواصلة الاعتراف بإمارة الأغالِبة، أنهُ لم يكُن يُملك من الوقت والجُهد ما يُؤهِّلهُ لفتح جُبهةٍ جديدة، في ظل انتشار الثَّورات والتمرُّدات القريبة من دار الخِلافة، ولكون الأغالِبة قد احتفظوا في ولائهم للعبَّاسِيين وللمأمُون نفسُه، فلم يخلعوا طاعتُهم كُخلفاء حتى في ظل الأزمات التي عصفت بها، مثل النِّزاع بين الأمين والمأمُون، أو تمرُّد إبراهيم بن المِهْدِي حين حافظوا على طاعتِه، وهو ما قدَّرهُ لهُم المأمُون، وكانت العِلاقة بشكلٍ عام وديَّة بين الطرفين، ويحكمُها المصالِح المُشتركة.

دولة الأغالبة في أوجّ اتساعها، بين 800 و909 م

وكان يحكم دولة الأغالبة في عهد المأمُون، زيادة الله بن إبراهيم بن الأغلب، والذي استولى المُسلِمون على جزيرة صقلية التابعة للرُّوم في عهده. حيث أنه في سنة 212 هـ / 827 م، أمر زيادة الله بغزوها والاستيلاء عليها، وأسند قيادة الحملة إلى قاضي القيروان أسد بن الفرات بن سنان، وكان الجيش الفاتح يتكون من عشرة آلاف فارس، معظمهم من الفرس الخُراسانيين، والبقية من الأفارقة، والأندلسيين المقيمين في إفريقية، فأبحروا من ميناء سوسة في أسطول من مائة مركب، إلى جنوب جزيرة صقلية، حيث نزلوا في مدينة مازر، وغيرها من النواحي المواجهة للساحل التونسي جنوبًا، ثم دارت معركة شديدة بين الجيش الإسلامي والبيزنطي، انتهت بانتصار الجيش الإسلامي، وبمقتل أسد بن الفرات، بعد أن وطد الحكم الإسلامي في بعض نواحيها، وكتب زيادة الله إلى الخليفة المأمُون يبشره بفتح صقلية.

### العلاقة مع الطاهريين
سار المأمُون على نُهج أبيه الرَّشيد في نُزعتِهِ اللَّا مَركَزيَّة حينما أسس إمارة الأغالِبة، فقد أصدر تعيينًا سنة 205 هـ / 820 م، بتولية قائدهُ طاهِر بنُ الحُسَيْن على كامل إقليم خُراسان وِولايات المَشْرِق التابعة لها، وقد قام الأخير بدورٍ مُهم في خِدمة المأمُون منذ أيام حرب خِلافته ضد الأمين، فكان طاهِر ساعِدهُ الأيمن، وهيئ لهُ كُرسيُّ الخِلافة، لذلك لم يكُن غريبًا أن يُطلق عليه المأمُون لقب «ذي اليمينين». وقد اختلفت الرِّوايات والآراء حول الدافع الذي دفع المأمُون لتِلك الخُطوة، حيث يُورد الطَّبَريُّ روايةً يُفهم منها أن الدافع كان نفسيًا، حيث أن المأمُون كُلما رأى طاهِرًا، كان يُصاب بالحُزن لأنه يُذكره بقتل أخيه، مما جعل طاهِرًا يخشى عواقب هذا الشُّعور على الخليفة، فتوسَّط لدى وزير المأمُون، أحْمَد بن أبي خالِد لكي يُبعدهُ عن أنظار الخليفة، فاقترح الأخير على المأمُون أن يُولي طاهِرًا وِلايات المَشْرِق، ضامنًا لهُ ولاؤُهُ وإذعانِه لسُلطة الخليفة، فوافق المأمُون بعد تردد.
بينما يرى بعض المُؤرخين المُحدثين، أن هذه الخُطوة كانت بهدف مُكافأة طاهِر على مُساندتِهِ للمأمُون خلال نزاعِهِ مع أخيه الأمين والفترات اللَّاحِقة، خاصةً مع حاجة إقليم خُراسان لسُلطة قويَّة تحكُمُها في ظِلِّ الخِلافة، وكان ذلك راجِعًا للثقة الكبيرة التي حازتها أسرة آل طاِهر، والتي لم تهتز برغُم مُحاولة التمرُّد الأخيرة من طاهِر على المأمُون والذي تُوفي بعد أيام من خُطبته في الجُمعة في جُمادى الأوُلَى 207 هـ / سبتمبر 822 م، والتي أمسك فيها عن الدُعاء للمأمُون كما تجري العادة في الدُعاء للخُلفاء على المنابِر، حيث بقي المأمُون مُعتمِدًا على البيت الطاهِري من بعده في حُكم إقليم خُراسان الكبير، مثل طَلْحَةُ بن طاهِر والذي تُوفي سنة 213 هـ / 828 م، ليُولي مكانُه القائد عَبدُ الله بن طاهِر خلفًا له، حيث أن الأخير كان يحوز على ثِقة المأمُون، والذي رأى صبرُه وشجاعتهُ وإخلاصُه في قيادة الجُيوش والحملات العسكريَّة، إضافةً لتعيينه واليًا على مِصْر سابِقًا، وحتى بعد وفاة المأمُون، فقد استمر البيتُ الطَّاهِريّ في تبعيتهُم ودعمِهم للخِلافة العبَّاسِيَّة لاحِقًا حتى زوال الطاهِريُّون على يد الصَّفارِيُّون في سنة 259 هـ / 873 م.

### العلاقة مع الزيَّادِيين
حينما كان الخليفةُ المأمُون مُقيمًا سنته الأخيرة في مدينة مَرُو، ولاختلال الأمن في البِلاد اليمنيَّة، ورسُوخ التشيُّع فيها، أراد أن يختار لليَمَن من يأخذ على أيدي المُفسِدين فيها، فأشار عليه الحَسَن بن سَهْل برجُلٍ من ولدِ زياد بن أبيه الأُمَويُّ، فأجاب المأمُون وعيَّن مُحمد بن عبدِ الله بن زياد أميرًا على الجَيش العبَّاسِيّ المُتوجه نحو اليَمَن، فولَّاهُ إياها في ذُو الحجَّة سنة 203 هـ / يُونيو 819 م، فحجَّ مُحَمد بن عبدِ الله الزِّياديّ وتوجه إلى اليَمَن، ففتح تهامة مِنها، وبنى مدينة زُبيد سنة 204 هـ / 820 م، فعظِم أمر الزَّيادي، وكان يخطُب لخُلفاء بني العبَّاس، ويحملُ إليهم الخراج والهدايا، وقد طال مُلكه تحت التَّبعية وسيادة الخِلافَة العبَّاسِيَّة حتى سنة 254 هـ / 868 م، واستطاع أن يمد نُفوذه إلى مناطق في مُرتفعات اليَمَن، وجُنوبه، وأجزاء من حَضْرَمَوْت. ثم تعاقب من بعده أبنائه والموالي من بعده. وتُعد هذه الخُطوة غير مسبوقة، حيث يُعين فيها شخصًا من بَنِي أُمَيَّة، أعداء العبَّاسِيين والهاشِميين القُدامى، كما عيَّن معهُ المأمُون حفيدًا لِسُلَيْمان بن عَبد المَلِك وزيرًا، ولرُبما دل على ذهاب احتِدام العداوةِ بين الطرفين.

### العلاقة مع الهند
اسىتمرَّت العِلاقات الوديَّة الرَّسمية بين الخِلافَة العبَّاسِيَّة، ومملكة البَنِغال، وهي علاقات بدأت منذ عهد جدِّهِ الخليفةُ مُحَمد المِهْدِي، إذ قام ملِك البَنِغال ديفابالا بن دهارمابالا، وهو حاكِم إمبراطورية بالا، بإرسال رسالة مُطوَّلة متبوعةٍ بهديِّةٍ فخِمة إلى الخليفةُ المأمُون بمناسبة بيعتهِ خليفةً للخِلافَة الإسلاميَّة، حيث تُبين بعض المصادر التَّاريخيَّة نصّ الرسالة، ورد المأمُون عليها، وتبدأ بافتخار دَهْمِي (وهو لقب غالِبًا لحاكِم البَنِغال) بنفسِه، ثم يتبعُها إطراء للمأمُون وبيان شَرَفِه، ثم يوضح بعد ذلك سبب تِلك الرِّسالة، وهي وصُولِه لمعلومات عن حُب الخليفة المأمُون للعِلم، وتوافق تلك الصِّفة مع مُيول دَهْمِي، لذلك أرسل مع الرسالة واحدًا من أهم كُتُب الهِنْد، بجانب بعض الهدايا الثَّمِينةِ الأُخرى، وتُفصح لُغة الرسالة على مدى تقدير دَهْمِي للمأمُون، وحرصه على استمرار الصِّلات الوديَّة بين الطرفين، وقد أُرِّخت الرِّسالة سنة 198 هـ / 813 م. كما أرسل ديفابالا هديَّة إلى الحَسَن بن سَهْل بمناسبة زواج ابنتهِ بُوران من الخليفةِ المأمُون سنة 210 هـ / 825 م.

## أُسرته

#### إخوته
عبد الله المأمُون هو أكبر أبناء هارون الرَّشيد، وهو الوحيد لأمه، وله أحد عشر أخًا، واثنتا عشر أُختًا من أُمَّهات أُخريات، وهم:
الذكور:
- محمد الأمين (حكم 193–198هـ / 809–813م)، وأمه زبيدة بنت جعفر
- محمد المعتصم (حكم 218–227هـ / 833–842م)، وأمه ماردة التركية
- القاسم المُؤتمن، وأمه قصف
- أحمد السبتي
- علي، وأمه زبيدة بنت جعفر
- صالح، وأمه رثم
- محمد أبو يعقوب، وأمه شذرة
- محمد أبو عيسى، وأمه عرابة
- محمد أبو العباس، وأمه خبث
- محمد أبو أحمد، وأمه كتمان
- محمد أبو علي، وأمه دواج

الإناث:
- سكينة، وأمها قصف
- أروى، وأمها حلوب
- حمدونة
- فاطمة، وأمها غصص
- خديجة، وأمها شجر
- ريطة، وأمها زينة
- أم أبيها، وأمها سكر
- أم حبيب، وأمها ماردة التركية
- أم سلمة، وأمها رحيق
- أم القاسم، وأمها خزق
- أم علي، وأمها أنيق
- أم الغالية، وأمها سمندل

#### زوجاته
تزوَّج الخَليفة المأمُون زَيْجتين في حياته، هُما أمُّ عِيسى بنت الهادي وهي ابنةُ عمِّه، وبُوران بنت الحَسَن بن سَهْل.

##### أم عيسى بنت الهادي
تزوَّج المأمُون بدايةً من ابنة عمِّه الأميرة أُمُّ عِيسى ابنة عمِّه الخليفة المُتوفى موسى الهادي العبَّاسيَّة الهاشِميَّة، ولعلَّ ذلك جاء بترتيب من والدهُ هارُون الرَّشيد للحفاظ على أبناء وبنات أخيه وإبقائهم قريبين من دار الخِلافة، كان المأمُون آنذاك في الثَّامِنة عَشَر مِن عُمرِه، أي في عام 188 هـ / 804 م، وأنجب منها محمَّد الأصغر وعبد الله.

##### بوران بنت الحسن

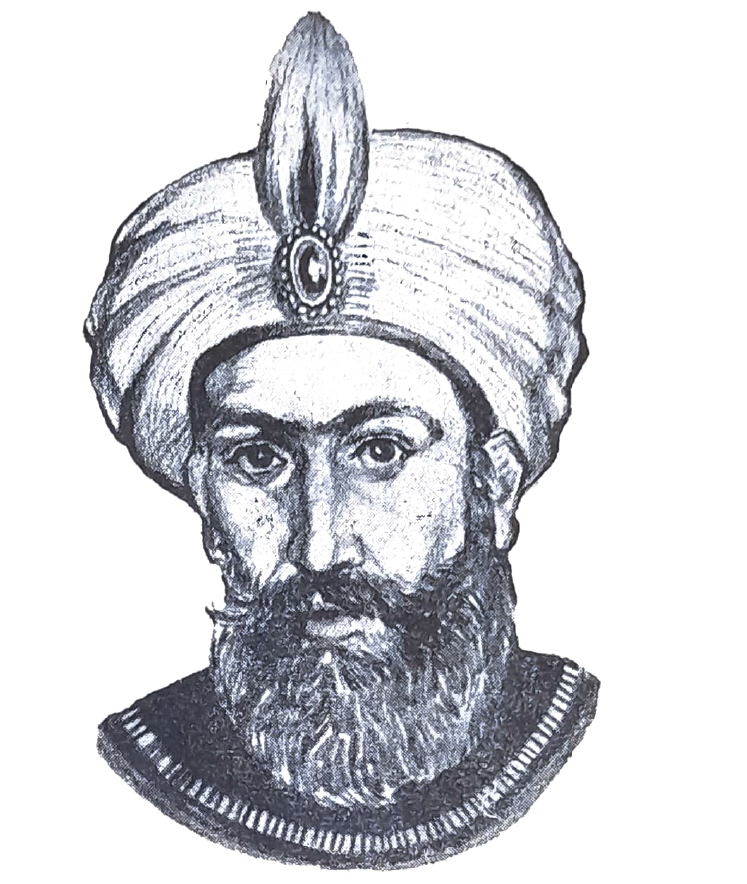
رسمٌ تخيُّلِيٌّ للخليفةُ العبَّاسِي عبدُ الله المأمُون

عقد المأمُون قُرآنَهُ على بُوران ابنة الوزير من أصلٍ فارسيّ الحسن بنُ سَهْل، في عام 202 هـ / 817 م وكان زواجًا سياسيًا بالمقام الأوَّل، وذلك في فترةٍ قصيرة بعد أن تخلَّص من عمِّها ووزيرُهُ الفَضْلُ بن سَهْل السَّرخَسِيُّ لأفعاله، حيث خشي انتقاض الفُرس عليه أو قيامهم بثورة، فأراد أن يستميلهُم بهذه الرابطة الجديدة. ومع أنهُ عقد عليها القُرآن حين كان عُمرها عشرةُ أعوام، إلا أنه لم يجْتمع معها ويتزوَّجها فعليًا حتى بلغت الثَّامنة عَشر من عُمرِها، وتحديدًا في رَمَضان 210 هـ / دِيسَمْبَر 825 م. وقيل أن تأجيله للزواج هو تردده في إتمامه، حتى لم يجد بأسًا من ذلك. يُروى في الكثير من المصادر التَّارِيخيَّة أن عُرس بُوران من الأعراس التي ما زالت تُذكر لفخامتِها، وما أحاط بهِ آلُ سَهْل أنفُسهم فيه من الثَّراء وما أبدوه، حين زُفَّت إليه ودخل المأمُون للقائها، كان عندها أختُهُ حمدونة بنت الرَّشيد، وزوجةُ أبيه زُبَيْدة بنت جَعْفَر أم الأمين، وجدَّة بُوران أم الفَضْل، ووالدها الحسن بنُ سَهْل.
وكجزء من الاحتفال الباهِر والزِّينة الكثيرة، نثرت عليهما جدتها ألف دُرَّةٍ كانت في صينية ذهب، فأمر المأمُون أن تُجمَع من الأرض، حيث أنه أنكر ذلك ووصفهُ بالإسراف، فقيل لهُ:«يا أميرُ المُؤمِنين، إنما نثرناهُ لتتلقَّطهُ الجَواري»، فأجابهم: «لا أنا أعُوَّضِهنَّ خيرًا من ذلك». فجُمعت كما كانت في الطبق، ووضعها في حجر بوران وقال: «هذه نحلتك، وسلي حوائجك»، فسكتت حياءً، فقالت لها جدتها: «كلمي سيدك واسأليه حوائجك فقد أمرك»، فسألته الرِّضا عن إبراهيم بن المهدي حيثُ ثار على المأمُون سابقًا، ولعلَّهُ بإيعازٍ من أهلِها وكإشارة إلى بداية الخير في زواجِهمِا، فقال لها:«قد فعلت»، ثم سألته الإذن لزوجة أبيه لزُبَيْدة بنت جعفر في أن تسير إلى الحج، فأجابها وأذِن لها، فألبستها السيَّدة زُبيدة البدنةُ الأُمَويَّة تعبيرًا عن سُرورها، وابتنى بها في ليلته.

#### جواريه
ذُكر في الرِّوايات أن المأمون كان تحت يديه قُرابة 200 جاريَة وأُمُّ ولد، وهو عدد يُعتبر أقل بكثير من بعض الخُلفاء الذين كان لديهم عدة آلاف من الجواري في بعض الأحيان. كان المأمُون حريصًا في اختياره للجواري، وكان يُبدي اهتمِامًا على معرفة عقلِها وأدبِها وحُسنُ فهمِها وتجاوبها معهُ قبل أن يحسُن في عينيهِ جمالِها، حيث يروي أحد النَّخَّاسِين قائلًا: «عرضتُ على المأمُون جارية شاعِرة فصيحة مُتأدِّبة شَطَرَنْجِيَّة، فساومتُه في ثمنها بألفي دينار»، فاشترط المأمُون عليه قبل ذلك شُروطًا قائلًا: «إن هي أجازت بيتًا أقولهُ ببيتٍ من عندها اشتريتُها بما تقول وزُدتُك»، فنظر المأمُون إلى الجارية وقال في امتِحانها بالشِّعر:
فأجابتهُ الجارية ببلاغتِها قائلة:

##### عريب المأمونية

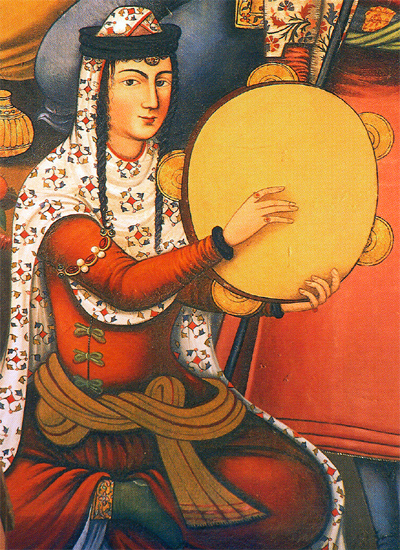
جارية تقوم بالضَّرب على الدَّف، في أحد مجالس السُّمر والغناء.

كانت عُريب المأمُونيَّة جارية حسناء من أشهر نِساء القرن التَّاسِع المِيلاديّ، فقد امتلكت صوتٍ عذِب على كثرة من فيه من المُغنِّين في عصرِها، وكانت من أجملُ النِّساءِ وجهًا، ويُقال أن والدها كان جعفر البرمكي، الوزير عهد هارون الرَّشيد، ورُغم أن قصَّتها مأساويَّة، بسبب نكبة البرامكة، ولم يُكن لأمها تحقيق عائد مادي بعد مقتل أبيها جعفر، اضطرت لبيعها آنذاك، ويُقال أن والدتها توفَّت في صغرِها، وأن جعفر البرمكي أوكل أمرها إلى امرأة، وحينما جرت النُّكبة على البرامكة، باعتها. امتلكت عُريب فُنونٍ كثيرة، فهي شاعرة وعازفة عود مُبدعة، ومُتمكنة في لعب الطَّاولة والشطرنج.
ومع مرور الوقت، استطاع الخليفة مُحَمَّد الأمين شراؤها، وبعد مقتله عام 197 هـ / 813 م، لم تلبث أن عادت إلى مولاها، فاشتراها الخليفة عبدُ الله المأمُون من سيَّدها البرامكي، وبذل المال النَّفيس، حيث أنهُ كان يهواها منذ كانت لدى مولاها، فأصبحت تُدعى عُريب المأمُونيَّة منذ ذلك الحين، ولكن مع ذلك، يبدو أن المأمُون لم يستطع أن يشتري قلبُها، فقد كان قلبُها مُعلقًا بغيره، وتُحب رجُل يُدعى مُحَمَّد أو جَعْفَر بن حامد، فدارت الشَّائعات عليها، وحينما علِم المأمُون بذلك لم يغضب، وزوَّجهُما في الحال، كما مهرها عن ابن حامِد 400 درهم، فولدت لهُ بنتًا، وبعد وفاة المأمُون، اُعتقت من قبل أخيه المُعْتَصِم بالله.

##### مؤنسة المأمونية
كانت مُؤنسة، جارية رُوميَّة الأصل، تُعد أحد أقرب الجواري إليه، وقد حدث ذات مرَّة أن غضِب المأمُون من كلامٍ قالته، فغادر إلى الشَّمَّاسيَّة، وهي منطقة شمال شرقي بَغْداد، فأرسلت تعتذر إليه بأبياتِ شُعرٍ تقولُ فيه:
فقبل مِنها المأمُون اعتِذارها ورضا عنها.

#### ذريته
كان المأمُون مُستقرًا في حياتِه العائليَّة، ومُهتمًا بتربية أولادُه وتثقيفِهم، وتلقينهم مكارم الأخلاق، وكان يجزع برقّةِ إحساسِه، وجميل أُبوُتِه على من يمرض من أولادُه، فيتوسَّل بآثار النَّبِيُّ مُحَمَّد طلبًا للبركة والشِّفاء. وقد أنجب المأمُون عددًا من الأبناء والبنات، ومعظمهم جاء من الجواري وأُمَّهات الأولاد، أمَّا أبنائه الذكور - البالغ عددهم 18 ذكرًا - فهُم:
- العبَّاس
- عَلِيّ
- جَعْفَر
- محمد الأكبر
- محمد الأصغر، وأمه أم عيسى بنت الهادي
- عبيد الله، وأمه أم عيسى بنت الهادي
- الحسن
- الحُسين
- أحمد
- عيسى
- إسماعيل
- الفضل
- موسى
- إبراهيم
- يعقوب
- سليمان
- هارون
- إسحاق

ولهُ عدد من البنات اللاتي لم يُعرف عنهُنَّ الكثير، سوى: أم حبيب (زوجة عليُّ الرِّضا)، وأم الفَضْل (زوجة مُحَمَّد الجَواد). وحين توفَّت ابنةً لهُ، حزِن عليها حُزنًا شديدًا، وأمر أن لا يُمنع من رؤيته أحد في ذلك اليوم، كي يُخفف من مصابِه وألمِه، فدخل إليه في من دخل، إبْراهِيمُ بن المِهْدِيّ - بعد العَفو - وقال لهُ بما يُخفف عنه، ويُجبر ما في قلبِه من ألم الفِقدان، وذكَّرهُ بالنَّبِيُّ مُحَمَّد وفقدانِهِ لابنتهِ رُقَيَّة، وكأن المأمُون قد هدأت نفسُه وطاب قلبُه فيما سمعهُ حول النَّبِي، فأمر لإبراهيمُ بن المِهْدِي مائة ألف درهم. عُرف عن المأمُون حُبَّهُ ووجدُه لابنهِ عَلِيُّ، وكان مُليئًا بالصِّفات الحسنة، حيث كان بشُوشًا وجميلًا، ومُتواضِعًا، ويُلاطف جُلسائه، فكان من أحسن النَّاس خُلقًا، وأطيبهُم نفسًا، إلا أنه ابتعد عن حياة الأمراء والعيش المُترف، وزهد في الحياة مُتعبدًا لله، ثم تُوفي في عهده من علَّة، وكان يومًا حزينًا على المأمُون بعد أن غاب عنه لسنوات.

## صفاته

### صفتهُ الخلقيَّة
كان المأمُون رُبعةً، أبيضَ البشرة، جميلًا، تعلُوه شَقْرة، ضَيَّق الجُبهة، في خَدِّهِ خالٌ أسود، واسِع العَينينِ، طويل اللَّحية، مع رقَّة فيها، وقد فَشا بِهِ الشيب.

### أخلاقه
وُصف المأمُون بأنه من أفضل رجال بني العبَّاس حزمًا، وعزمًا، وحلمًا، وعلمًا، ورأيًا، ودهاءً، وأنّهُ سَمع الحديث عن عدد كبير من المُحدثين، فبرع في الفَقْه، واللُّغة العربيَّة، والتاريخ، وكان حافِظاً للقرآن الكريم. وكان نقش خاتِمِه «سل الله يعطك». وقيل «عبد الله بن عبيد الله». وإلى جانب هذه الصِفات النبيلة، كان صادِقًا في وعدِه، لا يتلوَّن ولا يتبدَّل، وقد حافظ على الوُعود التي قطعها للناس في أوَّلُ خُطبةٍ لهُ بعد توليه الخِلافة، ولم يحِد عنها قط كما يصفهُ المُؤرِّخ المِصريُّ مَحَمَّد مُصْطَفى هَدارة في كِتابِه "المأمُون الخليفةُ العالِم"، وبيَّن أن المأمُون كان فيلسُوفًا مُتكلِّمًا يستندُ إلى الحِجَّة، ويقنع بالدليل والمنطِق.

#### حِلمُه وكرمه
يؤثر عن المأمُون العديد من المواقف التي تُظهر مدى أخلاقِه وسَماحَتِه ومحبَّتِه للعَفُو، ومنها أن أهل الكوفة رفعوا مظلمة يشكون فيها عاملًا، فوقَّع إليهم كِتابًا يقولُ فيه: «عيني تراكم، وقلبي يرعاكم، وأنا مُعوِّل عليكم ثقتي ورِضاكم». وحينما شغب الجند في بَغْداد، واحتجُّوا، فرُفع ذلك إليه، فقال:«لا يُعطون على الشغب، ولا يُحوجون إلى الطلب». ووقف مرةً أحمد بن عروة بين يديه، وقد كان واليهُ على الأهواز، فقال له المأمُون: «أخربت البلاد، وأهلكت العباد»، فقال: «يا أميرُ المؤمِنين، ما تُحب أن يفعل الله بِك إذا وقفت بين يديه، وقد قرَعَك بذُنوبك»؟ فقال: «العفو والصَّفح»، قال: «فافعَل بغيرِك ما تختار أن يُفعل بك»، قال: «قد فعلت، ارجِع إلى عملك، فوالٍ مُستعطف خيرٌ من والٍ مُستأنف!».
وكتب مرَّة إلى أحد الأمراء قائلًا لهُ: «ليس مِن المَرُوءة أن يكون آنيتُكَ مِن ذَهَب وفِضَّة وغريمُكَ عارٍ، وجارُكَ طاوٍ، والفقيرُ جائع». وفي إحدى الأيام أهدى مَلِكَ الرُّوم إلى المأمُون هديَّة، فيها مائتا رطلٍ من مِسك، ومائتا جلد سمور، فقال: «أضعِفُوها له، ليعلَم عِزَّ الإسلام». وقد دخل عليه أحد الشُّعراء يهنئهُ بولادة ابنهِ جَعْفَر فقال مُهنئًا:

فأعجب المأمُون لشِعره، وأمر لهُ بعشرةِ آلاف درهمٍ.

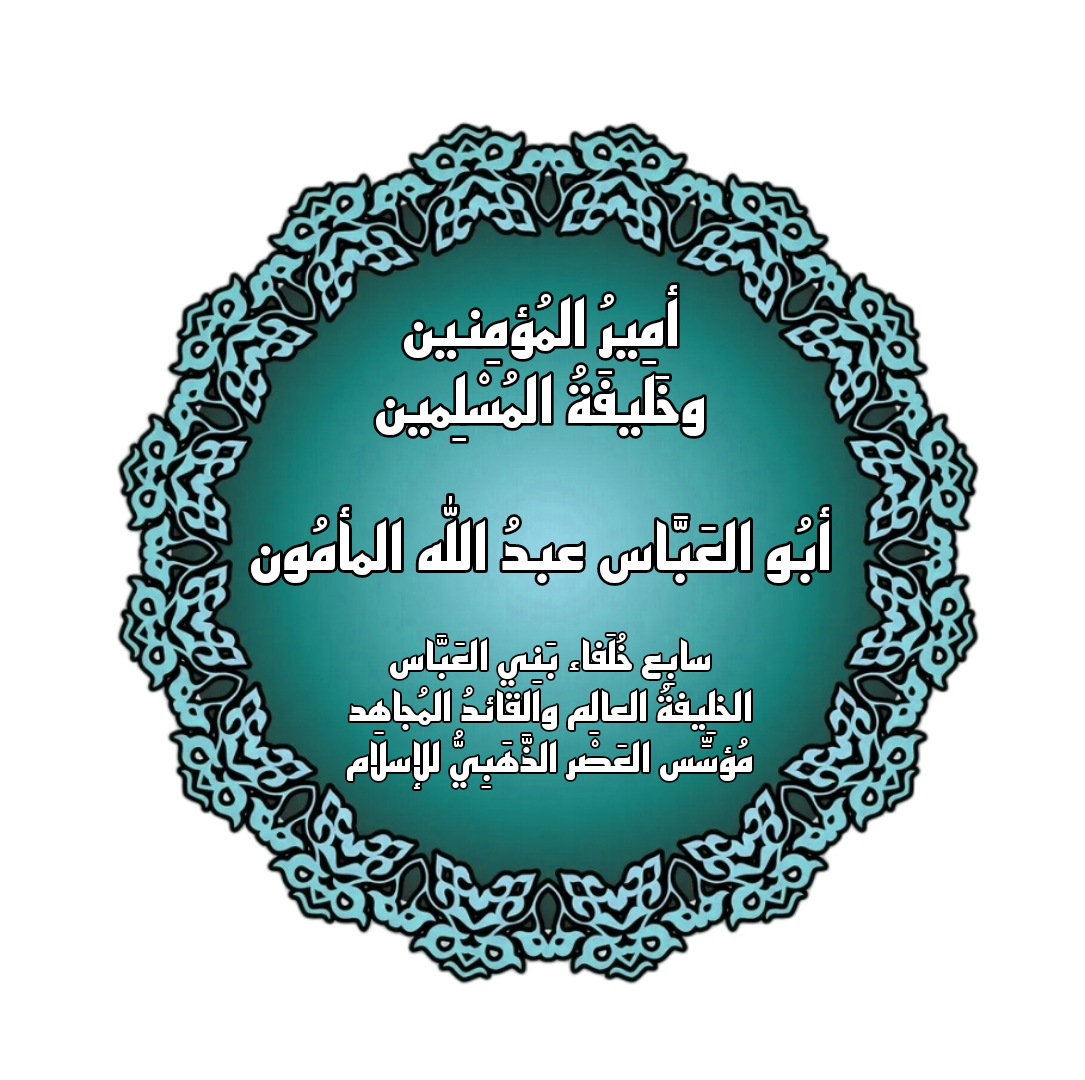
تخطيط باسم الخليفة عبدُ الله المأمُون

كان مع اهتمامه بمسائل الخِلافة وإرسال الجُيوش واهتمامِه بالعلم والعُلماء، يتولَّى القضاء والحُكم بين النَّاس في مَجلِسه، ويروي المُؤرِّخ ابن كَثِير أن امرأةً ضعيفة تظلَّمت عِندهُ على ابنِهِ العَبَّاس وشكت لها بظُلمه لها في مسألة، فأمر المأمُون الحاجِب أن يأتي بابنِه وأجلسهُ معهُما بين يديه، وادَّعت أنَّهُ أخذ ضيعةً لها واستحوذها، فتناظرا ساعة، وبات صوتُها يعلو على العبَّاس الذي صمت، فزجرها بعض الحاضِرين لإعلاء صوتِها على ابن الخليفة! إلا أن الخليفةُ المأمُون سُرعان ما أسكتهُ بغضب قائلًا: «اسكُت! فإن الحقَّ أنطقها والباطِل أسكَته»، ثم حَكَم لها بحقِّها وإعادة ضيعتها، وغرَّم ابنهُ العَبَّاس بِعَشرةِ عَشرَةِ آلافِ دَرْهَم، وهو ما يُوضَّح بشكلٍ جليّ اهتمام المأمُون بتطبيق العدل حتى لو كان ضد ابنِه. ويُروى أن رجُلًا وقف بين يديه، ولعلَّه قام بارتكاب السيء فقال له المأمُون: «والله لأقتُلنَّك!» فردَّ الرجُل: «يا أميرُ المُؤمنين تأنَّ علي فإن الرِّفق نِصفُ العفُو» فقال المأمُون تعبيرًا عن أنه قد حلف ولا يُمكن أن يعود عنه: «ويحك! قد حلفتُ لأقتُلنَّك!» فردَّ الرجُل: «يا أميرُ المُؤمِنين، إنك إن تلق الله عزَّ وجَل حانثًا - أي أن تحلف ولا تفعل - خيرٌ من أن تلقاهُ قاتِلًا - تعبيرًا عن أنه لرُبما كان مظلومًا -» فاستحسن كلامُه، وعفا عنه.
ويروي أقرب مصدرٍ لتاريخ المأمُون من زمنه ابن طَيْفُور ما حصل بعد دخول المأمُون لِبغْداد، حيث التقى وزير الأمين الأخير الفَضْلُ بن الرَّبيع، بطاهرِ بن الحُسَيْن قائد جيش المأمُون، وطلب منه أن يرضى عنهُ أميرُ المُؤمِنين واستعجلهُ في الأمر، فمضى طاهرٌ من فوره وكلَّم المأمُون، فأمر بإدخاله إليه، فقال طاهر: «فأدخلتُهُ حاسِرًا لا سيف عليه، ولا طيلسان، ولا قُلنسوة»، فقام المأمُون من عرشِه وصلَّى رُكعتين، ثُم التفت إليه قبل أن يُسلم الفَضْلُ عليه بالخِلافَة، فقال: «أتدري لِمَ صلَّيتُ يا فَضْل ؟»، فأجابه بعدم المعرفة، فقال المأمُون: «شُكرًا لله إذ رزقني العفو عنك، وقد كلَّمني أبو الطَّيب فيك وقد عفوتُ عنك»، إلا أن هذا العَفُو قُوبل بالطَّمع من الفَضْل، والذي سألهُ أن يكون له مرتبة في الحُكم، فقال المأمُون: «عجلتَ يا فَضْل، اخرُج!»، ما يُدل أن عَفُو المأمُون لهُ حُدود أن لا يُطمع به. كان المأمُون إذا أمر كُتَّابِه بشيء وظهر منهم تقصير، قال: «أترون أني لأعرف رجُلًا ببابي لو قلَّدتُه أموري كُلها لقام بها»، وكان يقصُد بذلك الفَضْلُ بن الرَّبيع.

#### مزاحه
كان المأمُون دَمِث الخَلق، يحب المُداعبة والضَّحِك الذي لا ينطوي على انحرافٍ أو قِلة أدَب. ويُذكرُ في الرِّوايات أن قرأ كاتِبهُ أحمَد بن أبي خالد القِصص يومًا على المأمُون، فقال: فُلان الثَّريدي - بدلًا من اليزيدي - فضحك المأمُون، وقال: «يا غُلام هاتِ طعامًا لأبي العبَّاس فإنه أصبح جائعًا»، فاستحى أحمد وقال: «ما أنا بجائع، ولكن صاحبَ القصة أحمقٌ، نقط الياء بنقط الثاء»، فجاءهُ بالطَّعام، فأكل حتى انتهى، ثم عاد فمرَّ في قصة فُلان الحمصيّ إلا أنه قال بدلًا منها الخبيصيّ، فضحك المأمُون، وقال: «يا غُلام جامةً فيها خبيصُ» وهو طبقٍ مصنوع من الطَّحين والزَّيت، فقال أحمَد: «إن صاحبُ القصة كان أحمق، فتح الميم فصارت كأنه سِنَتان»، فضحك المأمُون على ردِّه وقال: «لولا حُمقُهُما لبقيت جائِعًا». وفي إحدى الأيام، كان المأمُون يتغذَّى مع طاهِر بن الحُسَيْن، وأخيه أبُو عِيسى بن الرَّشيد، فأخذ أبُو عيسى هِندِبَاة، وغمسها في الخلِّ وضرب بها عين طاهِر الصَّحيحة، وكان أعورًا، فغضِب طاهِرًا وعظمُ عليه ذلك، فقال: «يا أميرُ المُؤمنين، إحدى عيني ذاهبةٌ، والأخرى على يدي عَدْل، يُعمَل بي هذا بين يديك ؟!»، فأجابهُ المأمُون: «يا أبا الطَّيب، إنه والله يَعبَثُ معي بأكثر من هذا العَبَث».

### دينه

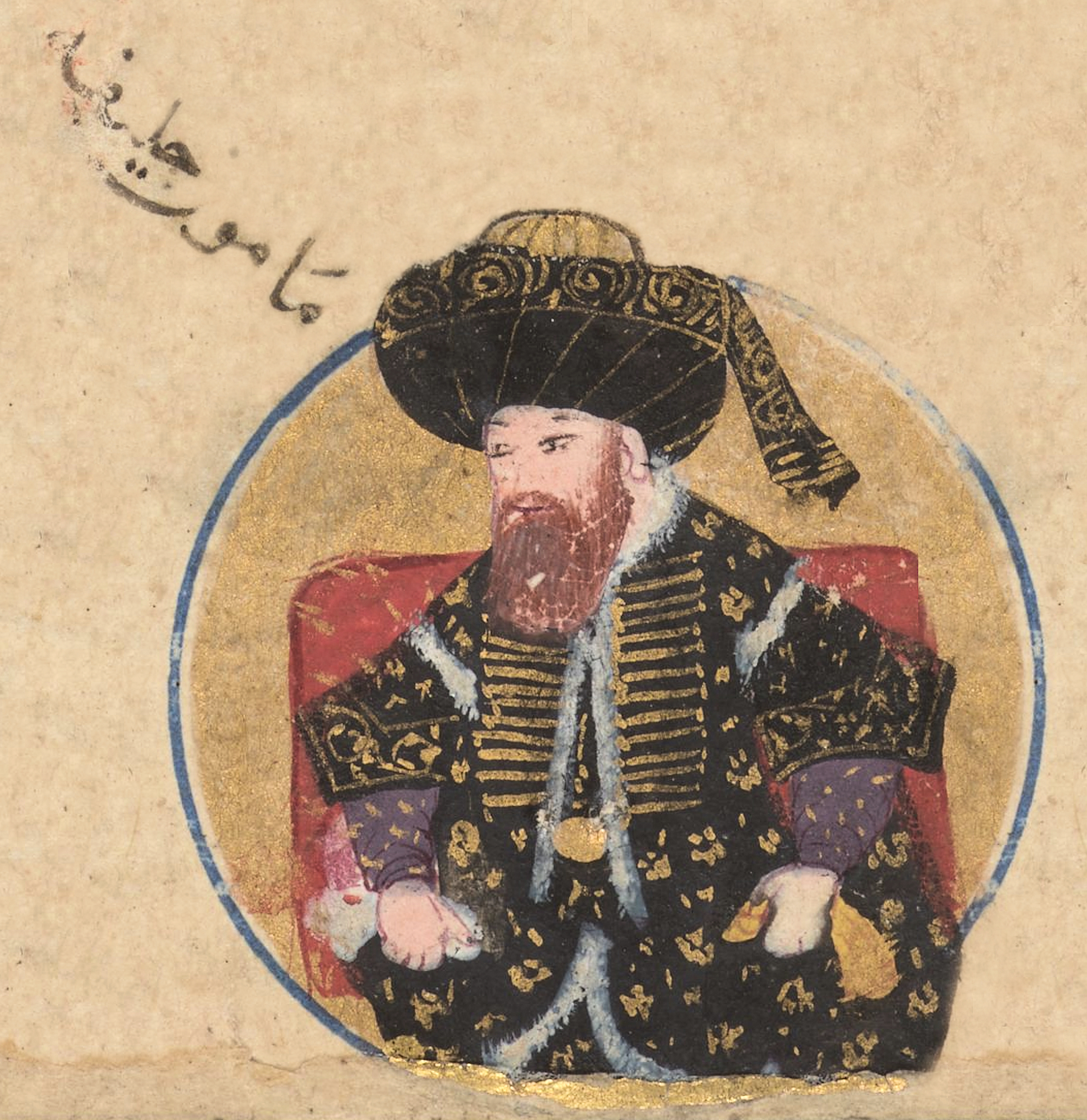
رسمٌ للخليفة المأمُون كما ظهر في كتاب السَّلسلنامَه التُّركي لمُؤلفه سيَّد لُقمان، تعود لعام 1006 هـ / 1598 م

نشأ الخليفة المأمُون مُسلمًا على التديُّنِ والوَرَع، حيث كان حافظاً للقُرآن الكَريم، وقيل أنه لم يحفظ القُرآن أحد مِن الخُلفاء آنذاك إلا عُثمان بن عفَّان وعبدُ الله المأمُون، وكان كثيرُ التّلاوة، حتى أنهُ كان يتلو في شهر رَمَضان ثلاثًا وثلاثين ختمة، كما أنه كان مُتمذهِبًا بمذهب الإمام أبُو حُنَيْفَةُ النُّعمان، إلًاّ أنهُ كان يتبنَّى آراء المُعْتَزِلة في بعض المسائل، حيثُ كان يُقدِّم العقل على النقل بعض الأحيان، واجتَهَد في نظريَّتِه والتي تأثَّر بها من بَشْر المَريسي، وأحْمَد بن أبي دُؤاد حتى قال بِخَلْق القُرآن، وكان يرى أنه الحقّ، بل وذهب إلى أن أخذ من القُضاة عهدًا بأن لا يقبلوا شهادة من لا يقُول بخلق القُرآن. كان المأمُون يُميل نحو أبناء عُمومته الهاشِميين من العَلَويين وعُموم الطالبيين، فكانت نظرتُه إليهم تتسم بالعَطْف والتَّسامُح، وكأنه أراد بذلك أن يتلافى السياسة القاسية التي سلكها آباؤُهُ العبَّاسِيُّون نحوهم سابِقًا. كان المأمُون يقول بتفضيل عليّ بن أبي طالِب بعد النبيُّ مُحَمَّد على سائر الصَّحابة، ومع ذلك كان يترضَّى على أبي بكرٍ وعُمر وكذلك عُثْمان، ويعتقِد بصحَّة إمامَتهُم وخِلافتهُم للأُمَّة، ومِما نُقل عنه قولُه «والله ما أستحلّ - أو ما أستجيز - أن أنتقِص الحَجَّاج فكيف السَّلَفُ الطَّيب»، على الرُّغم من أن الحُجَّاج ليس بصحابي ولديه سِجلٌ قاسٍ، إلا أن هذا يُدل الكثير على اعتدال المأمُون نحو الشَّخصيات الإسلاميَّة على اختلافها. أنشد المأمُون ذات مَرَّة شِعرًا يُوضح فيهِ موقِفهُ من الصَّحابَة قائلًا:
وإلى جانب ذلك، فإن المأمُون كان يبرأ مِمَّن ذَكر مُعاوية بن أبي سُفيان بخير أو فضَّلهُ على أحدٍ من الصَّحابة، وأظهر ذلك فيما بعد مع القول في خَلْق القُرآن في 212 هـ / 827 م. وكان المأمُون يتبرَّك بأي أثرٍ للنبيُّ مُحَمَّد، ويُروى عنه قوله في ذلك وبدفاعِهِ عن الصَّحابة: «إن الرجُل ليأتينّ بالقطعة من العود، أو بالخشبة، أو بالشيء الذي لعل قيمتهُ لا تكونُ درهمًا أو نحوه، فيقول إن هذا كان للنبيُّ صلَّ الله عليه وسلَّم، أو وضع يدهُ عليه، أو شرب فيه، أو مسُّه، وما هو عندي بثقة، ولا دليلٌ على صِدق الرَّجُل، إلا أني بِفَرطِ النِيَّة والمَحبة، أقبل ذلك فأشتريهُ بألف دينار، وأقل وأكثر، ثُم أضعهُ على وجهي، وعيني وأتبرَّكُ بالنظر إليه وبمَسِّه، فأستشفي به عند المرض يُصيبني، أو يُصيب من اهتمَّ بِهِ فأصونَهُ كصيانتي لنفسي، وإنما هو عُودٌ لم يفعل هو شيئًا، ولا فضيلة له تستوجب به المحبة إلا ما ذُكر من مسِّ رسُول الله صلَّ الله عليه وسلَّم له، فكيف لا أرعى حق أصحابِه، وحُرمَة من قد صَحبه، وبذل مالهُ ودمُهُ دُونه، وصبر معهُ أيَّام الشِدَّة، وأوقات العُسرة، وعادى العشائرُ والعمائر والأقارب، وفارق الأهلِ  والأولاد، واغترب عن داره ليعزَّ الله دينهُ ويُظهِر دعوته، يا سُبحان الله! والله لو لم يكُن هذا في الدِّينِ معرُوفًا لكان في الأخلاقِ جميلًا». وذُكر أن سَعيد بنُ زياد حينما دخل على المأمُون وكان حينئذٍ في دِمَشْق، قال لهُ المأمُون: «أرِني الكِتاب الذي كَتبهُ رسُول الله صلَّ الله عليه وسلَّم لكُم»، فأراهُ إيَّاه، فقال المأمُون: «إني لأشتهي أن أدري أي شيءٍ هذا الغِشاء على هذا الخاتِم ؟»، فأشار عليهِ أخيه أبو إسْحاق أن يحلَّ العَقدة حتى يعلم ماهو، فقال المأمُون: «ما أشكُّ أن النَّبيُّ صلَّ الله عليهِ وسلَّم عقد هذا العَقد، وما كُنتُ لأحِلّ عقداً عَقدَهُ رسولُ الله صلَّ الله عليهِ وسلَّم»، فنظر إلى اِبن أخيه هارُون بن مُحَمَّد، والذي كان يُلقَّب بالمأمُون الصَّغير لتشبُهِه بأدبِه وفَضْلِه، فقال له: «خُذهُ فضعهُ على عَينك، لِعلَّ الله أن يُشفيك»، ووضعهُ المأمُون على عَينيهِ وبَكى.
ويَروي العالِم والوزير المقرَّب من المأمُون يَحيى بنُ أكْثَم، أنَّهُ سَمِع المأمُون ذات مَرَّة في يومِ عيد، فخَطب في النَّاس، فقال بعد الحمدُ لله والثَّناء عليه وصلَّ على النبيُّ الكريم: «عِباد الله! عظِم أمرُ الدَّارَين، وارتَفع جزاءُ العامِلين، وطالت مدةُ الفَريقين، فواللهِ إنَّهُ للجَدّ لا اللَّعِب، وإنَّهُ للحقُّ لا الكذِب، وما هُو إلا المَوتُ والبَعثُ والحِسابُ والفَصْلُ والصِّراطُ ثُم العِقاب والثَّواب، فمن نجا يَومئذٍ فقد فاز، ومن هوى يَومئذٍ فقد خاب، الخيرُ كُله في الجنَّة، والشر كُلَّهُ في النَّار».

### رواياته للحديث
رَوَى المأمُون عَدد من الأحاديث نقلًا عن النبيُّ مُحَمَّد صلَّ الله عليهِ وسلَّم، ويروي الإمامُ والمُؤرِّخ اِبن كَثِير أن المأمُون جلس يومًا لإملاء الحديث، وكان في من حضر مجلسه القاضي يِحيى بن أكْثَم التَّمِيمي، فأملى عليهم من حِفظه ثلاثين حديثًا، جاء من الأحاديث:
- ذكر البَيْهَقْيّ أنَّ المأمُون سمِعَ عن هشيم بن بشير، عن ابن شُبْرُمة، عن الشَّعبي، عن البراء بن عازب، عن أبي بردة بن نيار قال: قال رسول الله صلَّ الله عليه وسلَّم: «من ذبح قبل أن يصلي فإنما هو لحم قدمه، ومن ذبح بعد أن يصلي فقد أصاب السنة»، قال الحاكِم: هذا حديث لم نكتُبَهُ إلا عن أبي أحمد، وهو عِندنا ثِقَة مأمُون، وصحَّحها الدَّارْقُطْني عن الوزير أبو الفَضْل جَعْفَر بن الفُرات.[238]
- قال الصُّولي، حدثنا أبو القاسم البغوي، حدثنا أحمد بن إبراهيم الموصلي، قال: كنا عند المأمُون، فقام إليه رجل، فقال: يا أمير المؤمنين، قال رسول الله صلى الله عليه وسلم: «الخلق عيال الله، فأحب عباد الله إلى الله -عز وجل- أنفعهم لعياله»، فصاح المأمُون، وقال: اسكُت! أنا أعلم بالحديث منك، حدثنيه يوسف بن عطية الصفار، عن ثابت، عن أنس: أن النبي -صلى الله عليه وسلم- قال: «الخلق عيال الله، فأحب عباد الله أنفعهم لعياله» أخرجه من هذا الطريق ابن عساكر، وأخرجه أبو يعلى الموصلي في مسنده وغيره من طرق عن يوسف بن عطية.[239]
- قال الصُّولي: حدثنا المسيح بن حاتم العكلي، حدثنا عبد الجبار بن عبد الله، قال: سمعت المأمُون يخطُب، فذكر في خطبته الحياء فوصفه ومدحه، ثم قال: حدثنا هشيم، عن منصور، عن الحسن، عن أبي بكرة وعمران بن حصين قالا: قال رسول الله صلى الله عليه وسلم: «الحياء من الإيمان، والإيمان في الجنة، والبذاء من الجفاء، والجفاء في النار». أخرجه ابن عساكر من طريق يحيى بن أكثم عن المأمُون.[239]
- في إحدى الأيام نام يِحيى بن أكثم التَّمِيميُّ في مجلس المأمُون، فشعر بالعَطَش في جوف اللَّيل، فأصبح يتقلَّب من العطش، فسألهُ المأمُون عن شأنه، فردَّ عليه بالعَطش، فقام المأمُون من مرقدِهِ فجاؤه بكوز من ماء، فانصدم يحيى وقال: «يا أميرُ المُؤمِنين ألا دعوتَ بخادِم ؟ ألا دعوتَ بغُلام؟»، فردَّ عليه المأمُون: «لا، حدثني أبي عن أبيه عن جده، عن عُقبة بن عامِر قال: قال رسُولُ الله صلَّ الله عليه وسلَّم: سيَّد القَومِ خادِمَهُم».[240]

### هواياته

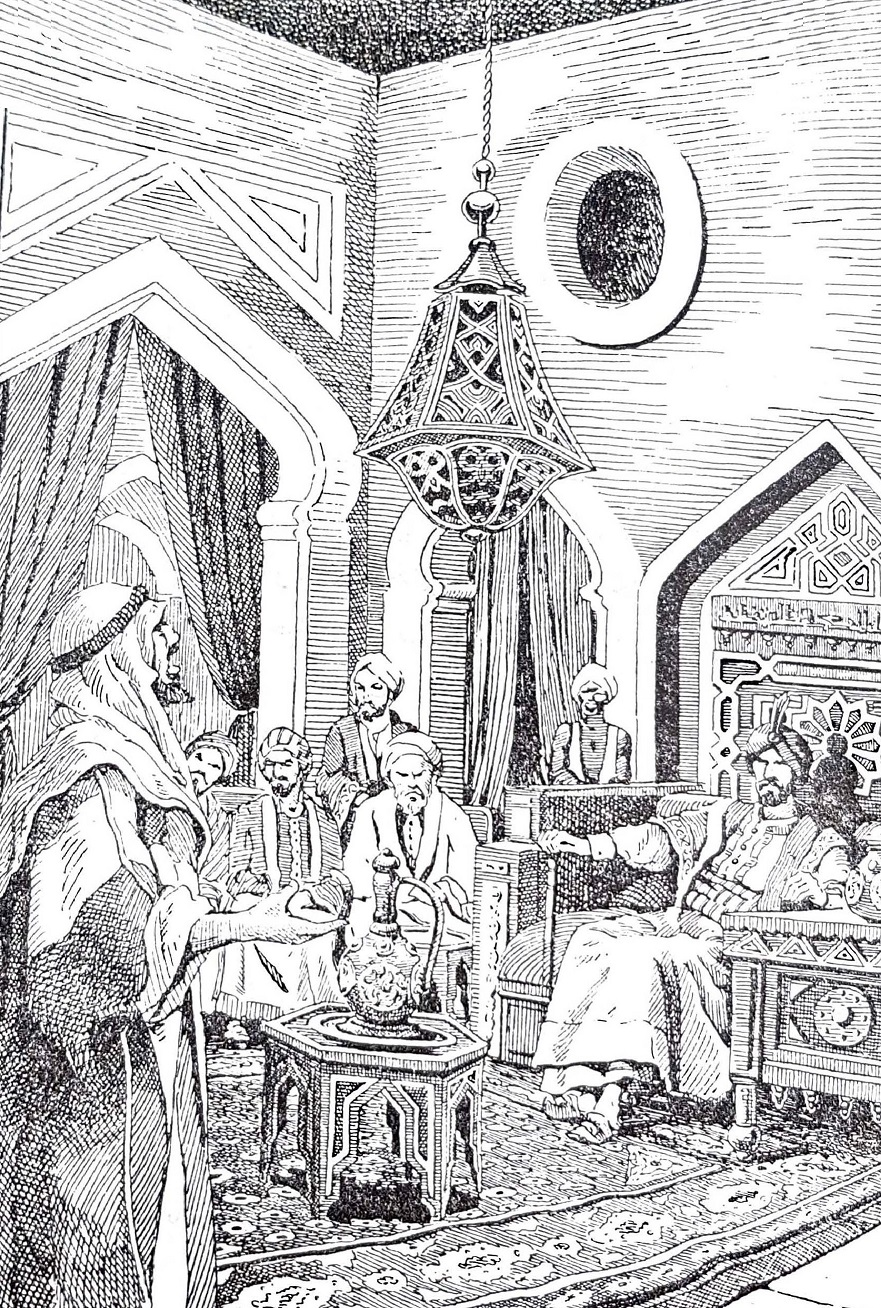
رسمٌ يُظهِر استماع الخليفةُ المأمُون في مجلسه إلى شِعر أحد الشُّعراء العرب، حيث كانت صِفة وهِواية لازم الكثير من الخُلفاء العرب، وكانت مهنةٌ يُحقق منها الكثير من المال بالنسبة للشُّعراء، بناءً على كرم الخليفة ومدى إعجابه بما سمع.

كان للمأمون ولعًا بالغِناء والمُوسيقى، وكان أشدَّ ما يكُون، أن يُطرب بِغِناء نديمُه إسحاق الموُصَلّيّ، فكان يقول عَنه: «كان لا يُغني أبداً، إلا وتذهَب عَنِّي وساوسي المُتزايدَة مِن الشَّيْطان»، وكان يقول: «ألذُّ الغِناء ما طَرَبَ لهُ السَّامِع، خطأ كان أو صوابًا». كان يُجيد لعب الشَّطَرنج، وكان يُحب لعبُها كثيرًا ويقول عنها: «هذا يشحِذُ الذِّهن» كما اقترح تعديل قوانين لعبِها إلا أنه لم يكُن حاذِقًا بها. وقد أُجري في عَهدِهِ أوَّل مُسابقةٍ في البِلاد مِن نَوعِها عام 203 هـ / 819 م، بحضور أبرز أبطالها آنذاك، جابر الكوفي وزيراب قطان من خُراسان. كان المأمُون مع تديُّنه، يَشربُ النَّبيذ الذي أحلَّهُ أهل العراق مما لا يُسكر.

### أقواله
يُنسب إلى المأمُون العديد من الأقوال والمقولات المَشهُورة، ومنها:
- «الناس ثلاثة: فمنهم مثل الغذاء لا بد منه على كل حال، ومنهم كالدواء يحتاج إليه في حال المرض، ومنهم كالداء مكروه على كل حال».[246]
- «ليت أهل الجرائم، يعرفون أنَّ مذهبي العَفُو حتَّى يذهب الخَوْف عنهُم، ويدخُل السُّرور إلى قُلوبِهم».[247]
- «يغتِفر كُل شيء إلا القَدْح في المُلك، وإفشاء السِّر، والتعرُّض للحرم»[248]
- «أظلمُ النَّاس لنِفسِه من يتقرَّب إلى من يُبعدُه، يتواضع لمن لا يُكرِمُه، يقبل مدح من لا يَعرِفُه».[249]

## إرثه
يعتبر المأمُون من الشخصيَّات الجَدليَّة في بعض المسائل، فكان هُنالك من يراهُ عالِمًا، وخليفةً عظيمًا ومُجاهِدًا، ومُستنيرًا من النَّاحية الفِكريَّة، وهُنالك من يشهَد لهُ بالعِلم والشَّجاعة، إلا أنَّهُ ينظر إليه بنظرةٍ سلبيَّة لِكون مُعظم الانتقادات من مُعارِضيه، كانت حول مسألة الاعتِزال، وإدخاله للعُلوم الفلسفيَّة ودعا للقول بخلْق القُرآن.

### الأقوال عنه

#### المؤيدون
- العالِم والفقيه يِحيَى بنُ أكْثَم التَّمِيميُّ: «يا أمير المؤمنين إن خضنا في الطب، كنت جالينوس في مَعرِفَته، أو في النُّجوم، كنت كهرمس في حِسابِه، أو في الفُقه كُنت كعلي بن أبي طالب في عِلمِه، أو في السَّخاءِ كُنت كحاتِمٍ الطَّائيّ، أو في صُدق الحديث فأنت أبُو ذرّ في لَهْجَتِه، أو الكرم فأنت كَعْب بن مامة في فِعالِه، أو الوفاء فأنت السَّمَوْءل بن عادياء في وفائه» وذلك بعد أن وُضع على المائدة أكثر من 300 صُنف ولون من الطعام، وكان المأمُون يُشير بمن يُعاني من مرضٍ ما أن يجتنب ذلك النوع، وأن يتناول نوعًا آخر لفوائده، وذلك لغزارة عِلمِه، فسرَّ المأمُون بكلام ابن أكثَم وقال لهُ «إن الإنسان إنما فُضل بعقله، ولولا ذلك لم يكُن لحمٌ أطيب من لحم، ولا دمٌ أطيب من دم.».[250]
- الإمام والمُؤرِّخ شَمْسُ الدِّين الذَّهَبِيُّ: «وكان من رجالِ بَني العبَّاسِ حَزمًا، وعزمًا، ورأيًا، وعقلًا، وهيبةً، وحُلمًا، ومحاسنُه كثيرةٌ في الجُملة»،[251] ويُتابع في فقرةٍ أُخرى قائلًا: «قلتُ: وكان جَوادًا مُمدَّحًا مِعطاءً».[252] إلا أنه قال عنه: «وكان شِيعيًا».[253]

- المُؤرِّخ والأديب ابن الطَّقطقيُّ: «كان المأمُون من أفاضِل خُلفائهم وعُلمائهم وحُكمائهم»، وتابع: «واعلم أن المأمُون كان من عُظماء الخُلفاء ومن عُقلاء الرِّجال ولهُ اختراعات كثيرة في مملكته»وهي شهادةً لها وزنُها، لما عُرف عن عداء ابن الطَّقطقيُّ للعبَّاسِيين بشكلٍ عام.[254]
- المُؤرِّخ والجُغرافِيُّ المَسْعُودِيُّ: «كان حسِن التَّدبير.. لا تخدَعُهُ الأماني ولا تجوز عليه الخدائع».[255]

- والدهُ الخليفةُ هارُون الرَّشيد: «إني لأعرف في عبد الله ابني، حَزم المنصُور، ونُسك المَهدي، وعِزَّة الهادي، ولو أشاء، أن أنسُبَهُ إلى الرَّابع -يعني نفسه- لفعلت، وقد قدمت مُحمداً -يعني أخ المأمون محمد الأمين- عليه، وإني لأعلم أنه مُنقاد إلى هَواه، مُبذِّر لما حَوتهُ يداه، يشارك في رأيه الإماء، ولولا أُمُّ جَعْفر، ومَيل الهاشميين إليه، لقَدَّمتُ عَليهِ عبدُ الله».[18]
- العالِمُ الفَلَكِيُّ أبُو مَعْشَر البَلَخي: «كان أمّارًا بالعدل، محمُود السِّيرة، ميمون النَّقيبة، فقيهَ النفسِ، يُعدُّ من كبارِ العُلماء».[252]
- الأكاديميّ والمُؤرّخ الأمريكيّ مايكل كوبَرسَن في كِتابه "المأمُون":«نعم! لقد كان المأمون هو رائد النهضة الفكرية العربية بدون منازع! ولذلك سُجل اسمه على صفحات التاريخ بأحرف من نور .. مهما يكن من أمر فإن الخليفة المأمون كان شخصا متميزاً عن معظم الخلفاء، ومستنيراً جداً من الناحية الفكرية .. وكان مقرباً من الاتجاهات العقلانية في الإسلام، وهذا ما جعله يصطدم بالاتجاهات الأصولية المتشددة والمنغلقة على ذاتها، وللأسف فإن الاتجاه العقلاني والفلسفي هزم بعد موته بفترة ليست طويلة. وكان ذلك يعني نهاية الحضارة العربيَّة الإسلاميَّة والعصر الذهبي الذي تألق في بغداد ردحاً من الزمن ثم انطفأ، لهذا السبب يظل المأمون منارة في تاريخ العرب والمسلمين، ويظل قدوة للأجيال اللاحقة بما فيها الجيل الحالي الذي يتخبط في نفس المعضلة التي واجهته قبل ألف ومائتي سنة، ونقصد بها معضلة الصراع بين التيارات العقلانية والتيارات الظلامية في الإسلام».[وب 9]

#### المنتقدون
تم انتقاد المأمُون لدى بعض العُلماء والفُقهاء المُسلمين على اختلافهم، وكان جُلُّ الانتقاد من عُلماء أهلُ السُّنَّة حول اعتقاده بالاعتزال، وتفضيله لِعلَيُّ بن أبي طالِب على سائر الصَّحابة والقول بخلق القُرآن، وأما الانتقادات من فُقهاء الشِّيعة فقد جاءت لكونه المُتَّهم في تسميم عَلِيُّ الرِّضا الإمام الثَّامِن للإماميَّة، ويرون أنه لم يكُن صادِقًا في قُربه من العَلويين ومُبايعته للرِّضا بولاية العهد، جاء من الانتقادات:
- الفقيه والمُؤرّخ اَبنُ كَثير الدِّمَشْقِيُّ: «فقد خالف المأمُون بن الرَّشيد في مذهبِهِ الصَّحابة كُلهم حتى عَلِيُّ بن أبي طالِب رضي الله عنهُم، وقد أضاف المأمُون إلى بدعته هذه التي أزرى فيها على المُهاجِرين والأنصار، وخالفهم في ذلك، البدعة الأخرى والطامة العُظمى وهي القول بخلق القُرآن مع ما فيه من الانهماك على تعاطي المُسكِر» إلا أن ابن كَثير ومع انتقادِه للمأمُون في اعتقادِه وأفعاله، فقد أتبع ذلك الانتقاد يُشيد بجِهادِه وعَدلِه قائلًا: «ولكن كان فيه شهامة عظيمة وقُوة جسيمة وله هِمَّة في قِتال وحِصار الأعداء ومُصابرة الرُّوم وحصرِهم في بُلدانهم .. وكان يقصُد العَدل ويتولَّى بنفسه الحُكم بين النَّاس والفَصْل».[256]
- المُؤرِّخ المَملُوكِيُّ صلاحُ الدّين الصَّفَدِيُ: «حدثني من أثق به أن شيخ الإسلام اِبن تَيميَّة روَّح الله روحه كان يقول: ما أظن أن الله يغفل عن المأمون، ولا بُد أن يُقابله على ما اعتمده مع هذه الأمة من إدخال العلوم الفلسفيَّة بين أهلها».[257]
- الفقيه السَّلفيُّ صالِح الفَوْزان يُجيب عن سؤالٍ حول عقيدة المأمُون وما إذا كان قد كفر في مسألة خَلْق القُرآن، قائلًا: «المأمُون متأوِّل ومُقلد للمُعتزلة، فلا يُحكم عليه بالكُفر، أما بشر المريسي وابن أبي دُؤاد لا شك يُحكم عليهم بالكفر لأنهم يعلمون أنها بدعة مُخالفة للشرع، أما المأمُون فهم من جملة من يُعذرون بالتقليد والتأويل، ولذلك الإمام أحمد لم يُكفر المأمُون، بل حتى لم يدع عليه، ولم يخرج على ولايته، أو حرَّض على المأمُون، بل صبر على الابتلاء والامتحان».[وب 10]

- الفقيه والمُحدِّث الشيعي عبَّاس القُمِّي مُذمًِا للمأمُون بعد مُبايعته لعليُّ الرِّضا وليًا لعهده: «مع أن ظاهر سُلوك المأمُون في توقيره وتعظيمه للإمامُ الرِّضا يُوحى باحترامه لهُ، فهو في الباطن يكنُّ لهُ العداء بأسلوب ماكر شيطانيّ، وبطريقة يشوبها النِّفاق ... فهو العدوُّ الحقيقي، بل هو أشدُّ الخُصوم عداوةً لهُ، فهو إذ يسلك في الظاهر معهُ سُلوك المحبَّة والصداقة .. يلدغهُ في الباطن كما تُلدغ الأفعى .. فلا غرو أنهُ (عليُّ الرِّضا) حين فُوِّضت إليه ولاية العهد كانت بداية لمصائبه ولما نزل به من أذى». ويُتابع في فقرةٍ أُخرى: «ولو تأمَّل المرء في طريقة سُلوك المأمُون معهُ وفي مُعاملته لهُ لتأكَّد من صحَّة هذا الأمر، فهل يتصوَّر عاقل أن رجُلًا كالمأمُون الذي يأمر في سبيل الحصول على المُلك والرئاسة بقتل أخيه محمد الأمين بكل قُسوة، ويأمر أن يأتوه برأسه في صحن داره ... هل يُمكن لشخص مُتهالك على الحُكم والمُلك كهذا أن يستقدم الإمام الرِّضا من المدينة إلى مَرُو، ويصرُّ لمدة شهرين على قوله له: أريدُ خلع نفسي من الخِلافة والبيعة لك ؟!».[258]

### في الثقافة المرئية
ظهرت شخصيَّةُ الخليفة عبدُ الله المأمُون في أعمالٍ فنيَّة ومرئيَّة عديدة، ومنها مُسلسلاتٍ تاريخيَّة:
- مسلسل عصر الأئمة (1997)، إنتاج مصري عن الأئمة الثلاثة الشافعي ومالك وابن حنبل، قام بدور المأمُون الممثل المصري أشرف طلبة.
- مسلسل هارون الرَّشيد (1997)، إنتاج مصري عن حياة هارون الرَّشيد، قام بدور المأمُون الممثل المصري مؤمن حسن.
- مسلسل غريب طوس (2000)، إنتاج إيراني عن حياة الإمام عليُّ الرِّضا، مثَّل دور المأمُون الممثل الإيراني مُحَمَّد صادقي.
- مسلسل أبناء الرَّشيد (2006)، إنتاج أردني حول الأخوين مُحَمَّد الأمين وعبد الله المأمُون، جسد الدور عنه، الممثل الأردني إياد نصار.
- مسلسل باب المُراد (2014)، إنتاج إقليمي يتناول حياة إمام الإمامِيَّة مُحمد الجَواد، وقد جسَّد دور المأمُون، المُمثل السُوري وائل رمضان.
- مسلسل الإمام (2017)، إنتاج قطري عن شخصية الإمام أحمد بن حنبل، قام بدور المأمُون، الممثل السوري فادي صبيح.
- مسلسل هارون الرَّشيد (2018)، إنتاج سوري عن الخليفة هارون الرَّشيد، قام بدور المأمُون، الممثل البحريني أحمد سعيد.

### فهرس المنشورات
1. ↑  العبادي (1988)، ص. 108.
2. 1 2  عواد (1986)، ج. 2، ص. 128.
3. 1 2  هدارة (1966)، ص. 23.
4. 1 2  ابن العمراني (1999)، ص. 96.
5. ↑  ابن الأثير (2005)، ص. 828.
6. ↑  الهاشمي (2003)، ص. 325.
7. ↑  هدارة (1966)، ص. 25.
8. 1 2  هدارة (1966)، ص. 27.
9. ↑  هدارة (1966)، ص. 28.
10. ↑  رفاعي (1928)، ج. 1، ص. 312.
11. 1 2 3  ابن العمراني (1999)، ص. 96 - 97.
12. ↑  القيرواني (1972)، ج. 3، ص. 67.
13. ↑  القيرواني (1972)، ج. 1، ص. 184.
14. ↑  الأفغاني (1978)، ص. 51.
15. ↑  السيوطي (2003)، ص. 243 - 244.
16. ↑  هدارة (1966)، ص. 28-29.
17. 1 2  هدارة (1966)، ص. 29.
18. 1 2  السيوطي (2003)، ص. 244.
19. 1 2  رفاعي (1928)، ج. 1، ص. 213.
20. ↑  هدارة (1966)، ص. 33.
21. ↑  ابن الأثير (2005)، ص. 863.
22. ↑  هدارة (1966)، ص. 33 - 34.
23. ↑  هدارة (1966)، ص. 36.
24. ↑  ابن الأثير (2005)، ص. 874.
25. 1 2  رفاعي (1928)، ج. 1، ص. 214.
26. ↑  رفاعي (1928)، ج. 1، ص. 214 - 215.
27. 1 2  ابن الأثير (2005)، ص. 876.
28. ↑  هدارة (1966)، ص. 41.
29. ↑  العبادي (1988)، ص. 88.
30. ↑  ابن الأثير (2005)، ص. 881.
31. 1 2 3  الطبري (2004)، ص. 1713.
32. ↑  ابن الأثير (2005)، ص. 882.
33. ↑  ابن الأثير (2005)، ص. 884 - 885.
34. 1 2  الطبري (2004)، ص. 1695.
35. ↑  ابن الأثير (2005)، ص. 883.
36. ↑  الطبري (2004)، ص. 1703.
37. ↑  ابن الأثير (2005)، ص. 885-886.
38. ↑  ابن الأثير (2005)، ص. 886.
39. ↑  العبادي (1988)، ص. 93.
40. 1 2  ابن الأثير (2005)، ص. 889.
41. 1 2  ابن الأثير (2005)، ص. 890.
42. 1 2 3 4 5 6 7 8  ابن الأثير (2005)، ص. 891.
43. ↑  الطبري (2004)، ص. 1722.
44. 1 2  ابن الأثير (2005)، ص. 892.
45. 1 2  ابن الأثير (2005)، ص. 893.
46. ↑  ابن الأثير (2005)، ص. 895.
47. 1 2  ابن الأثير (2005)، ص. 894.
48. ↑  الخضري (2003)، ص. 155.
49. 1 2  الخضري (2003)، ص. 156.
50. ↑  ابن الأثير (2005)، ص. 896.
51. 1 2 3  ابن كثير (2005)، ج. 1، ص. 1572.
52. ↑  العبادي (1988)، ص. 97-98.
53. ↑  الخضري (2003)، ص. 158-159.
54. 1 2 3  الخضري (2003)، ص. 159.
55. ↑  العبادي (1988)، ص. 98.
56. ↑  الخضري (2003)، ص. 160.
57. ↑  الخضري (2003)، ص. 161.
58. ↑  هدارة (1966)، ص. 62.
59. ↑  عبد الحكيم (2011)، ص. 54.
60. 1 2 3  ابن الأثير (2005)، ص. 906.
61. 1 2  ابن الأثير (2005)، ص. 907.
62. ↑  الخضري (2003)، ص. 162.
63. ↑  العبادي (1988)، ص. 100-101.
64. ↑  ابن العمراني (1999)، ص. 94.
65. ↑  ابن العمراني (1999)، ص. 98.
66. ↑  عبد الحكيم (2011)، ص. 60.
67. ↑  الخضري (2003)، ص. 166.
68. 1 2  خليفة (1931)، ص. 92.
69. ↑  الخضري (2003)، ص. 165.
70. ↑  خليفة (1931)، ص. 92 - 93.
71. ↑  خليفة (1931)، ص. 101 - 102.
72. ↑  الخضري (2003)، ص. 168.
73. 1 2  العبادي (1988)، ص. 102.
74. 1 2  الخزرجي (2011)، ص. 5.
75. 1 2  الخزرجي (2011)، ص. 6.
76. ↑  الطبري (2004)، ص. 1776.
77. 1 2 3  ابن كثير (2004)، ص. 1577.
78. ↑  ابن الأثير (2005)، ص. 914.
79. 1 2 3  الخضري (2003)، ص. 170.
80. ↑  ابن الأثير (2005)، ص. 915.
81. 1 2 3 4 5 6  الطبري (2004)، ص. 1777.
82. ↑  ابن خلدون (2000)، ج. 3، ص. 304.
83. ↑  الخضري (2003)، ص. 168-169.
84. ↑  الخضري (2003)، ص. 169.
85. ↑  الطبري (2004)، ص. 1778.
86. 1 2 3 4  ابن الأثير (2005)، ص. 926.
87. 1 2  ابن خلدون (2000)، ج. 3، ص. 309.
88. ↑  الخضري (2003)، ص. 171.
89. ↑  العبادي (1988)، ص. 103.
90. ↑  ابن الأثير (2005)، ص. 917.
91. ↑  الخفاجي (2022)، ص. 421 - 422.
92. 1 2 3  الخضري (2003)، ص. 172.
93. 1 2  ابن كثير (2004)، ص. 1578.
94. 1 2 3 4  ابن الأثير (2005)، ص. 918.
95. 1 2  ابن الأثير (2005)، ص. 923.
96. 1 2 3  الخضري (2003)، ص. 173.
97. ↑  الخفاجي (2022)، ص. 429 - 430.
98. ↑  الخفاجي (2022)، ص. 433.
99. 1 2  الخفاجي (2022)، ص. 434.
100. 1 2 3 4  ابن الأثير (2005)، ص. 924.
101. ↑  ابن حبان (1973)، ج. 8، ص. 456 - 557.
102. ↑  ابن الجوزي (2008)، ص. 372.
103. ↑  الأصفهاني (2006)، ص. 460.
104. ↑  الدوسري (2016)، ص. 108.
105. ↑  العبادي (1988)، ص. 104.
106. 1 2 3  الخضري (2003)، ص. 180.
107. ↑  ابن طيفور (2009)، ص. 70.
108. ↑  عبد الحكيم (2011)، ص. 54 - 55.
109. 1 2  ابن طيفور (2009)، ص. 65 - 66.
110. ↑  الخضري (2003)، ص. 180 - 181.
111. 1 2  الخضري (2003)، ص. 182.
112. ↑  الزركلي (2002)، ج. 3، ص. 66.
113. ↑  الخضري (2003)، ص. 173 - 174.
114. ↑  المغلوث (2012)، ص. 111.
115. ↑  المغلوث (2012)، ص. 110.
116. ↑  ابن كثير (2004)، ص. 1583.
117. 1 2  ابن الأثير (2005)، ص. 932.
118. ↑  ابن الأثير (2005)، ص. 910.
119. ↑  ابن الأثير (2005)، ص. 912 - 913.
120. ↑  ابن الأثير (2005)، ص. 927.
121. ↑  ابن كثير (2005)، ص. 1584.
122. ↑  ابن كثير (2005)، ص. 1585.
123. ↑  العبادي (1988)، ص. 107.
124. ↑  ابن الأثير (2005)، ص. 934.
125. 1 2 3 4  ابن الأثير (2005)، ص. 936.
126. ↑  العبادي (1988)، ص. 106.
127. ↑  ابن الأثير (2005)، ص. 937.
128. ↑  ابن الأثير (2005)، ص. 938.
129. ↑  المغلوث (2012)، ص. 113 - 114.
130. 1 2  طقوش (2011)، ص. 132.
131. 1 2 3  طقوش (2011)، ص. 133.
132. ↑  المغلوث (2012)، ص. 113.
133. ↑  المغلوث (2012)، ص. 115.
134. ↑  الطبري (2004)، ص. 1815.
135. 1 2  ابن الأثير (2005)، ص. 940.
136. 1 2 3 4 5 6  ابن الأثير (2005)، ص. 942.
137. ↑  الخضري (2003)، ص. 186.
138. 1 2 3 4  الطبري (2004)، ص. 1816.
139. ↑  الطبري (2004)، ص. 1817.
140. ↑  نصار (2002)، ص. 65.
141. 1 2 3  نصار (2002)، ص. 66.
142. ↑  نصار (2002)، ص. 67 - 68.
143. ↑  الدوسري (2016)، ص. 118.
144. ↑  نصار (2002)، ص. 68 - 69.
145. 1 2 3  الطبري (2004)، ص. 1818.
146. ↑  نصار (2022)، ص. 68 - 69.
147. ↑  نصار (2002)، ص. 69 - 70.
148. ↑  الدوسري (2016)، ص. 110.
149. ↑  الدوسري (2016)، ص. 109 - 111.
150. 1 2 3 4  ابن الأثير (2005)، ص. 943.
151. ↑  الدوسري (2016)، ص. 112.
152. ↑  الدوسري (2016)، ص. 113.
153. 1 2 3 4  ابن الأثير (2005)، ص. 944.
154. ↑  ابن كثير (2004)، ص. 1594.
155. 1 2  زرازير (2022)، ص. 116.
156. 1 2  السيوطي (2003)، ص. 249.
157. ↑  الطبري (2004)، ص. 1826.
158. ↑  الخضري (2003)، ص. 213.
159. 1 2 3 4 5 6  ابن الأثير (2005)، ص. 945.
160. ↑  المسعودي (2005)، ج. 4، ص. 37.
161. ↑  المسعودي (2005)، ج. 4، ص. 37 - 38.
162. ↑  زرازير (2022)، ص. 115.
163. ↑  ابن خلدون (2000)، ج. 3، ص. 320 - 321.
164. ↑  زرازير (2022)، ص. 117.
165. 1 2  أسعد (1984)، ج. 2، ص. 126.
166. ↑  زرازير (2022)، ص. 124.
167. ↑  خليفة (1931)، ص. 131.
168. 1 2  ليونز (2010)، ص. 98 - 99.
169. ↑  غنيمة (2006)، ص. 577.
170. ↑  هونكه (1993)، ص. 124.
171. ↑  ليونز (2010)، ص. 99.
172. ↑  ليونز (2010)، ص. 102.
173. ↑  ليونز (2010)، ص. 103.
174. 1 2  ليونز (2010)، ص. 98.
175. ↑  حربي (2004)، ص. 173 - 174.
176. 1 2  ليونز (2010)، ص. 118.
177. ↑  ليونز (2010)، ص. 119 - 120.
178. 1 2  ليونز (2010)، ص. 120.
179. ↑  ليونز (2010)، ص. 120 - 121.
180. ↑  الخضري (2003)، ص. 174.
181. ↑  الخضري (2003)، ص. 175.
182. ↑  الخضري (2003)، ص. 176.
183. ↑  الخضري (2003)، ص. 176-177.
184. ↑  الخضري (2003)، ص. 177-178.
185. ↑  الخضري (2003)، ص. 178-179.
186. ↑  الخضري (2003)، ص. 187-189.
187. 1 2 3  الخضري (2003)، ص. 190.
188. ↑  شاكر (2000)، ج. 1، ص. 193.
189. 1 2  العبادي (1988)، ص. 112.
190. 1 2  الدوسري (2016)، ص. 120.
191. ↑  الدوسري (2016)، ص. 121.
192. ↑  الدوسري (2016)، ص. 102.
193. ↑  العبادي (1988)، ص. 113.
194. ↑  العبادي (1988)، ص. 114.
195. 1 2 3  الدوسري (2016)، ص. 100.
196. ↑  العبادي (1988)، ص. 105.
197. 1 2  المغلوث (2012)، ص. 123.
198. ↑  الدوسري (2016)، ص. 122 - 123.
199. ↑  الطبري (2004)، ص. 1711.
200. ↑  ابن حزم (1983)، ص. 24.
201. 1 2  ابن الأثير (2005)، ص. 935.
202. 1 2 3  هدارة (1966)، ص. 167.
203. ↑  ابن الساعي (1968)، ص. 73.
204. 1 2  هدارة (1966)، ص. 169.
205. 1 2  ابن كثير (2004)، ص. 1586.
206. ↑  التنوخي (1978)، ج. 3، ص. 105.
207. ↑  السيوطي (2004)، ص. 256 - 257.
208. 1 2 3  ابن الساعي (1968)، ص. 55.
209. ↑  هدارة (1966)، ص. 166.
210. ↑  ابن الساعي (1968)، ص. 58.
211. ↑  الحسن (1998)، ص. 163.
212. ↑  هدارة (1966)، ص. 166 - 167.
213. ↑  ابن الساعي (1968)، ص. 79.
214. 1 2  ابن الساعي (1968)، ص. 80.
215. ↑  العباسي (2000)، ص. 80.
216. ↑  الكازروني (1970)، ص. 124.
217. ↑  ابن قدامة (2001)، ص. 201.
218. ↑  ابن قدامة (2001)، ص. 206 - 207.
219. ↑  هدارة (1966)، ص. 26.
220. ↑  ابن كثير (2004)، ص. 1592.
221. ↑  السيوطي (2004)، ص. 485.
222. ↑  ابن حزم (1983)، ج. 5، ص. 375.
223. 1 2  السيوطي (2004)، ص. 496.
224. ↑  هدارة (1966)، ص. 170.
225. ↑  التنوخي (1978)، ج. 1، ص. 373.
226. 1 2 3 4 5 6 7  ابن كثير (2004)، ج. 1، ص. 1592.
227. 1 2 3  السيوطي (2004)، ص. 258.
228. ↑  ابن طيفور (2009)، ص. 70 - 71.
229. ↑  ابن طيفور (2009)، ص. 74.
230. ↑  السيوطي (2004)، ص. 258 - 260.
231. ↑  ابن طيفور (2009)، ص. 165 - 166.
232. ↑  العبادي (1988)، ص. 111 - 112.
233. ↑  ابن الأثير (2005)، ص. 946.
234. ↑  ابن طيفور (2009)، ص. 128.
235. ↑  المسعودي (2005)، ج. 4، ص. 34.
236. ↑  ابن طيفور (2009)، ص. 128 - 129.
237. ↑  الطبري (2004)، ص. 1827.
238. ↑  السيوطي (2004)، ص. 514.
239. 1 2  السيوطي (2004)، ص. 515.
240. ↑  السيوطي (2004)، ص. 263.
241. ↑  ريسلر (د.ت.)، ص. 108.
242. ↑  السيوطي (2004)، ص. 257.
243. ↑  الخضري (2003)، ص. 99.
244. ↑  الطبري (2004)، ص. 1829.
245. ↑  الطبري (2004)، ص. 1832.
246. ↑  السيوطي (2004)، ص. 260.
247. ↑  ابن كثير (2004)، ص. 1592 - 1593.
248. ↑  المسعودي (2005)، ج. 4، ص. 8.
249. ↑  السيوطي (2004)، ص. 255.
250. ↑  السيوطي (2004)، ص. 497.
251. ↑  الذهبي (1996)، ج. 10، ص. 273.
252. 1 2  الذهبي (1996)، ج. 10، ص. 279.
253. ↑  الذهبي (1996)، ج. 10، ص. 281.
254. ↑  ابن الطقطقي (2013)، ص. 216.
255. ↑  الدوسري (2016)، ص. 98.
256. ↑  ابن كثير (2004)، ص. 1591 - 1592.
257. ↑  السيوطي (1947)، ص. 9.
258. ↑  القمي (2011)، ج. 2، ص. 374 - 375.

### فهرس الوب
1. ↑  الصغير محمد الغربي (30 ديسمبر 2017). "العلماء العرب والمسلمون وقياس محيط الأرض". منظمة المجتمع العلمي العربي. مؤرشف من الأصل في 2021-08-02. اطلع عليه بتاريخ 2023-10-02.
2. ↑  محمد بكري (13 يوليو 2014). "العلم والترجمة في عهد الخليفة المأمون". موقع اللغة والثقافة العربية. مؤرشف من الأصل في 2023-10-02. اطلع عليه بتاريخ 2023-11-04.{{استشهاد ويب}}:  صيانة الاستشهاد: BOT: original URL status unknown (link)
3. ↑  "المأمون سابع خلفاء بني العباس". قصة الإسلام. 19 يونيو 2017. مؤرشف من الأصل في 2023-10-05. اطلع عليه بتاريخ 2023-11-12.
4. ↑  محمد بكري (13 يوليو 2014). "الإمام الكسائي عالم القراءات والنحو". موقع اللغة والثقافة العربية. مؤرشف من الأصل في 2021-06-09. اطلع عليه بتاريخ 2023-10-05.
5. 1 2  "منشأ وكيفية استشهاد الامام الرضا (ع)". مركز الهدى للدراسات الإسلامية. مؤرشف من الأصل في 2023-12-31. اطلع عليه بتاريخ 2023-12-31.
6. ↑  بينك هالوم (14 أكتوبر 2014). "حنين بن إسحق وإزدهار اللغة العربية كلغة للعلم". مكتبة قطر الرقمية. مؤرشف من الأصل في 2023-10-17. اطلع عليه بتاريخ 2023-11-12.
7. ↑  عامر النجار، عامر (13 أغسطس 2019). "الترجمة في العصر العباسي". مجلة التقدم العلمي. مؤرشف من الأصل في 2023-11-21. اطلع عليه بتاريخ 2023-11-21.
8. ↑  "بنو موسى بن شاكر أول فريق علمي في العالـم". قصة الإسلام. مؤرشف من الأصل في 2023-11-20. اطلع عليه بتاريخ 2023-11-20.
9. ↑  "المأمون - ميكائيل كوبرسون". البيان. 23 أكتوبر 2006. مؤرشف من الأصل في 2023-10-18. اطلع عليه بتاريخ 2023-11-25.
10. ↑  [67 -560] هل يحكم على الخليفة المأمون بالكفر ومن تبعه حيث حملوا الناس على القول بخلق القرآن؟، قناة الدكتور صالح الفوزان على اليوتيوب، 11 سبتمبر 2021، مؤرشف من الأصل في 2024-02-01، اطلع عليه بتاريخ 2024-01-20

### معلومات المنشورات كاملة
الكتب مرتبة حسب تاريخ النشر
- أحمد فريد رفاعي (1928)، عصر المأمون (ط. 3)، القاهرة: دار الكتب والوثائق القومية، OCLC:24417337، QID:Q123460212
- حسن خليفة (1931)، الدولة العباسية: قيامها وسقوطها (ط. 1)، القاهرة: المطبعة الحديثة، OCLC:4770488803، QID:Q106997581
- جلال الدين السيوطي (1947)، صون المنطق والكلام عن فن المنطق والكلام ويليه مختصر السيوطي لكتاب نصيحة أهل الإيمان في الرد على منطق اليونان، تحقيق: علي سامي النشار (ط. 1)، القاهرة: مكتبة الخانجي، OCLC:23508482، QID:Q123504651
- ابن الساعي (1960)، نساء الخلفاء: جهات الأئمة الخلفاء من الحرائر والإماء، ذخائر العرب (28)، تحقيق: مصطفى جواد، القاهرة: دار المعارف، OCLC:953069400، QID:Q123371389{{استشهاد}}:  صيانة الاستشهاد: ref duplicates default (link)
- محمد مصطفى هدارة (1966)، المأمون: الخليفة العالم، القاهرة: الدار المصرية للتأليف والترجمة، OCLC:762429655، QID:Q123237917
- ظهير الدين الكازروني (1970)، مختصر التاريخ من أول الزمان إلى منتهى دولة بني العباس، تحقيق: مصطفى جواد، سالم الآلوسي، بغداد: المؤسسة العامة للطباعة، OCLC:4771288367، QID:Q125826463
- أبو إسحاق إبراهيم الحصري القيرواني (1972)، زهر الآداب وثمر الألباب، مراجعة: زكي مبارك. تحقيق: محمد محيي الدين عبد الحميد (ط. 4)، بيروت: دار الجيل للطبع والنشر والتوزيع، OCLC:318939046، QID:Q123472284
- ابن حبان (1973)، الثقات، حيدر آباد: دائرة المعارف العثمانية، OCLC:4770597653، QID:Q121009378{{استشهاد}}:  صيانة الاستشهاد: ref duplicates default (link)
- جلال الدين السيوطي (1976)، المستظرف من أخبار الجواري، تحقيق: صلاح الدين المنجد (ط. 2)، بيروت: دار الكتاب الجديد، OCLC:21626076، QID:Q123438125
- القاضي التنوخي (1978)، الفرج بعد الشدة، تحقيق: عبود الشالجي، بيروت: دار صادر، OCLC:1408741864، QID:Q123438060
- سعيد الأفغاني (1978)، من تاريخ النحو (ط. 2)، بيروت: دار الفكر للطباعة والنشر والتوزيع، OCLC:929481688، QID:Q123342256
- ابن حزم الأندلسي (2010)، جمهرة أنساب العرب، تحقيق: عبد السلام هارون (ط. 7)، القاهرة: دار المعارف، QID:Q114955882
- منير الخوري عيسى أسعد (1984)، تاريخ حمص، من ظهور الاسلام حتى يومنا سنة 622 - 1977 م (ط. 1)، مطرانية حمص للروم الأرثوذكس، ج. 2، QID:Q124355712
- محب الدين ابن النجار (1986)، المستفاد من ذيل تاريخ بغداد، تحقيق: محمد مولود خلف (ط. 1)، مؤسسة الرسالة، OCLC:827876938، QID:Q123437534
- ميخائيل عواد (1986)، صور مشرقة من حضارة بغداد في العصر العباسي (ط. 2)، بغداد: دار الشؤون الثقافية العامة، OCLC:745120826، QID:Q123235664
- أحمد مختار العبادي (1988)، في التاريخ العباسي والأندلسي، القاهرة: دار النهضة العربية (القاهرة)، OCLC:4770066959، QID:Q123235620
- سيغريد هونكه (1993)، شمس العرب تسطع على الغرب (ط. 8)، دار الجيل للطبع والنشر والتوزيع، دار الآفاق الجديدة، QID:Q123515937
- شمس الدين الذهبي (1996)، سير أعلام النبلاء، تحقيق: شعيب الأرنؤوط (ط. 11)، بيروت: مؤسسة الرسالة، OCLC:49724069، QID:Q124255462
- ابن العمراني (1999)، الإنباء في تاريخ الخلفاء، تحقيق: قاسم السامرائي (ط. 1)، القاهرة: دار الآفاق العربية، OCLC:41180859، QID:Q56367172{{استشهاد}}:  صيانة الاستشهاد: ref duplicates default (link)
- ابن خلدون (2001)، تاريخ ابن خلدون، تحقيق: خليل شحادة، بيروت: دار الفكر للطباعة والنشر والتوزيع، OCLC:4771121968، QID:Q113632106
- محمود شاكر (2000)، تاريخ الدولة العباسية (ط. 6)، بيروت: المكتب الإسلامي، QID:Q125381951
- حسني أحمد علي العباسي (2000). الأساس في أنساب بني العباس. تحقيق: أحمد عمر هاشم، حسين يوسف دويدار، محمد عبد الحميد راغب (ط. 1). القاهرة: دار ركابي للنشر. ISBN:978-977-6007-01-7. OCLC:45698005. OL:20771168M. QID:Q123463845.
- ابن قدامة (2001)، التوابين (دار الكتاب العربي، ط 6، 2001) (ط. 6)، بيروت: دار الكتاب العربي، QID:Q124498415{{استشهاد}}:  صيانة الاستشهاد: ref duplicates default (link)
- خير الدين الزركلي (2002)، الأعلام: قاموس تراجم لأشهر الرجال والنساء من العرب والمستعربين والمستشرقين (ط. 15)، بيروت: دار العلم للملايين، OCLC:1127653771، QID:Q113504685
- حسين نصار (2002)، الثورات الشعبية في مصر الإسلامية (ط. 2)، القاهرة: مكتبة الدراسات الشعبية، QID:Q124398383
- محمد الخضري بك (2003). الدولة العباسية. مراجعة: نجوى عباس. القاهرة: مؤسسة المختار للنشر. ISBN:978-977-5283-97-9. OCLC:54844608. OL:31601253M. QID:Q123224571.
- عبد المنعم الهاشمي (2003). الخلافة العباسية (ط. 1). بيروت: دار ابن حزم. ISBN:978-9953-81-268-7. OCLC:405481588. QID:Q123226173.
- جلال الدين السيوطي (2003)، تاريخ الخلفاء (ط. 1)، بيروت: دار ابن حزم، QID:Q123424538
- ابن كثير الدمشقي (2004)، البداية والنهاية، تحقيق: أبو صهيب الكرمي (ط. 1)، لبنان: بيت الأفكار الدولية، OCLC:1014077365، QID:Q123368203
- محمد بن جرير الطبري (2004). تاريخ الأمم والملوك، تاريخ الطبري: طبعة مقدم لها بتوضيح في أسانيد الطبري وبيان المؤاخذات عليها، وصححت النسخة على أصح النسخ الموجودة، وخدمت بفهارس للآيات وفهارس للأحاديث، وفهارس للموضوعات. مراجعة: أبو صهيب الكرمي. عَمَّان: بيت الأفكار الدولية. ISBN:978-9957-21-152-3. OCLC:956977290. QID:Q123224476.
- خالد أحمد حربي (2004). علوم حضارة الإسلام ودورها في الحضارة الإنسانية (ط. 1). الدوحة: وزارة الأوقاف والشؤون الإسلامية (قطر). ISBN:978-99921-63-18-4. OCLC:61491925. OL:57367136M. QID:Q123497142.
- المسعودي (2005). مُرُوج الذهب ومعادن الجوهر. مراجعة: كمال حسن مرعي (ط. 1). صيدا، بيروت: المكتبة العصرية. ISBN:9953-34-317-9. OCLC:4770827273. OL:57501172M. QID:Q116270317.{{استشهاد بكتاب}}:  صيانة الاستشهاد: ref duplicates default (link)
- ابن الأثير الجزري (2005)، الكامل في التاريخ، مراجعة: أبو صهيب الكرمي، عَمَّان: بيت الأفكار الدولية، OCLC:122745941، QID:Q123225171
- أبو الفرج الأصفهاني (2006)، مقاتل الطالبيين، تحقيق: السيد أحمد صقر (ط. 4)، بيروت: مؤسسة الأعلمي للمطبوعات، QID:Q123476121
- سبط ابن الجوزي (2008)، تذكرة الخواص: المعروف بتذكرة خواص الأمة في خصائص الأئمة عليهم السلام، تحقيق: محمد صادق بحر العلوم، القاهرة: مكتبة الثقافة الدينية، OCLC:4770840439، QID:Q123370859
- ابن طيفور (2009)، تاريخ بغداد (أقدم مما كُتب في تاريخ الخليفة المأمون) (ط. 1)، بيروت: دار الكتب العلمية، OCLC:432721989، QID:Q124311505{{استشهاد}}:  صيانة الاستشهاد: ref duplicates default (link)
- جوناثان ليونز (2010). بيت الحكمة: كيف أسس العرب لحضارة الغرب. ترجمة: مازن جندلي (ط. 1). بيروت: الدار العربية للعلوم ناشرون. ISBN:978-614-421-990-4. OCLC:4770000280. QID:Q123371046.
- منصور عبد الحكيم (2011). هارون الرشيد: الخليفة المفترى عليه. تحقيق: طه عبد الرؤوف سعد (ط. 1). دمشق: دار الكتاب العربي. ISBN:978-977-376-595-8. OCLC:1158850430. QID:Q123371308.
- محمد سهيل طقوش (2009). تاريخ الدولة العبَّاسيَّة (ط. 7). بيروت: دار النفائس للطباعة والنشر والتوزيع. ISBN:978-9953-18-045-8. OCLC:915153412. QID:Q107182076.
- عباس القمي (2011)، منتهى الآمال في تواريخ النبي والآل (دار المصطفى، ط 3، 2011) (ط. 3rd)، QID:Q124651162
- سامي المغلوث (2012). أطلس تاريخ الدولة العباسية (ط. 1). الرياض: مكتبة العبيكان. ISBN:978-603-503-187-5. OCLC:1110151554. OL:31223741M. QID:Q124269560.
- ابن الطقطقي (2013)، الفخري في الآداب السلطانية والدولة الإسلامية (ط. 2)، بيروت: دار صادر، QID:Q125263713{{استشهاد}}:  صيانة الاستشهاد: ref duplicates default (link)
- محمد صقر الدوسري؛ محمد نصر عبد الرحمن (2016). تاريخ الدولة العباسية في العصر العباسي الأول. الأحساء: جامعة الملك فيصل. ISBN:978-9960-08-128-1. QID:Q124417503.
- جاك ريسلر، الحضارة العربية، ترجمة: غنيم عبدون، مراجعة: أحمد فؤاد الأهواني، القاهرة: الدار المصرية للتأليف والترجمة، OCLC:929486437، QID:Q123371921

المقالات المحكمة
- منى الحسن (1998). "عَريب المغنية". الموسوعة العربية. ج. 13: 163. QID:Q123415767.
- عبد الفتاح مصطفى غنيمة (2006). "العلم والترجمة في عهد الخليفة المأمون". الداعي‎‎. ج. 30 ع. 3–4: 577. ISSN:2347-8950. QID:Q123385589.
- ماجد الخزرجي (2011). "محمد بن جعفر الديباج ودوره السياسي والفكري". مجلة مركز بابل للدراسات الإنسانية. ج. 1 ع. 1: 139–162. ISSN:2227-2895. QID:Q123283936.
- محمود زرازير (2022)، دور المسكوكات في توثيق الصراع بين العباس بن المأمون والمعتصم، محمود زرازير (جامعة الفيوم، العدد 5، 2022)، جامعة الفيوم، QID:Q123990834
- عبد الزهرة جاسم الخفاجي (2022). "الإمام علي بن موسى الرضا عليه السلام والمأمون دراسة في تأريخ التشيع في العصر العباسي الأول". مجلة الكلية الإسلامية الجامعة. ج. 1 ع. 68. ISSN:2664-4355. QID:Q124329629.

## وصلات خارجية
- عبد الله المأمون على موقع الموسوعة البريطانية (الإنجليزية)

| عبد الله المأمُونالخلافة العبَّاسيةولد: 15 ربيع الأول 170هـ / 14 سبتمبر 786م توفي: 18 رجب 218هـ / 9 أغسطس 833م |                                                                       |                         |
| ألقاب سُنيَّة                                                                                                  |                                                                       |                         |
| سبقه مُحمَّد الأمين                                                                                            | أمير المُؤمنين 25 مُحرَّم 198 – 18 رجب 218هـ 25 سبتمبر 813 – 9 أغسطس 833م | تبعه مُحمَّد المُعتصم بالله |